# Fondation Bemberg
La Fondation Bemberg est une fondation d'art située à Toulouse dans l'hôtel d'Assézat, et présentant la riche collection d'art privée du collectionneur Georges Bemberg, réunissant peintures, sculptures et objets d'arts anciens et modernes que celui-ci a prêtés à la municipalité de Toulouse afin de les rendre accessibles au plus grand nombre. La fondation, outre que d'être un musée, propose également des activités culturelles liées à l'histoire et à la connaissance de l'art. 

## Histoire
En 1994, Georges Bemberg, riche Argentin amateur d'art, prête pour 99 ans à la municipalité la collection qu'il a réunie (1 100 œuvres réparties entre tableaux, sculptures et objets d'art) afin de la rendre accessible au public. Ce sont ainsi trois quarts de la collection qui sont visibles dans les salles de l'hôtel d'Assézat, des travaux d'agrandissements étant prévus. Parmi les objets exposés, la peinture et le dessin occupent une place privilégiée, avec par exemple un ensemble unique de plus de trente toiles de Pierre Bonnard et des œuvres de grands peintres des différentes écoles européennes de peinture, du XVe siècle au XXe siècle.
Le musée ferme pour rénovation en 2020, pour une durée de trois ans, avant de rouvrir le 2 février 2024 : des travaux permettent différents aménagements, dont des espaces d'exposition temporaire, une nouvelle muséographie, ainsi que d'une remise aux normes d'accessibilité pour les personnes en situation de handicap,.
À la fermeture du musée, une partie des salariés se regroupe sous le nom de « Collectif Bemberg » et dénonce notamment, à la réouverture, un non-respect d'une clause de réembauche,,.

### Acquisitions
Pour augmenter la collection de George Bemberg, l'institution procède à des acquisitions importantes dans les années qui suivent son ouverture. Les Fruits de l'automne, de Nicolas Tournier, sont acquis en 2014, puis le pendant Les Fruits de l'été en 2015. L'Enfant Jésus se blessant, de Francisco de Zurbarán, entre dans les collections en 2018. Un Saint Sébastien de Mattia Preti le rejoint en 2019, puis la Nature morte au trophée de gibier, fruits et perroquet sur fond de niche, d'Alexandre-François Desportes, en 2020. Le Portrait de jeune femme au chapeau blanc, un Mary Cassatt, est acheté en 2023.

## Peinture ancienne

### Salle I
« Les Anciens » Venise
Cette salle est consacrée à la peinture vénitienne du XVIIIe siècle, avec un mobilier de provenance vénitienne.
- Le Rapt de Proserpine, du peintre trévisan Pâris Bordone, qui a travaillé à Venise mais aussi en France où il a été appelé par François Ier.
- plusieurs Vedute de Canaletto (certaines, comme Le Grand Canal à Sainte Lucie, montrent l'ancien quartier autour de l'église Sainte Lucie rasé dans les années 1830 pour laisser place à la gare du même nom).
- Angélique et Médor d'Andrea Casali, actif essentiellement à Rome mais aussi en Angleterre où il a passé vingt ans.
- deux pastels de Rosalba Carriera, peintre vénitienne, qui lança la mode du pastel en France lors de son passage à Paris en 1720.
- plusieurs Vedute de Francesco Guardi : il est avec Canaletto l'un des représentants les plus significatifs du védutisme italien (ou peinture de paysages urbains).
- Le Charlatan de Pietro Longhi. Il a peint plusieurs tableaux représentant la vie quotidienne (scènes réalistes) à Venise.
- La Bautta d'Alessandro Longhi, fils du précédent. Il peignit des portraits pour la noblesse vénitienne, mais il est surtout connu par ses nombreuses gravures à l’eau-forte.
- Le Triomphe d'Hercule de Giambattista Tiepolo, peintre rococo et graveur vénitien ayant travaillé dans plusieurs cours européennes, fait caractéristique de la circulation des artistes dans l'Europe des Lumières.
- portrait de jeune femme par Pietro Antonio Rotari, peintre véronais spécialisé dans la peinture de bustes de femmes très en vogue à l'époque.
- trois tableaux de Francesco Zuccarelli, peintre florentin qui a longtemps vécu à Venise et qui été actif dans plusieurs cours d’Europe.

Seule exception au thème vénitien, un portrait de Miss Frances Elisabeth Sage par le peintre anglais George Romney.

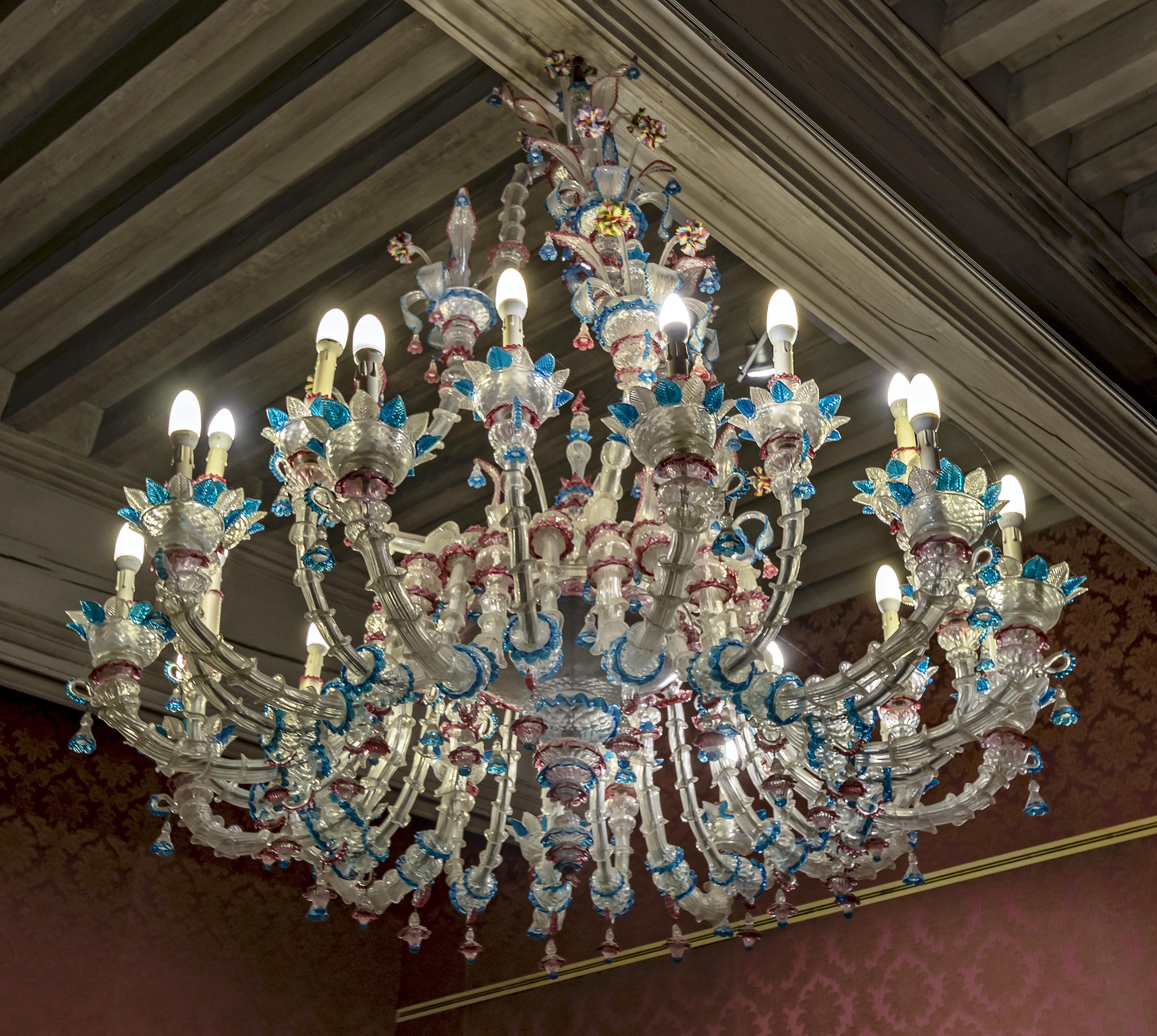
Lustre Ca'Rezzonico
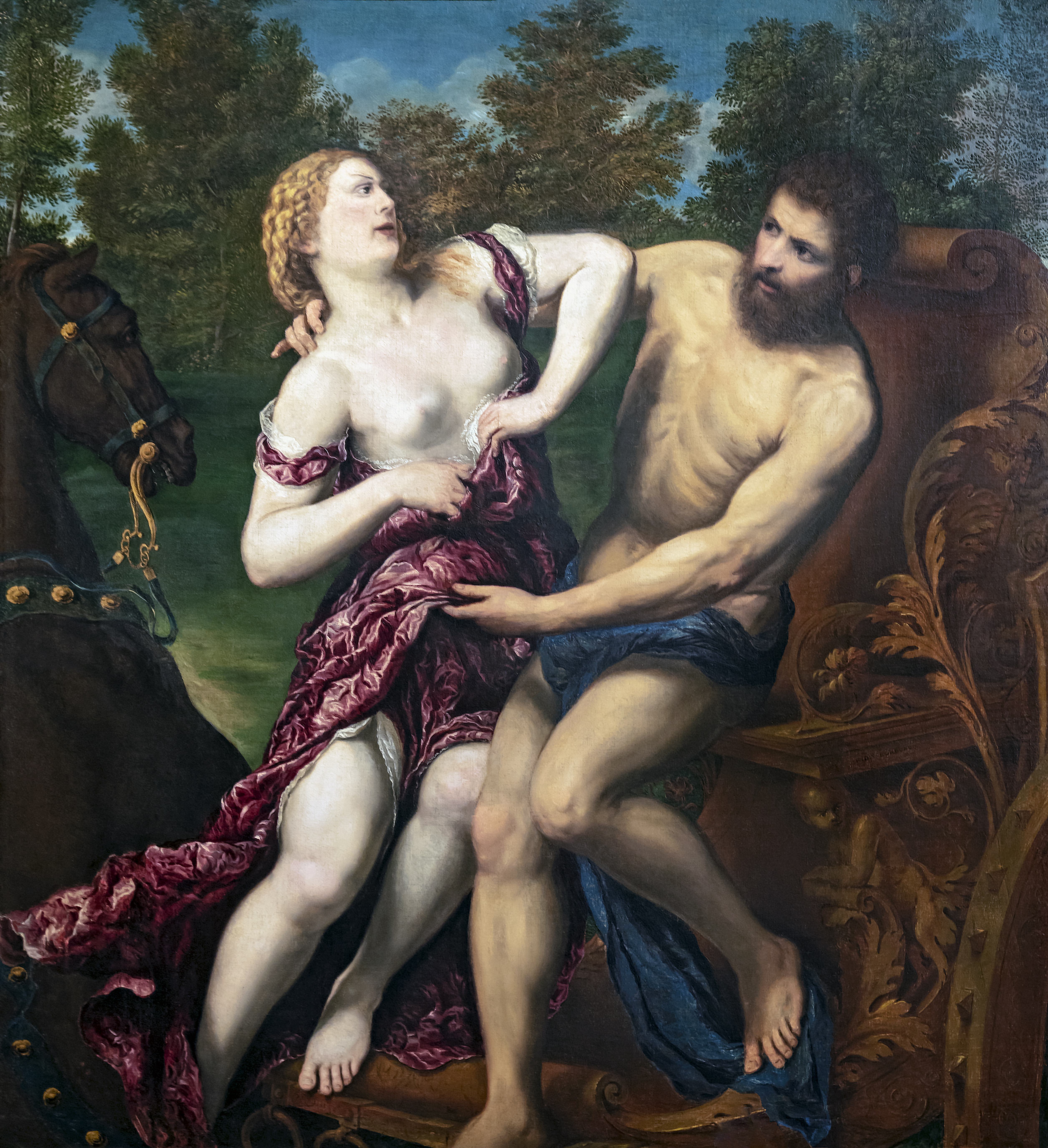
Le Rapt de Proserpine par Pâris Bordone
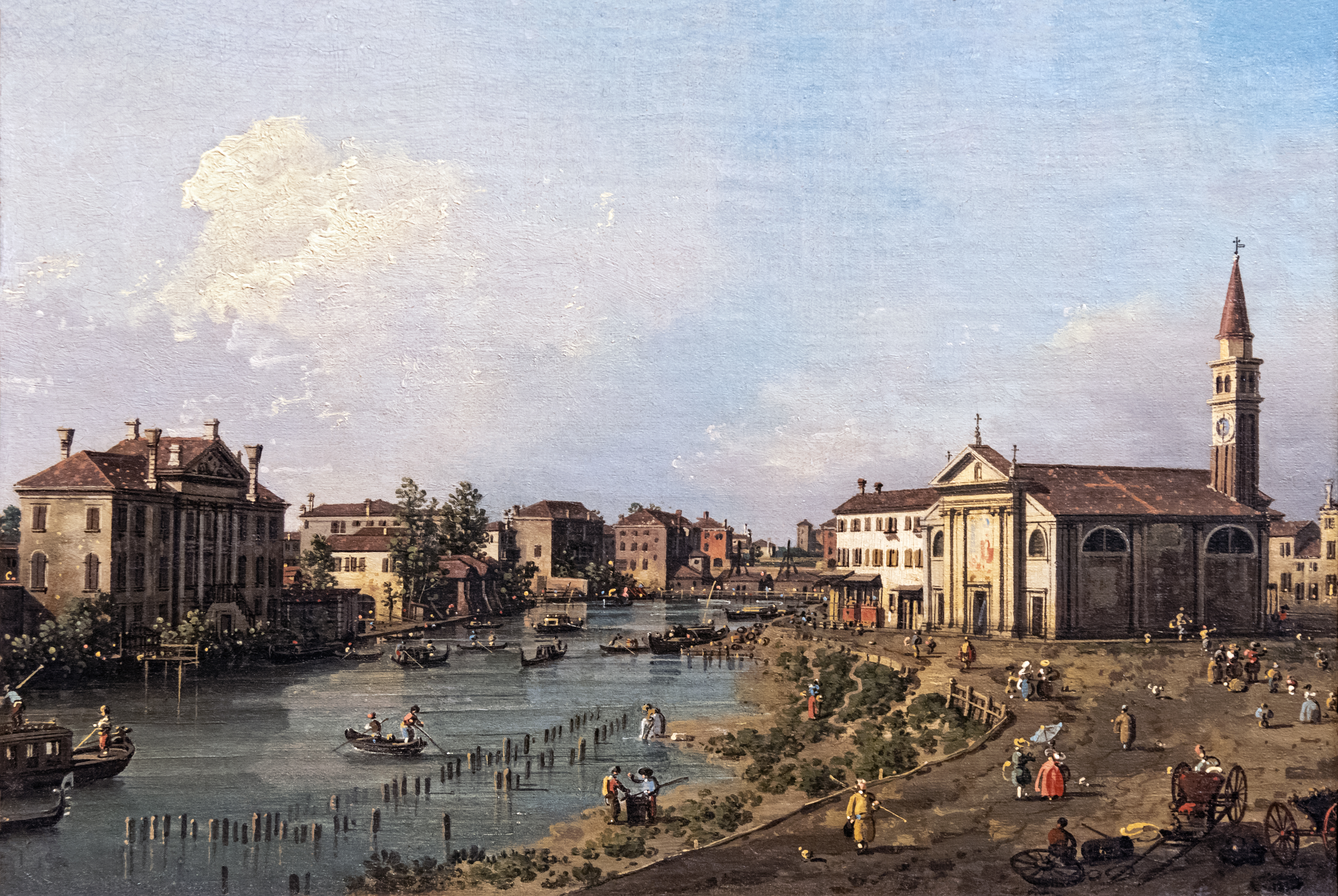
Vue de Dolo par Canaletto
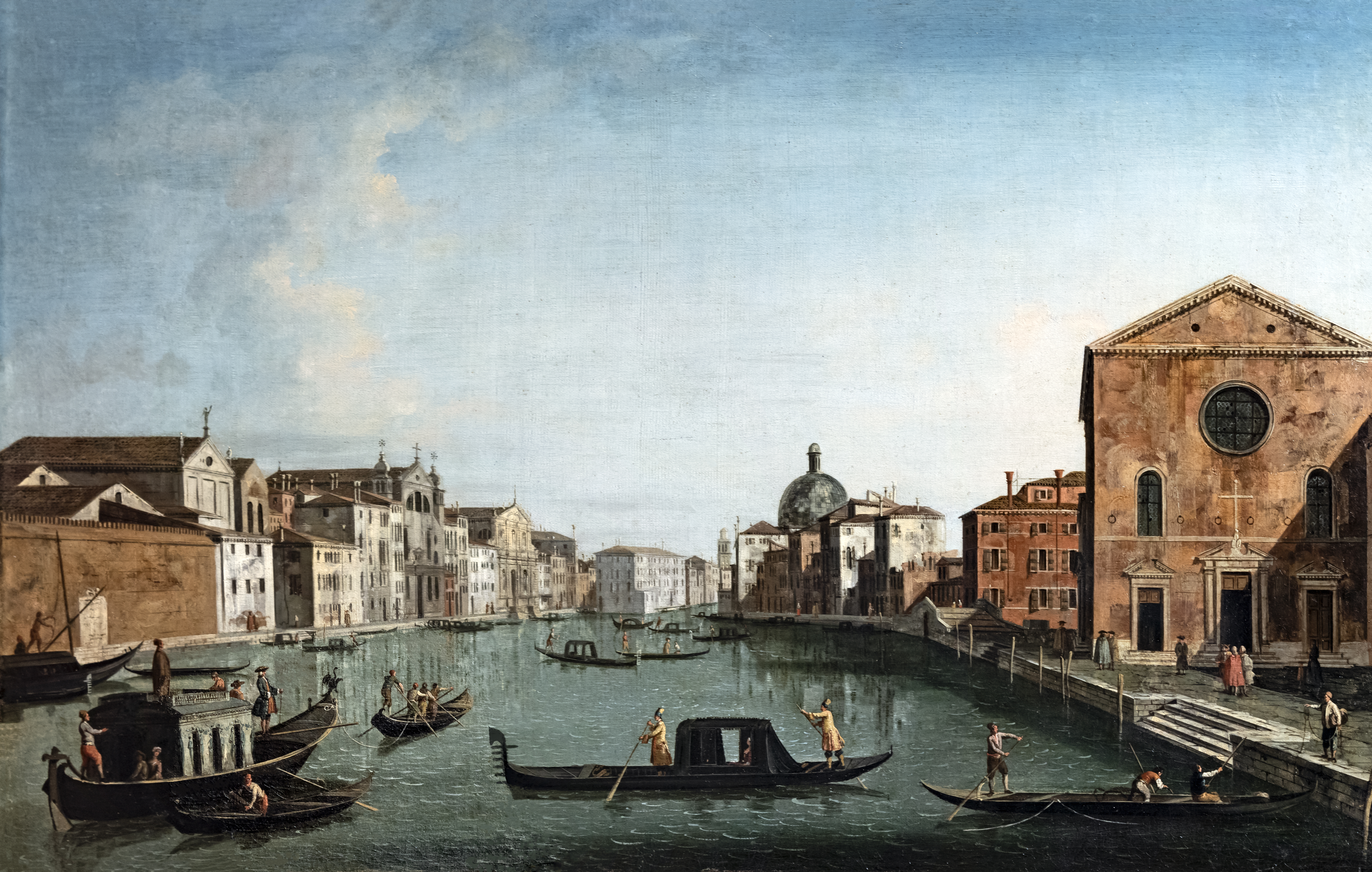
Le Grand Canal à Sainte Lucie par Canaletto
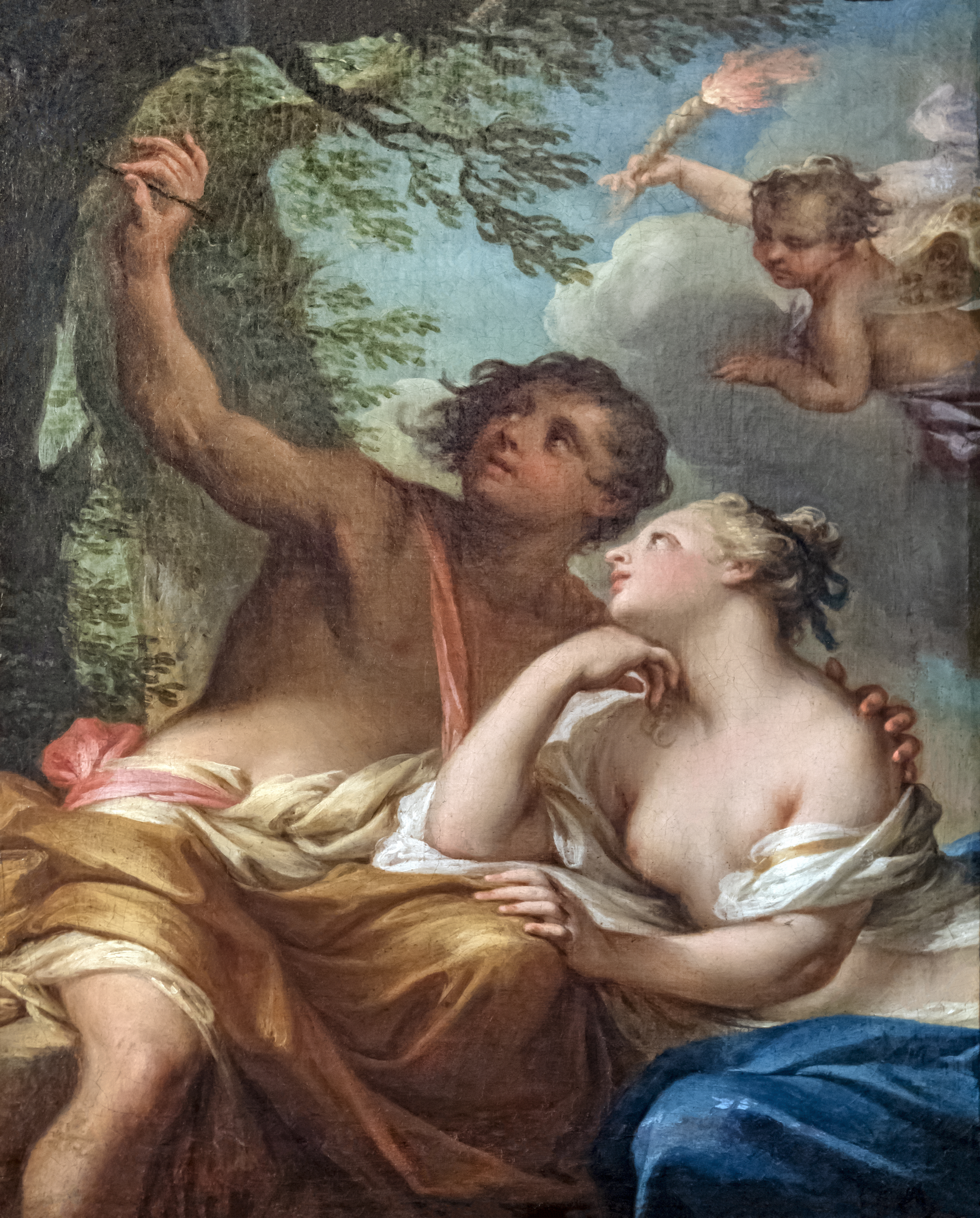
Angélique et Médor par Andrea Casali
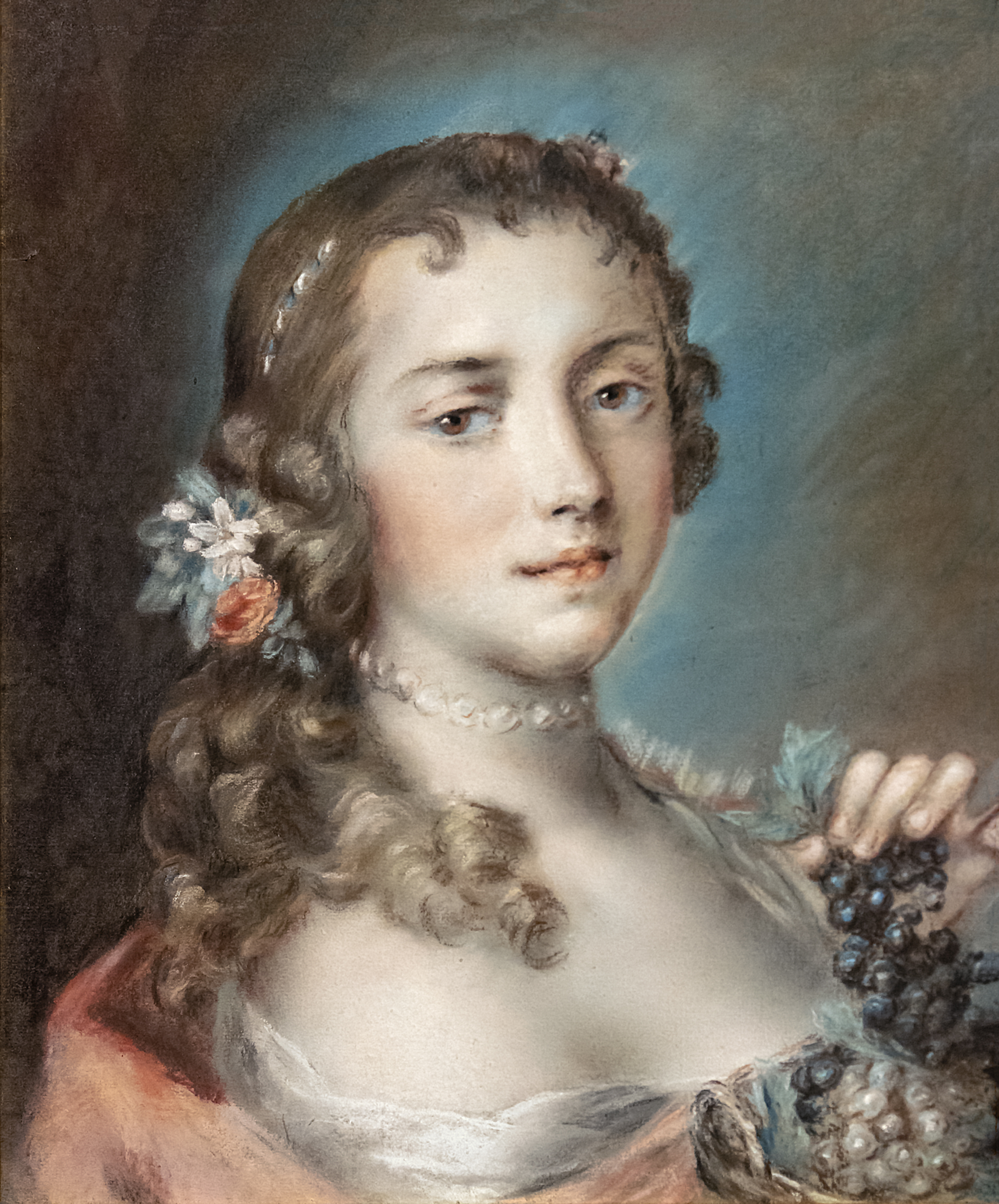
L'automne par Rosalba Carriera
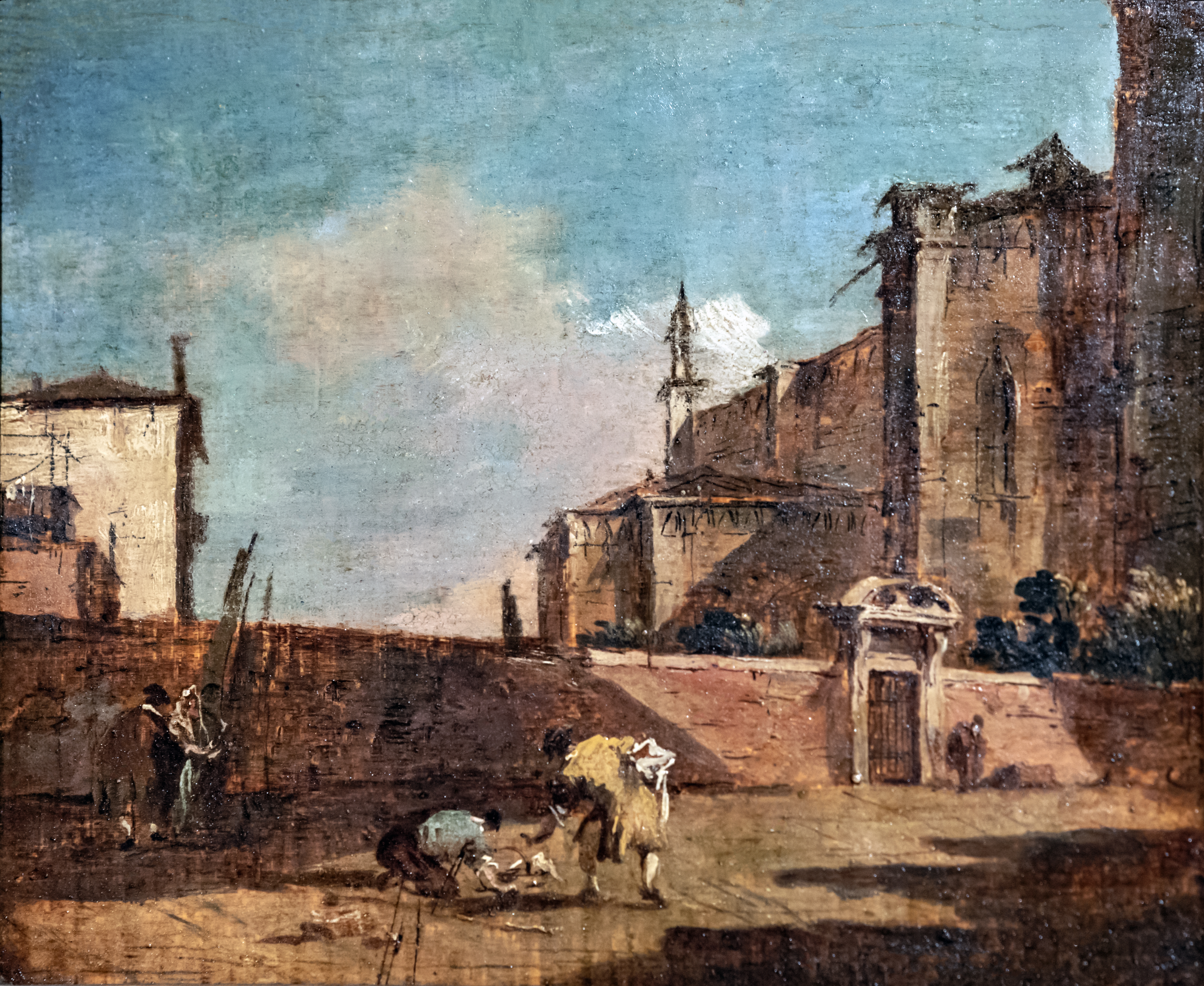
Paysage avec figures par Francesco Guardi
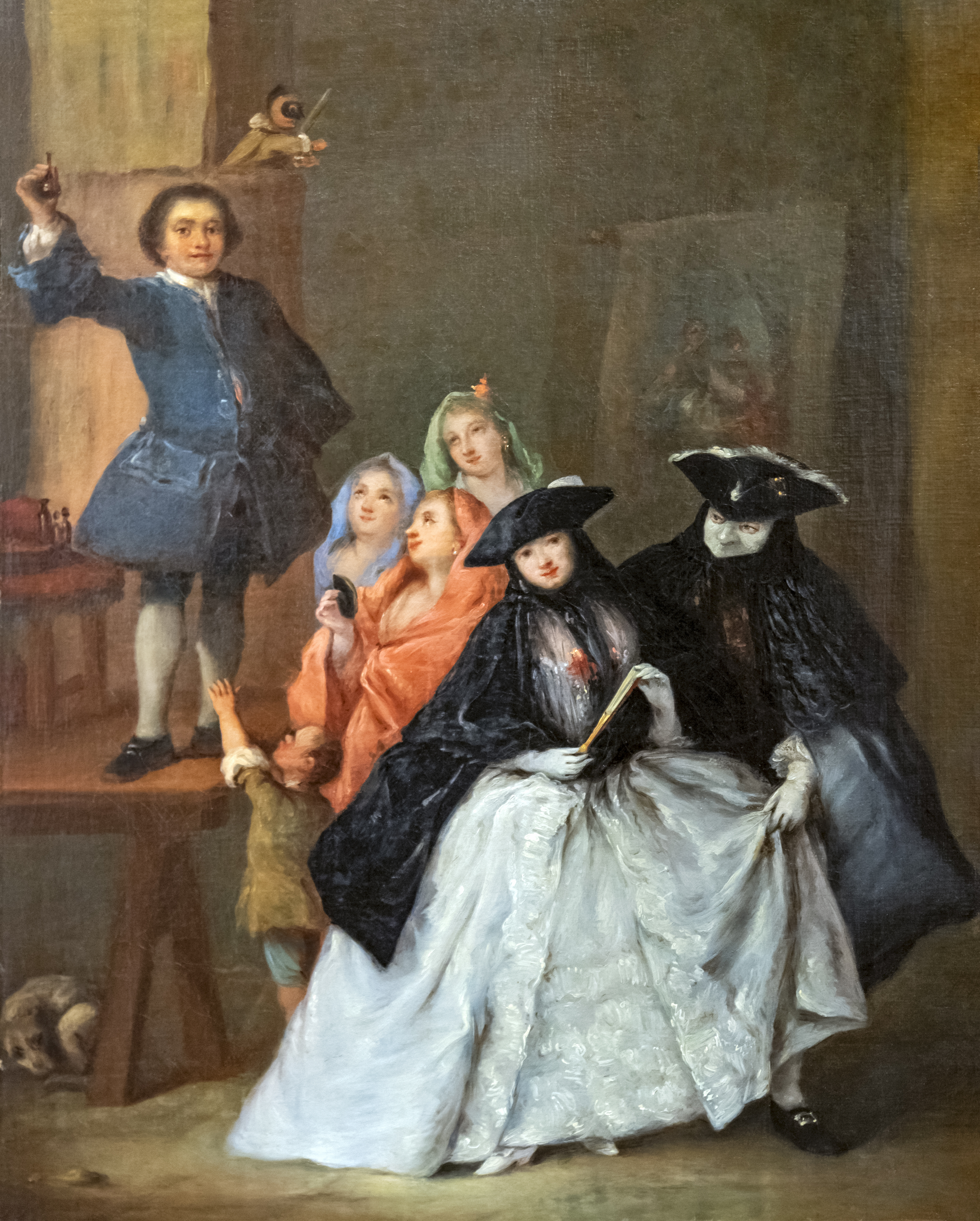
Le Charlatan par Pietro Longhi
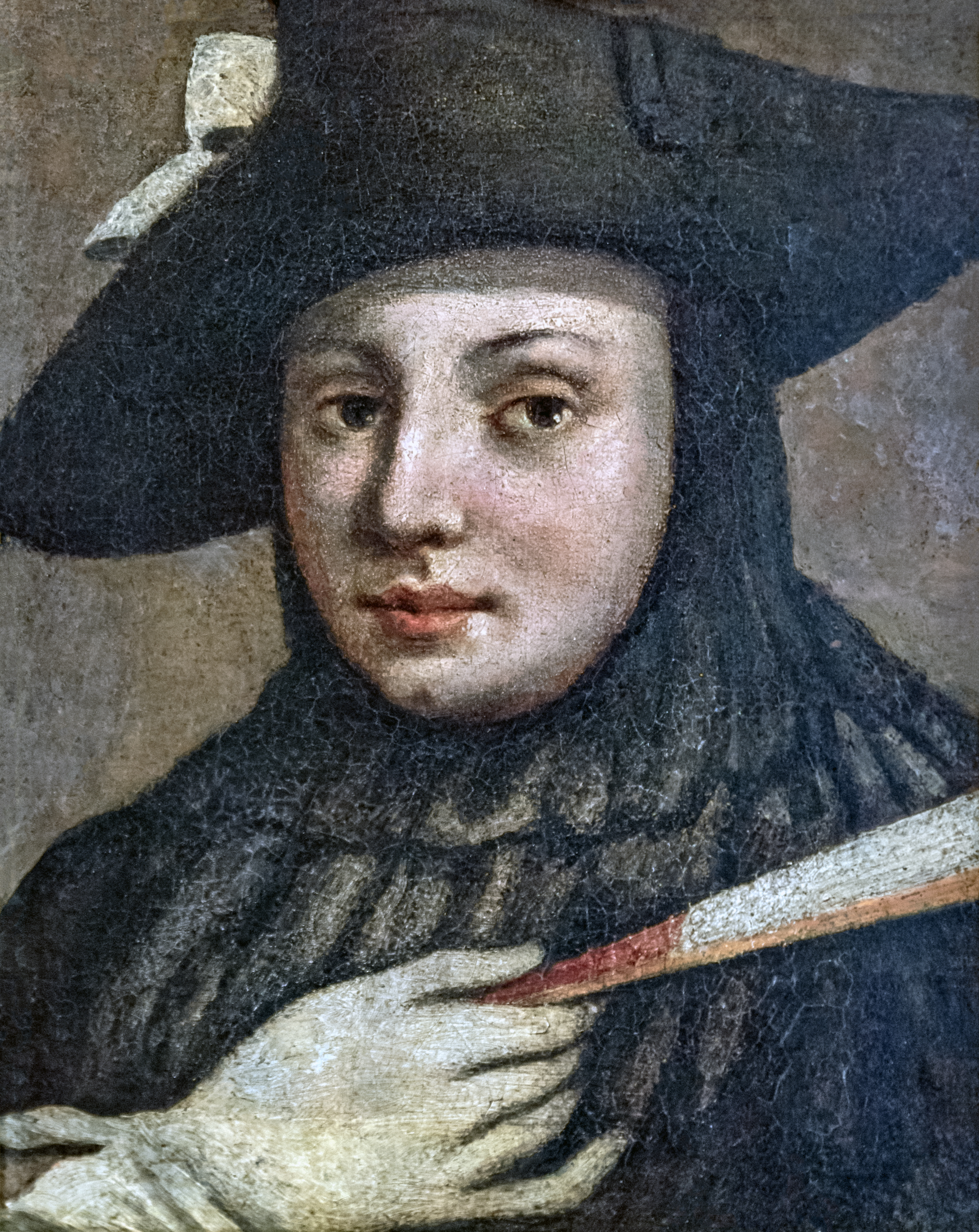
La Bautta par Alessandro Longhi
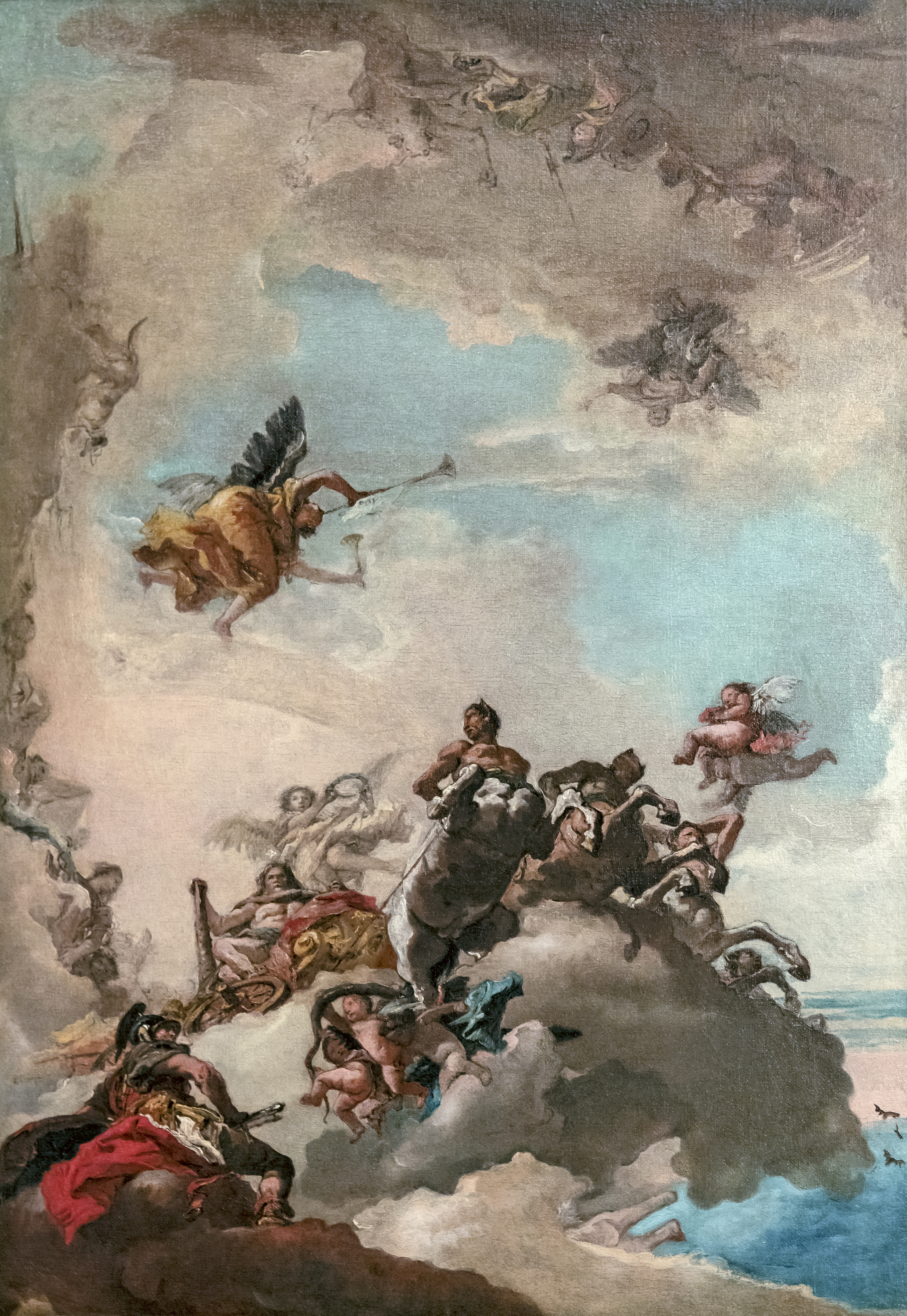
Le triomphe d'Hercule par Giandomenico Tiepolo
Jeune femme par Pietro Antonio Rotari
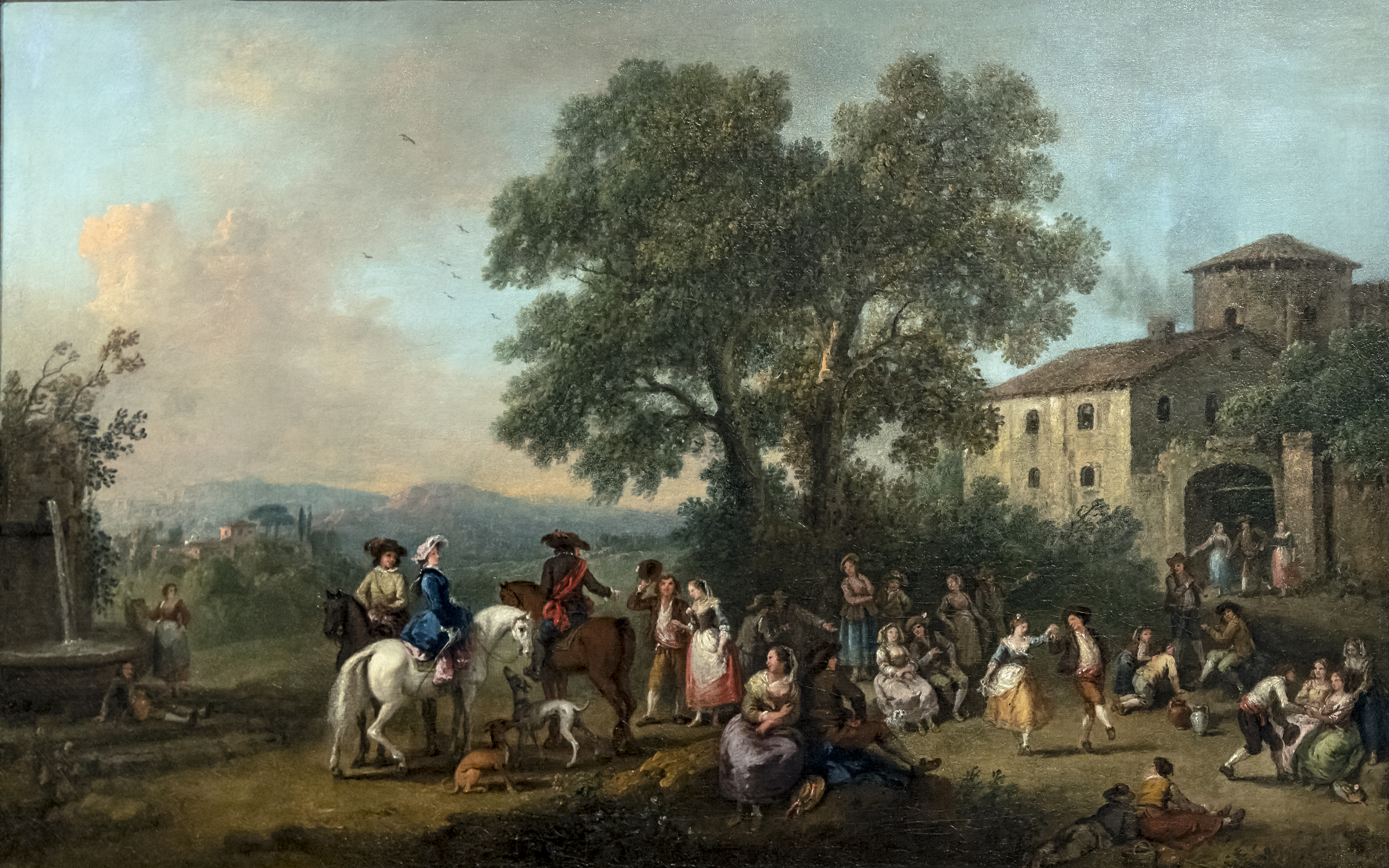
Fête champêtre par Francesco Zuccarelli
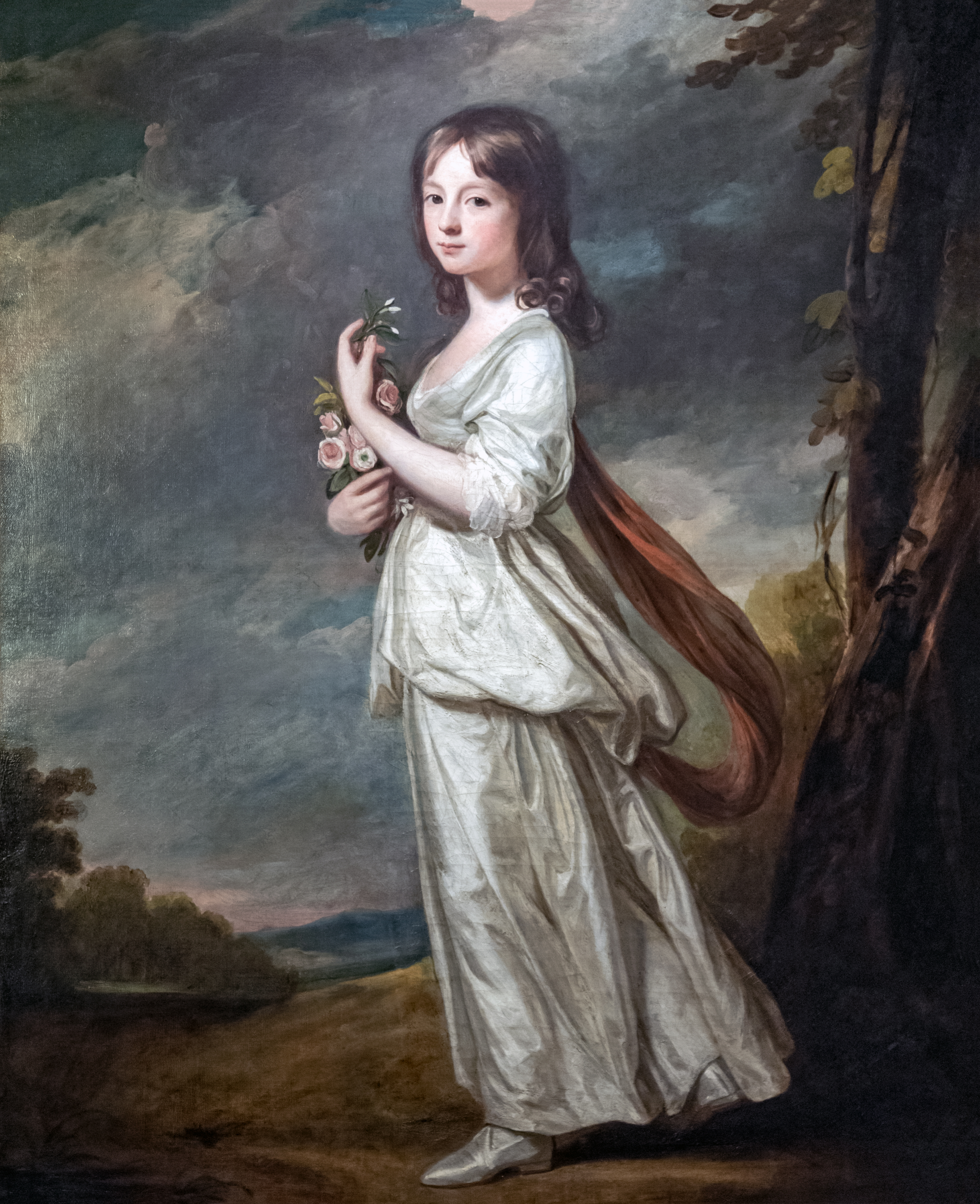
Miss Frances Elisabeth Sage par George Romney

### Salle II
« Les Anciens » Salle Louis XVI
Faisant pendant à la salle vénitienne, cette salle montre des collections de la même époque, avec des créations françaises et des porcelaines de Chine. 
- Portrait de la comtesse Kagenek en Flore par madame Élisabeth Vigée Le Brun ; Huile sur toile de 1783. La comtesse Kageneck, et non Kagenek, épousera Franz Georg Karl von Metternich mais surtout sera la mère de Klemens Wenzel von Metternich. Élisabeth Vigée Le Brun est une artiste peintre considérée comme une grande portraitiste de son temps.
- Personnages sous une tente par Jean-Baptiste Pater, peintre rococo français, spécialisé dans les scènes de genre.
- Fête galante représentant une dame dansant avec Pulcinella par Nicolas Lancret, élève de Pierre Dulin, puis de Claude Gillot. Il peignit un nombre considérable de tableaux de genre.
- Le Cadeau délicat, La lettre et La cuisinière par Louis-Léopold Boilly vers 1787. Peintre, miniaturiste, et graveur français, connu notamment pour ses scènes de la vie parisienne dans les années qui suivent la Révolution. Élève de Charles-Alexandre-Joseph Caullet et de Dominique Doncre.

- Acis et Galatée, huile sur toile attribuée à Luca Giordano, peintre italien baroque de l'école napolitaine très prolifique.
- Portrait de gentilhomme par Nicolas de Largillierre, un des portraitistes les plus réputés des XVIIe et XVIIIe siècles, élève d'Antoine Goubeau.
- Portrait de Louis Jean Marie de Bourbon, Duc de Penthièvre par Jean-Marc Nattier, fils du portraitiste Marc Nattier et de la miniaturiste Marie Courtois, et frère du peintre Jean-Baptiste Nattier.
- Portrait du Prince Auguste Frederick, duc de Brunswick-Luneburg, troisième fils de Georges III par Henri-Pierre Danloux, élève de Nicolas-Bernard Lépicié puis de Joseph-Marie Vien. Le portrait est bien celui du Prince Auguste Frederic, mais contrairement au titre officiel du tableau, il était duc de Sussex et le sixième fils du roi Georges III.
- Paysage au pont, Bergers sous une grotte et Château en ruine sur un rivage par Hubert Robert, peintre français du XVIIIe siècle, mais aussi dessinateur, graveur, professeur de dessin, créateur de jardins et conservateur au Muséum central des arts de la République, futur Musée du Louvre. Élève de Michel-Ange Slodtz.
- Vue du port de Nimègue et Vue d'une plage par Jan Van Goyen, peintre et dessinateur de paysages néerlandais, élève d'Esaias Van de Velde. Entre 1638 et 1653, il réalise une dizaine de peintures de la Valkhof (nl) à Nimègue.
- Le départ pour la chasse au faucon et Le relais par Philips Wouwerman, peintre et graveur du Siècle d'or néerlandais, élève de Frans Hals.
- Deux Compositions aux Putti par François Boucher, peintre français, représentatif du style rococo, élève de Jean-François Cars et de François Lemoyne.
- La Princesse de Montléar pastel d'Adélaïde Labille-Guiard, artiste peintre, miniaturiste et pastelliste française. Élève de François-Elie Vincent (qu’elle épousera) et de Quentin de La Tour. La personne représentée est Marie-Louis de Saint-Simon-Sandricourt, comtesse de Montléar (dite Princesse de Montléar), sœur de Claude-Henri de Rouvroy de Saint-Simon.

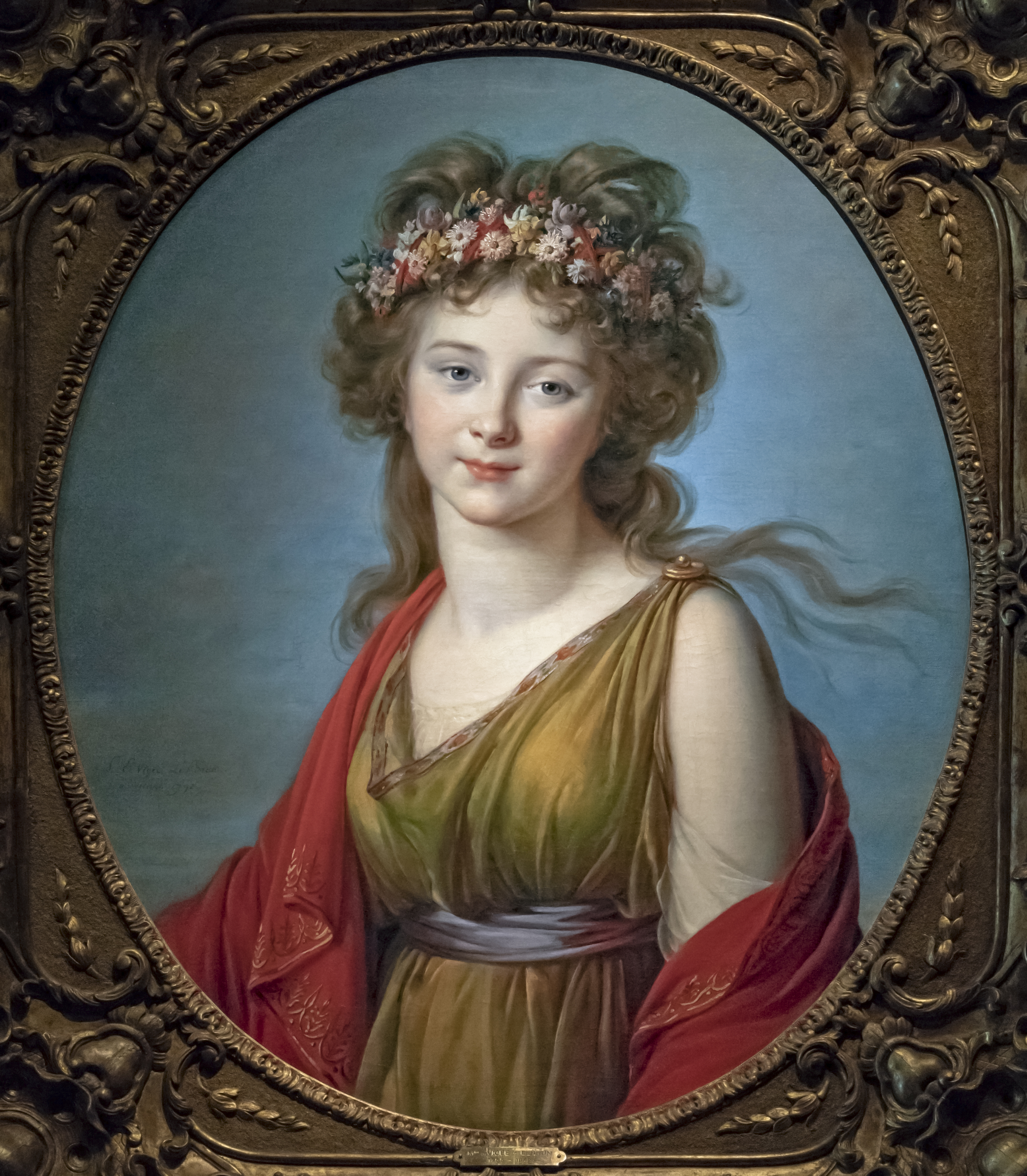
Portrait de la comtesse Kagenek en Flore par Élisabeth Vigée Le Brun
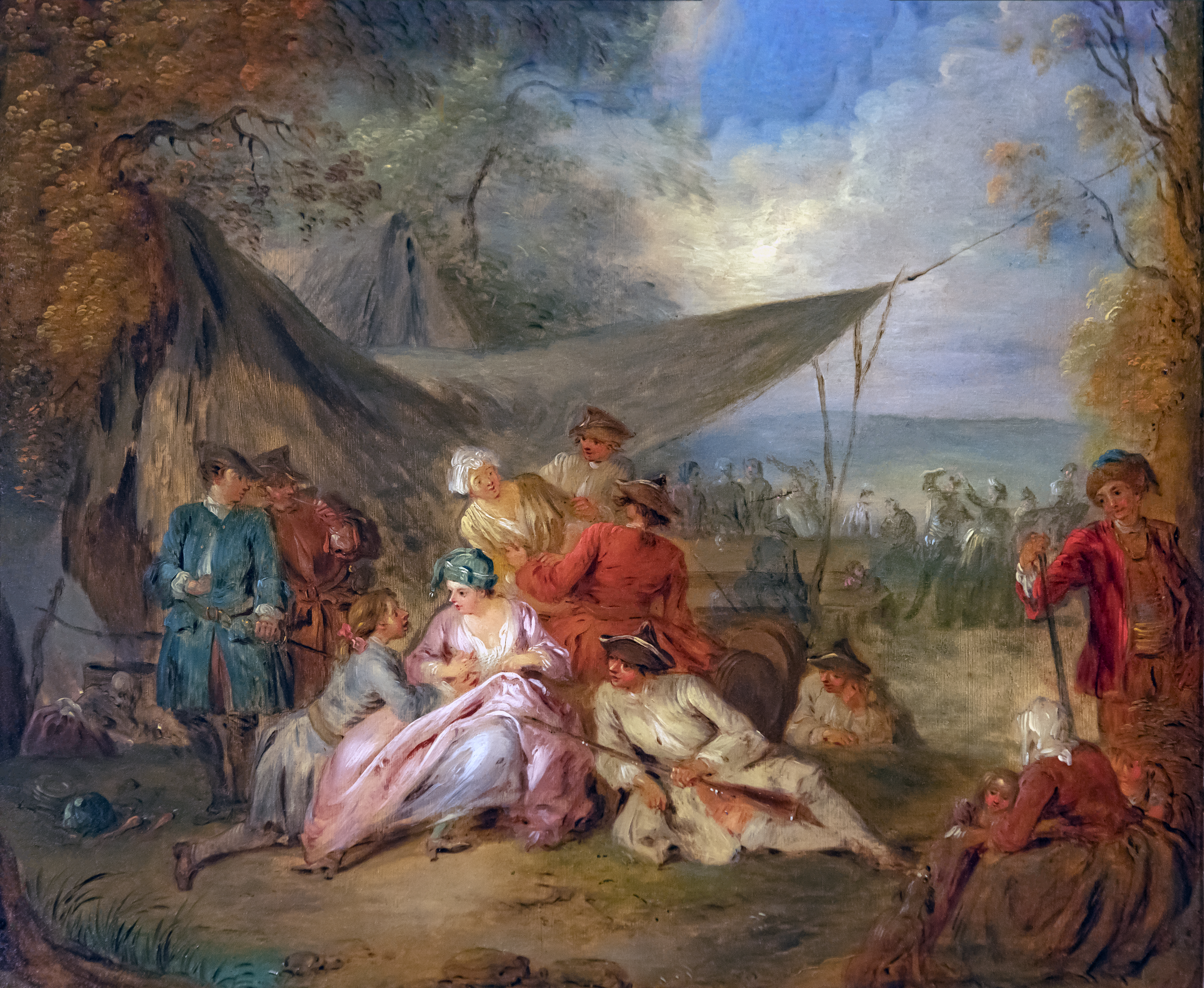
Personnages sous une tente par Jean-Baptiste Pater
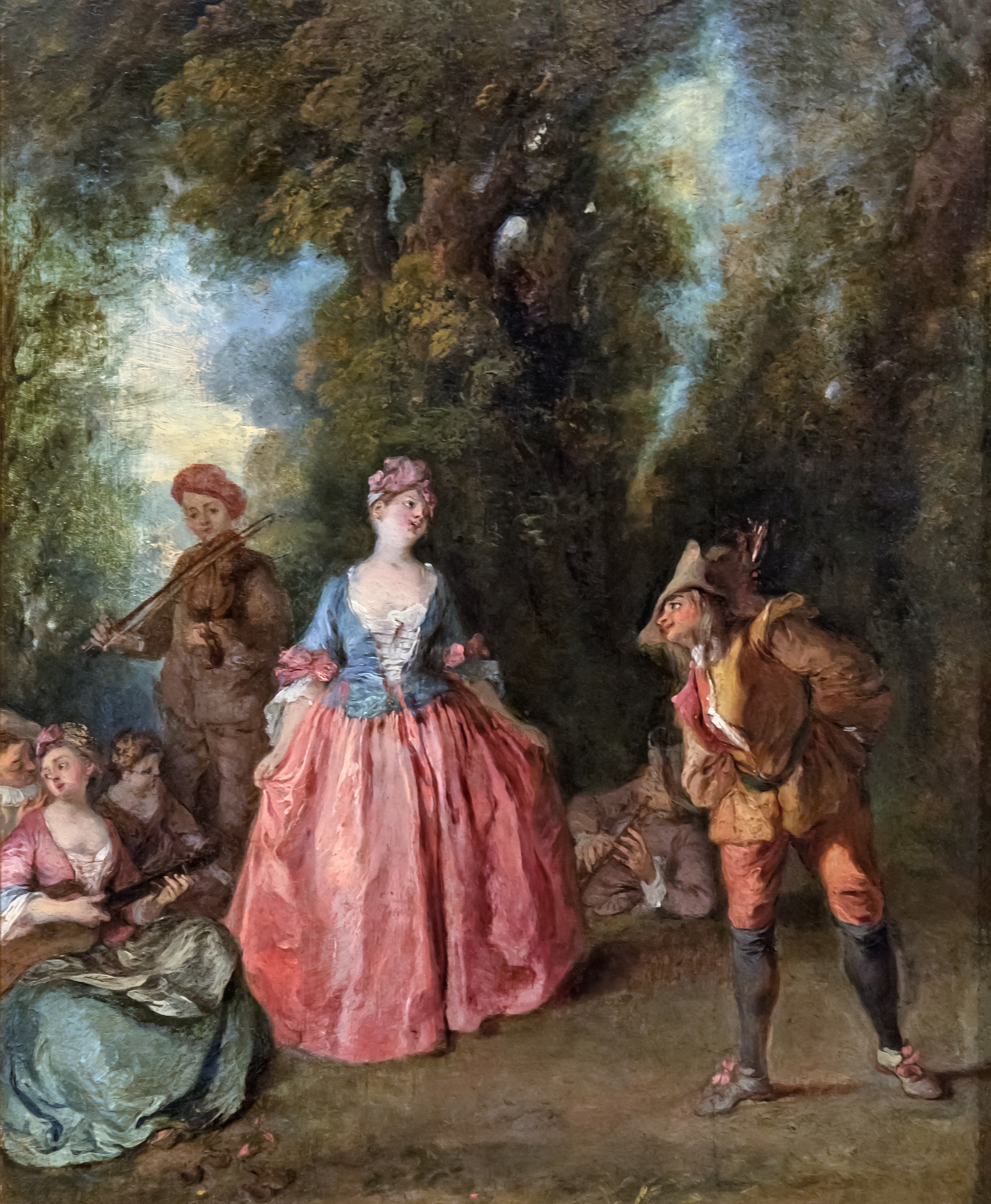
Fête galante représentant une dame dansant avec Pulcinella par Nicolas Lancret
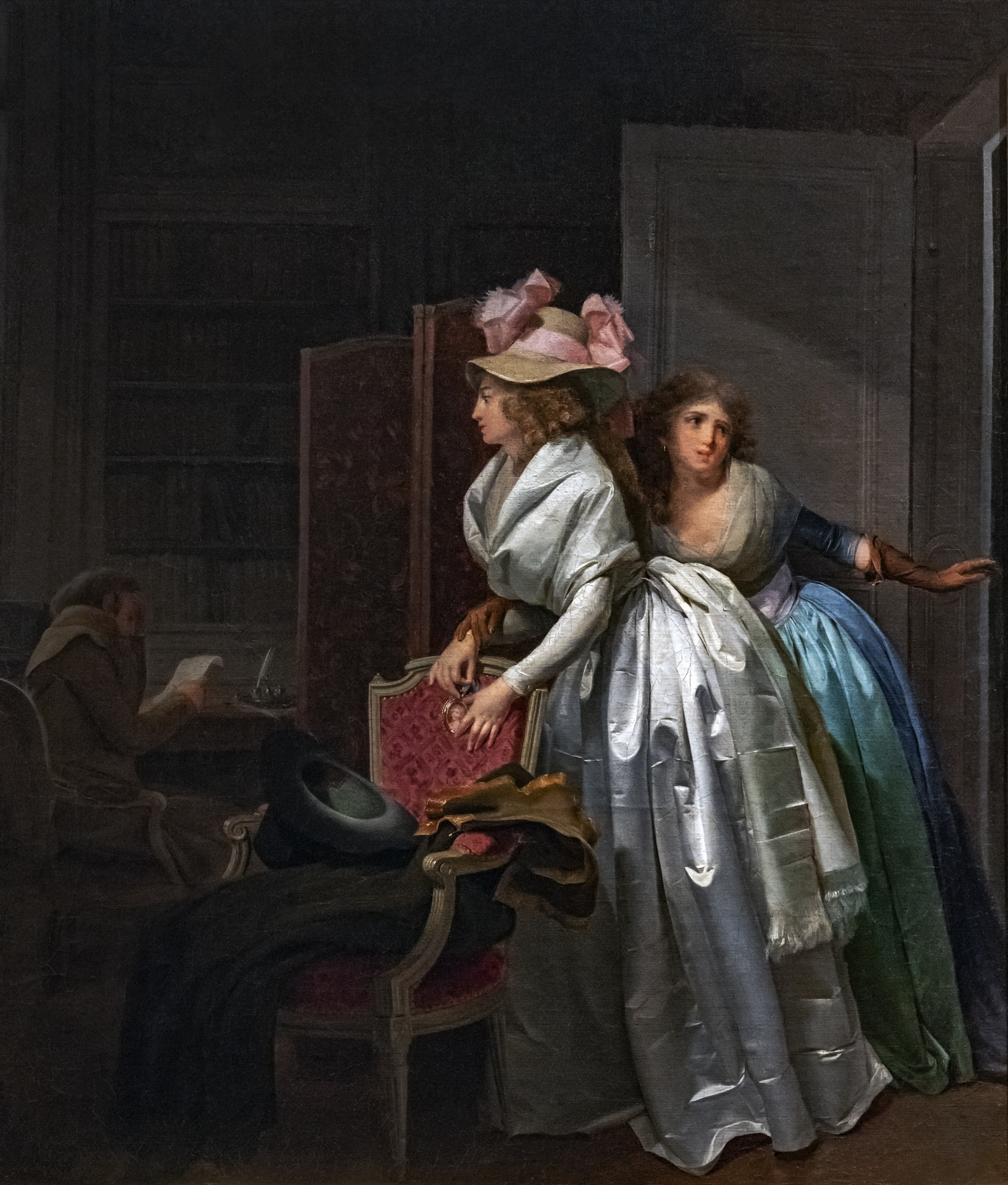
Le Cadeau délicat par Louis-Léopold Boilly
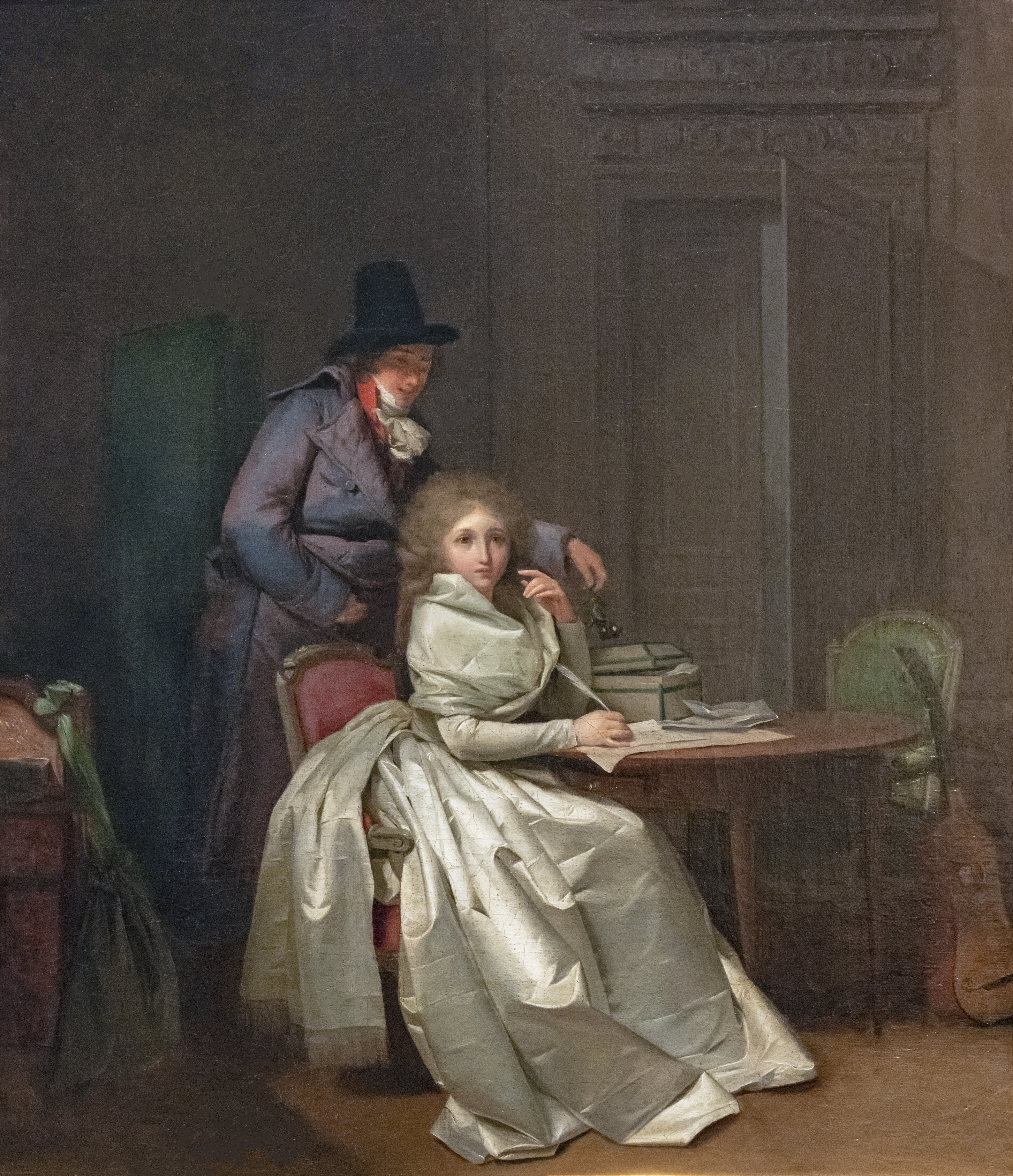
La lettre par Louis-Léopold Boilly
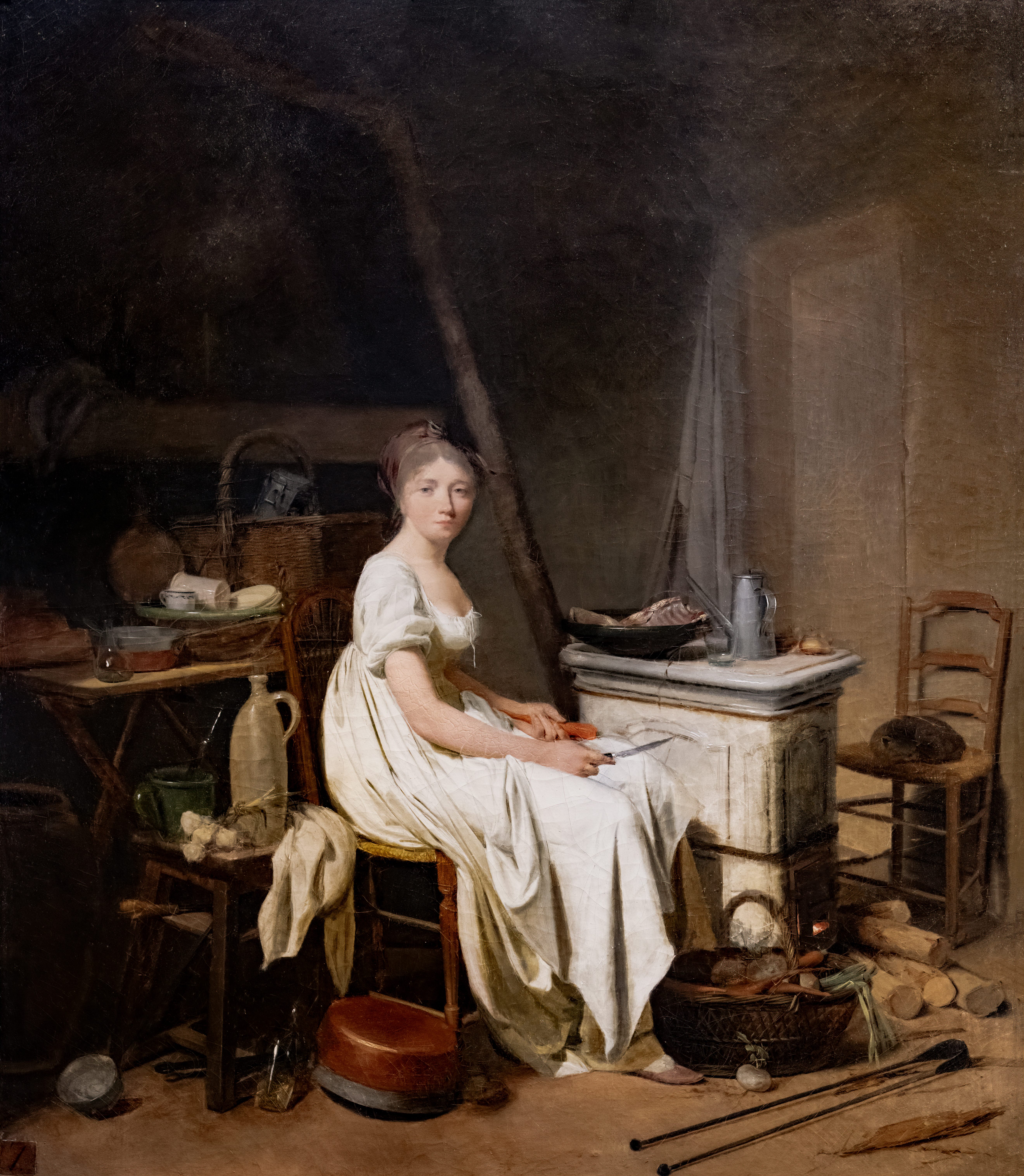
La cuisinière par Louis-Léopold Boilly
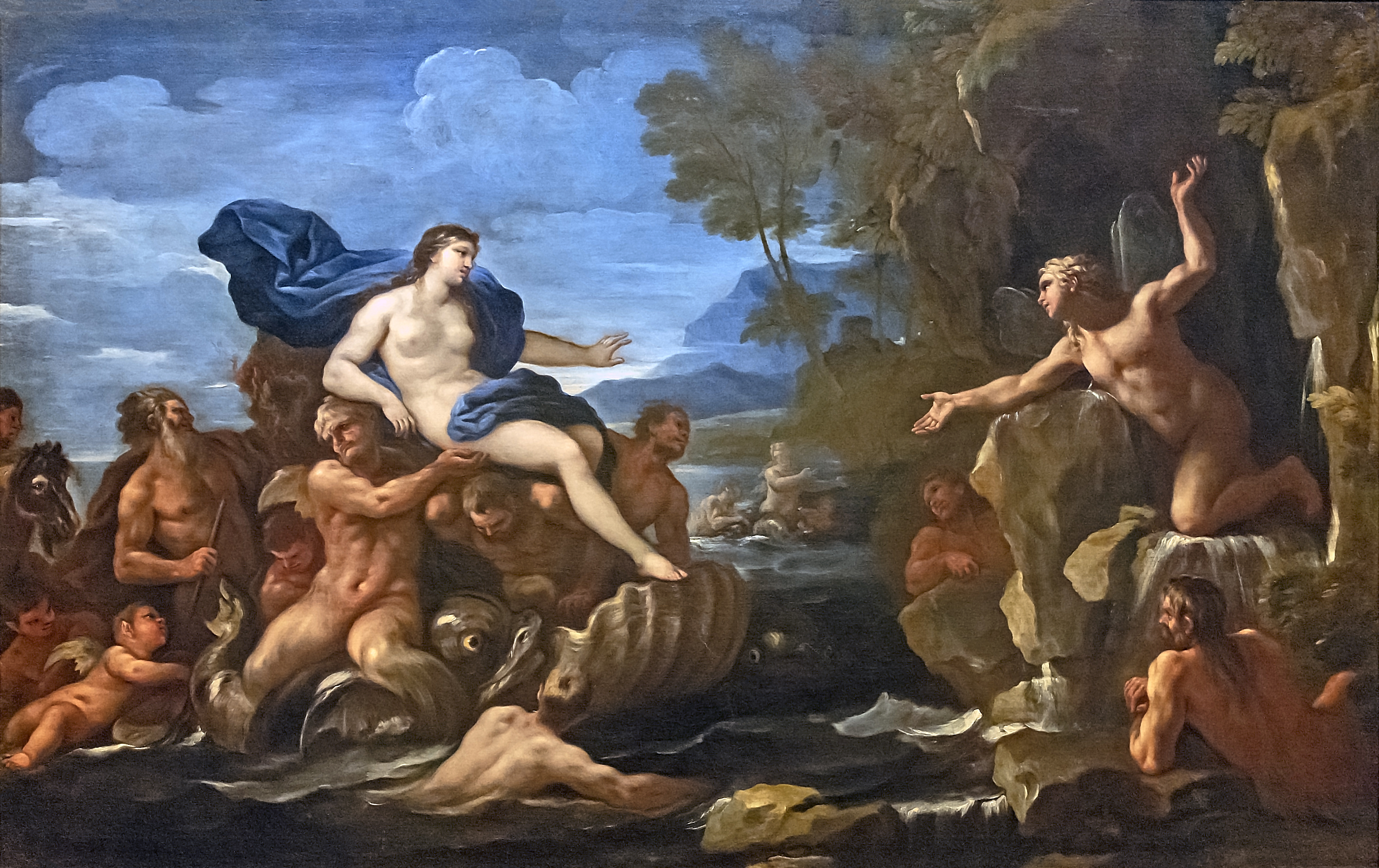
Acis et Galatée par Luca Giordano
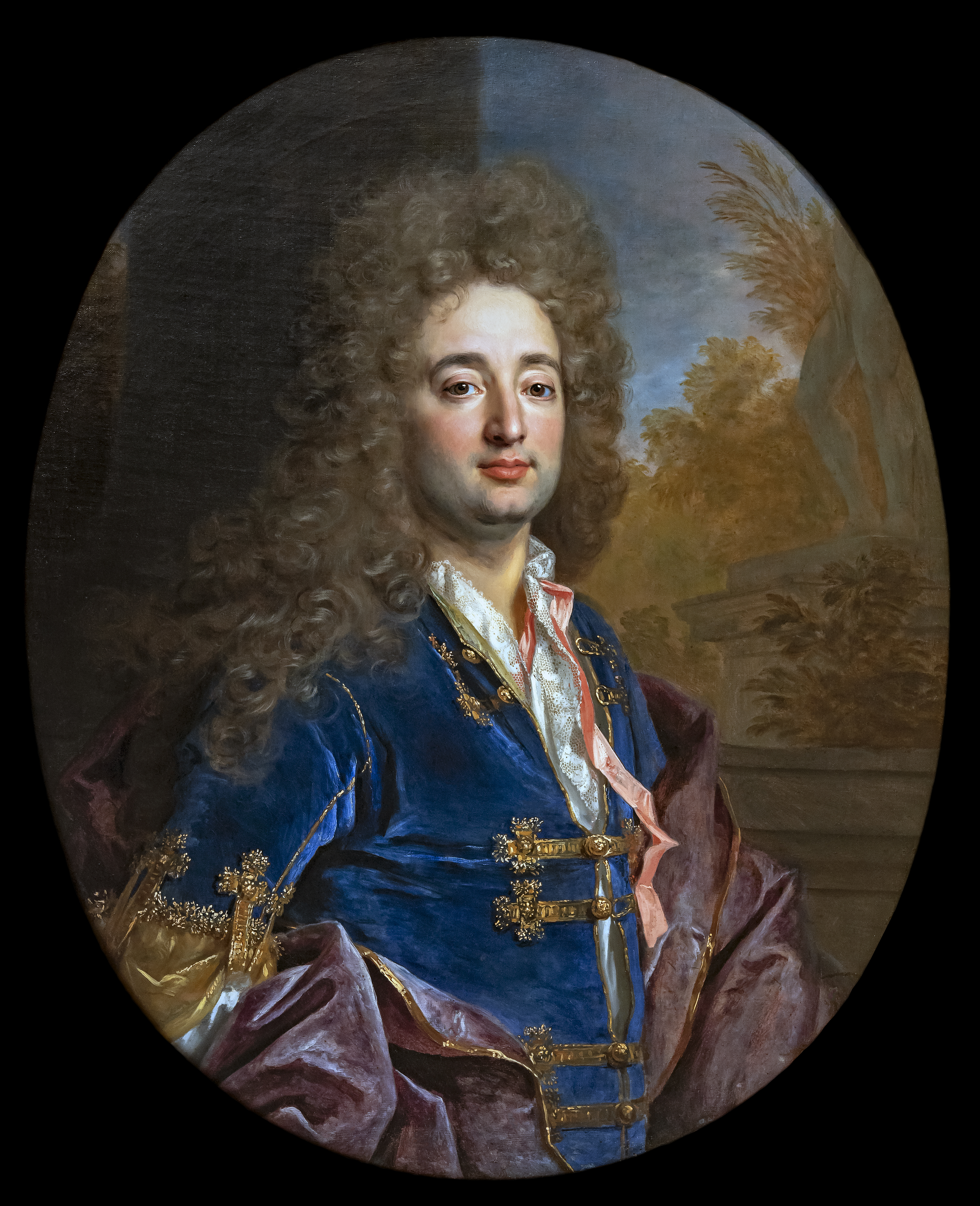
Portrait de gentilhomme par Nicolas de Largillierre
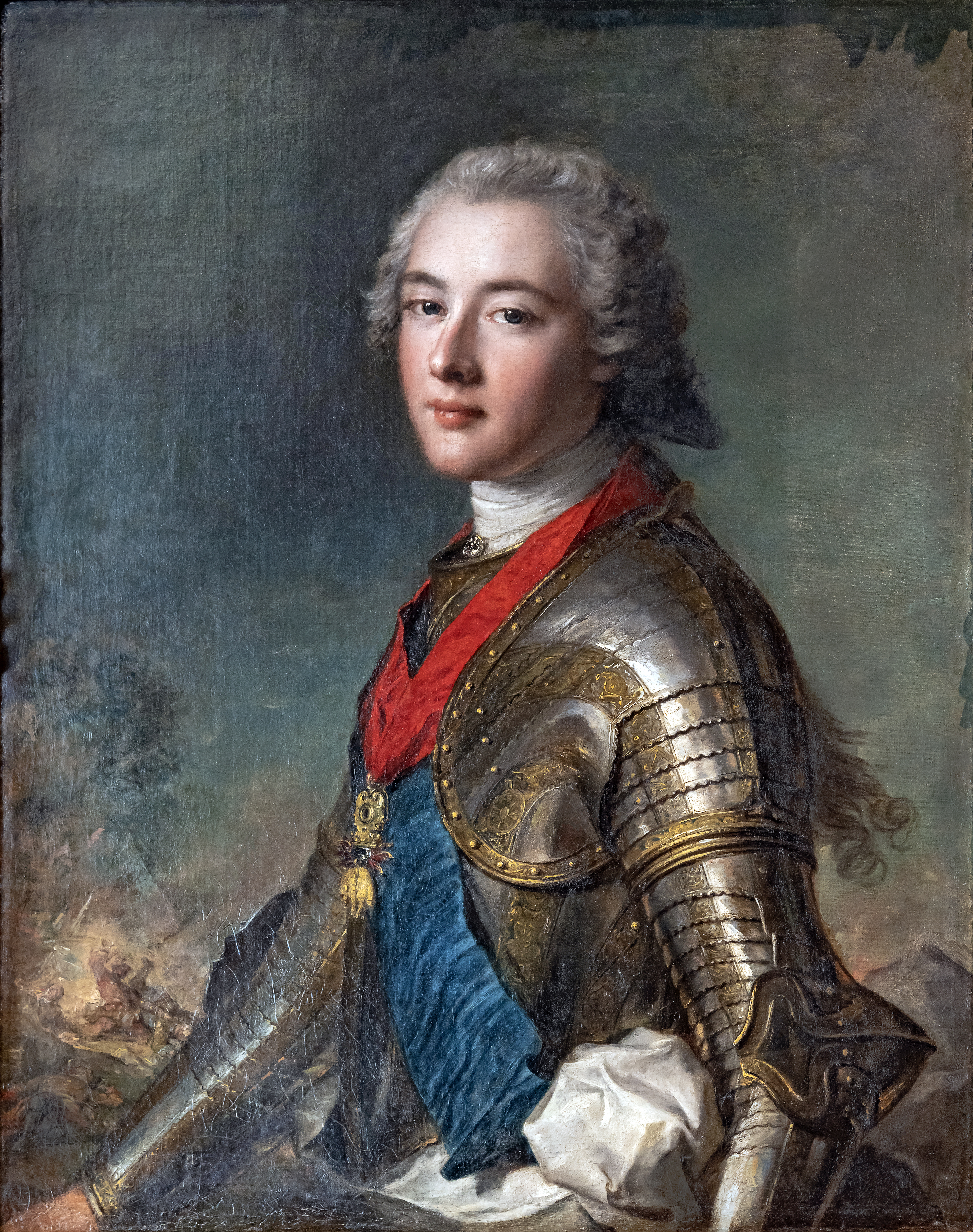
Le Duc de Penthièvre par Jean-Marc Nattier
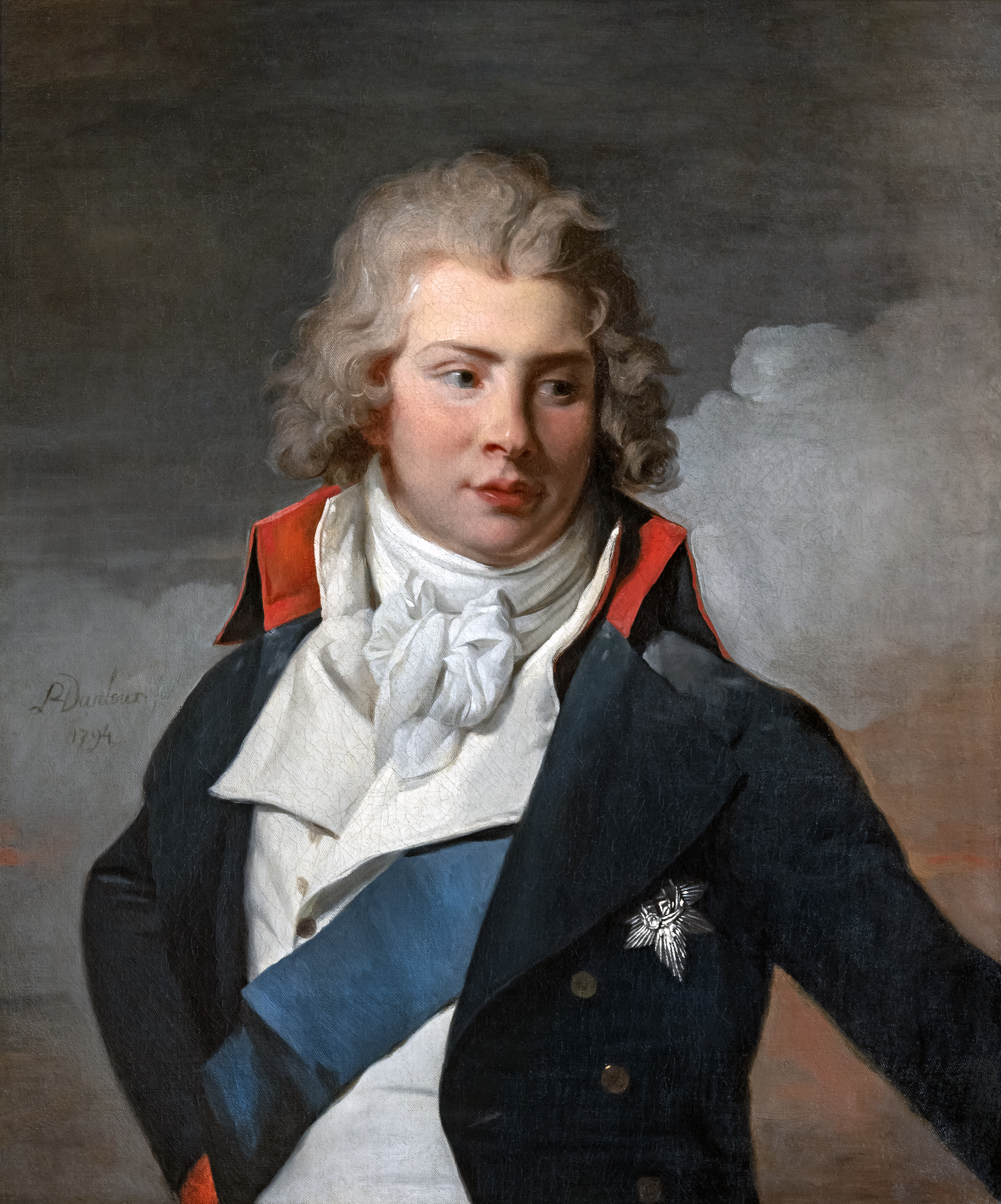
Portrait du Prince Auguste Frederick par Henri-Pierre Danloux
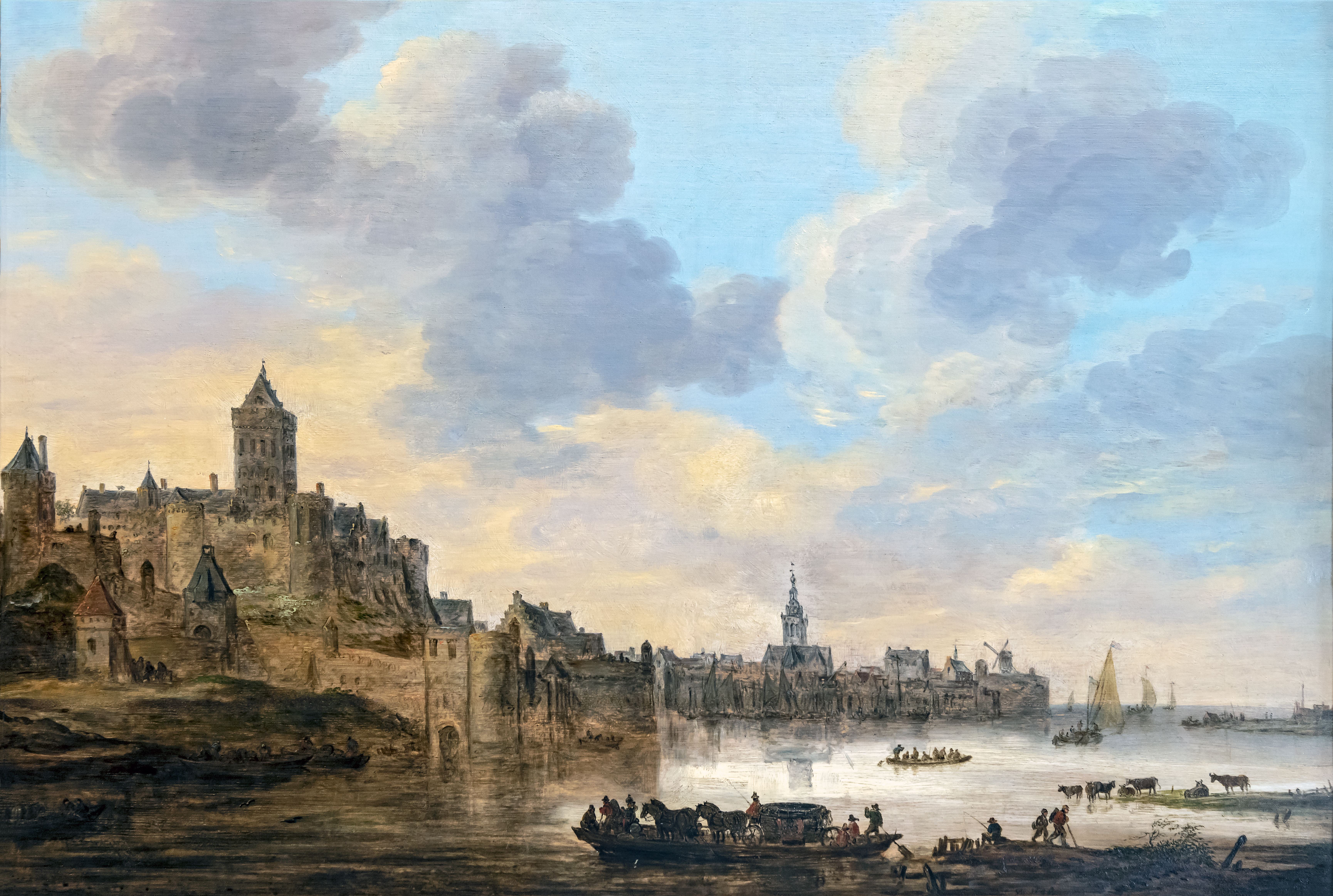
Vue du port de Nimègue par Jan Van Goyen
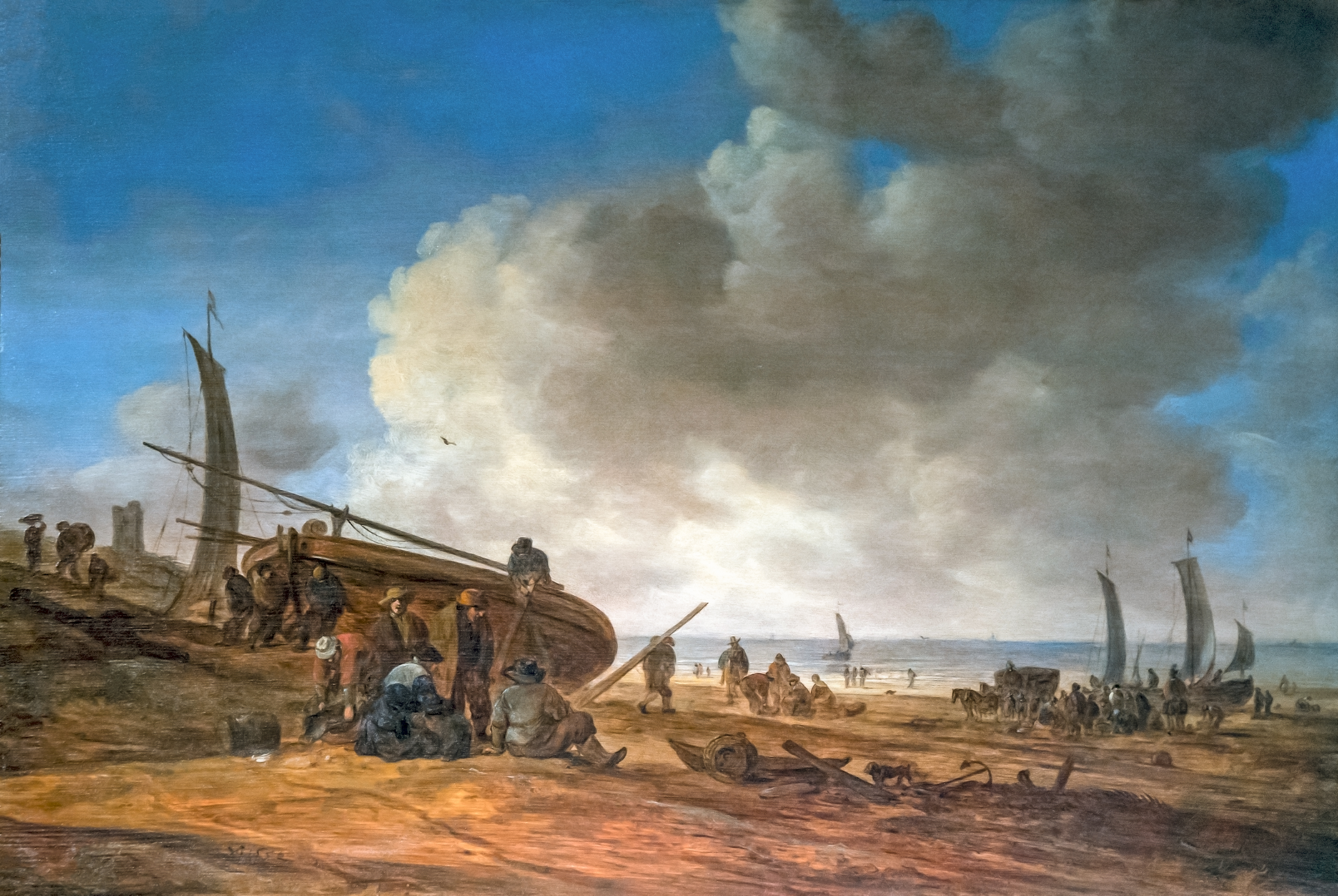
Vue d'une plage par Jan van Goyen
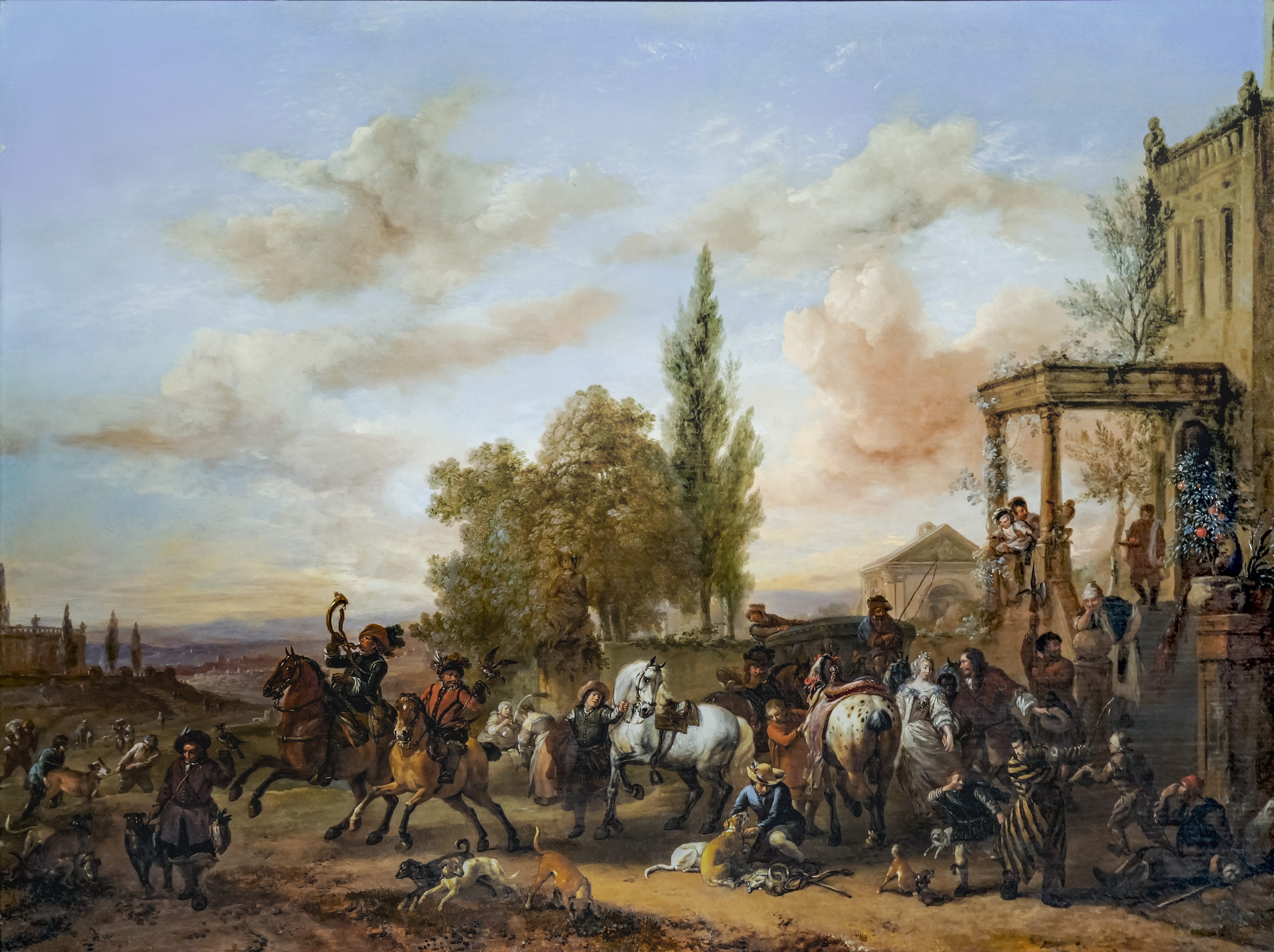
Le départ pour la chasse au faucon par Philips Wouwerman
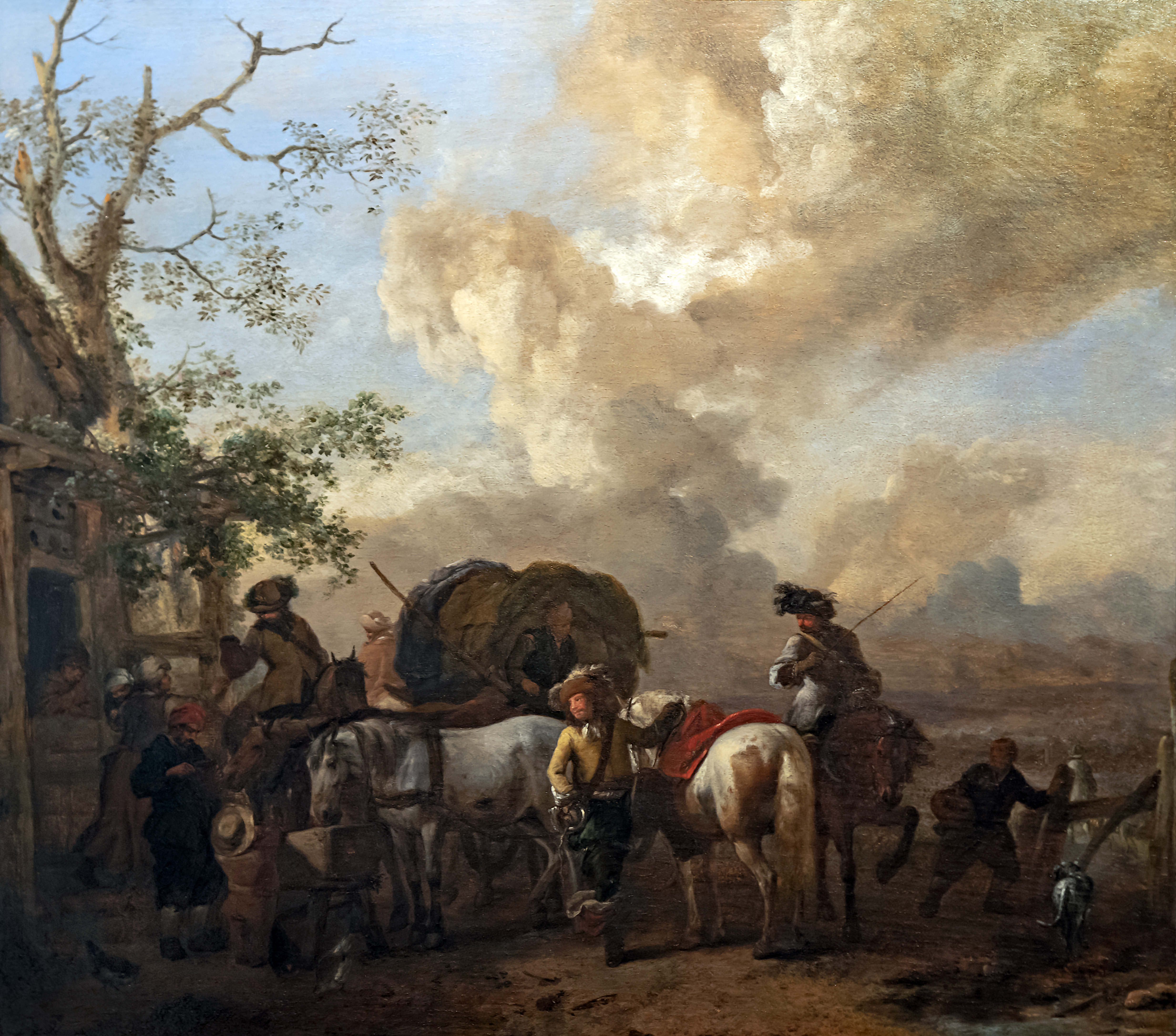
Le Relais par Philips Wouwerman
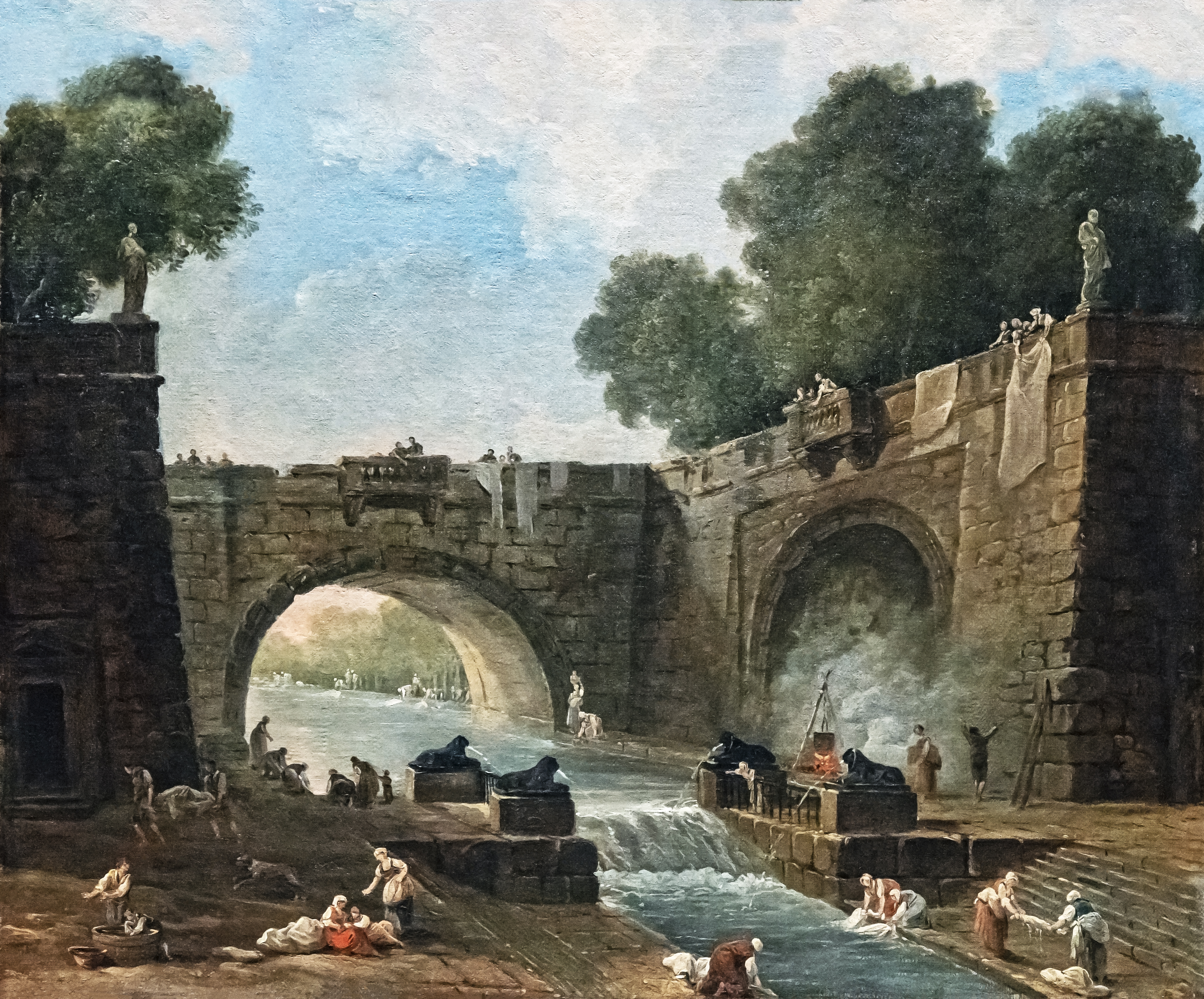
Paysage au pont par Hubert Robert
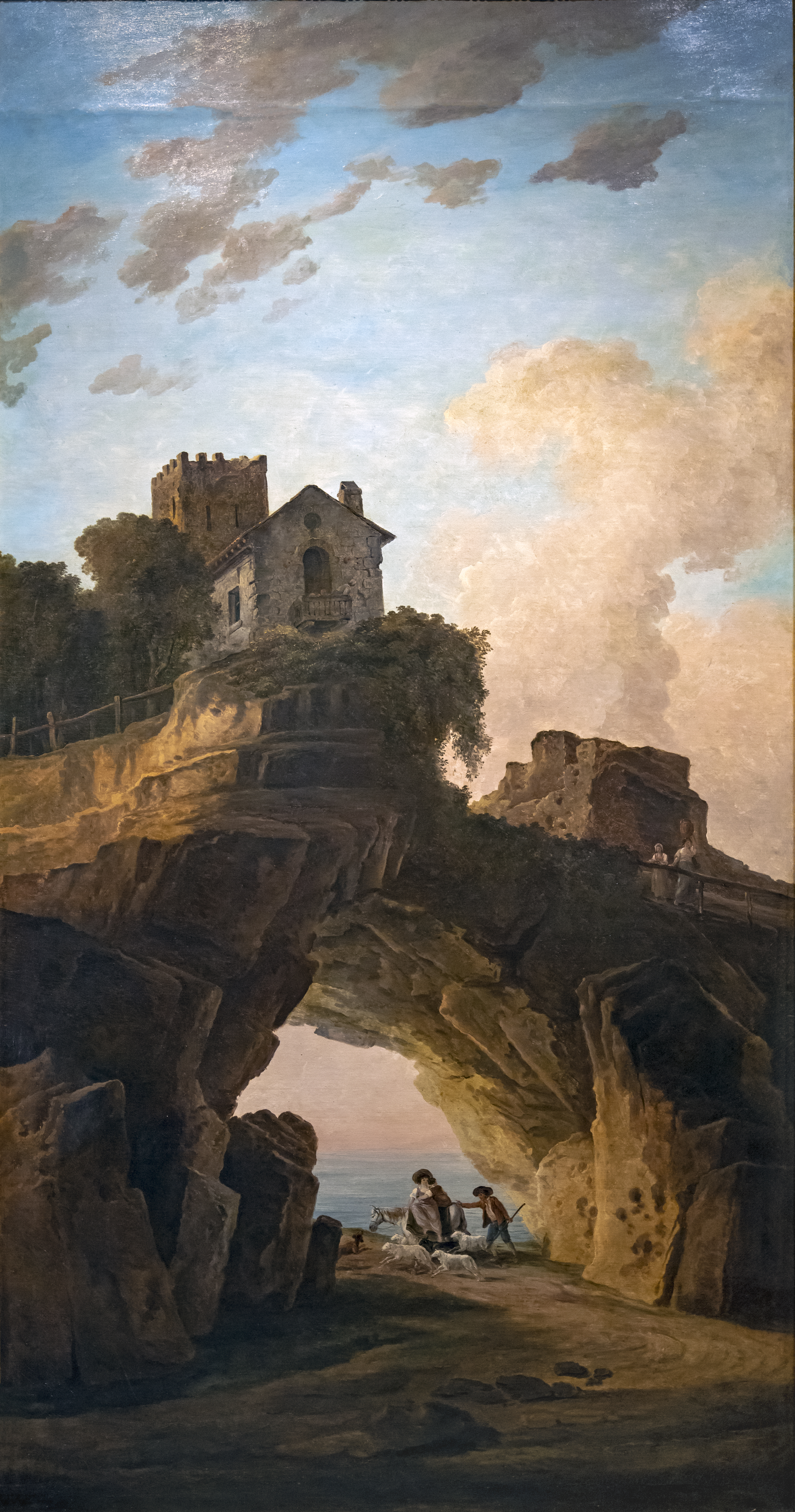
Bergers sous une grotte par Hubert Robert
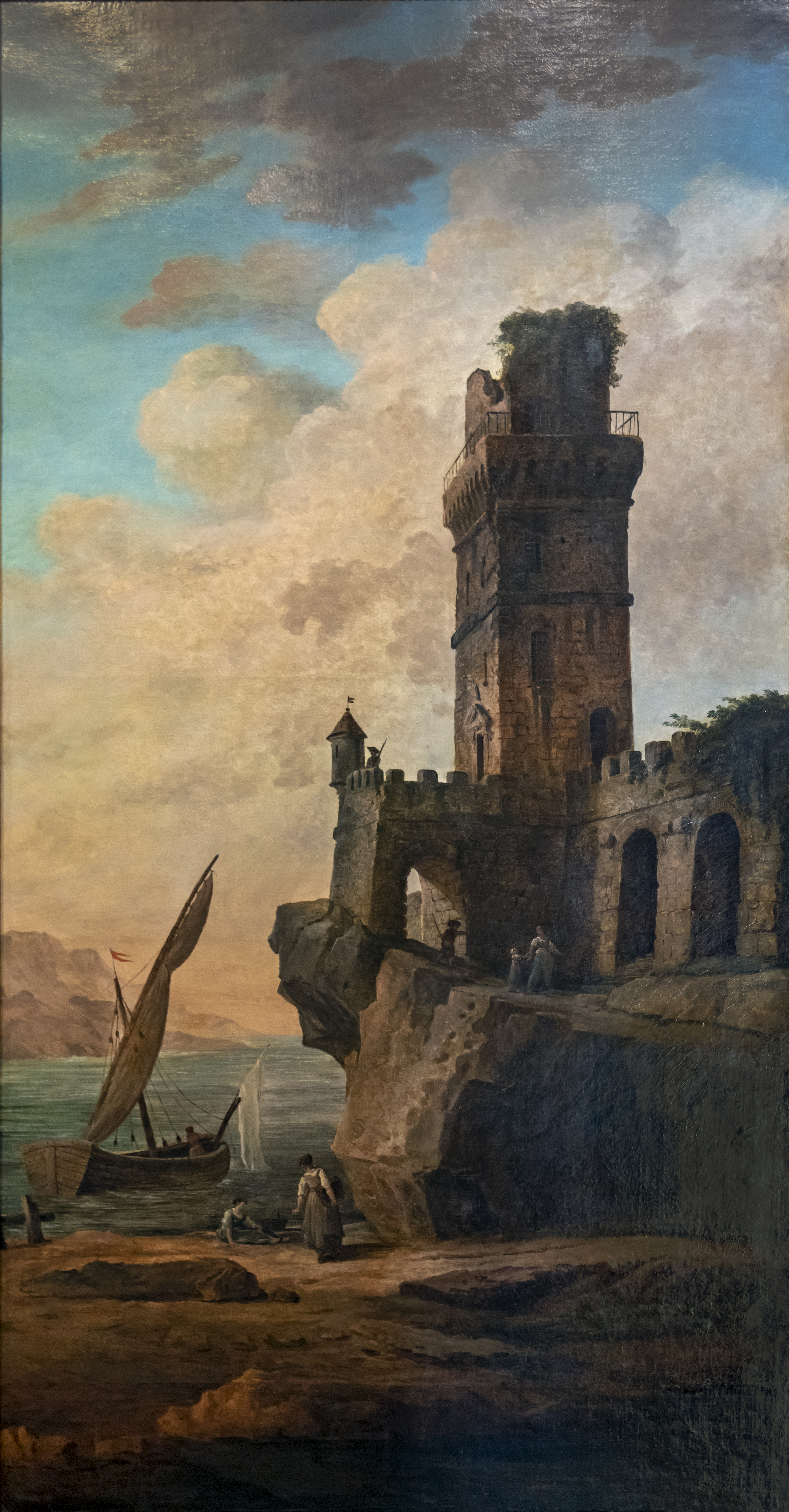
Château en ruine sur un rivage par Hubert Robert
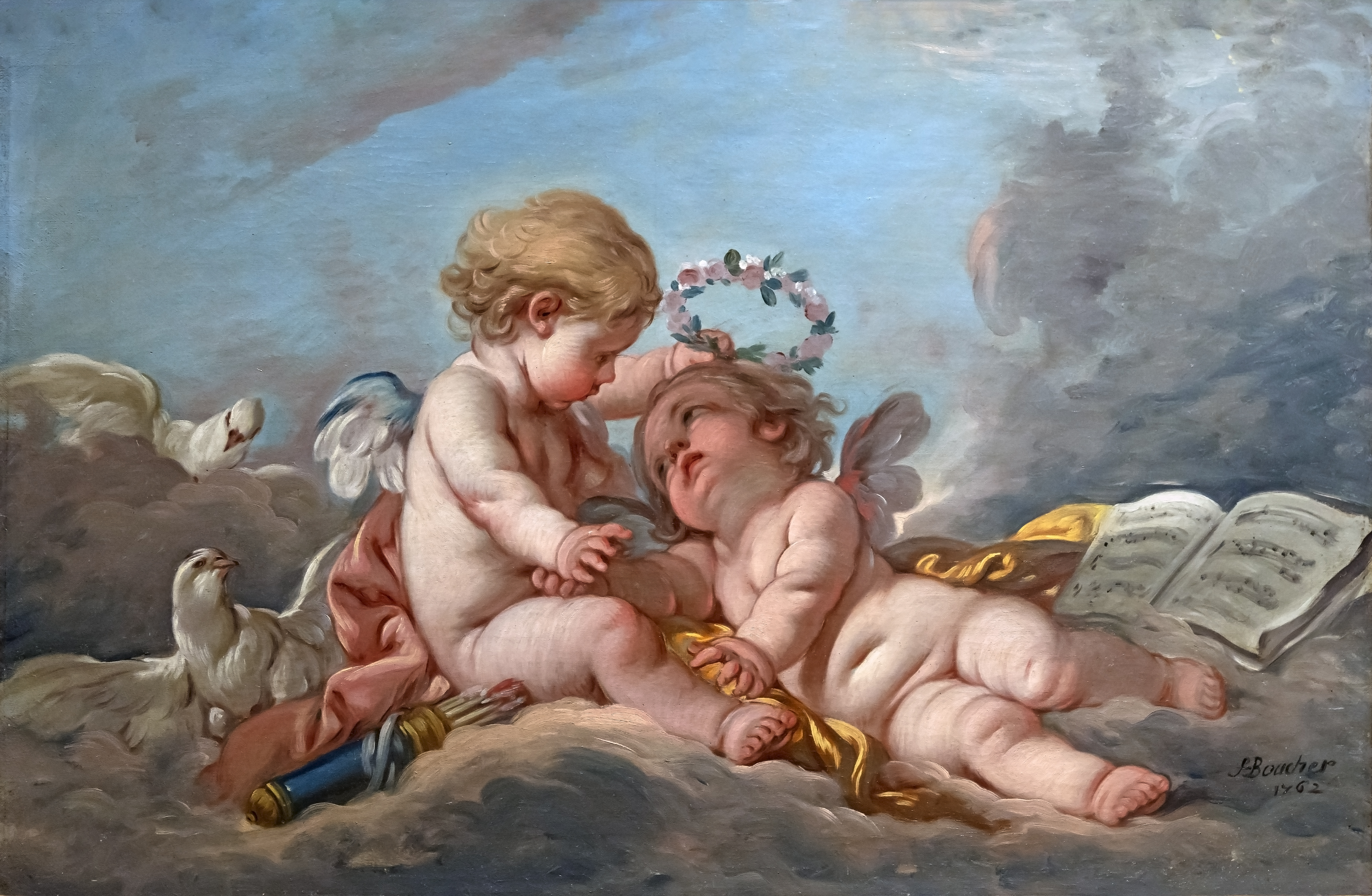
Composition aux Putti par François Boucher
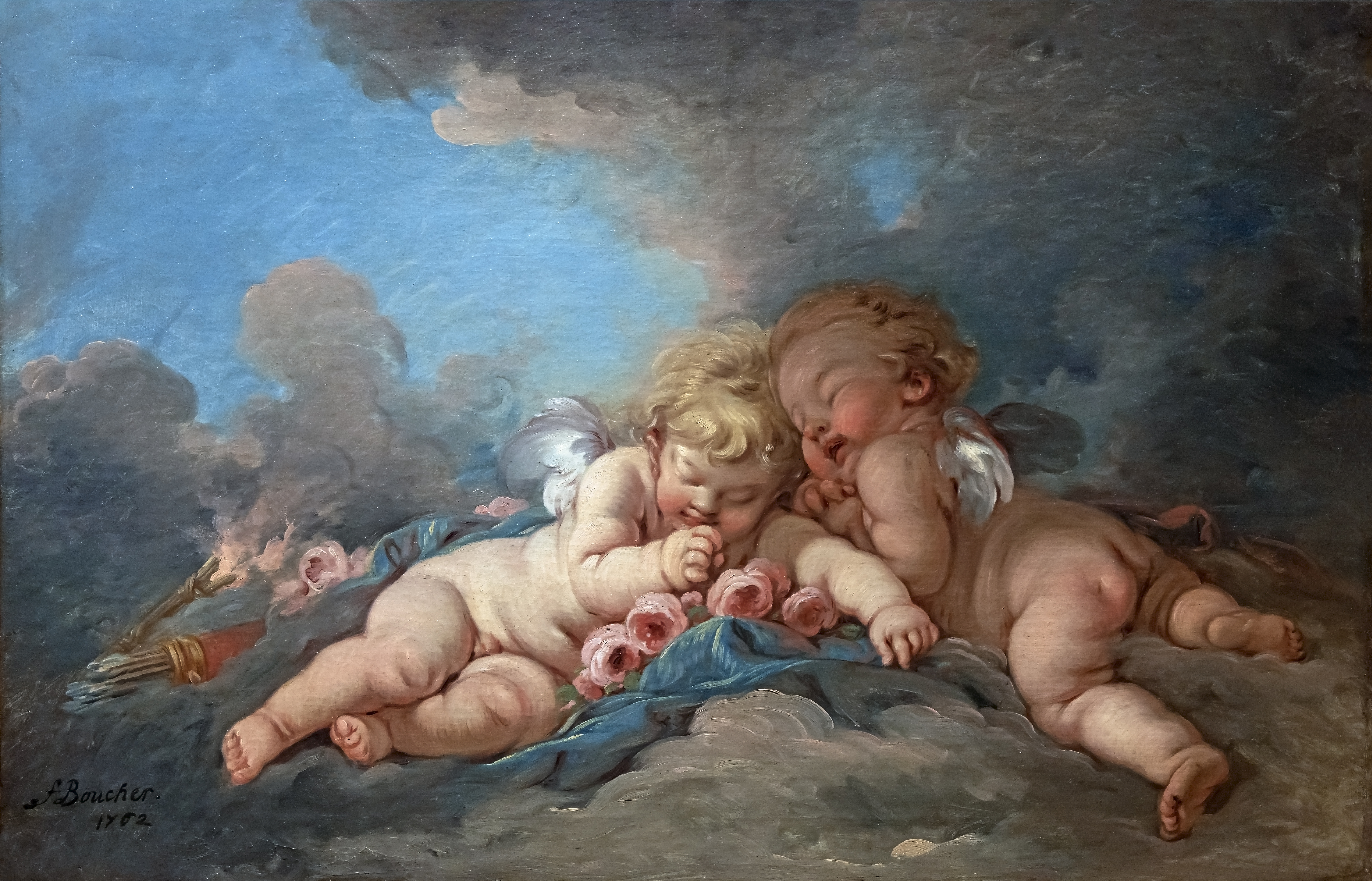
Composition aux Putti par François Boucher
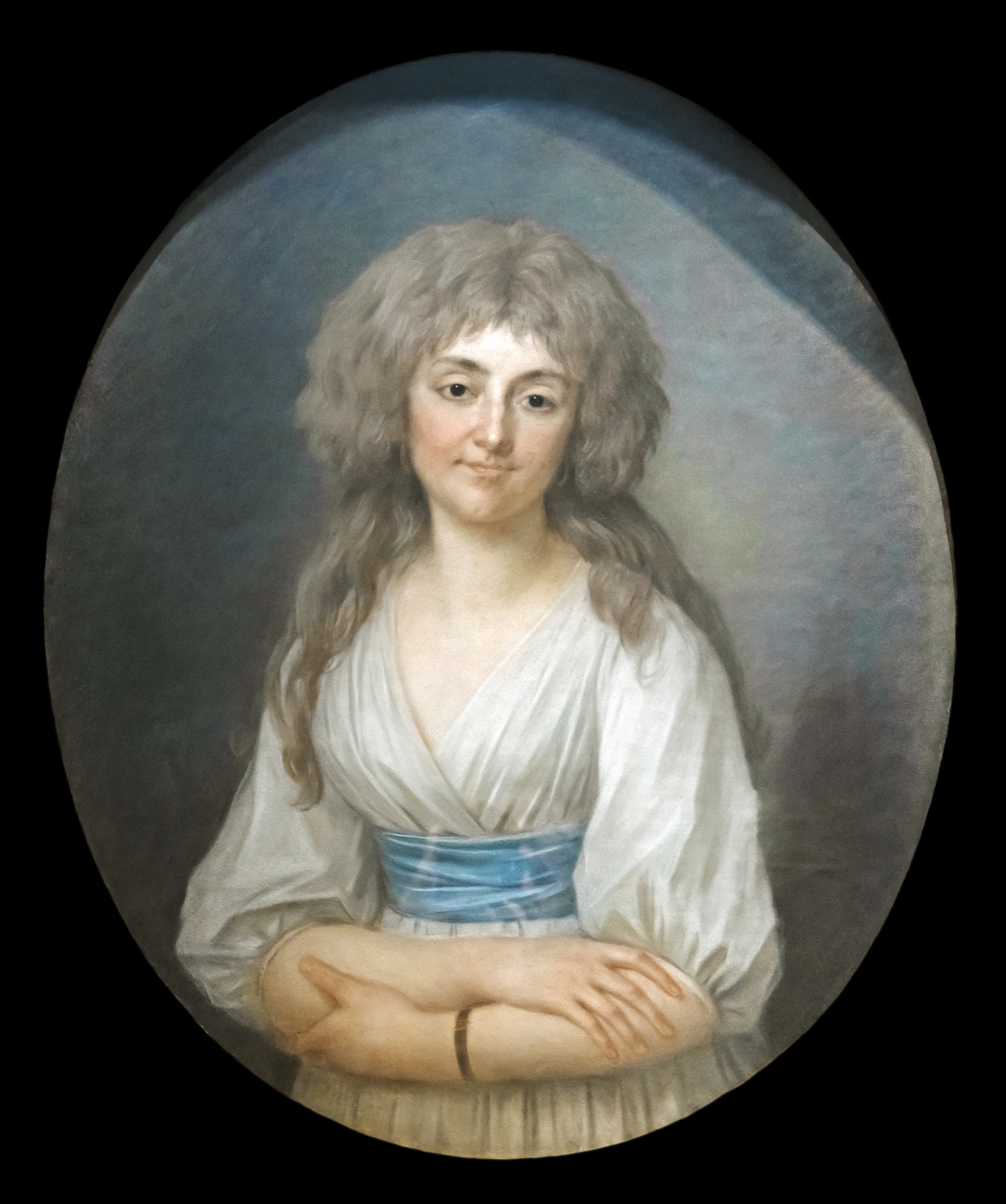
La Princesse de Montléar par Adélaïde Labille-Guiard

### Salle V
« Les Anciens » Salle de l’Europe
- Deux toiles du caravagiste toulousain Nicolas Tournier : Les Fruits de l'automne et son pendant, Les Fruits de l'été, tous deux peints vers 1630[8].
- Une Vierge à l'Enfant d'Adriaen Isenbrant, admis Maître par la guilde de Bruges en 1510.
- Un portrait de gentilhomme de Bartholomaeus Bruyn le Jeune. Le style de ses portraits est similaire à celui de son père, mais il est un peu plus dépouillé. Les modèles assis sont représentés à mi-corps sur un fond uni, le visage focalise l'attention, les détails de l'habit sont sommairement dépeints et les mains sont mises en relief. Il n'utilise qu'une palette réduite de couleurs : noir, blanc, gris et bruns, animés par la luminosité des tons chair des modèles.
- Couple jouant de la musique de Pieter de Hooch.
- Scène d'auberge de Pieter Brueghel le Jeune.
- Étude de tête de trois magistrats français (vers 1610) de Frans Pourbus le Jeune, peintre flamand, fils de Frans Pourbus l'Ancien et petit-fils de Pieter Pourbus, devenu sujet français en août 1618.
- Saint Jérôme, huile sur cuivre du XVIe siècle par Bruzzi.

À côté des peintures, plusieurs objets d'art des XVe et XVIe siècles sont exposés, illustrant les conceptions humanistes de la renaissance. 
- Un portait de jeune fille en terre cuite vernissée de l’atelier du Florentin Andrea Della Robbia.

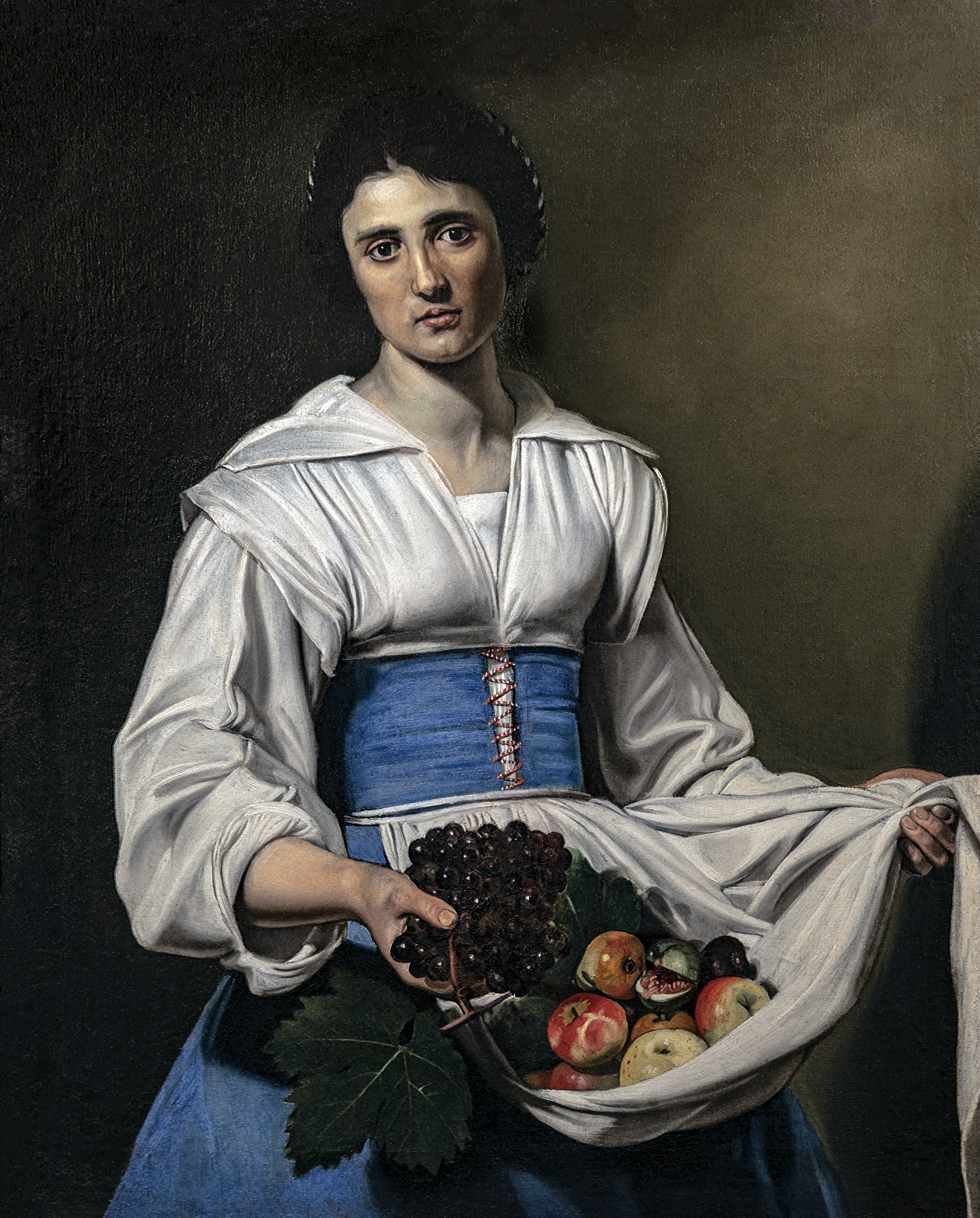
Les Fruits de l'automne par Nicolas Tournier
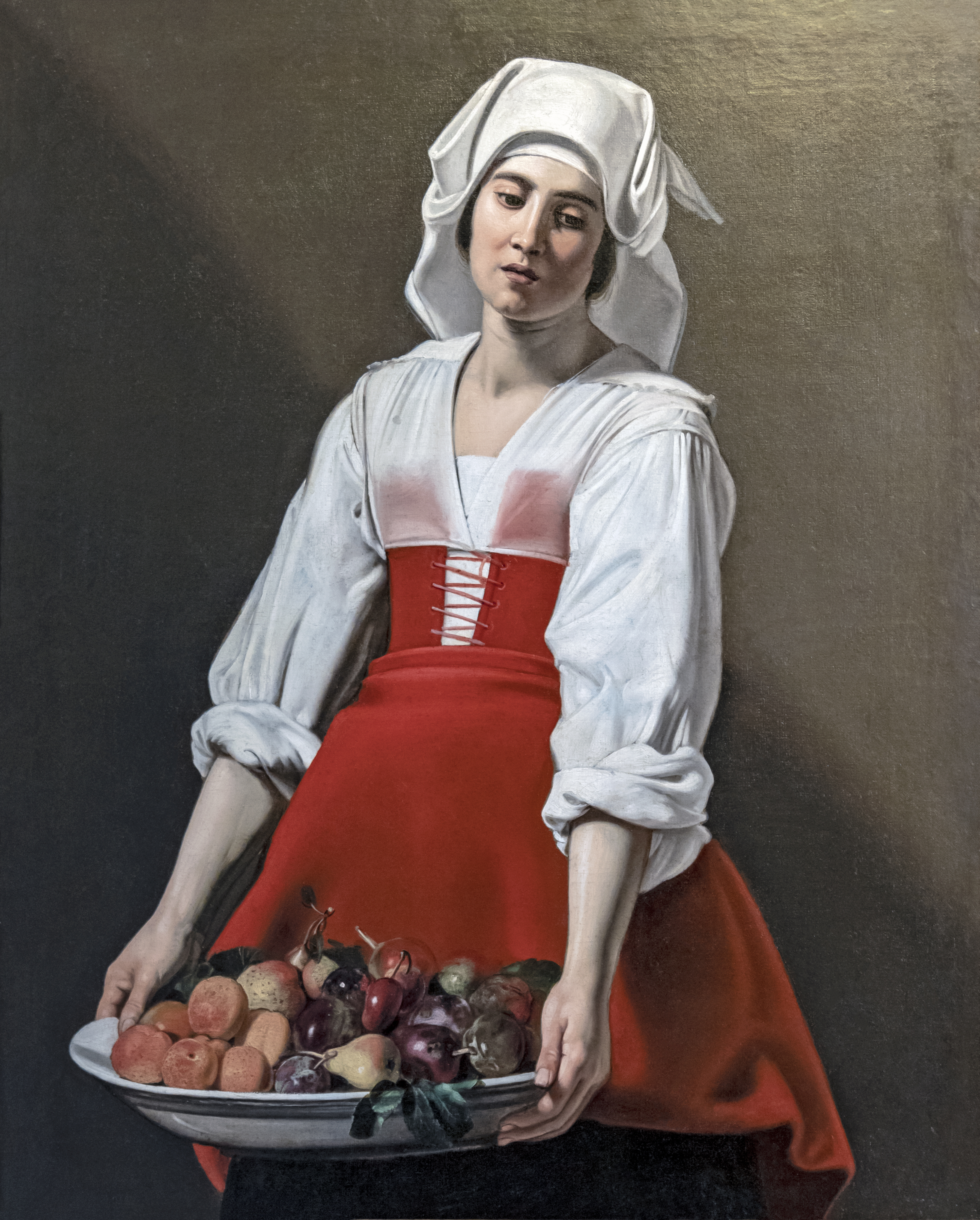
Les Fruits de l'été par Nicolas Tournier
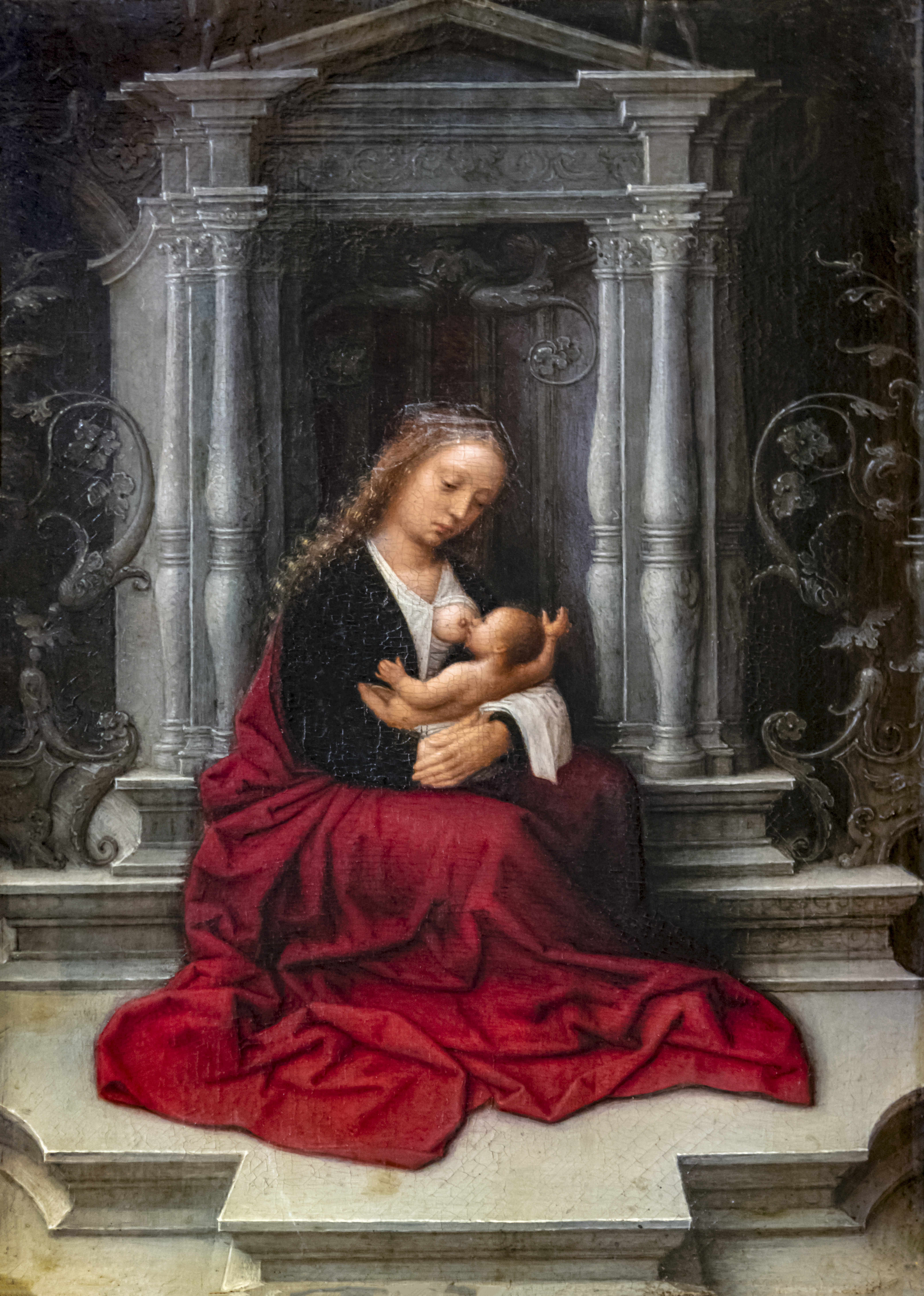
Vierge à l'Enfant par Adriaen Isenbrant
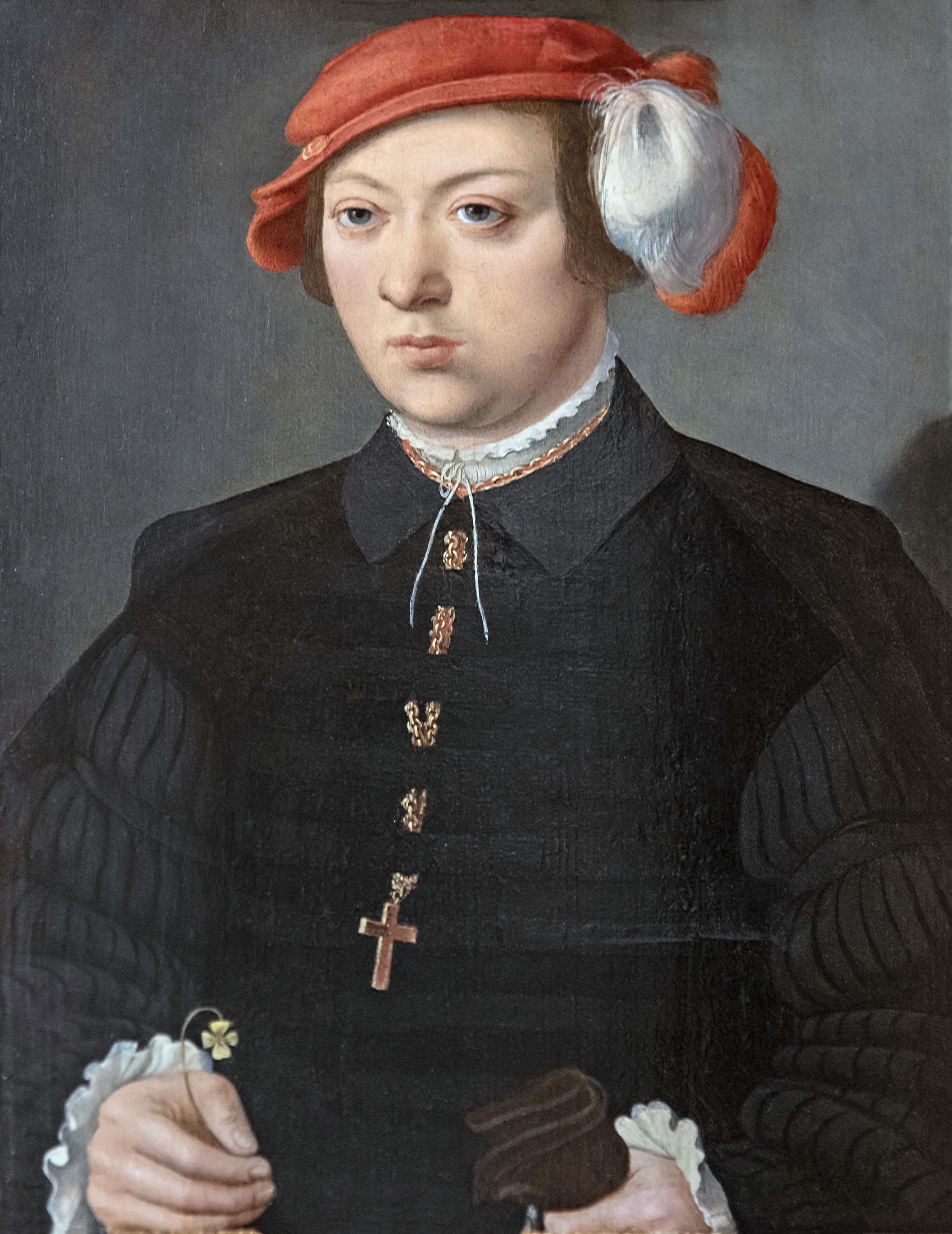
Portrait de gentilhomme par Bartholomaeus Bruyn le Jeune
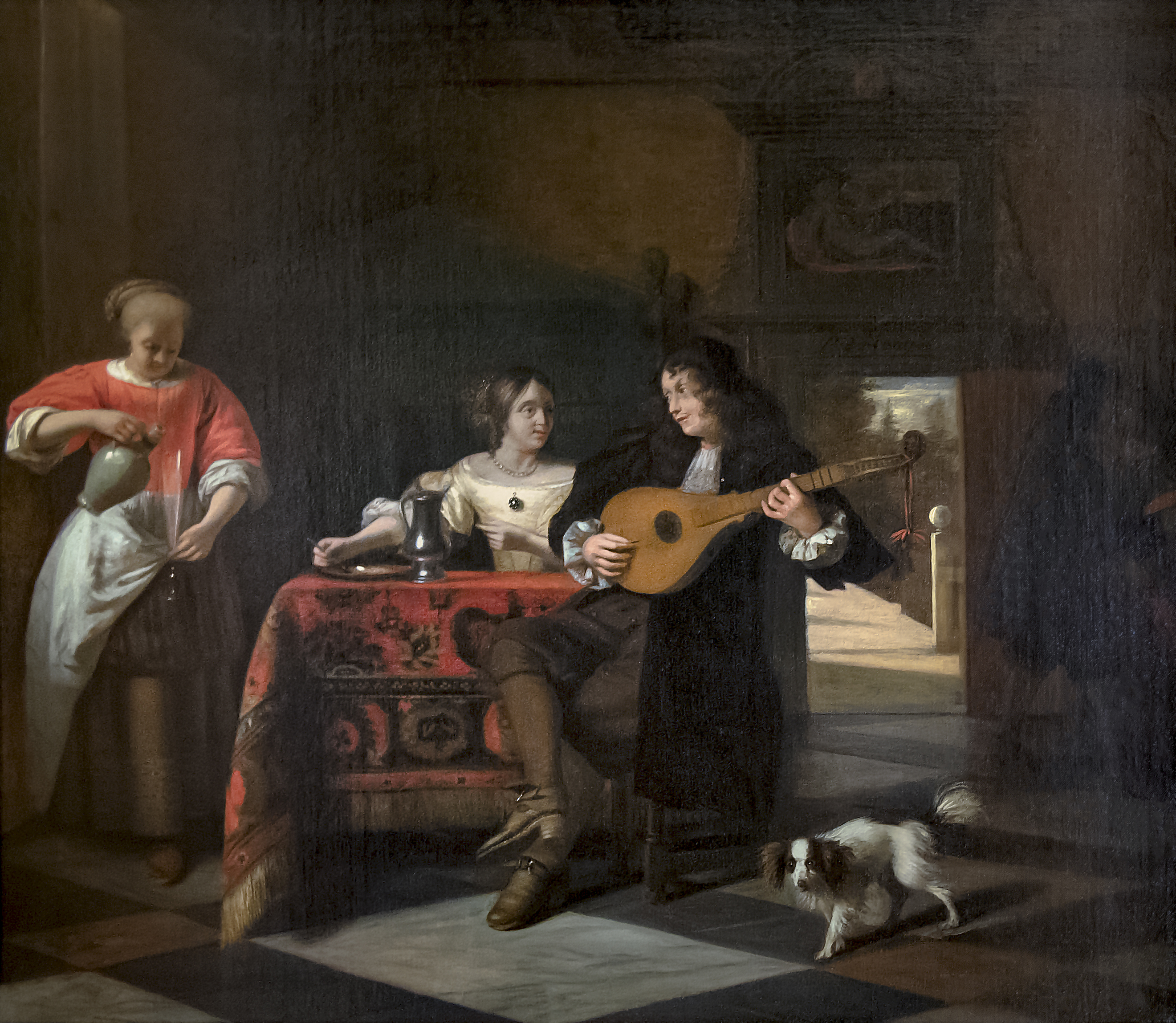
Couple jouant de la musique par Pieter de Hooch
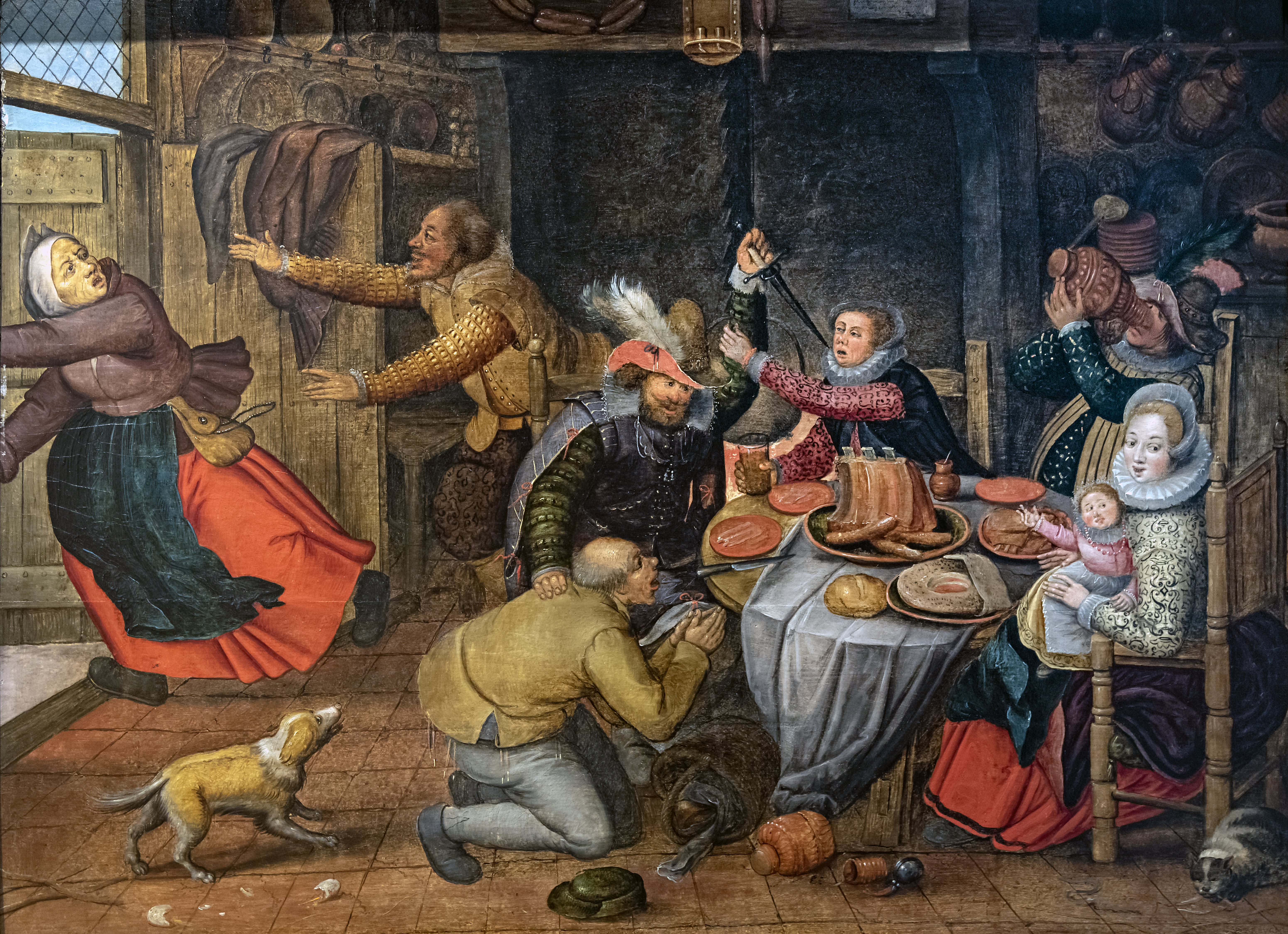
Scène d'auberge par Pieter Brueghel le Jeune
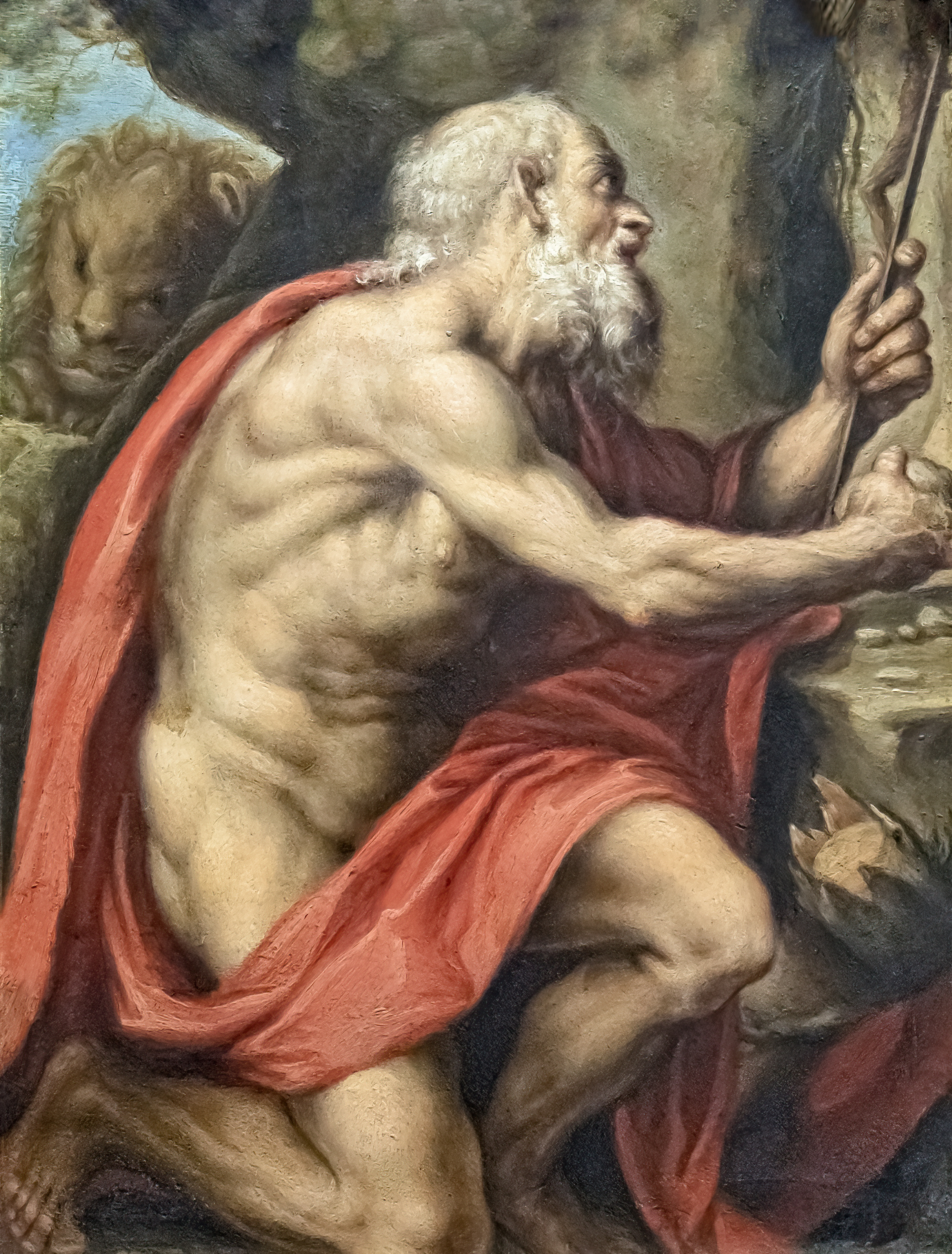
Saint Jérôme par Bruzzi
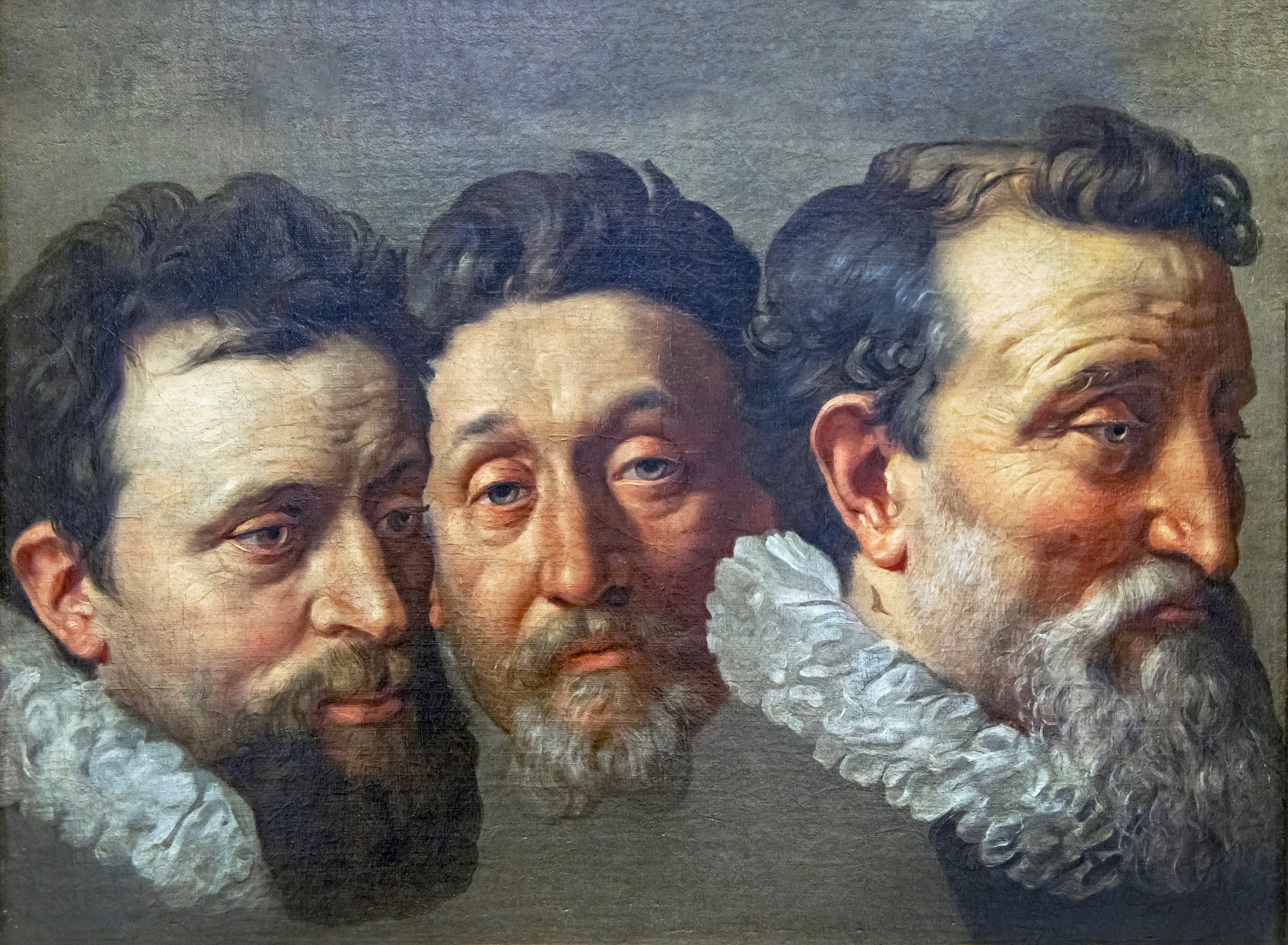
Étude de tête trois magistrats français par Frans Pourbus le Jeune
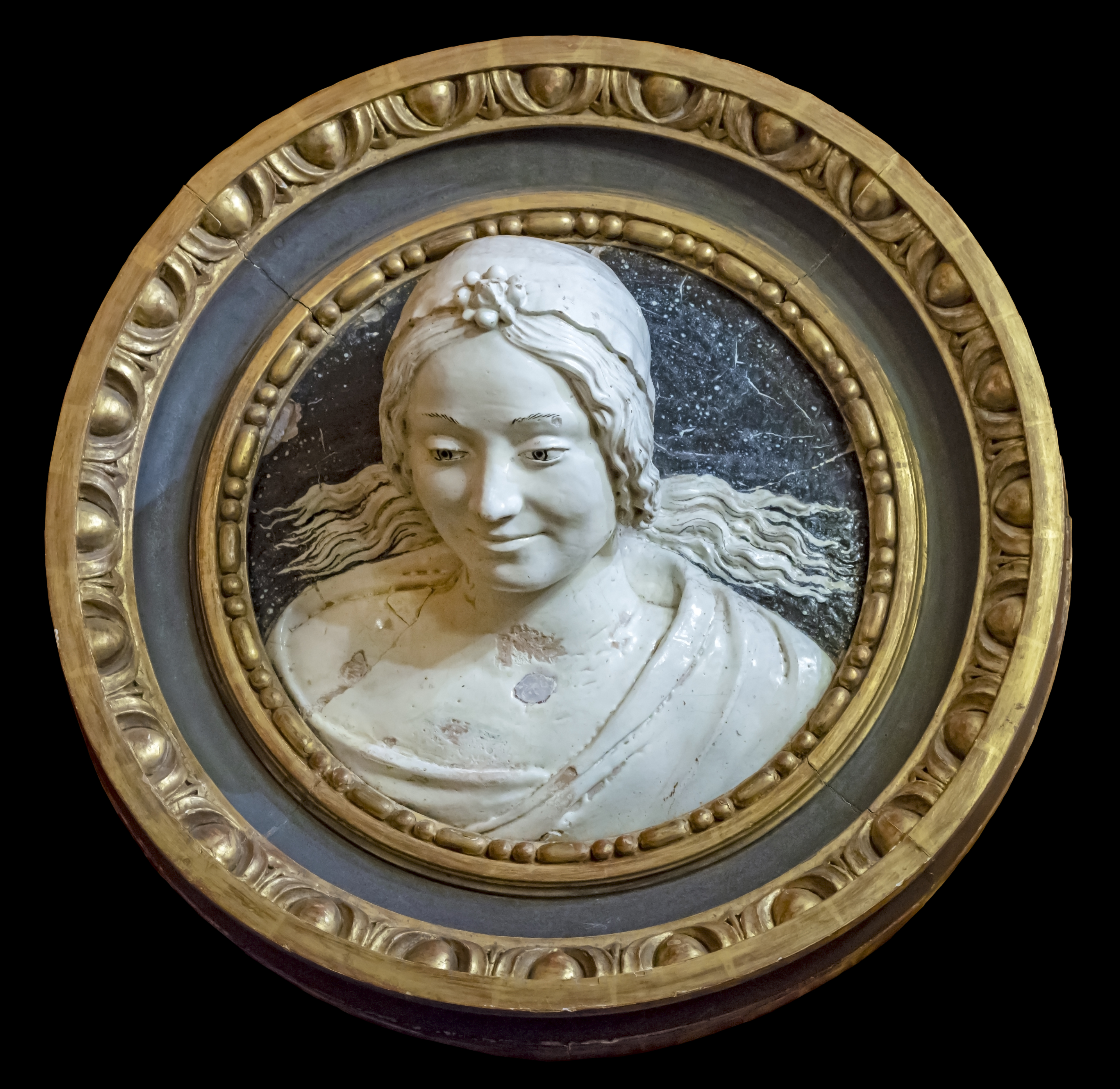
Jeune fille par Andrea Della Robbia

### Salle VI
« Les Anciens » Galerie de Portraits
Elle occupe la galerie renaissance, qui s'étend sur toute l'aile nord du bâtiment. Les XVe et XVIe siècles flamands, italiens et français sont bien représentés. Plusieurs statues de bronze sont également exposées.
Les statues
- Buste du Pape Grégoire XV Ludovisi : suite de Gian Lorenzo Bernini, XVIIe siècle, fonte de cuivre.
- Un groupe de bronze représentant Hercule et Cacus par Willem van Tetrode (nl).

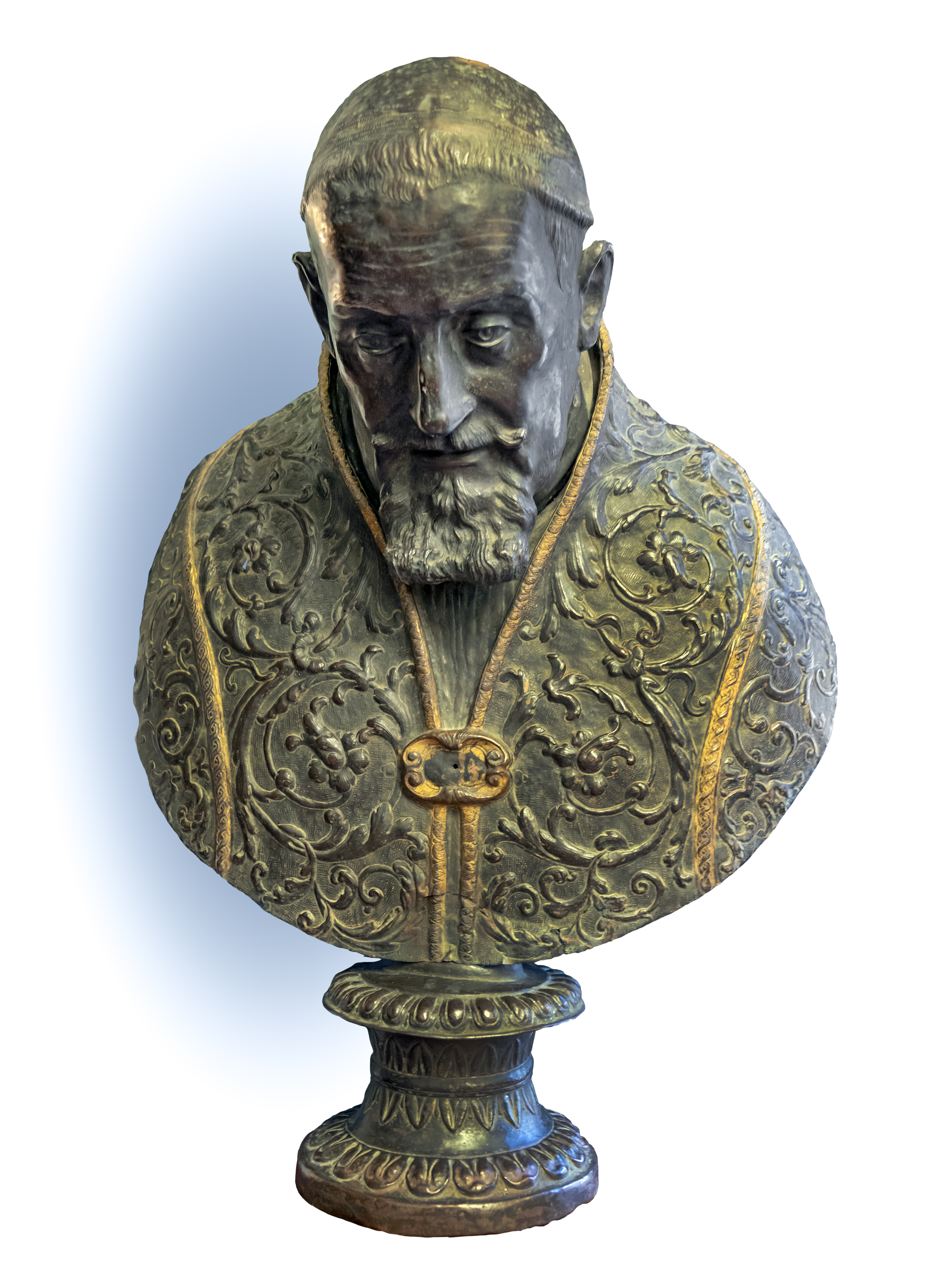
Le Pape Gregoire XV Ludovisi
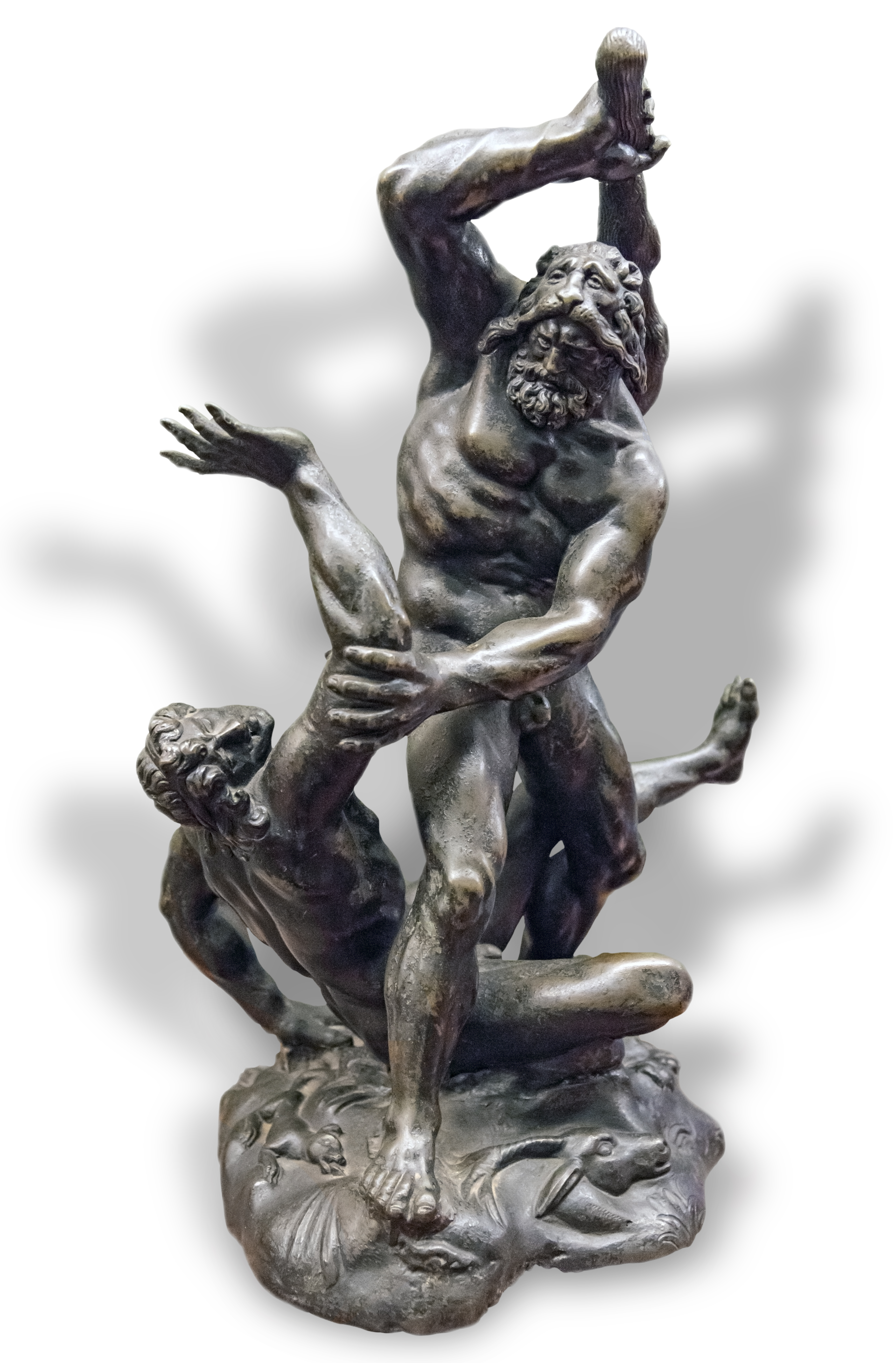
Hercule et Cacus par Willem van Tetrode (nl)

Les peintres français
- Portrait du cardinal de Sens Jean de Bertrand, plus connu à Toulouse pour avoir été capitoul. Œuvre attribuée à Jean Clouet.
- Portrait de Louise de Savoie par l'école de Jean Clouet.
- Portrait de Charles IX par François Clouet, fils du précédent.
- Portrait de Sébastien de Luxembourg-Martigues, par Marc Duval, peintre français de la renaissance de l'école de Fontainebleau.

Les peintres flamands et Hollandais
- Portrait de Sibylle de Clèves, électrice de Saxe par le peintre allemand Lucas Cranach l'Ancien, qui doit son nom à sa ville de naissance. Représentant le maniérisme gothique, il devient peintre de la cour de l'électeur de Saxe en 1504. Le musée possède cinq tableaux de ce peintre, dont Les Amants mal assortis, Hercule à la cour d'Omphale, Vénus et Cupidon volant du miel et un Portrait de jeune fille.
- Portrait de Dame : Janet Brandon, duchesse de Suffolk par Corneille de Lyon, peintre de portrait franco-hollandais du XVIe siècle.
- Saint Jérôme par Joachim Patinir, peintre et dessinateur de style flamand de la Haute Renaissance, qui intégra en 1515 la guilde de Saint-Luc des peintres d'Anvers comme franc-maître.
- Vierge à l'Enfant par Gérard David, un des derniers représentant des primitifs flamands de l'école de Bruges.
- Portrait d'Antoine Perrenot de Granvelle par Frans Floris, peintre d'histoire romaniste flamand de l'École d'Anvers, élève de Lambert Lombard, et de Jan Gossaert dit Mabuse.
- Portait de Ferdinand Ier par Jan Cornelisz Vermeyen, peintre et tapissier flamand de la Renaissance.
- Portrait d'homme par Adriaen Isenbrandt.
- Portrait d'homme à la fleur par Ambrosius Benson, peintre flamand d'origine lombarde, élève de Gérard David.

Les peintres italiens et espagnol
Giovanni Battista Carlone (Saint Sébastien) et Evaristo Baschenis (Nature morte), un Portrait d'homme (XVIIe siècle) caravagesque du peintre toscan Pietro Paolini.
- Une version de la Présentation de Jésus au temple du Tintoret
- L'Enfant Jésus se blessant avec la couronne d'épines dans un paysage, vers 1645-1650, tableau du peintre espagnol Francisco de Zurbarán, acquisition récente de la fondation en 2018.

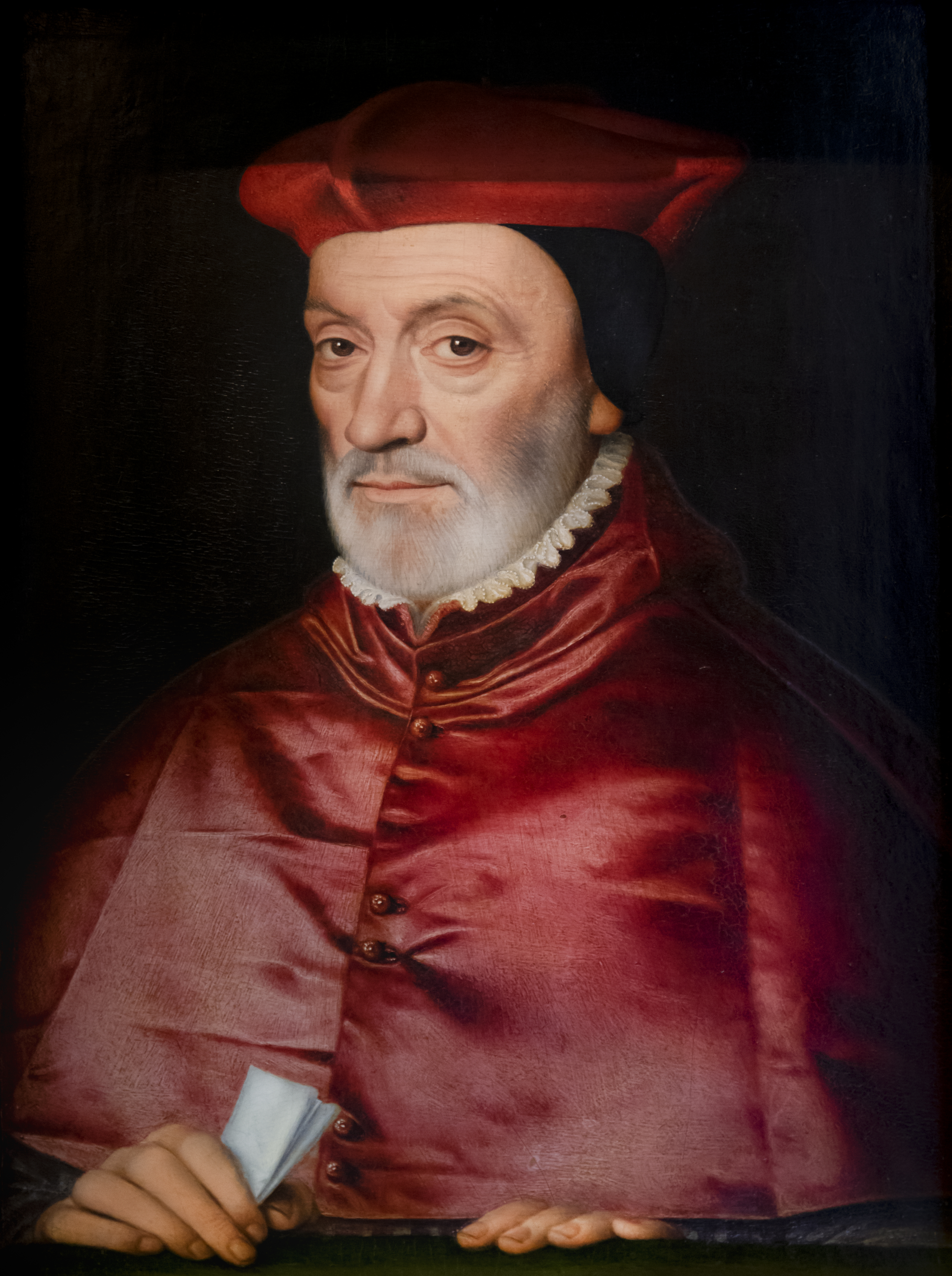
Jean Bertrand par Jean Clouet
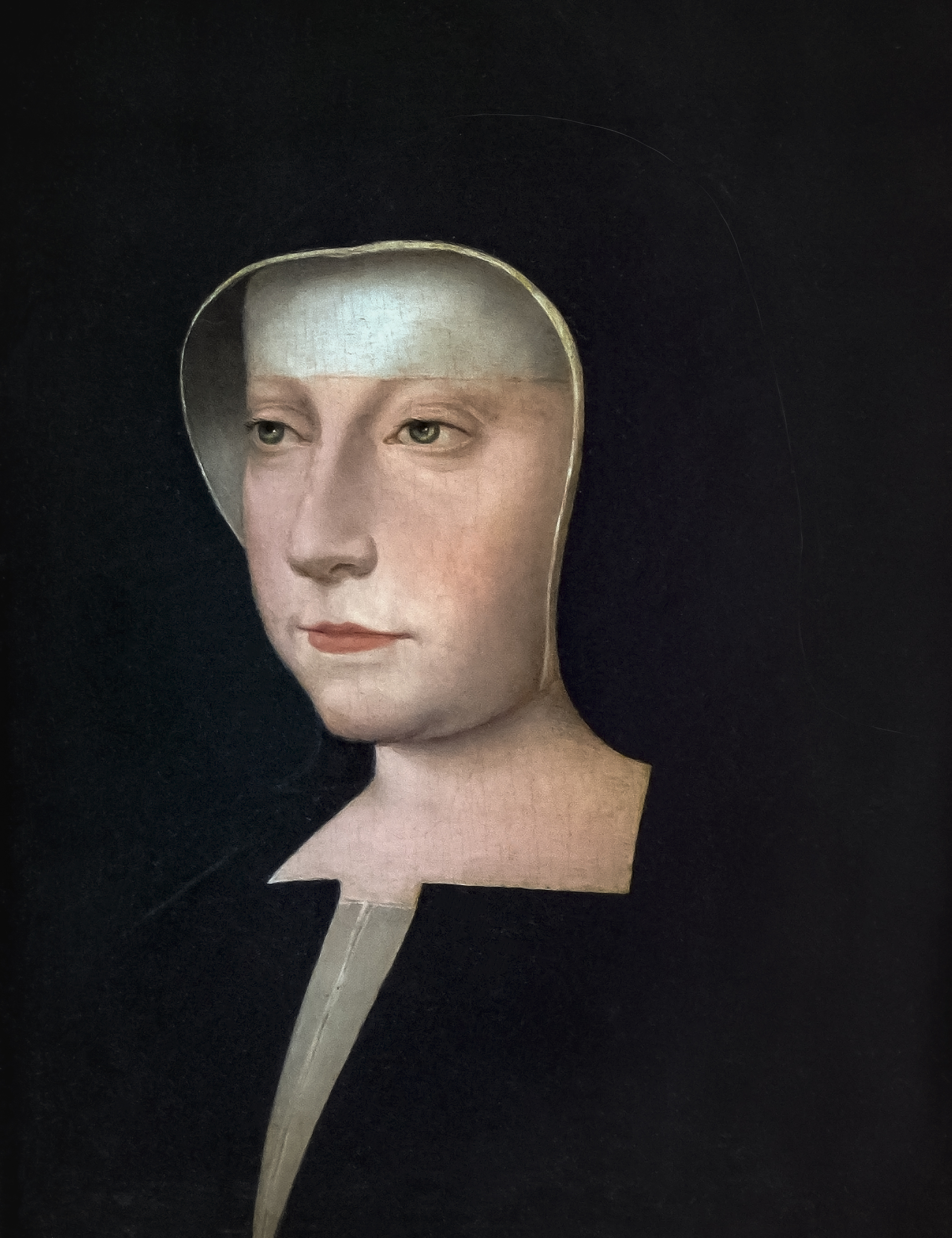
Portrait de Louise de Savoie par l'école de Jean Clouet
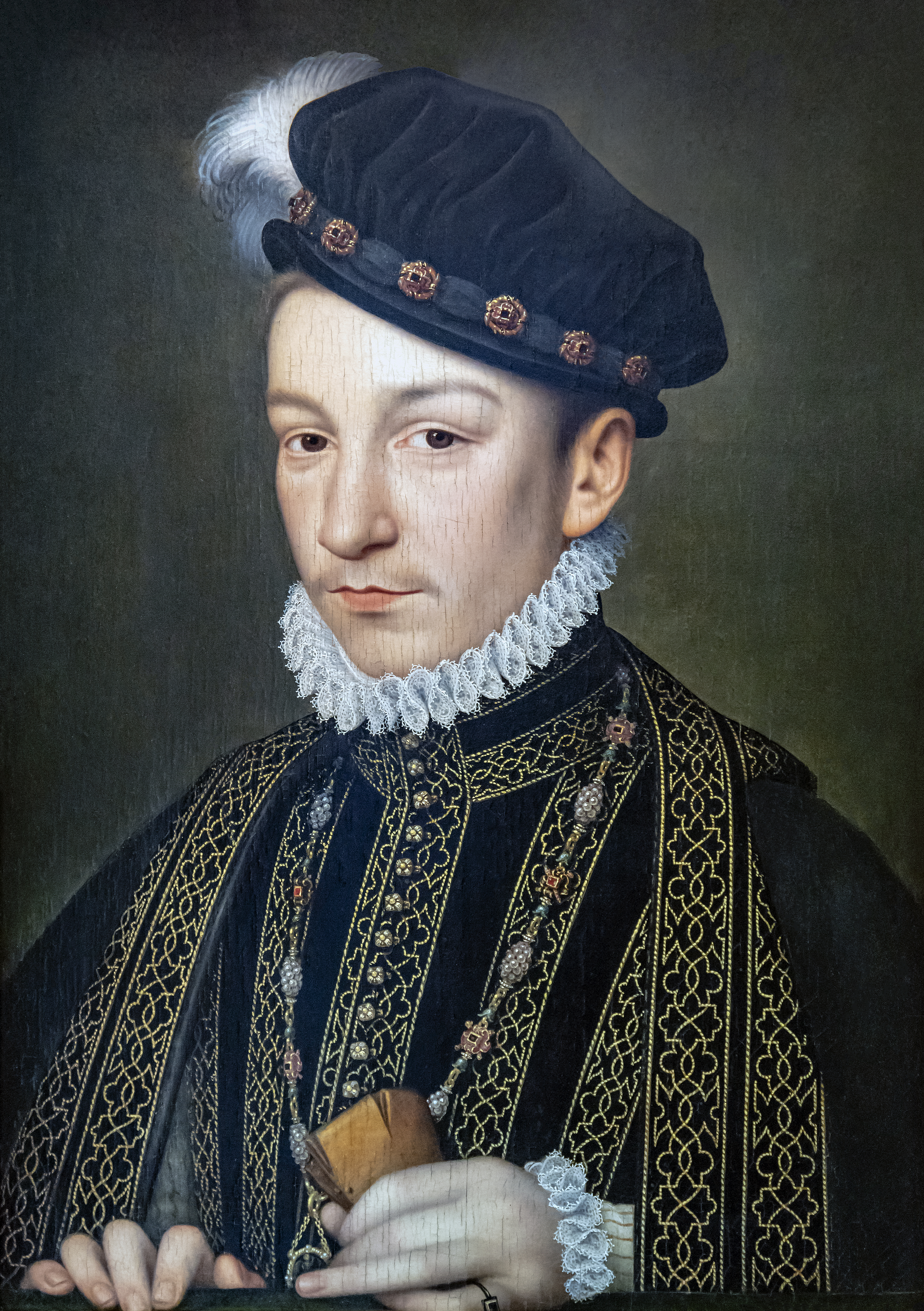
Charles IX de France par François Clouet
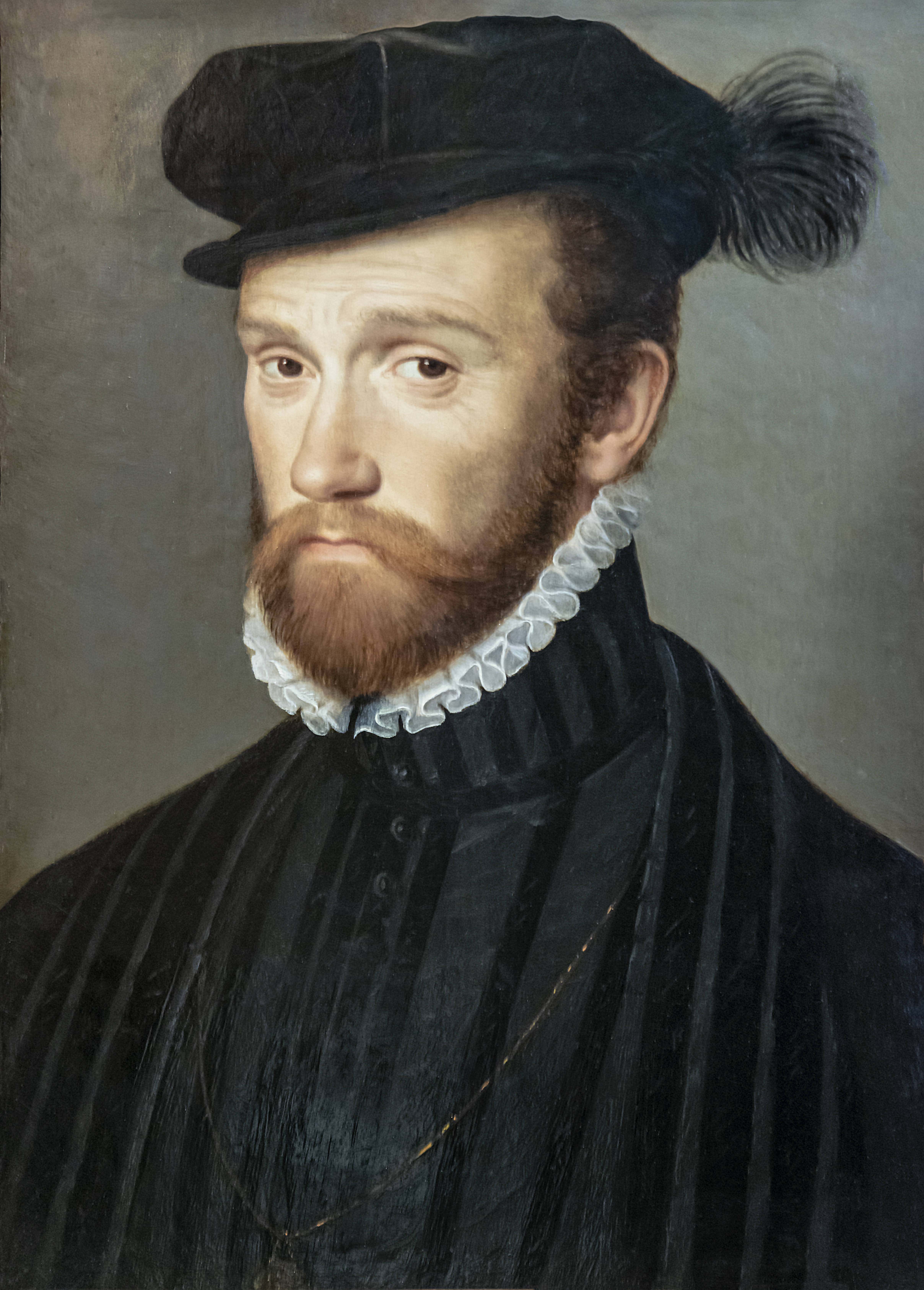
Sébastien de Luxembourg-Martigues par Marc Duval
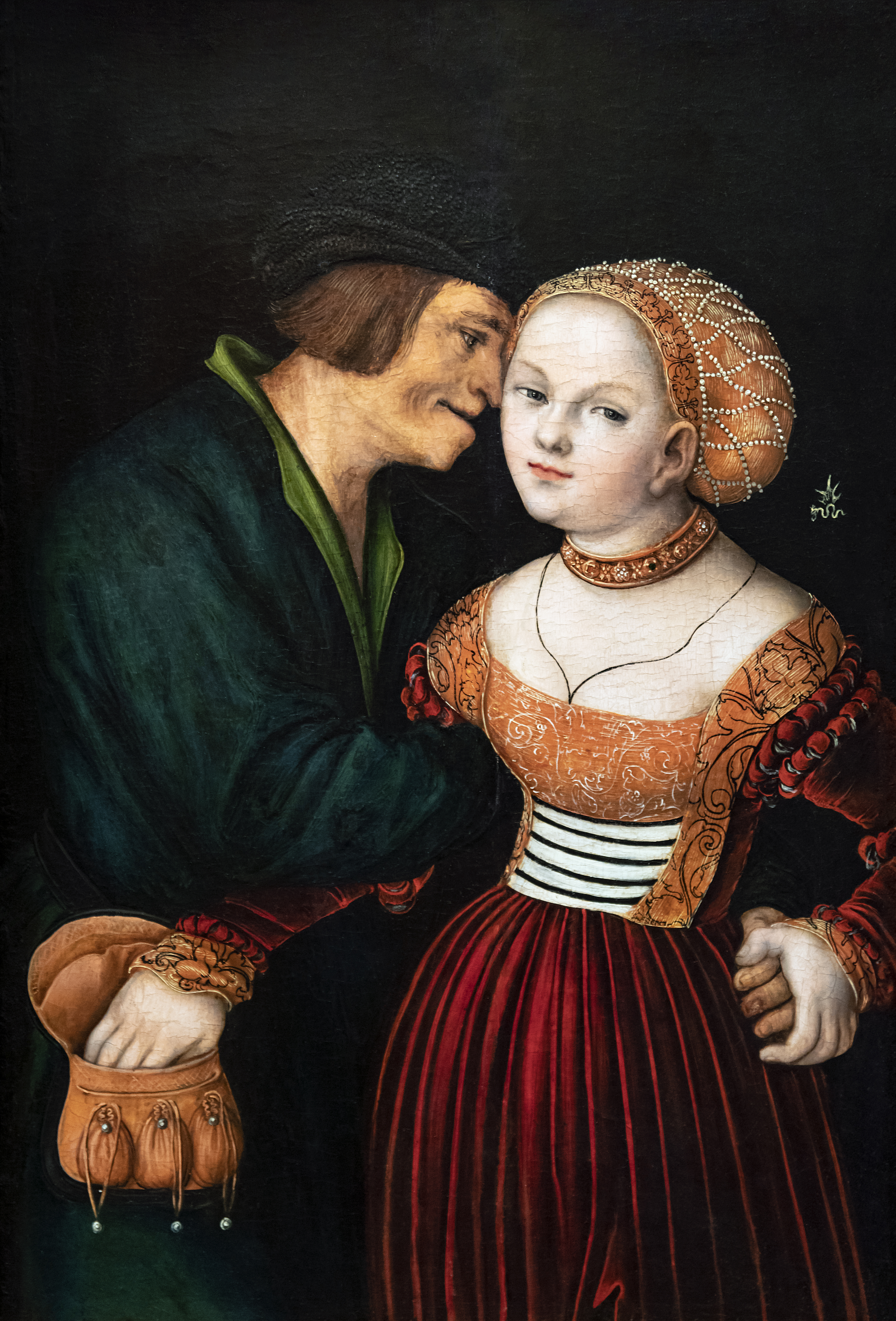
Les Amants mal assortis par Lucas Cranach l'Ancien
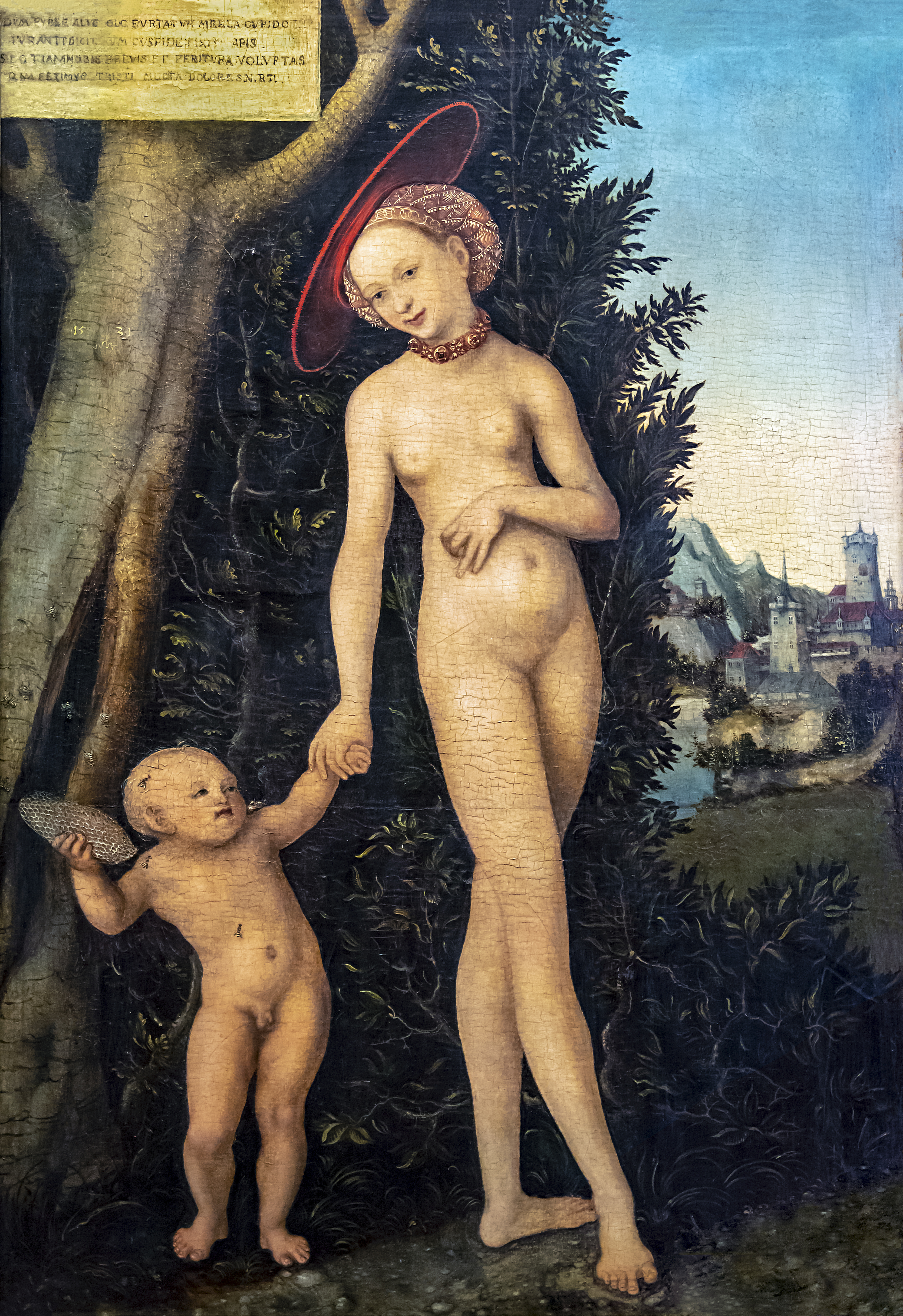
Vénus et Cupidon volant du miel par Lucas Cranach l'Ancien
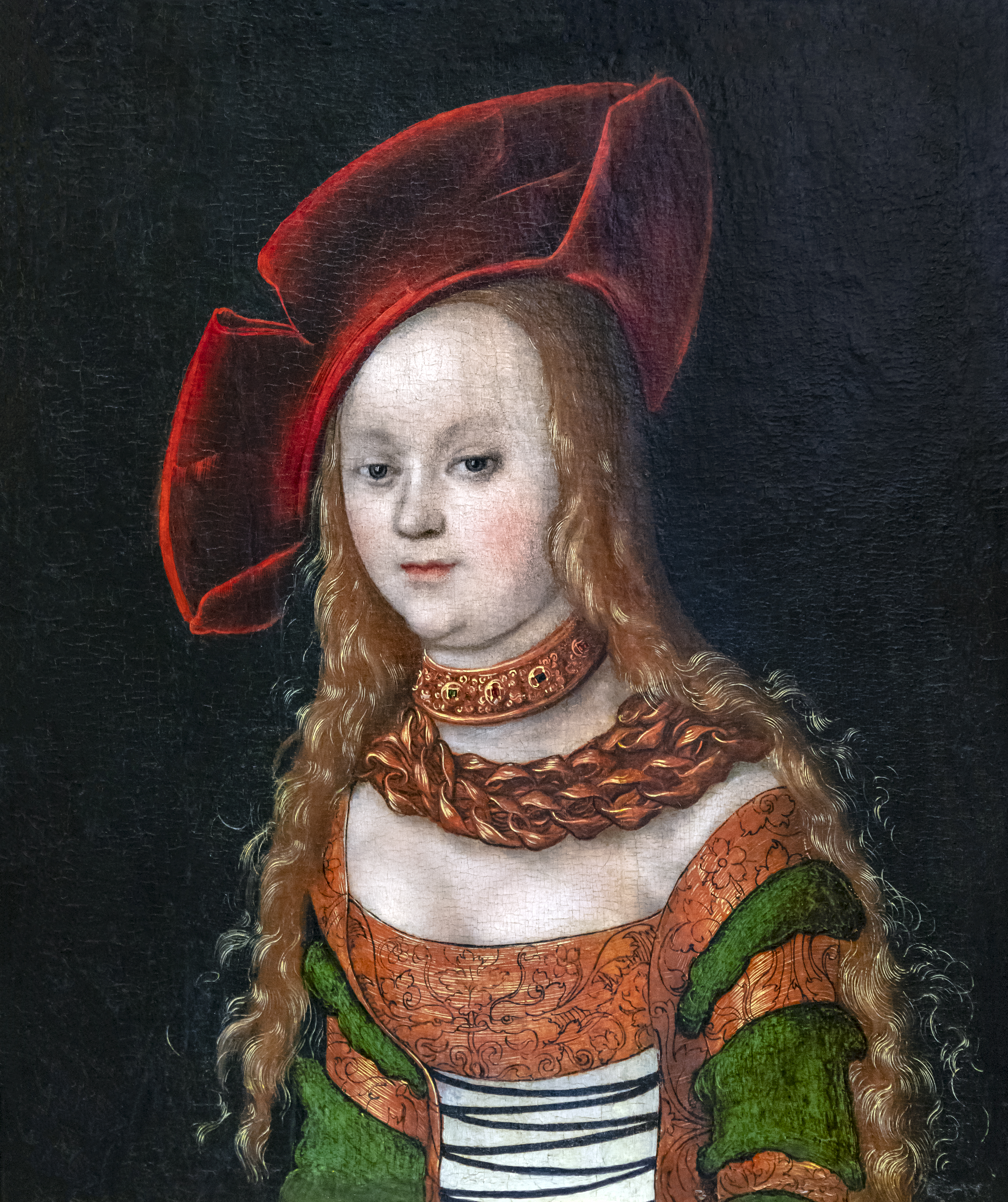
Portrait de jeune fille en buste par Lucas Cranach l’Ancien
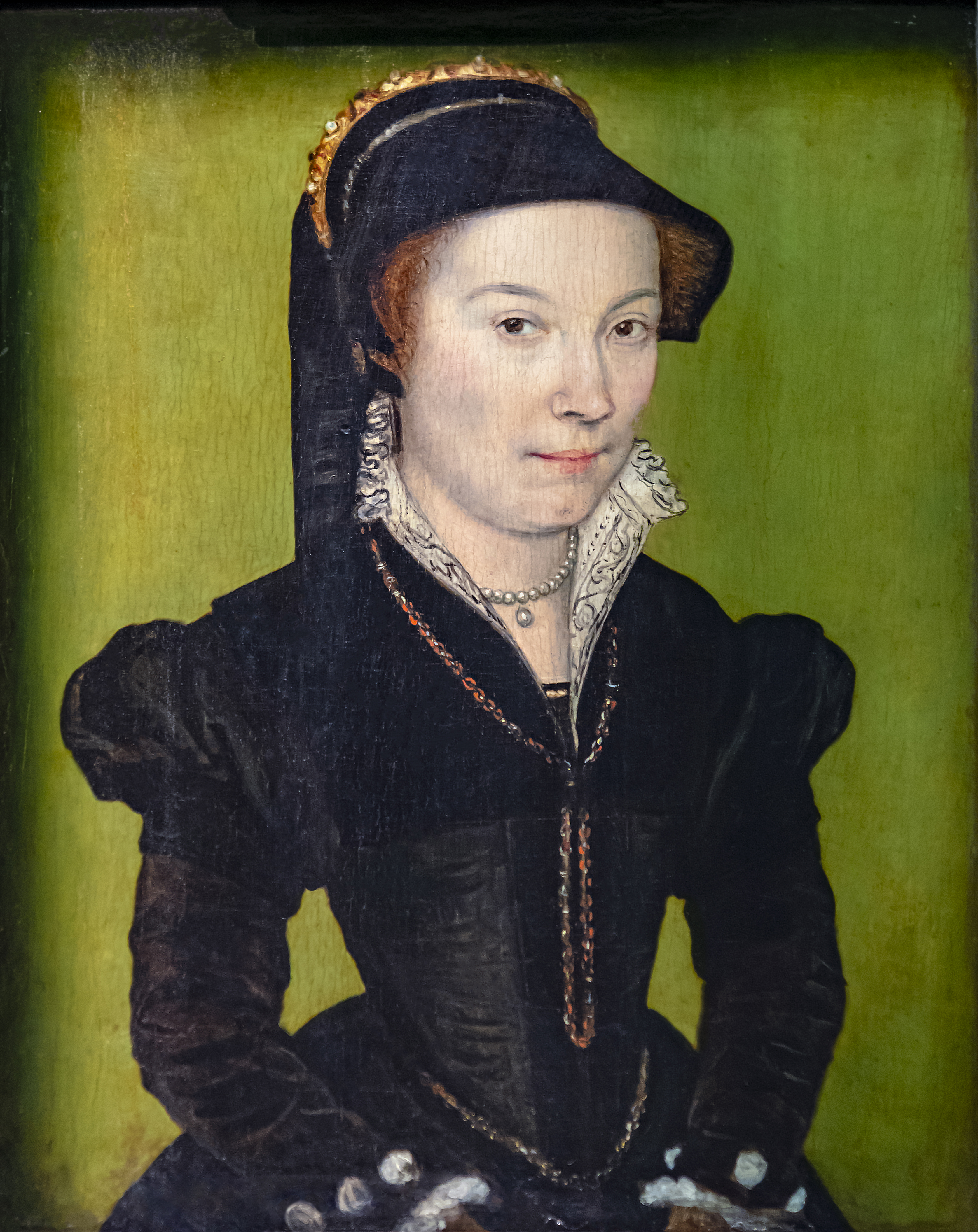
Janet Brandon duchesse de Suffolk par Corneille de Lyon
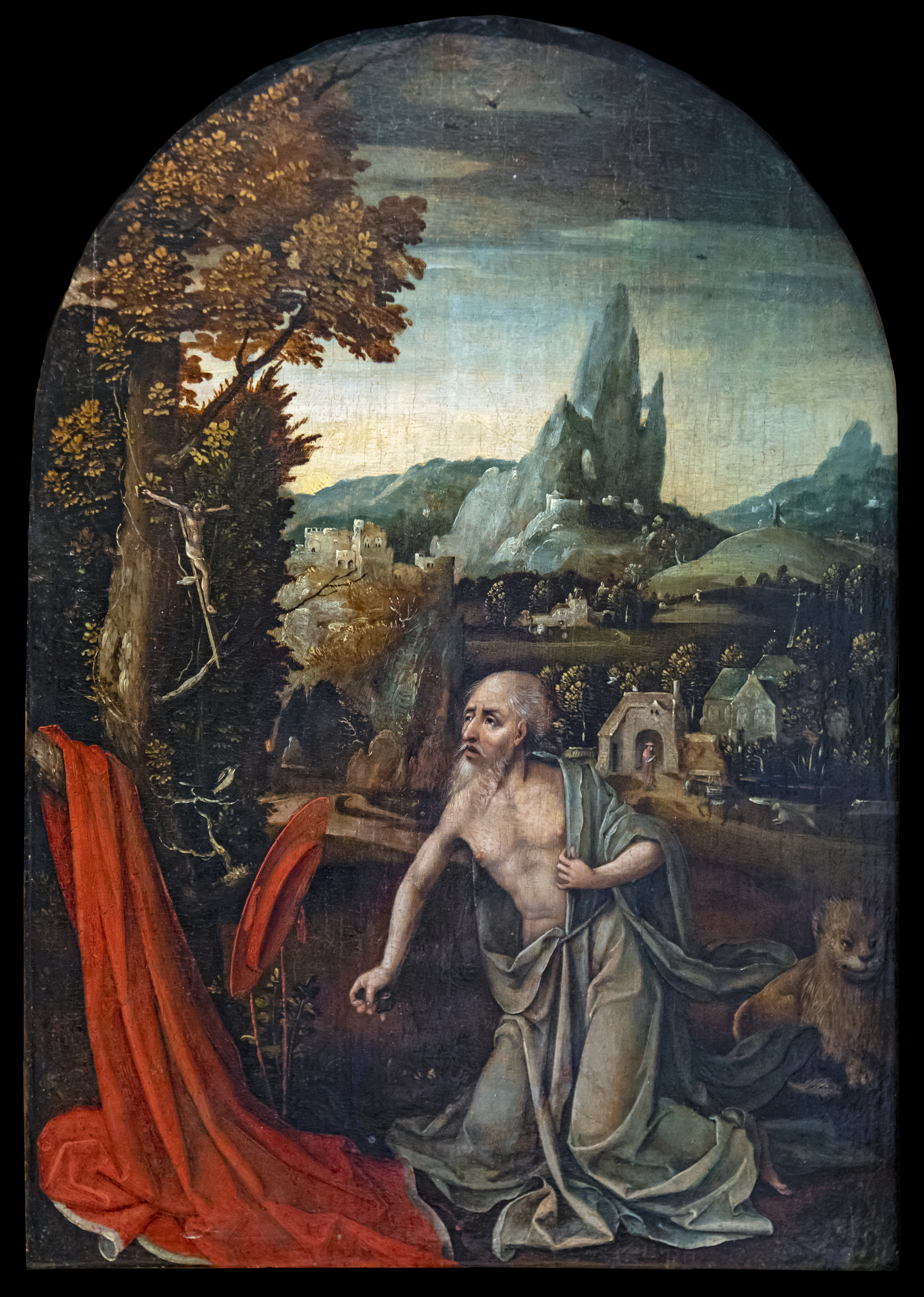
Saint Jérôme par Joachim Patinir
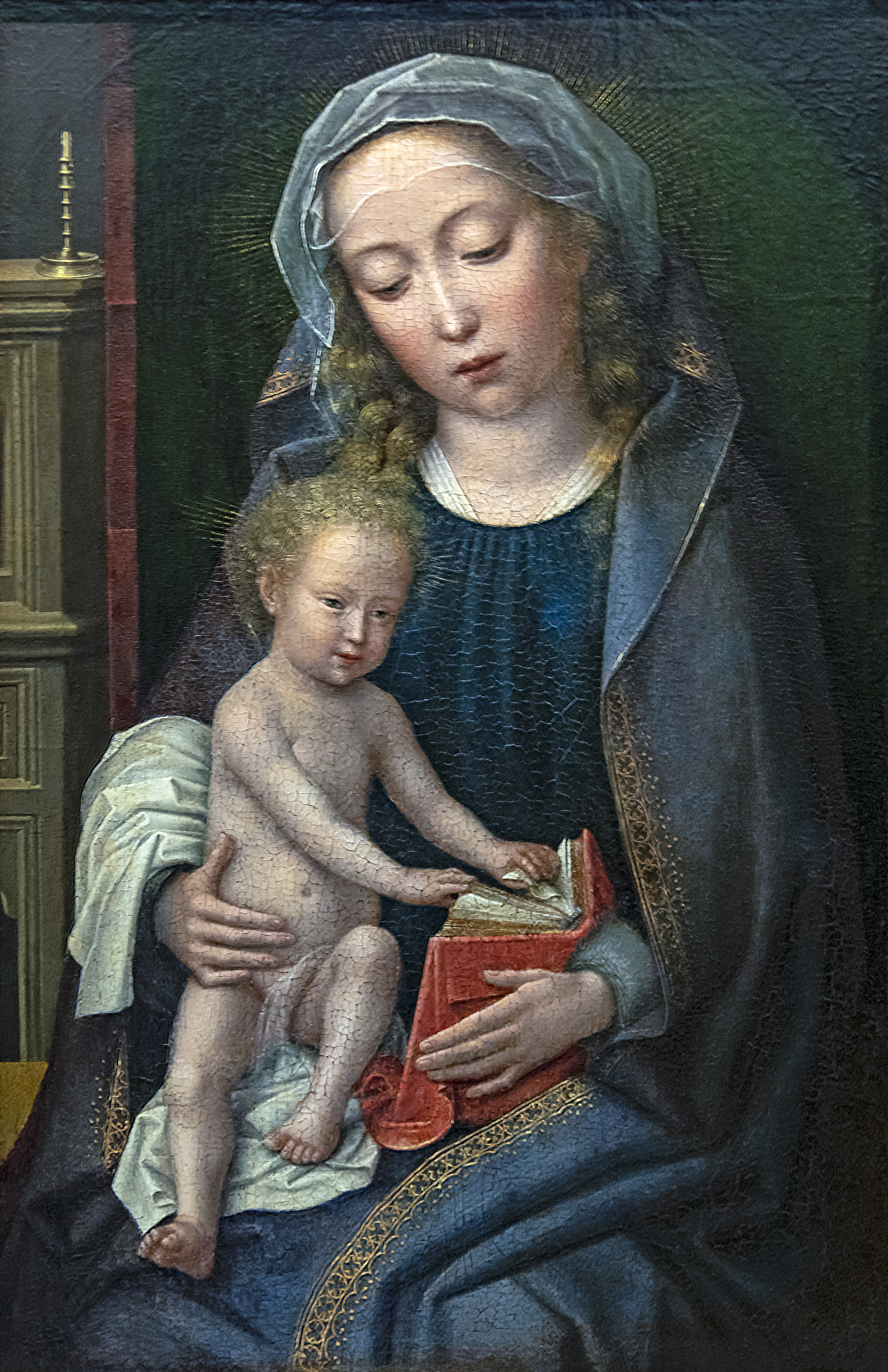
Vierge à l'Enfant par Gérard David
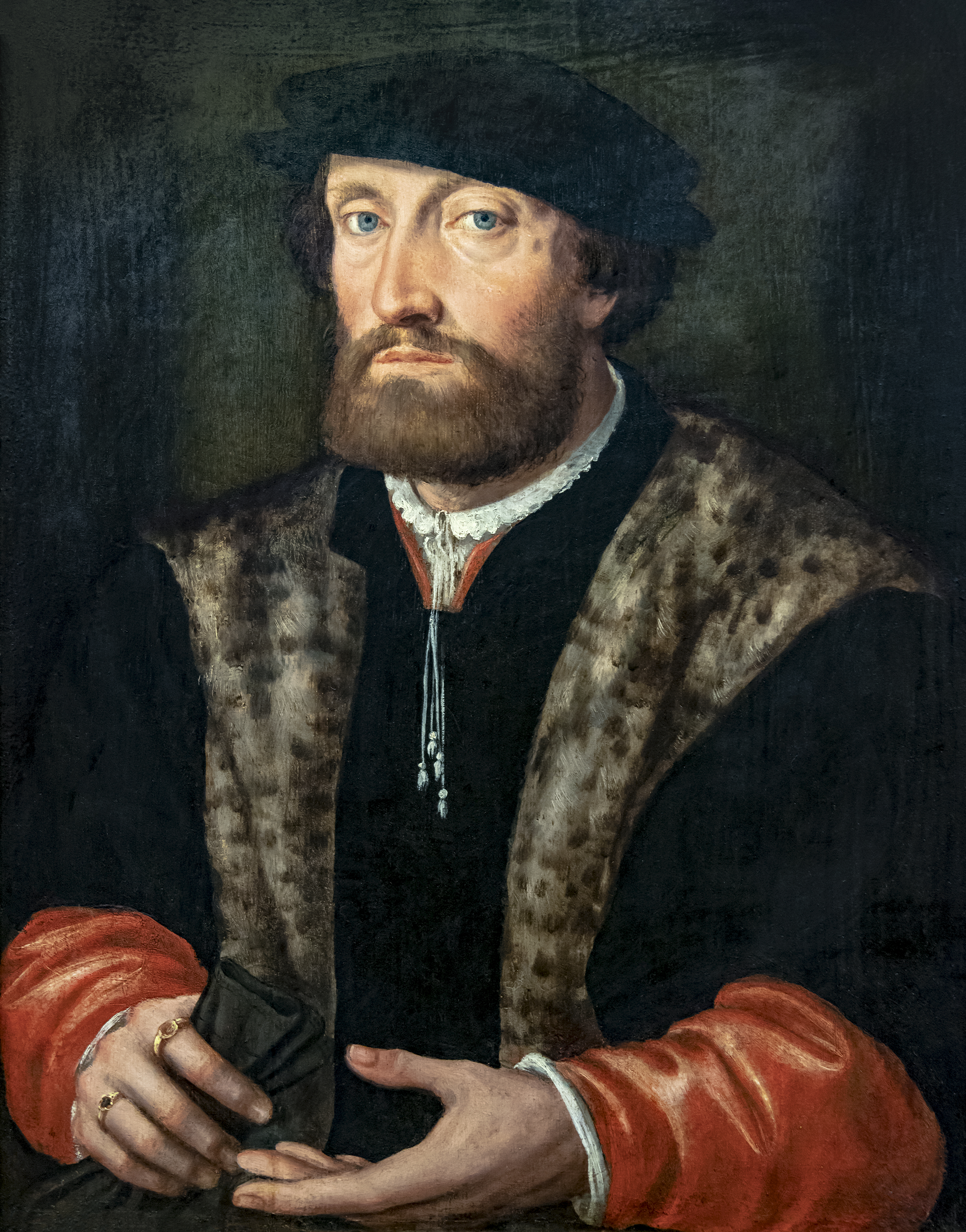
Portrait d'Antoine Perrenot de Granvelle par Frans Floris
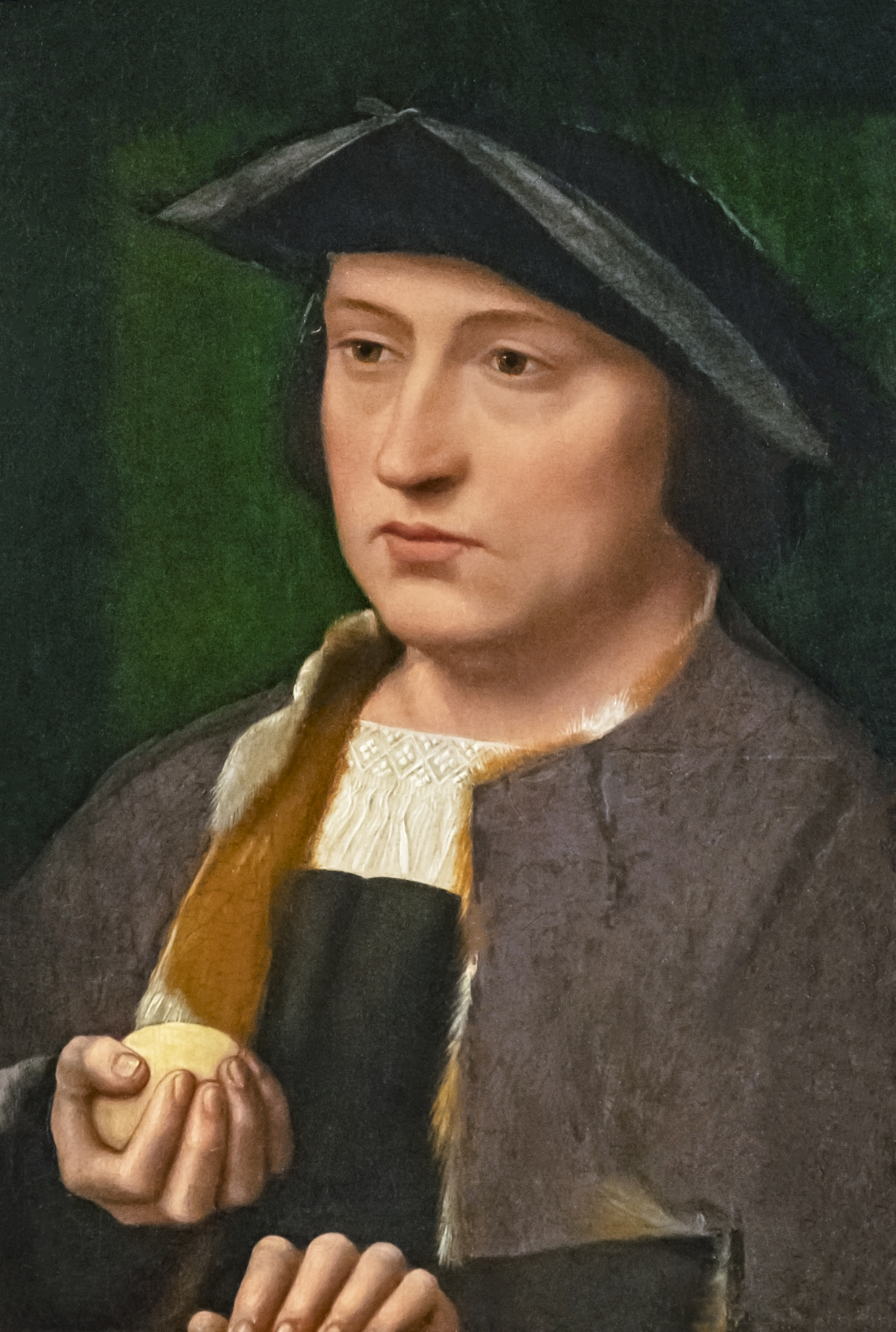
Portrait d'homme par Adriaen Isenbrandt
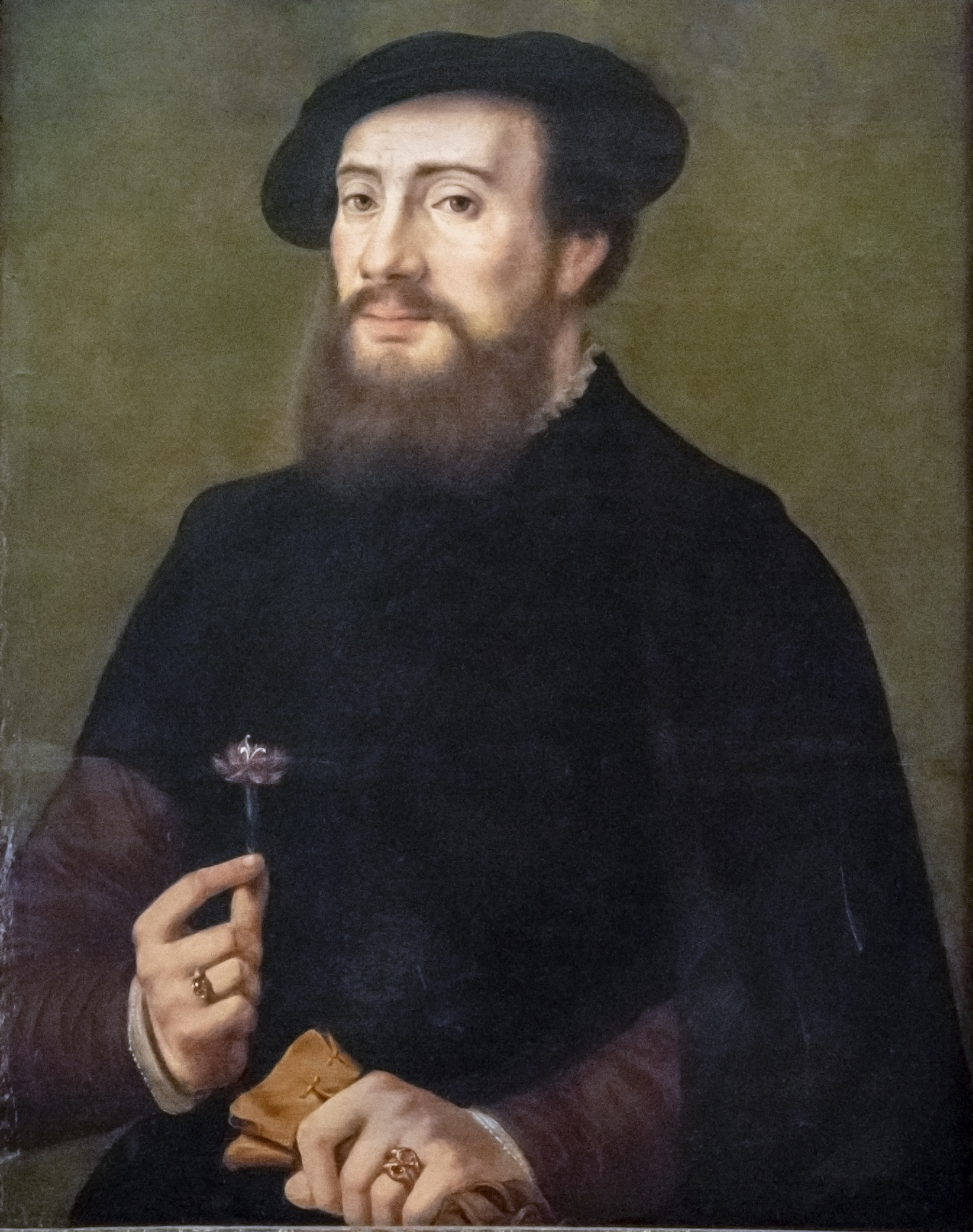
Portrait d'homme à la fleur par Ambrosius Benson
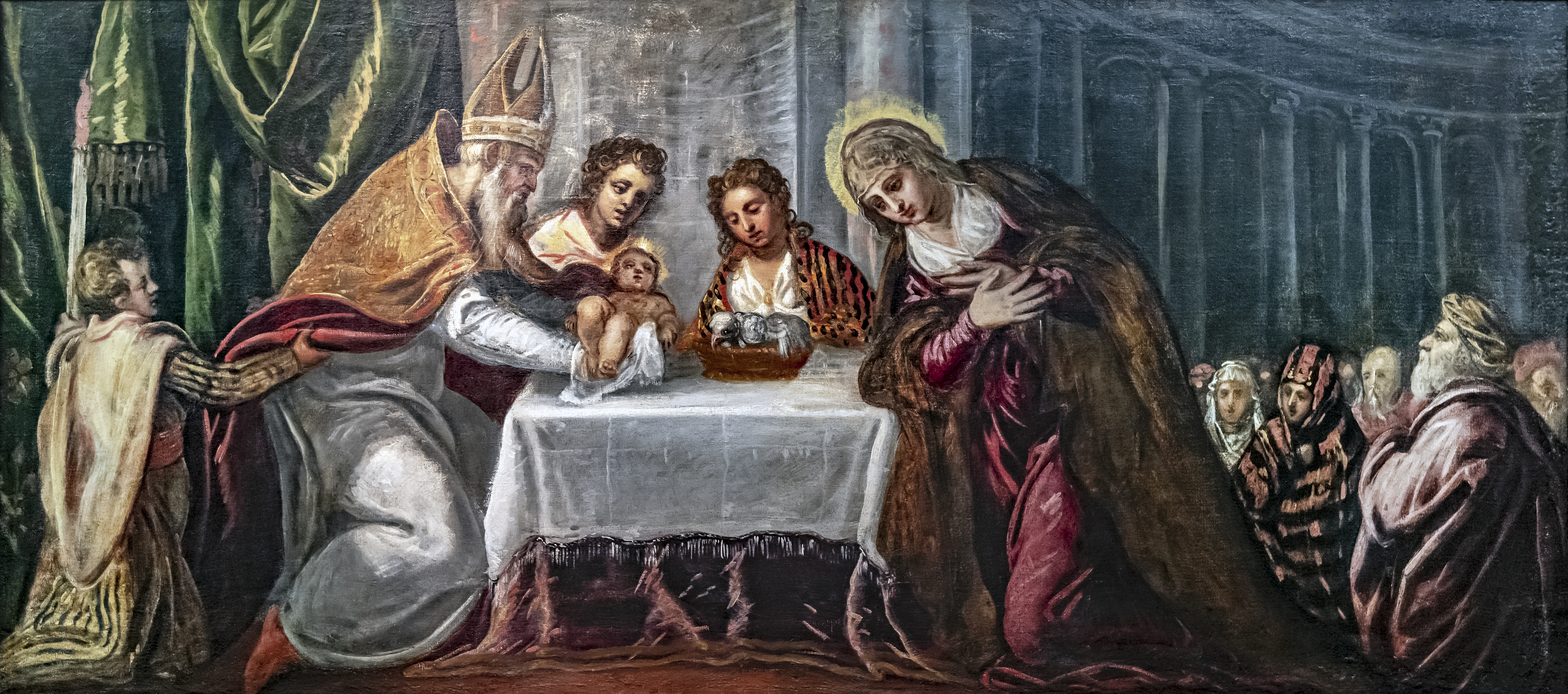
Présentation au Temple par Le Tintoret
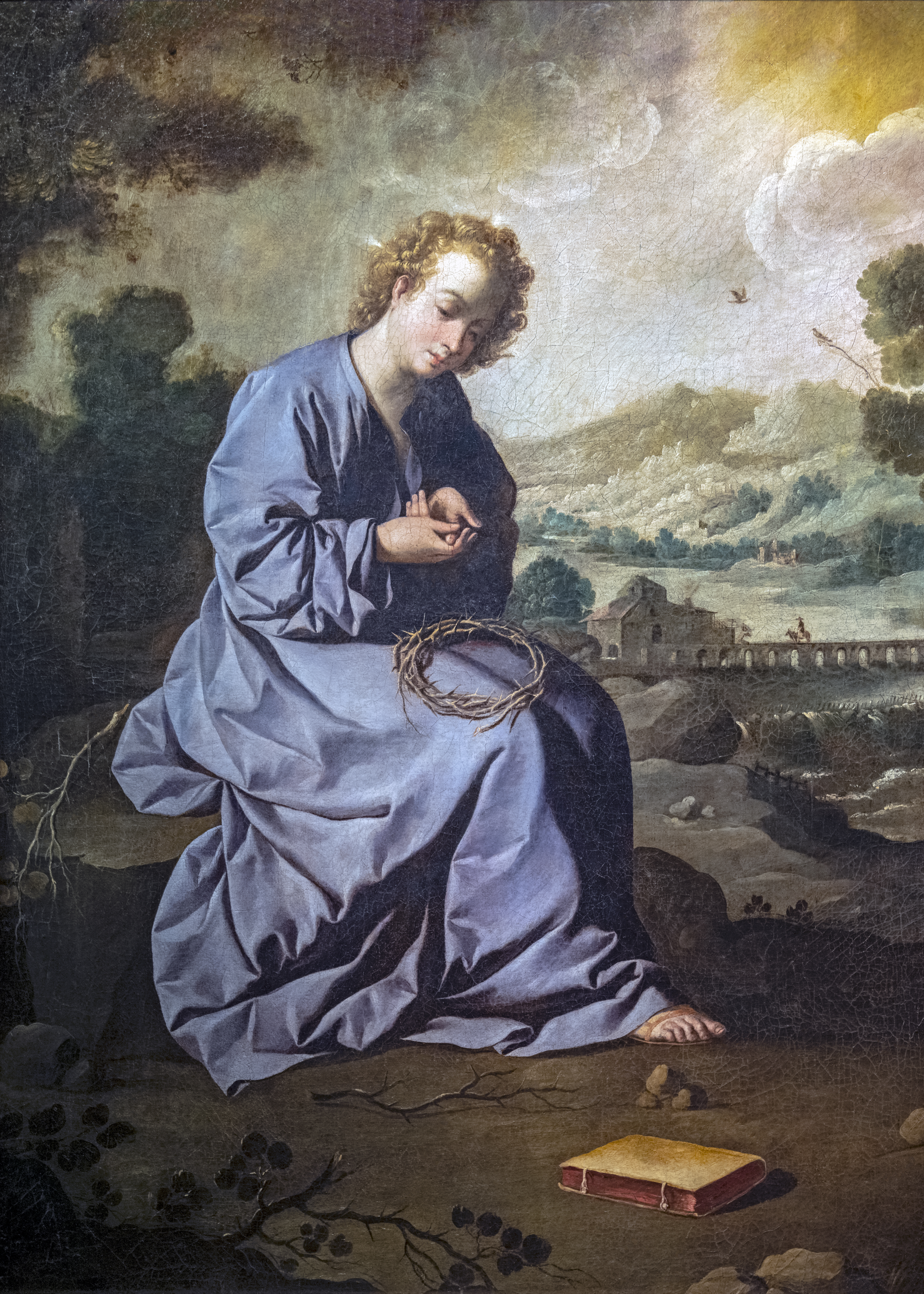
L'Enfant Jésus se blessant avec la couronne d'épines dans un paysage par Francisco de Zurbarán

### Salle VII
« Les Anciens » Salle de la Coursière
En dehors des toiles de grands peintres italiens du XVIe siècle, cette salle regroupe des bronzes et reliures anciennes.
Bronzes
- Hercules et le sanglier d'Erymanthe de Ferdinando Tacca, sculpteur italien baroque de l'école florentine.
- Hercules de l'atelier de Michel Anguier, sculpteur français, élève de son frère aîné François Anguier, il sera professeur à l’Académie royale de sculpture.

Tableaux
- Une version de La montée au calvaire par Jacopo Bassano.
- Le Fauconnier de Paul Véronèse.
- Portrait de gentilhomme identifié comme celui du noble Zuan Pietro Ghisi, le Portrait de Scipione Venerio et Sophonisbe tous trois par Jacopo Tintoretto
- Portrait d'homme par Pietro Paolini.
- Courtisan au chapeau de fourrure rouge par Francesco d'Ubertino, peintre italien de l'école florentine.
- Vierge à l'Enfant par Vittore Carpaccio, peintre italien narratif de l'école vénitienne, émule de Gentile Bellini et de Lazzaro Bastiani, influencé par la peinture flamande.

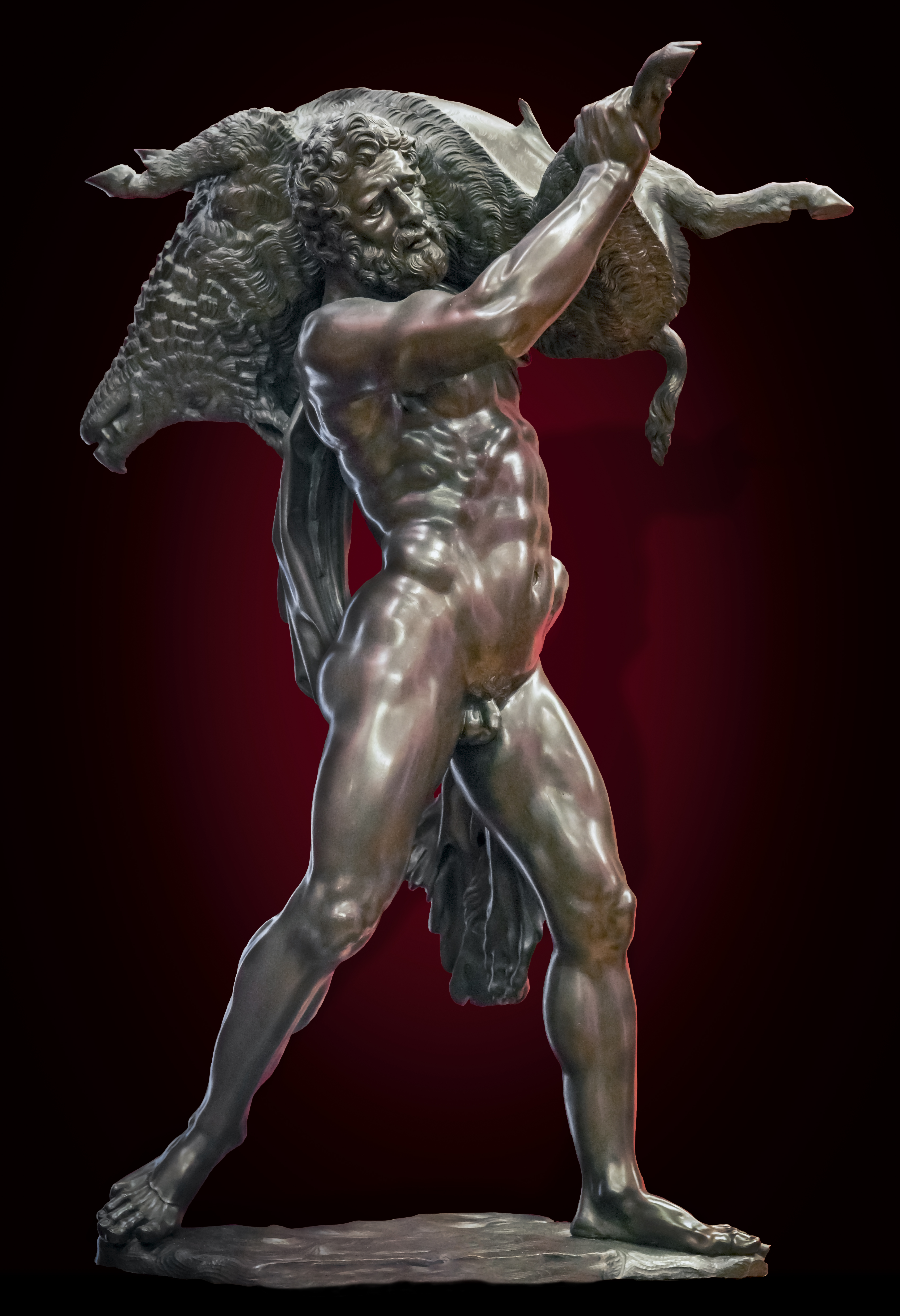
Hercules et le sanglier d'Erymanthe par Ferdinando Tacca
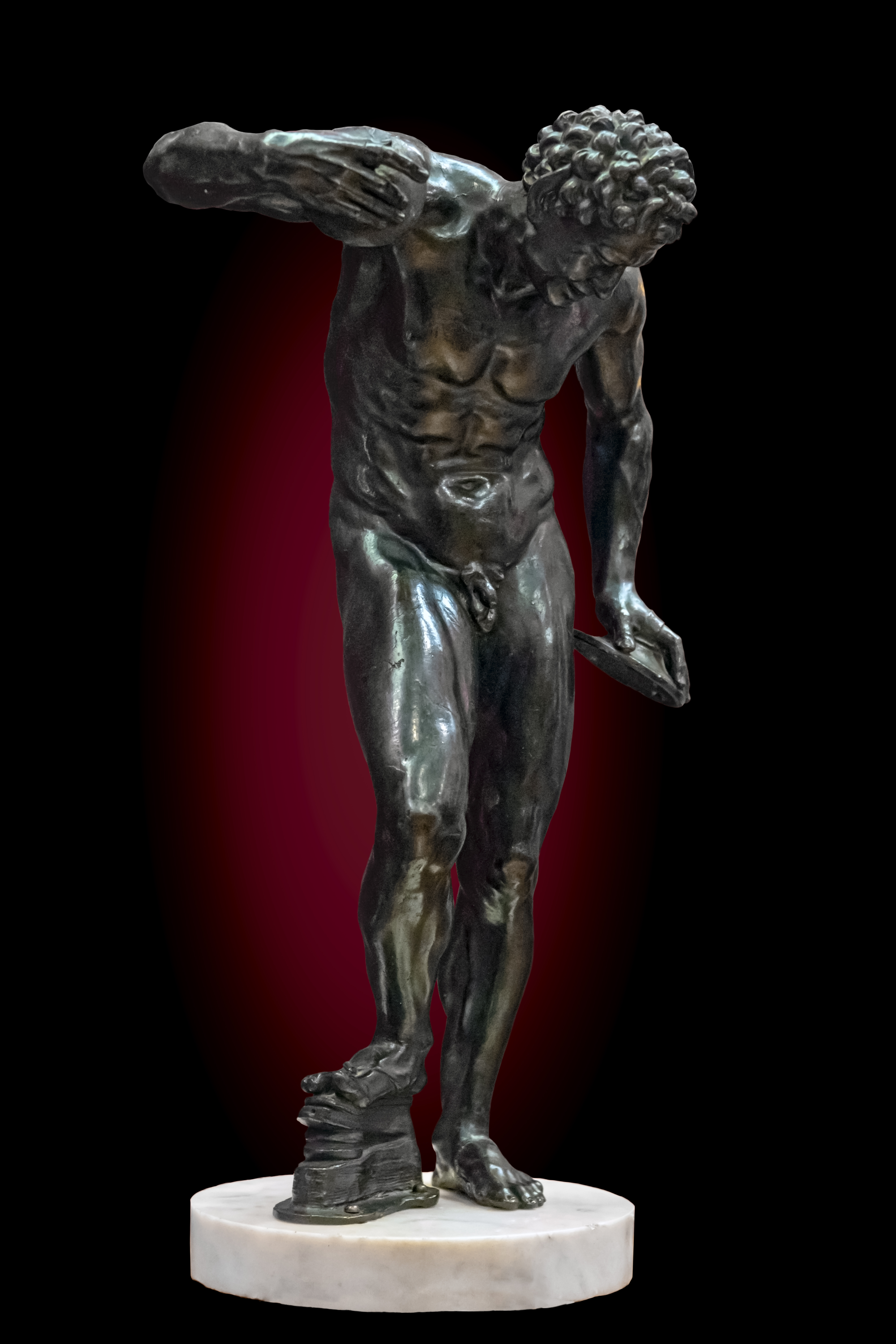
Hercules par Michel Anguier
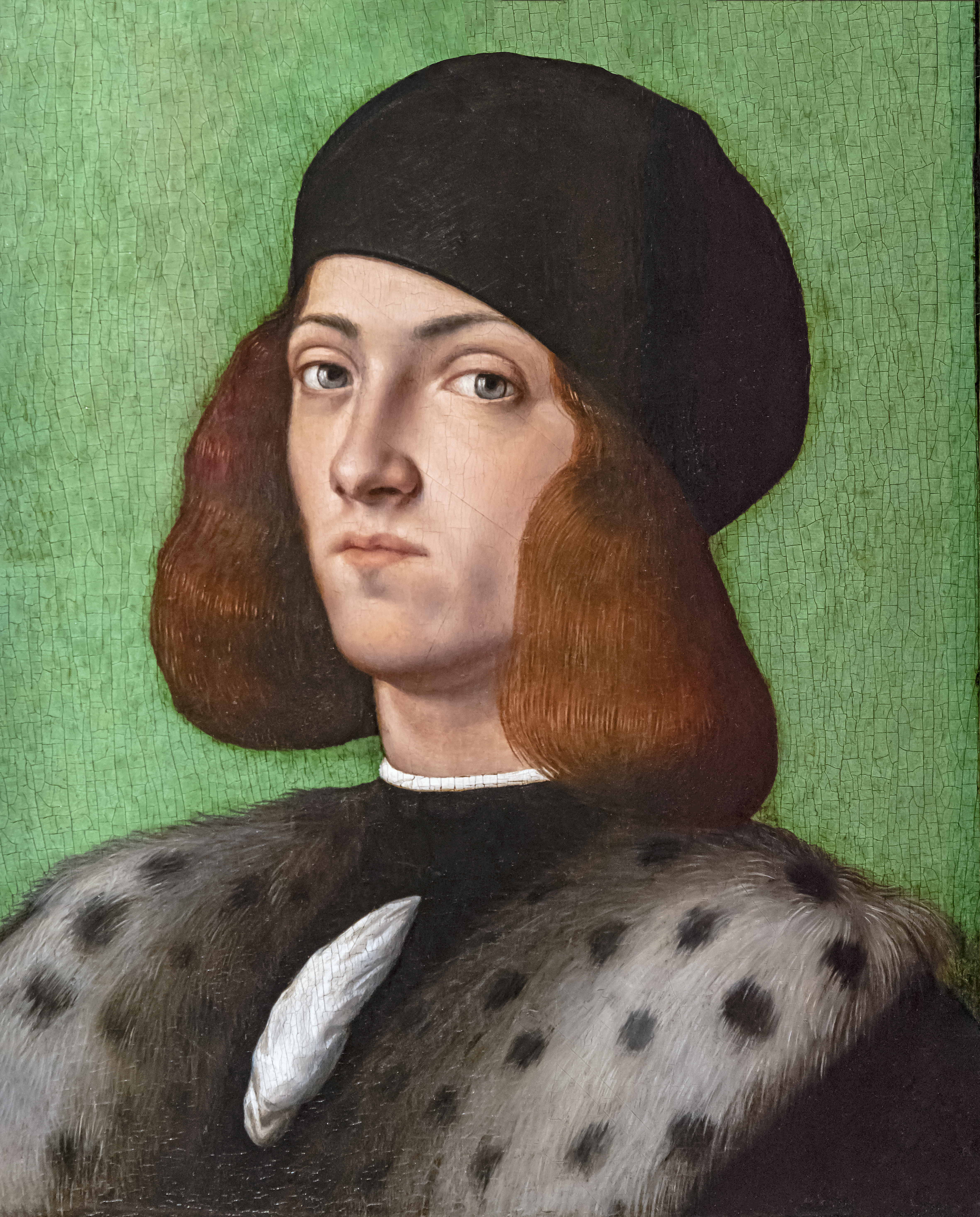
Portrait de jeune homme au bonnet noir par Andrea Previtali
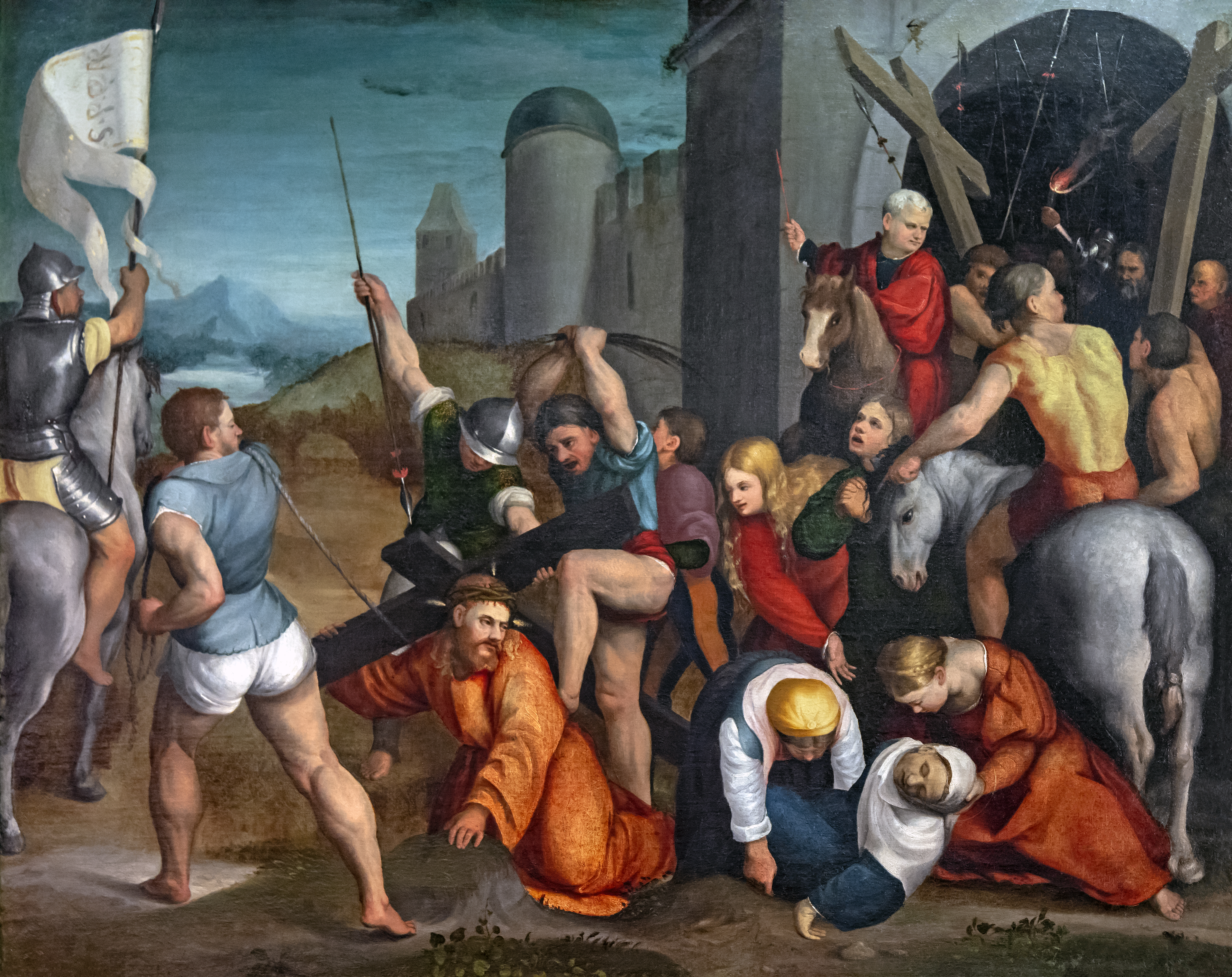
La montée au calvaire par Jacopo Bassano
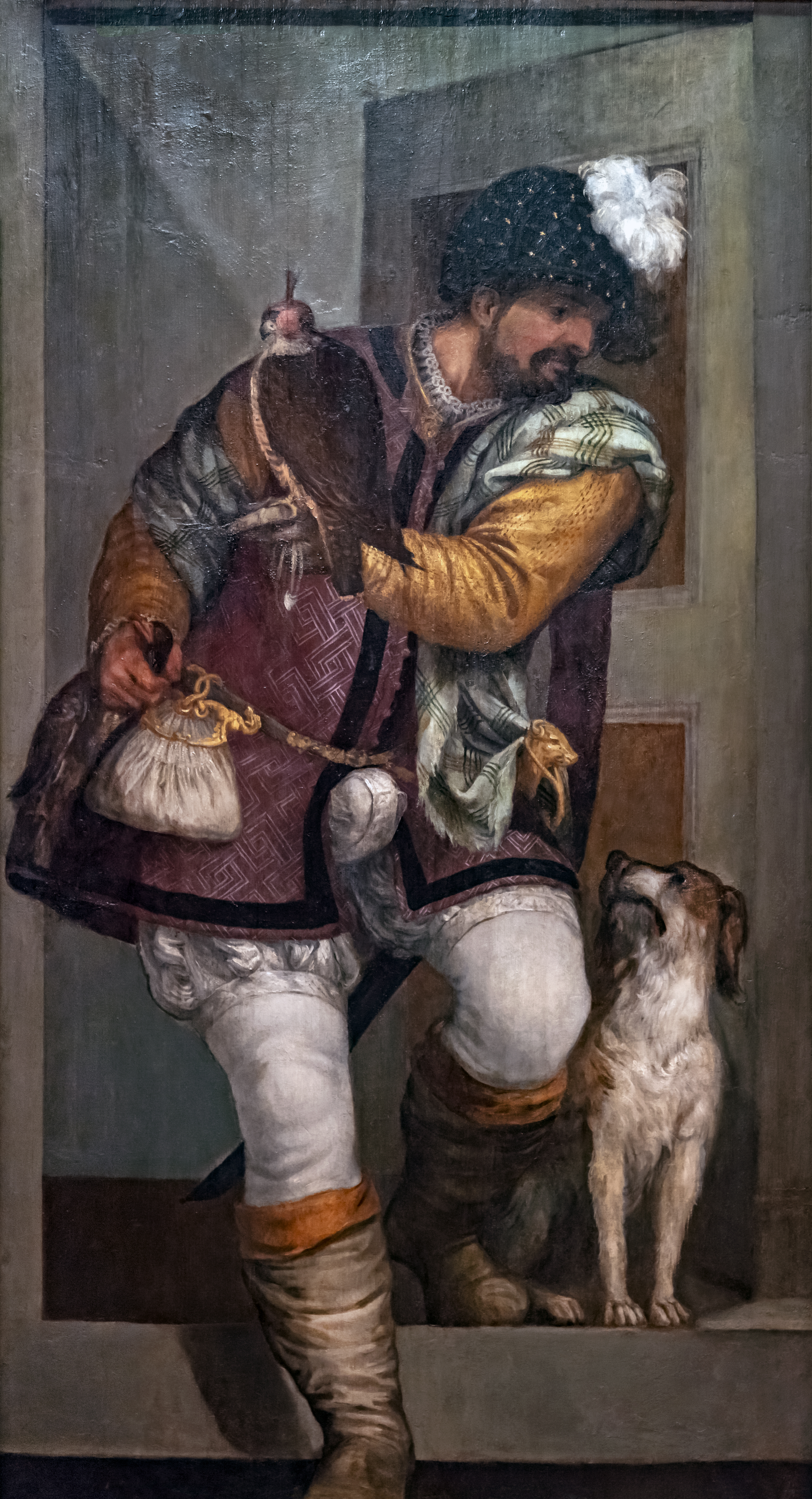
Le Fauconnier par Paul Véronèse
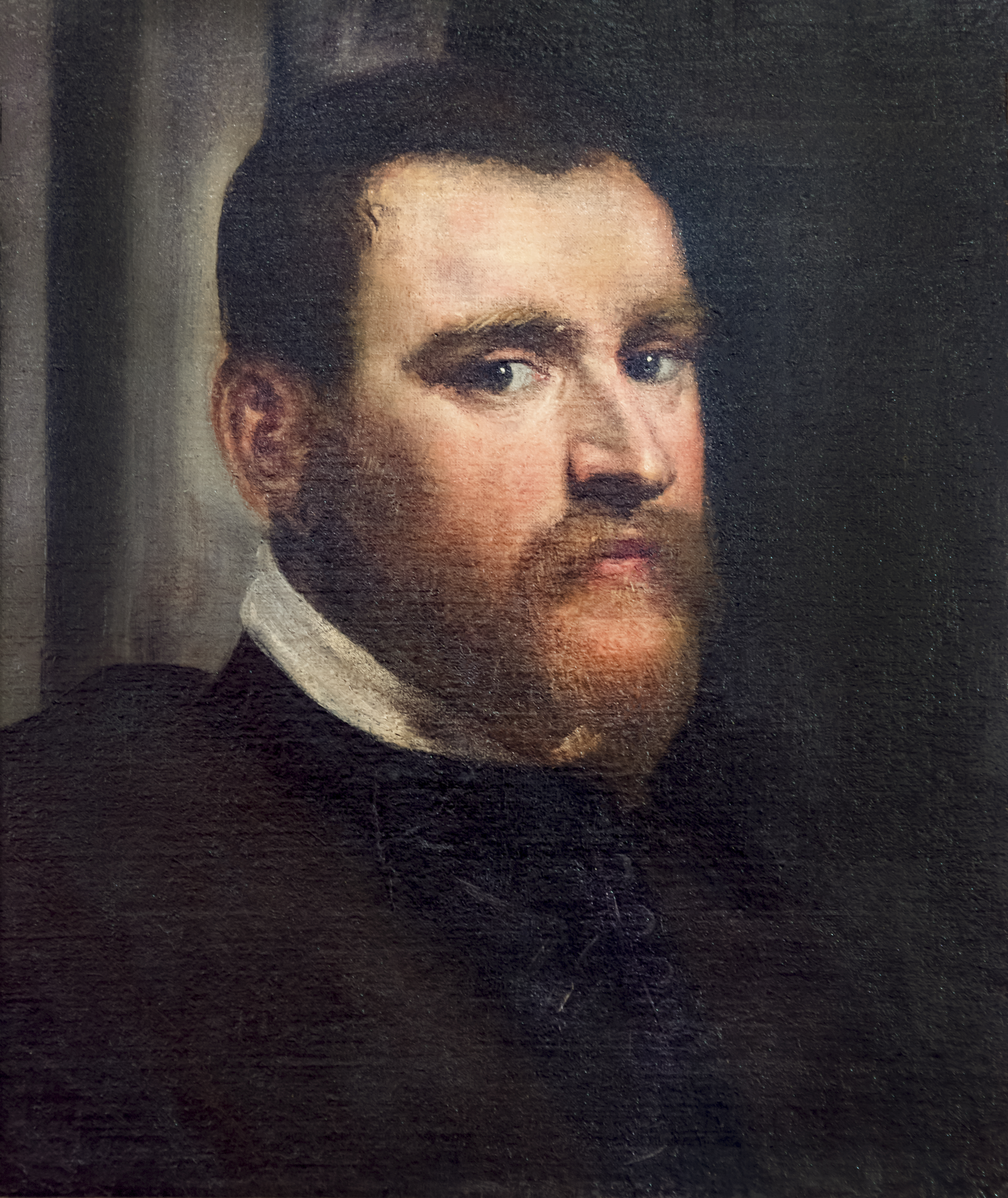
Zuan Pietro Ghisi par Jacopo Tintoretto
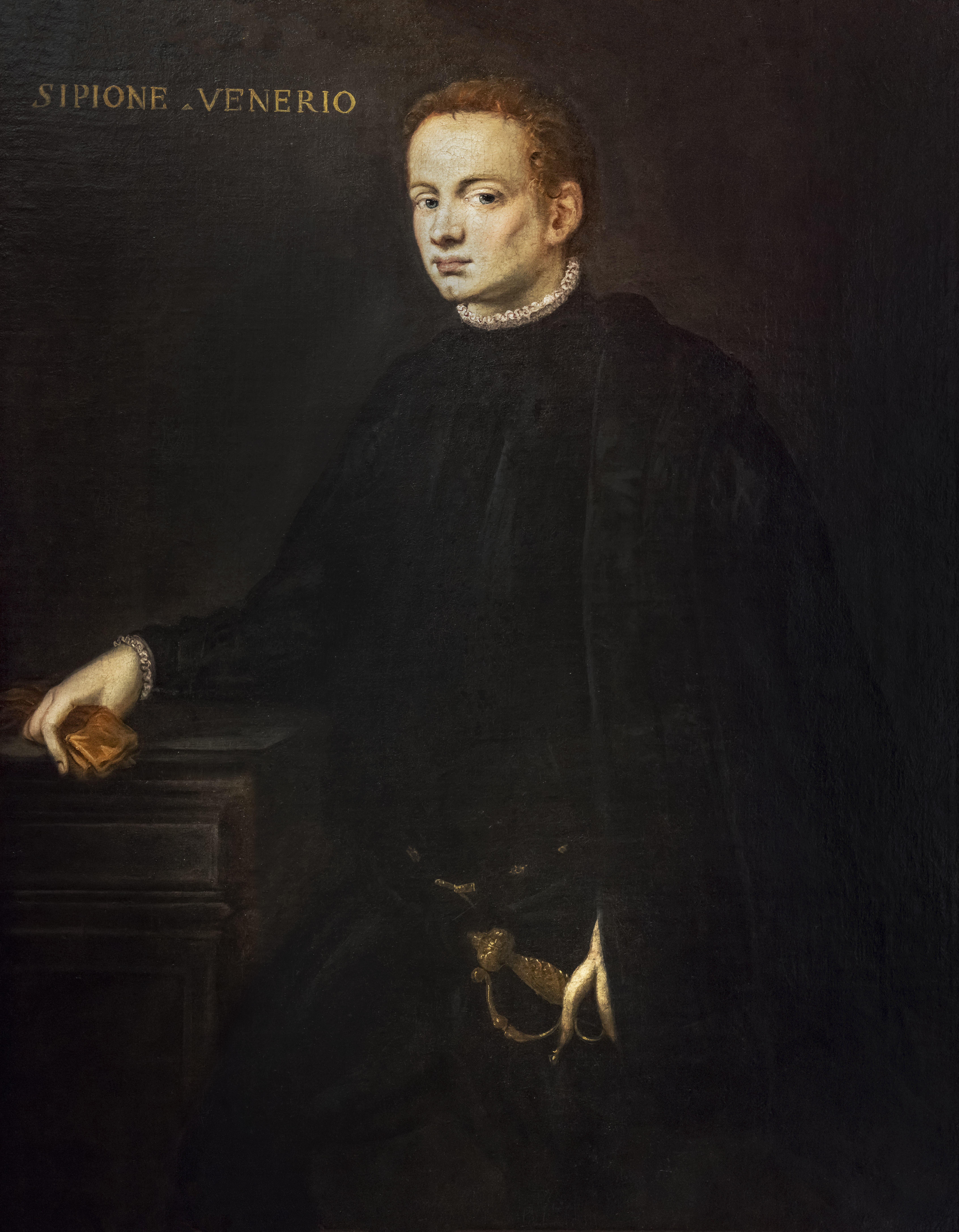
Portrait de Scipione Venerio par Jacopo Tintoretto
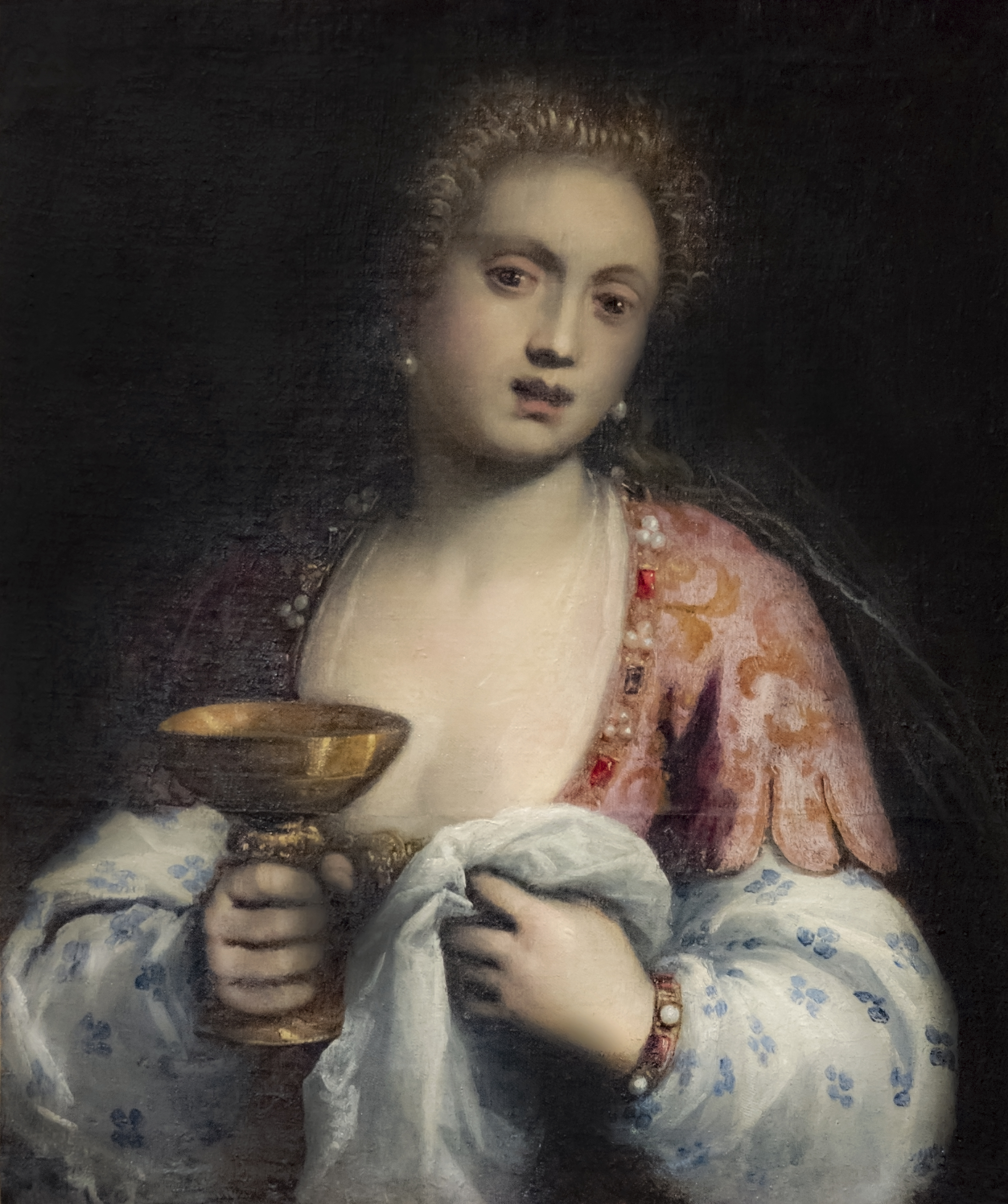
Sophonisbe par Jacopo Tintoretto
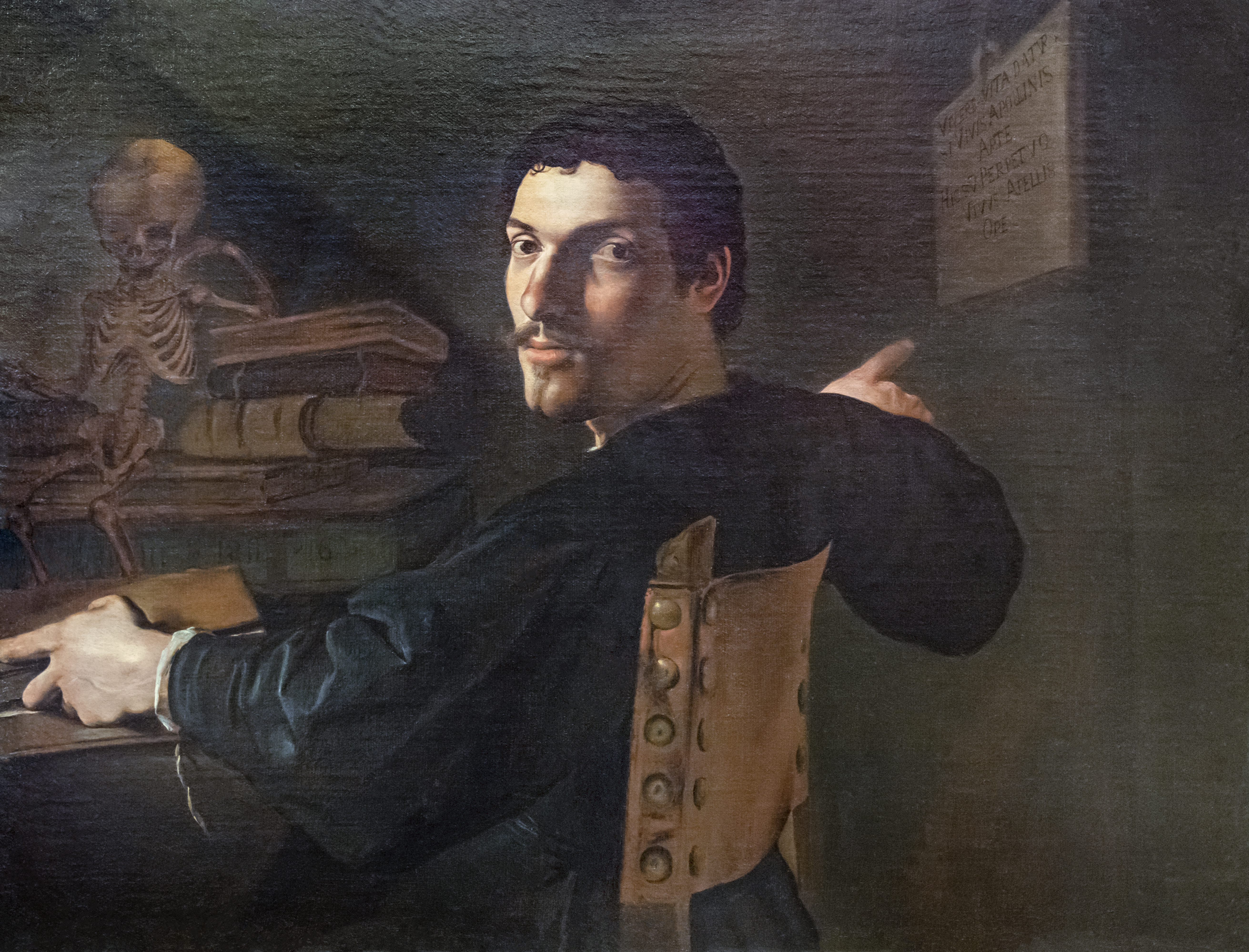
Portrait d'homme par Pietro Paolini
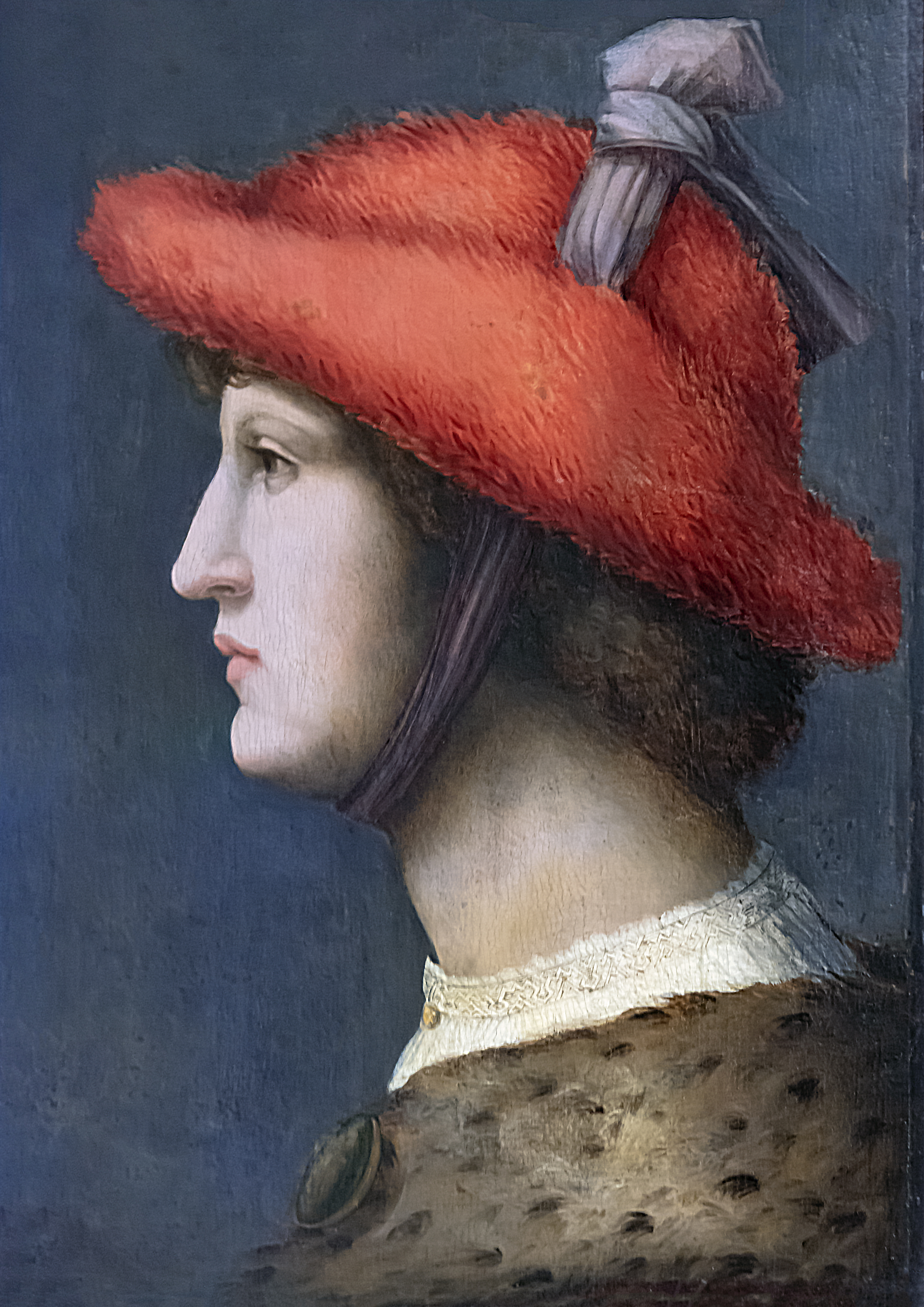
Courtisan au chapeau de fourrure rouge par Francesco d'Ubertino
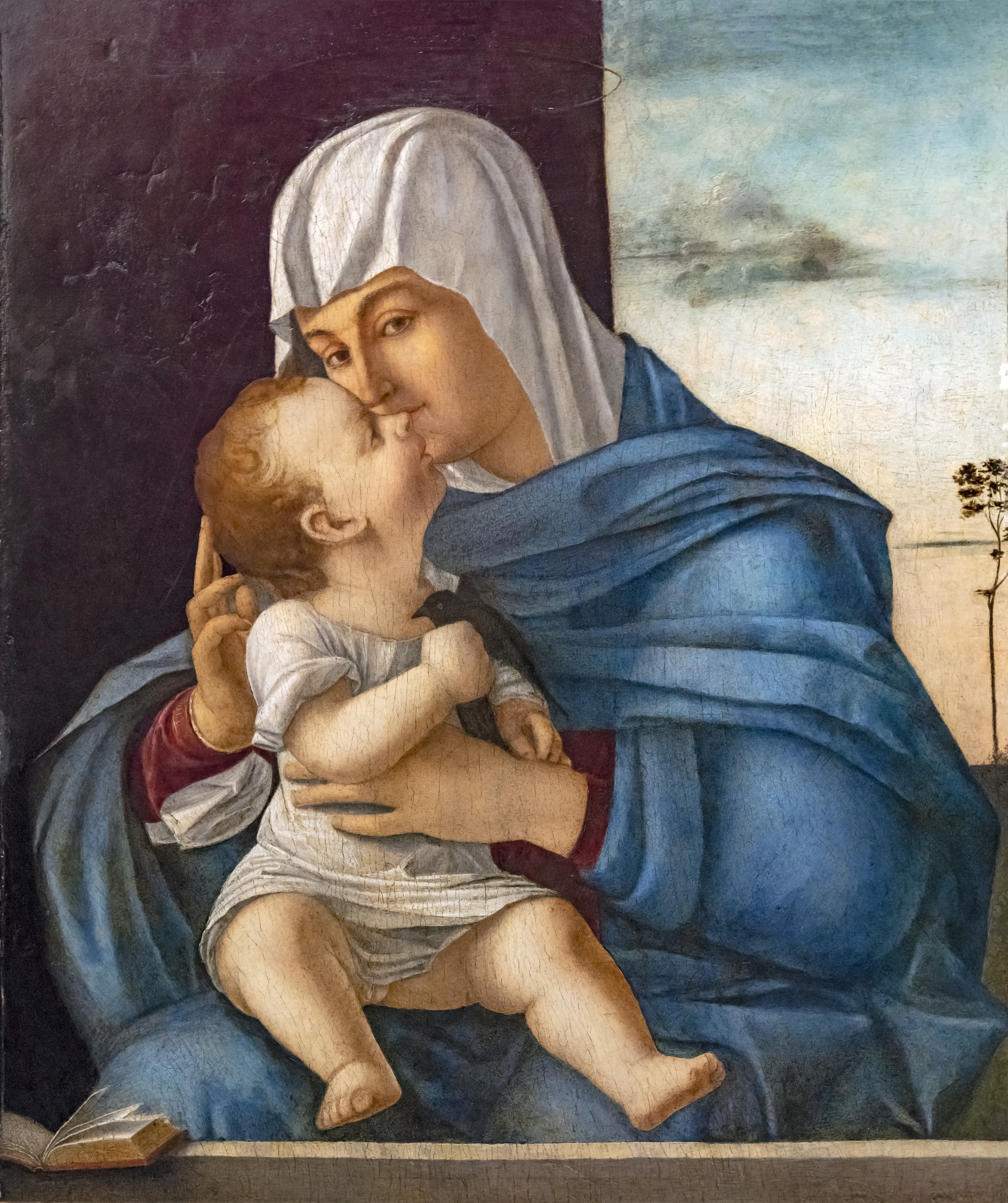
Vierge à l'Enfant par Vittore Carpaccio

## Peinture moderne
Le XIXe siècle français — la période impressionniste et post-impressionniste — est l'un des points forts de la fondation tant par le nombre d'œuvres réunies que par leur qualité et leur cohérence : on y retrouve des peintures d'Eugène Boudin, Claude Monet, Auguste Renoir, Alfred Sisley, Berthe Morisot, Camille Pissarro, Gustave Caillebotte, Henri Fantin-Latour, Henri de Toulouse-Lautrec (Rolande), Edgar Degas, Édouard Vuillard, Odilon Redon, Paul Sérusier (Bois d'Amour), Paul Gauguin (Portrait de petit garçon), Louis Valtat, Paul Cézanne, Maximilien Luce, Stanislas Lépine (Le Pont des Arts).
Le XXe siècle conclut la visite avec différents artistes représentatifs des tendances de l'art moderne en France durant les premières décennies du siècle : Georges Rouault, André Derain, Henri Matisse, Raoul Dufy, Albert Marquet, Maurice de Vlaminck, Charles Camoin (Le Port de Cassis), Kees van Dongen, Pablo Picasso, Georges Braque (Fenêtre sur l'Escaut, œuvre de sa période fauve), Othon Friesz, Amedeo Modigliani et Maurice Utrillo. Une salle est dédiée à Pierre Bonnard et sa trentaine de toiles.

### Salle VIII
« Les Modernes » Salle pointilliste
Deux mouvements sont représentés dans cette salle : le groupe de l'art nabi avec comme chef de file Édouard Vuillard, et le divisionnisme ou pointillisme.
- Un canal à Venise, La Chaîne des Maures et Homme à la barque par Henri-Edmond Cross, peintre français représentatif de la peinture pointilliste et proche du mouvement libertaire.
- Le Clocher de Saint-Tropez et Amandier en fleur (1896) par Paul Signac, peintre paysagiste français, proche du mouvement libertaire, qui donna naissance au pointillisme.
- Mignonne, allons voir si la rose... et Les Ramasseuses de fougères au Bois d'Amour en 1910 par Paul Sérusier, peintre postimpressionniste français, associé au mouvement des nabis.
- Baigneur par Maximilien Luce, graveur, portraitiste et affichiste, néo-impressionniste français.
- La Table de la mer, Villefranche-sur-Mer en 1920 par Henri Le Sidaner, peintre post-impressionniste français, élève d'Alexandre Cabanel.
- Madame Hessel à sa fenêtre et La remontrance par Edouard Vuillard, peintre, dessinateur, graveur et illustrateur français. Membre fondateur du mouvement nabi, il s'illustre dans la peinture de figure, de portrait, d'intérieur, de nature morte, de scène intimiste.
- Une paire de tableaux montrant Le mont de Neuville à Dieppe, l'un avec un ciel bleu, l'autre avec un ciel gris, tous deux de 1885 ; en 1889 The Pit at the Old Bedford ; La cathédrale de Milan (1895), Dieppe, les arcades et la Darse, La gare de Dieppe, deux tableaux de 1898, vers 1900 La rue Ste Catherine et les vieilles arcades, Dieppe ; Le châle vénitien ou La Carolina de 1903 et Chopin (1914) par Walter Sickert, peintre postimpressionniste anglais, élève de James Abbott McNeill Whistler. Sickert fut un artiste qui privilégia les sujets et les scènes populaires dans ses peintures.

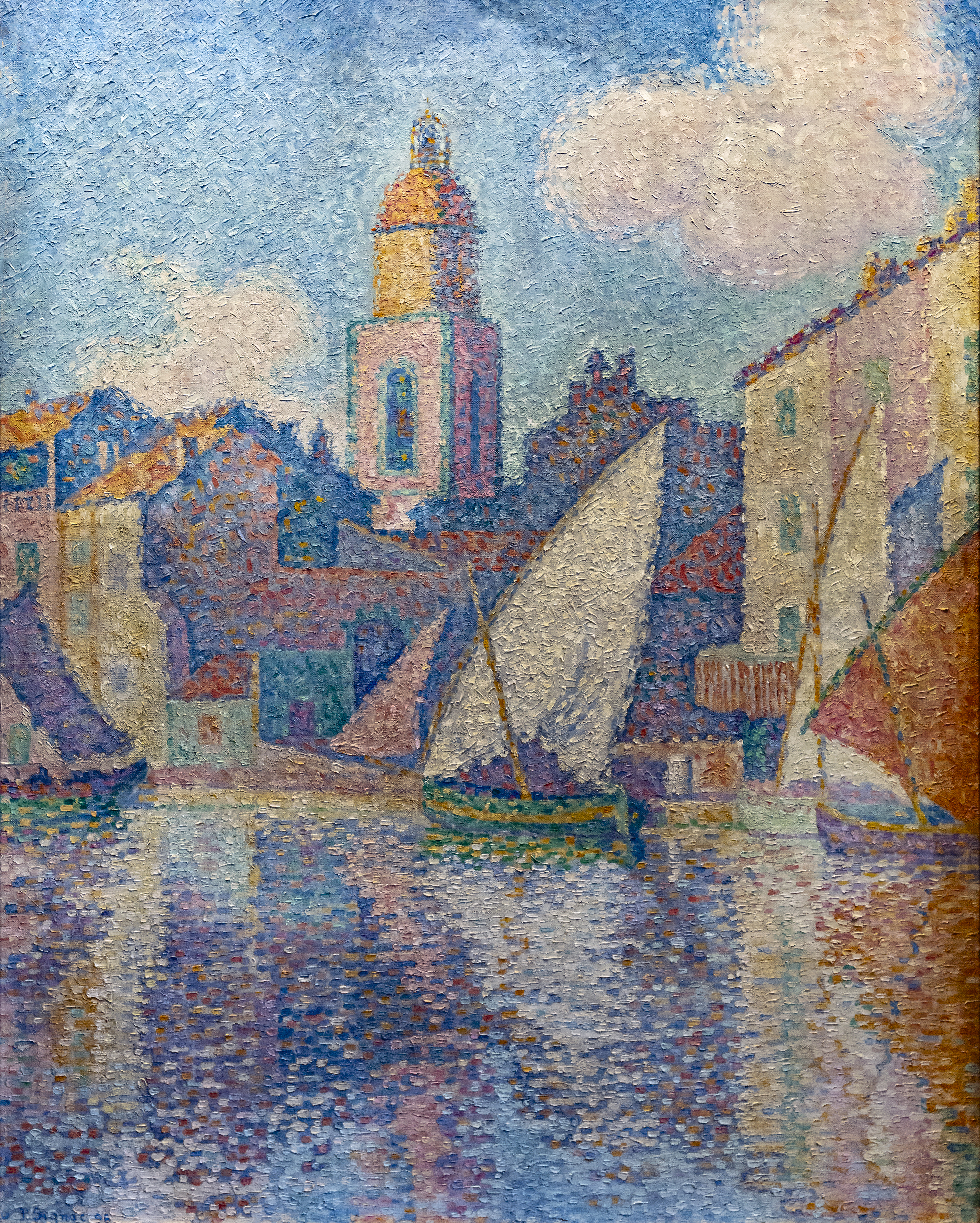
Le Clocher de Saint-Tropez par Paul Signac (1896)
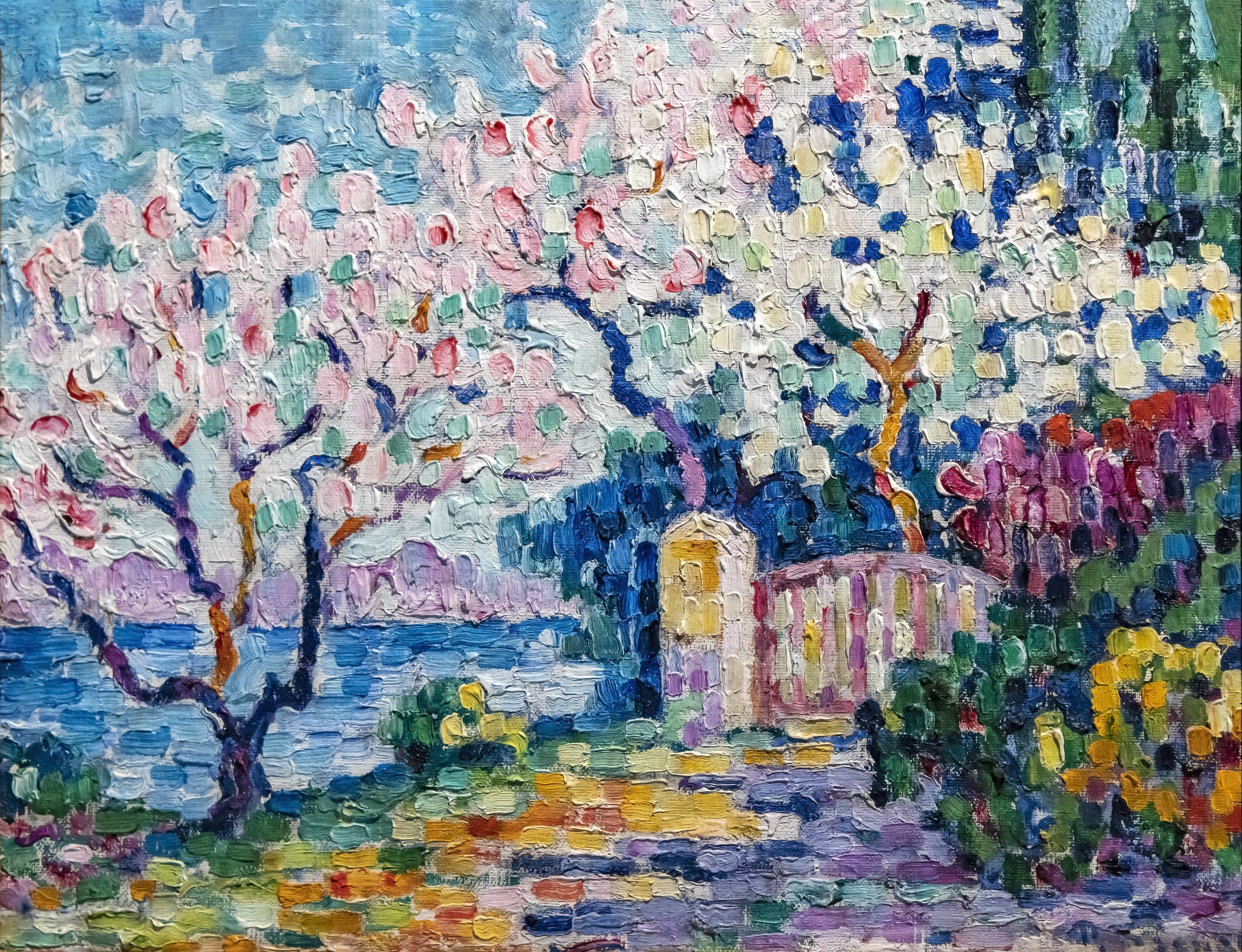
Arbres (amandiers) en fleurs par Paul Signac (1896)
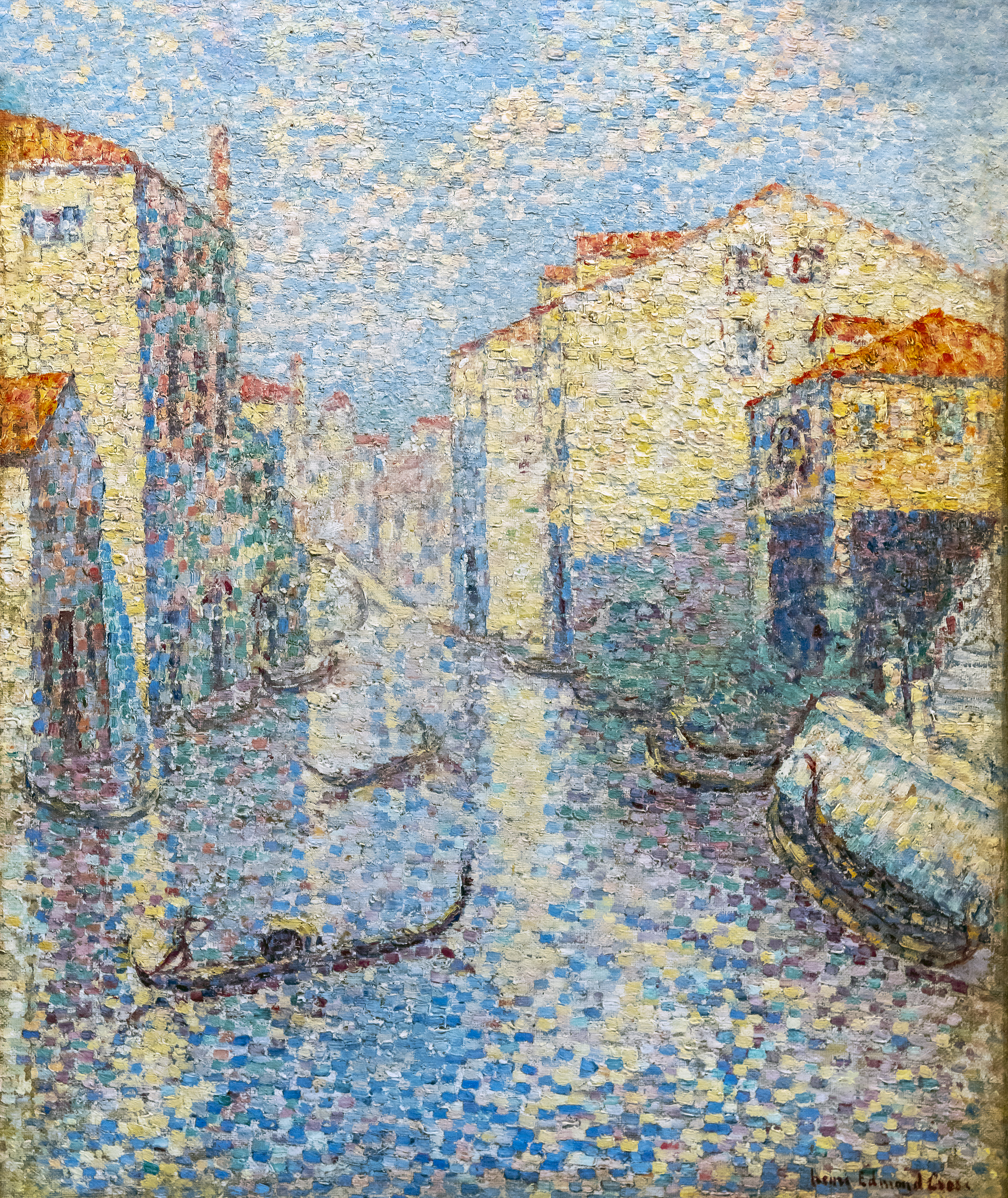
Un canal à Venise par Henri-Edmond Cross (1899)
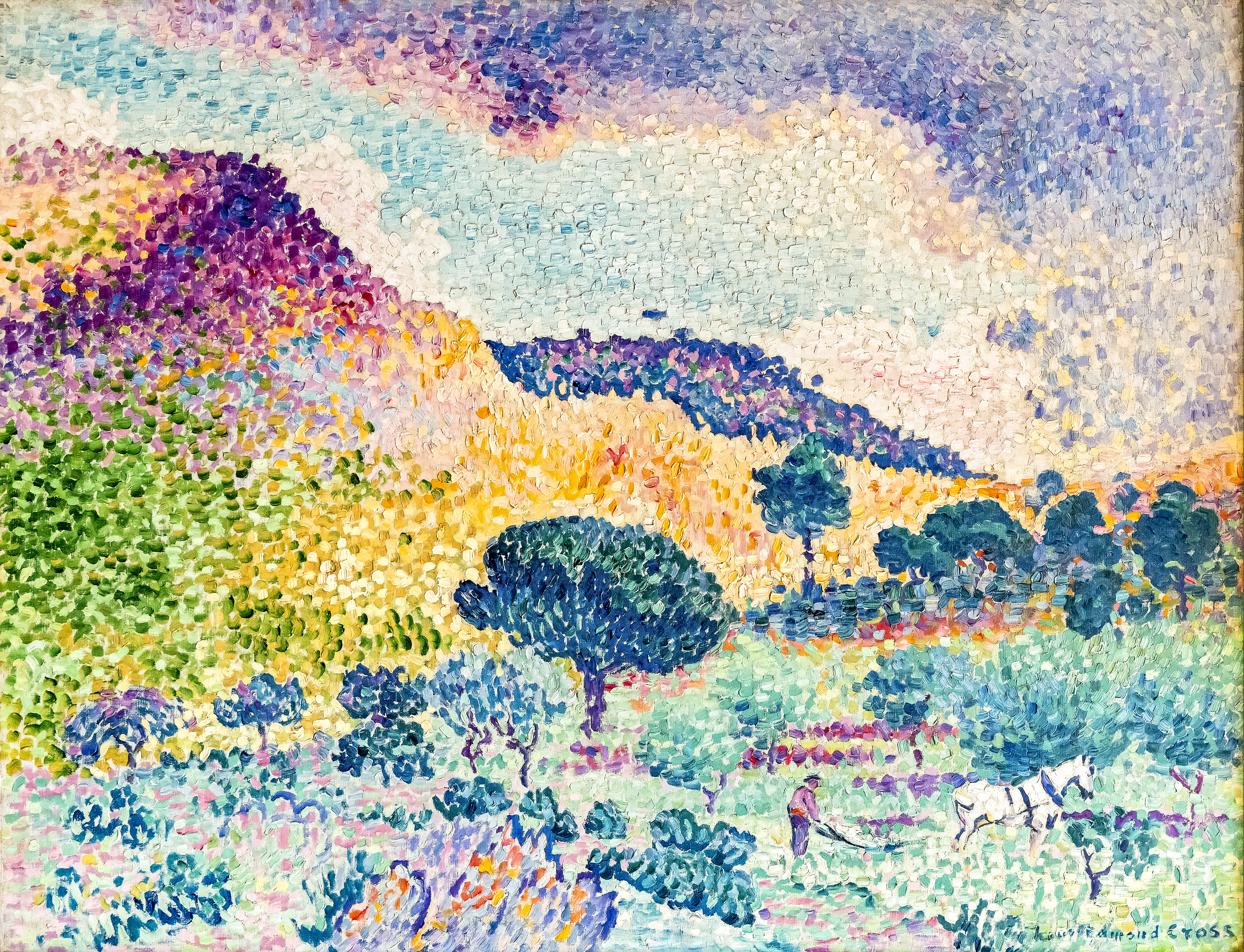
La Chaîne des Maures par Henri-Edmond Cross (1906-1907).
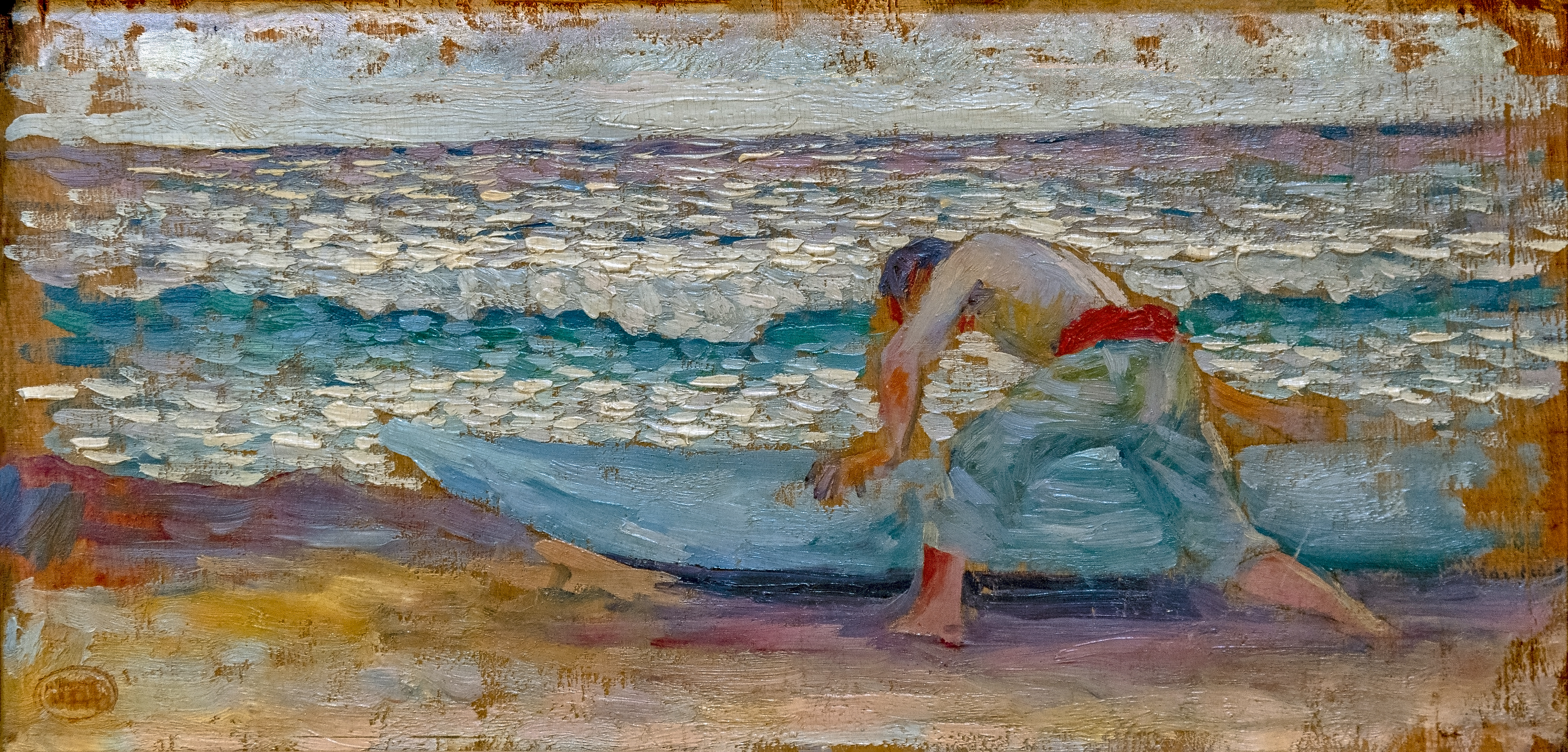
Homme à la barque par Henri-Edmond Cross
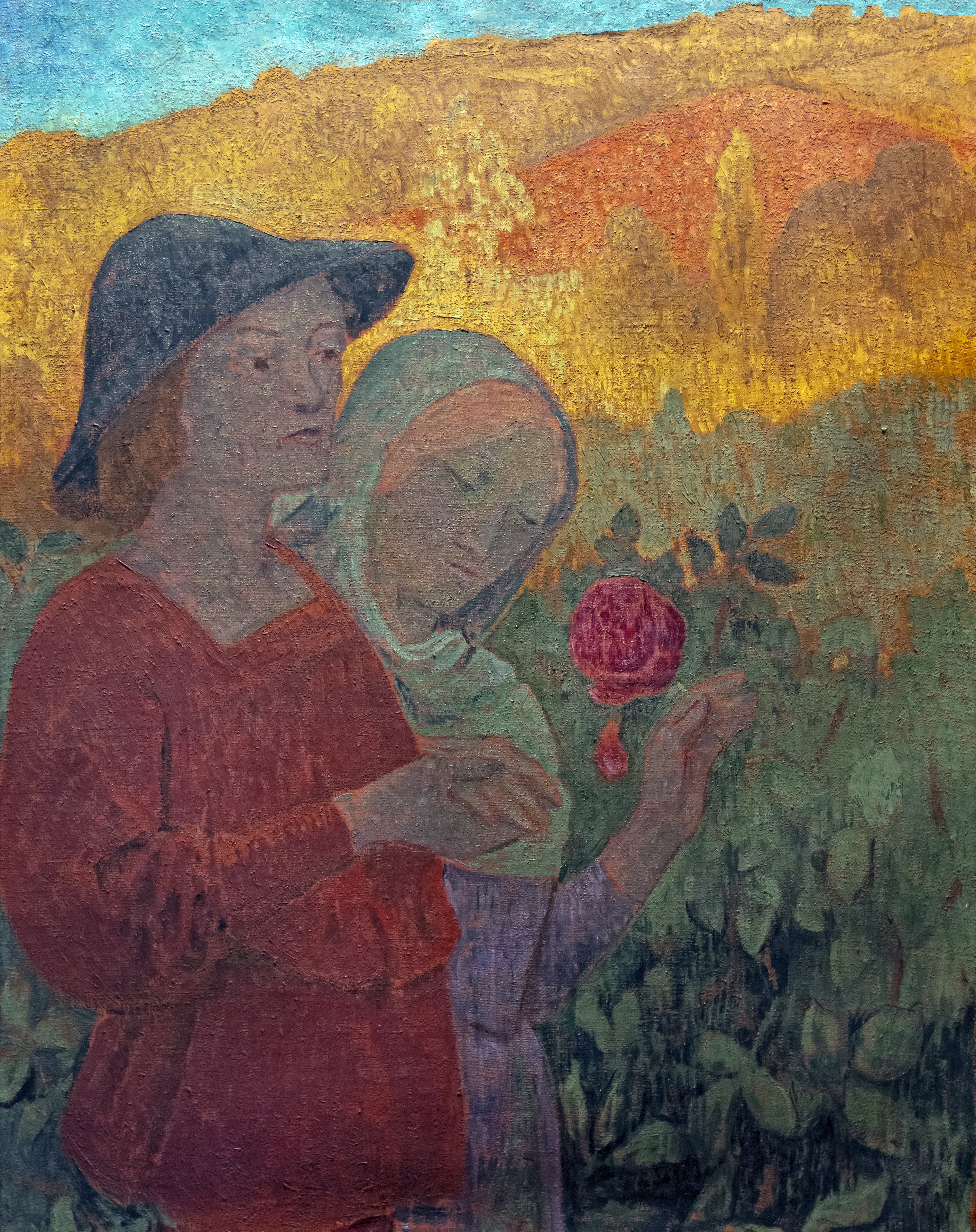
Mignonne, allons voir si la rose... par Paul Sérusier
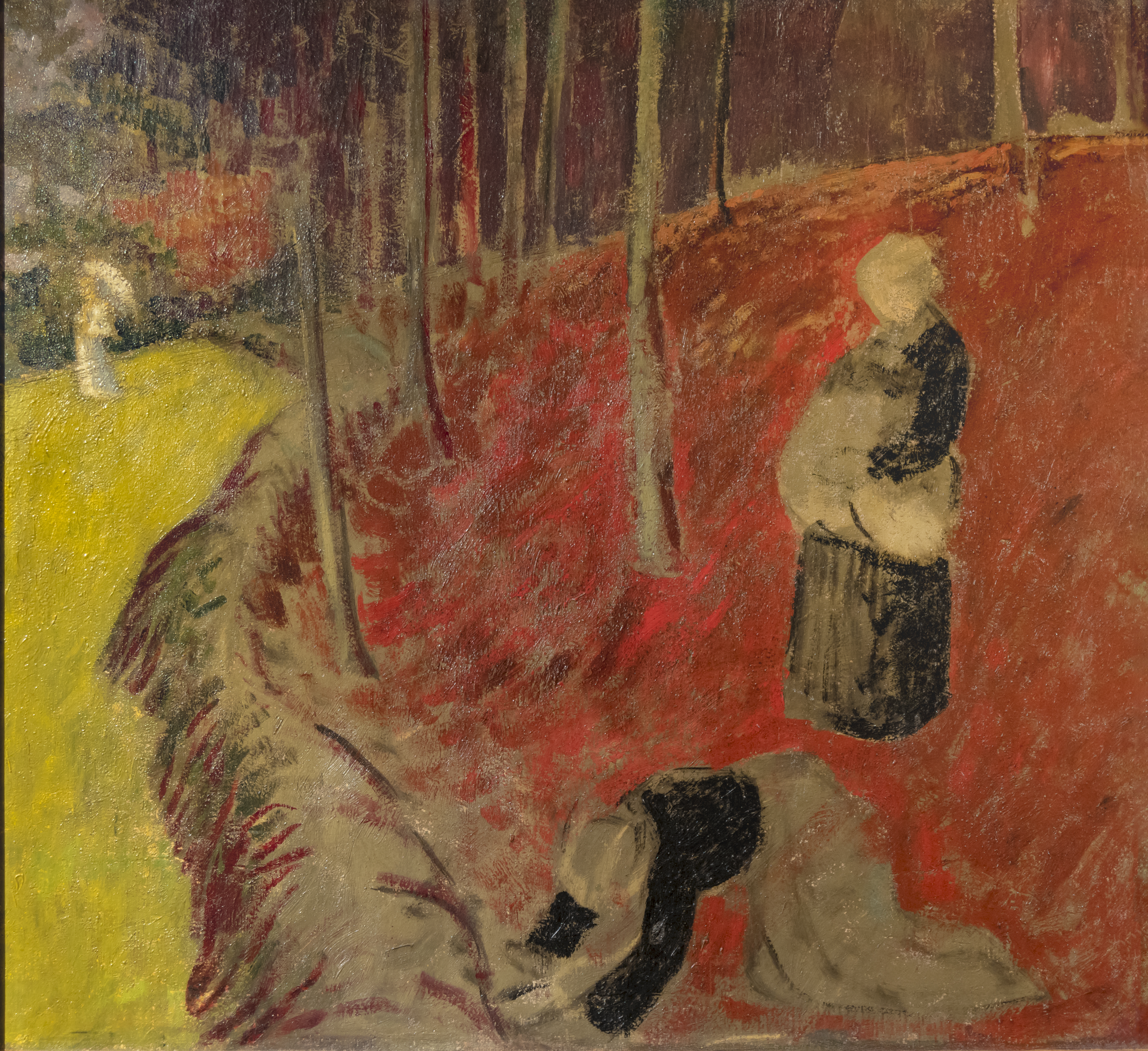
Les Ramasseuses de fougères au Bois d'Amour par Paul Sérusier (1910)
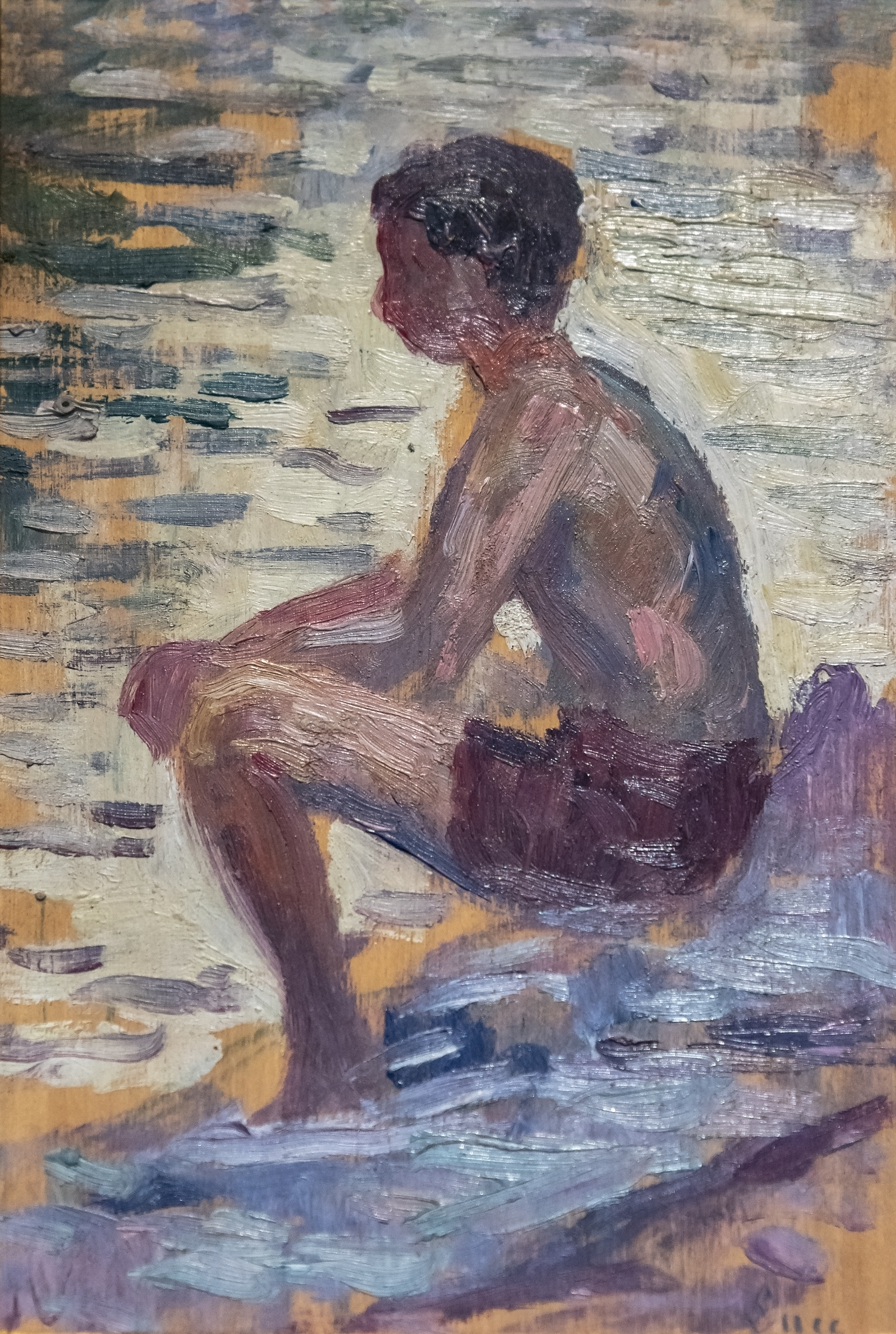
Baigneur par Maximilien Luce
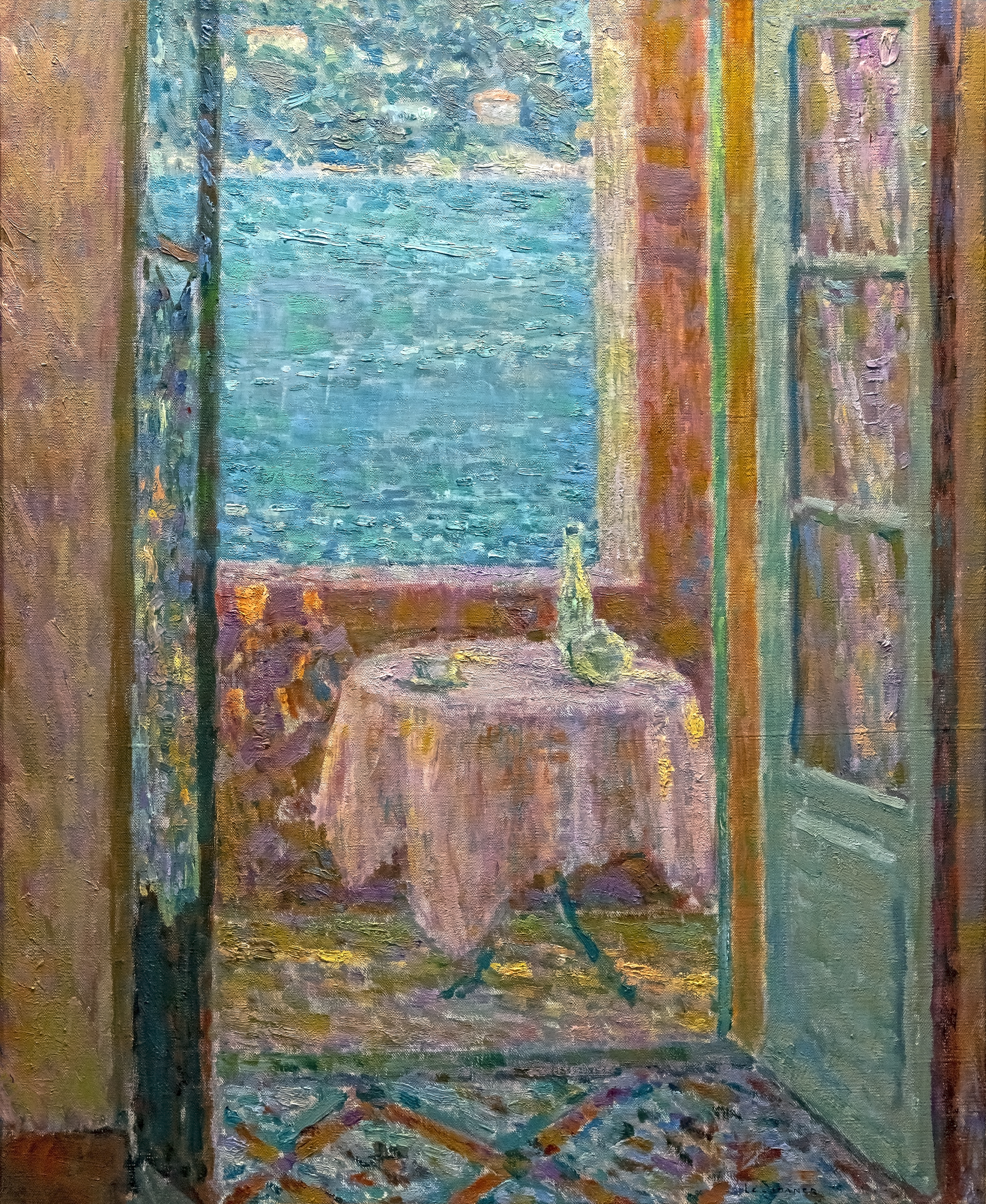
La Table de la mer par Henri Le Sidaner
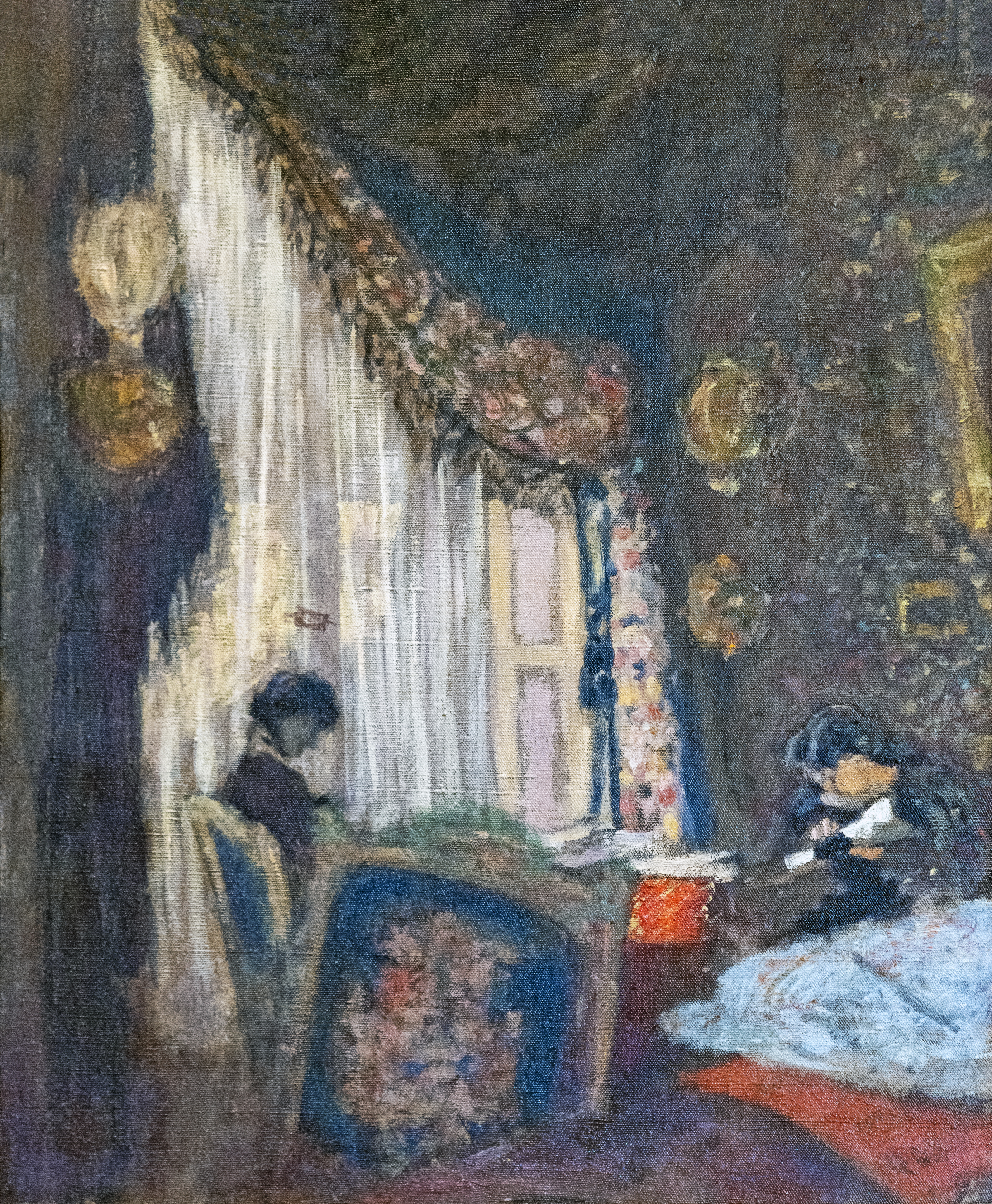
Madame Hessel à sa fenêtre par Edouard Vuillard
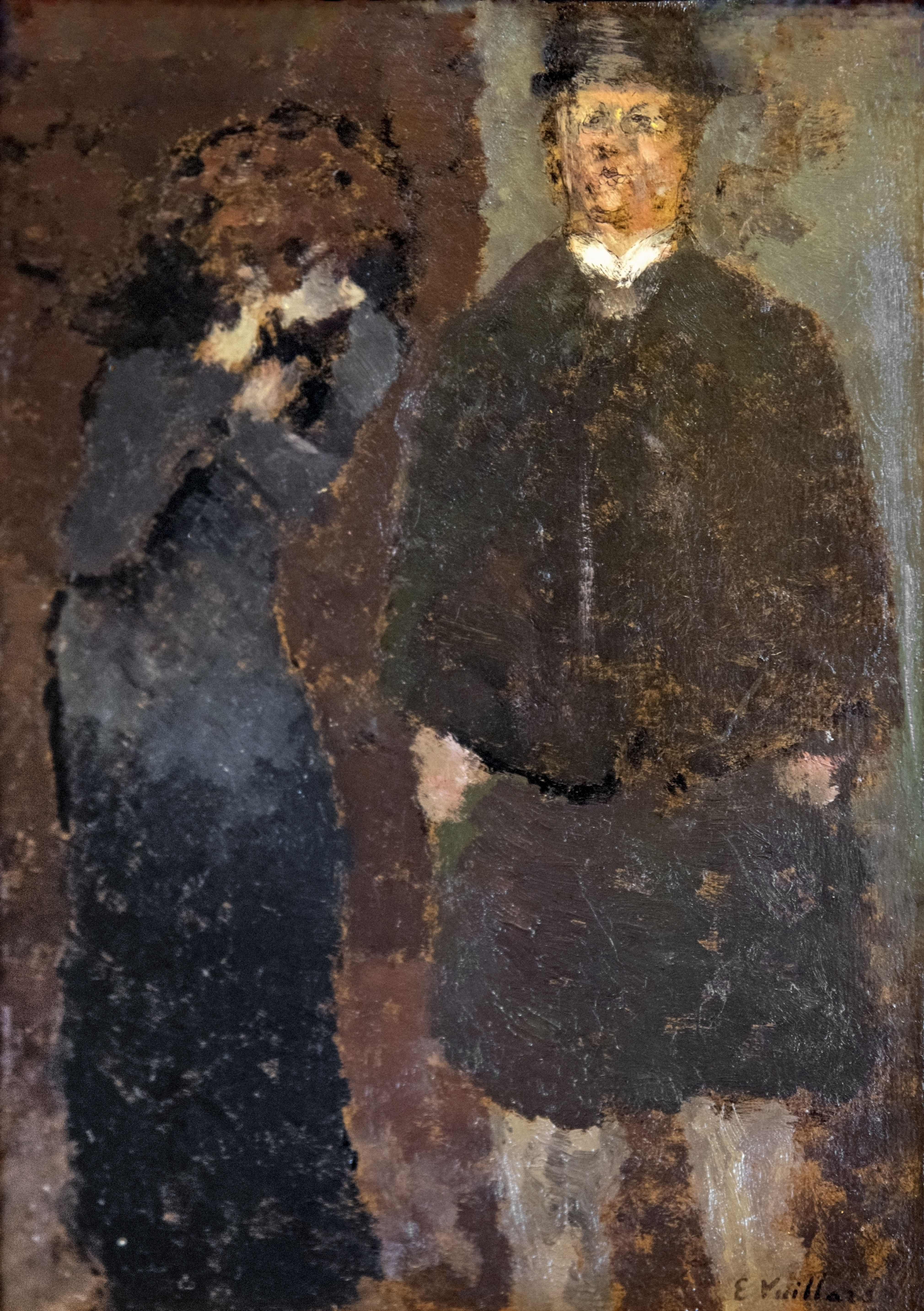
Le couple ou La Remontrance par Edouard Vuillard
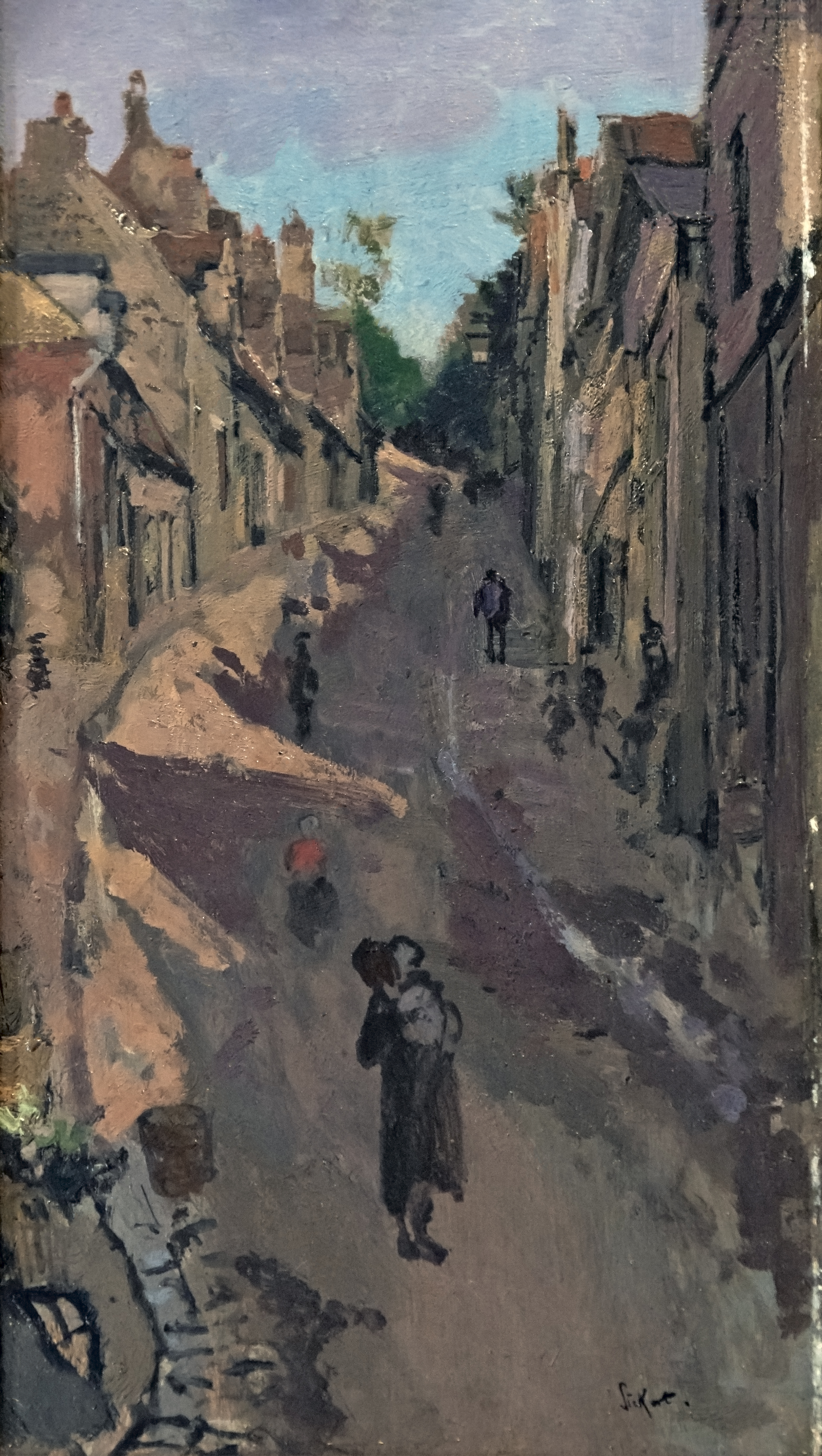
Le mont de Neuville Dieppe - Blue Sky (paire) par Walter Sickert
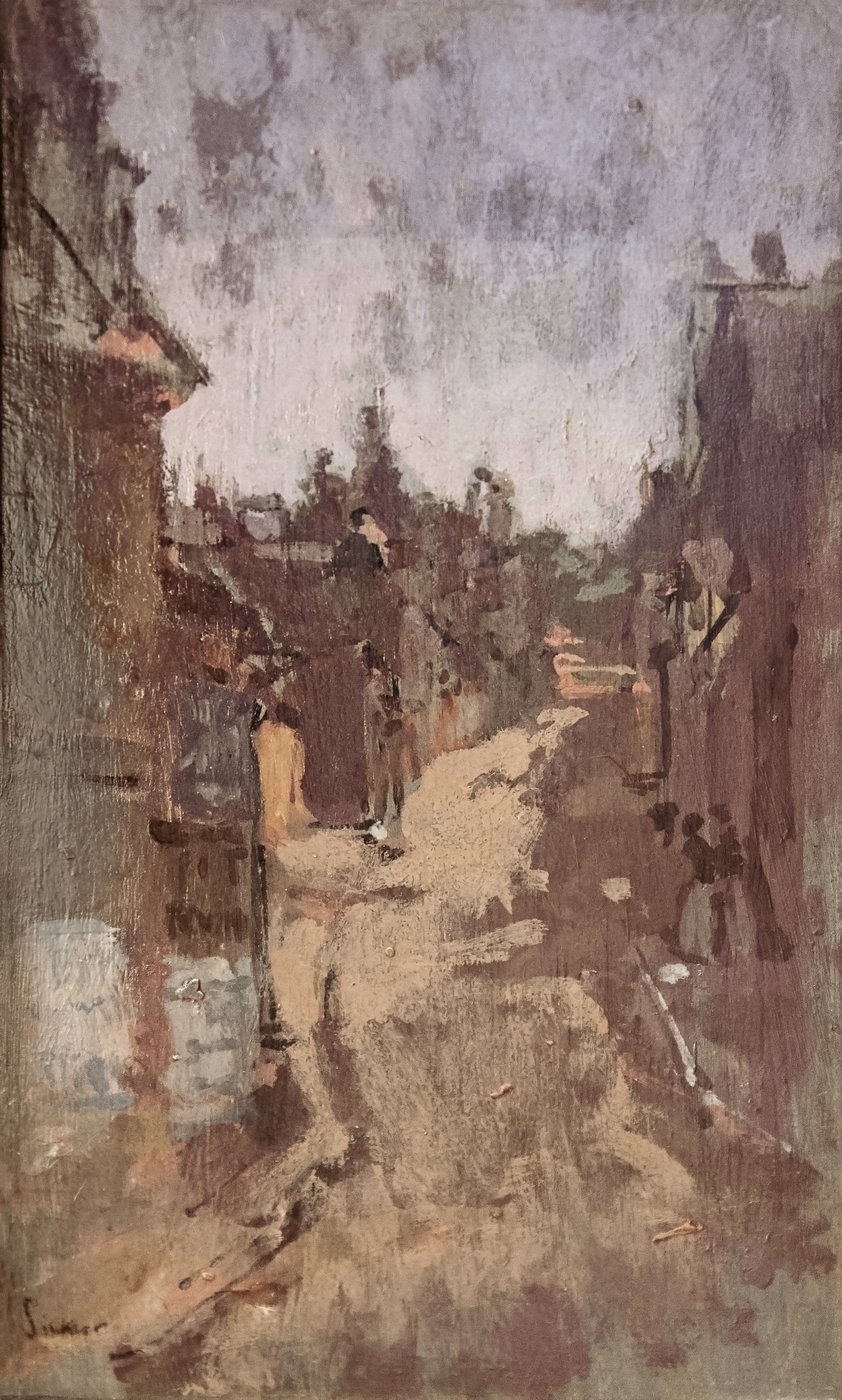
Le mont de Neuville Dieppe - Blue Sky (paire) par Walter Sickert
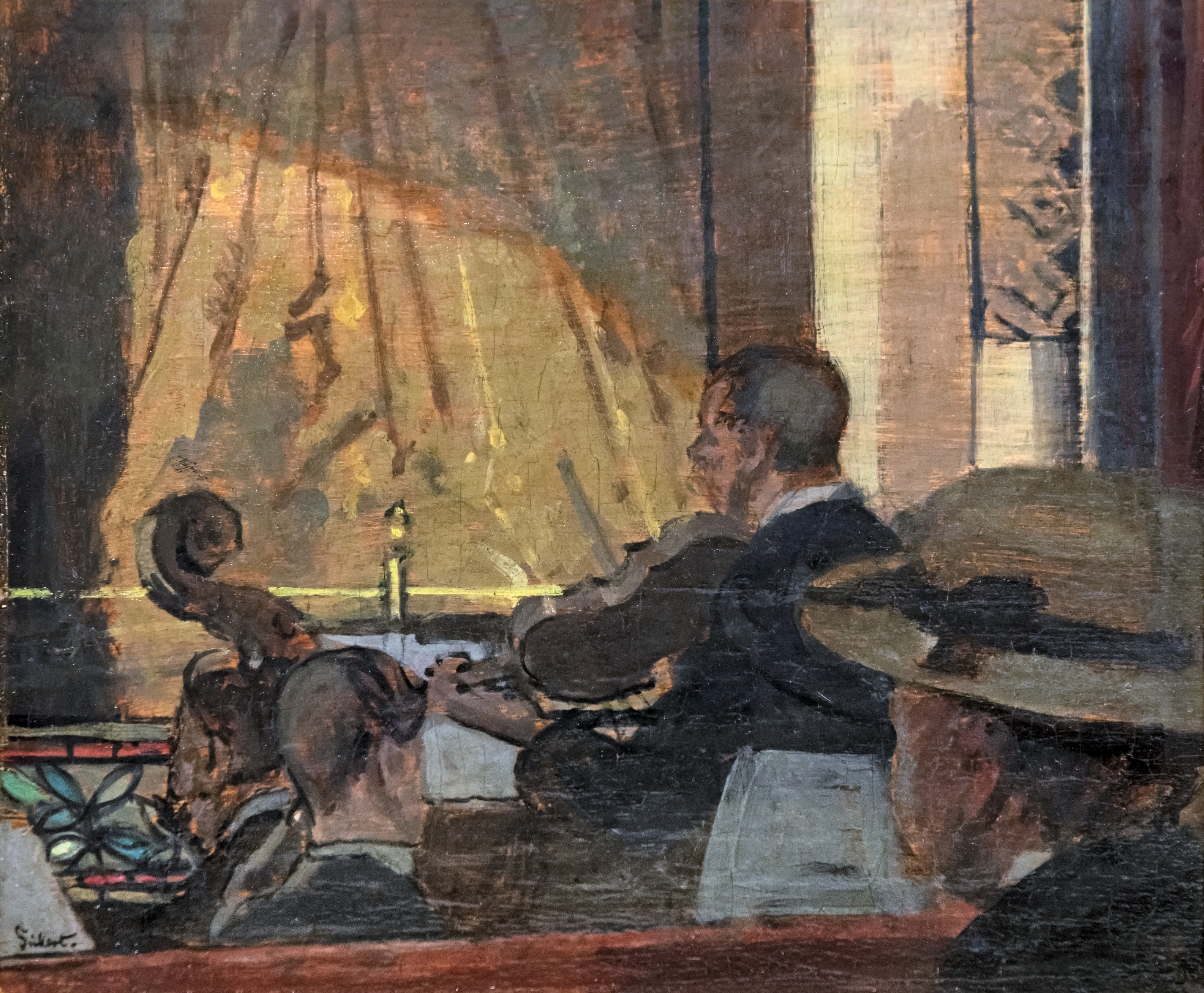
The Pit at the Old Bedford par Walter Sickert (1889)
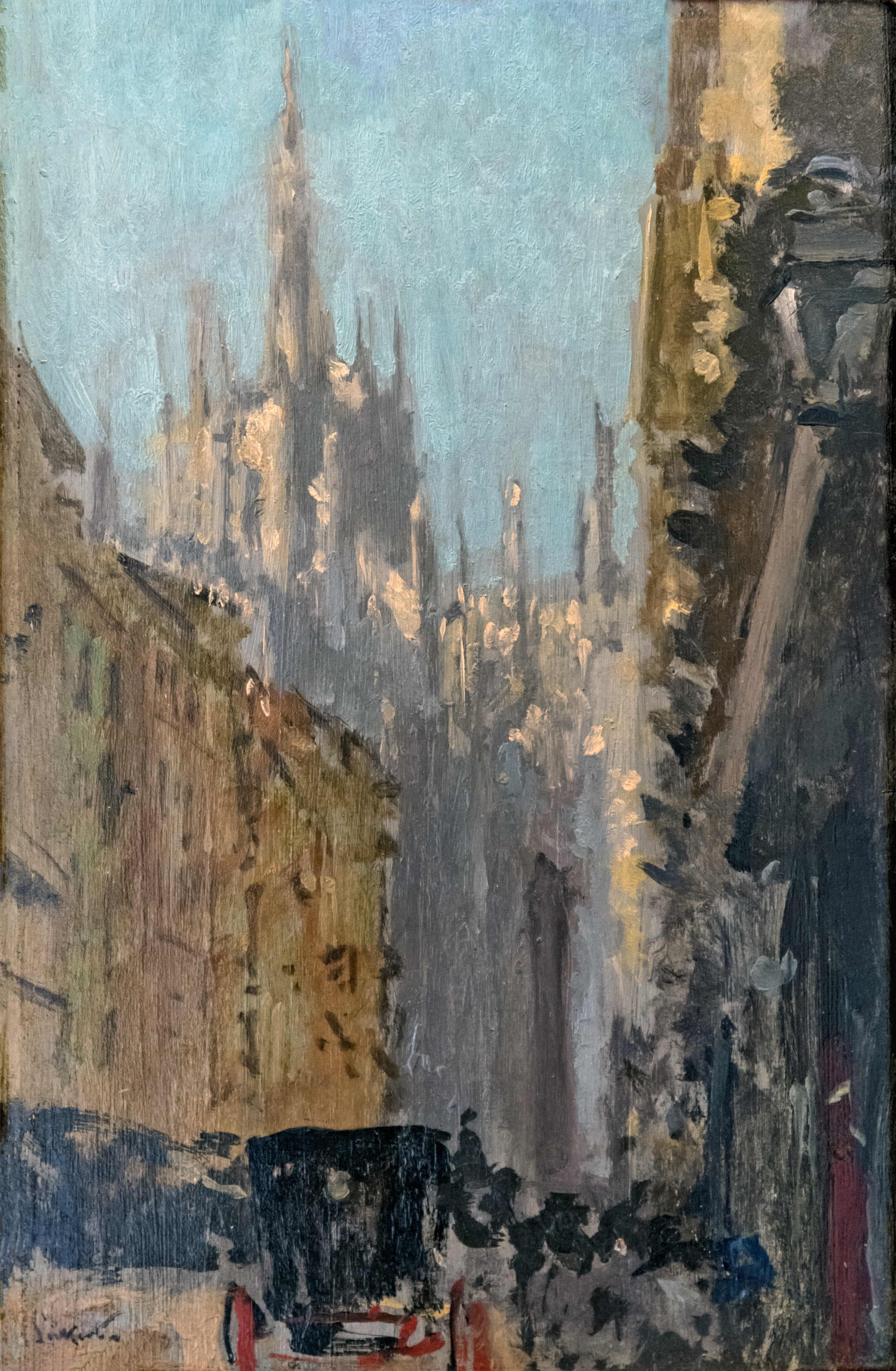
La cathédrale de Milan (1895) par Walter Sickert
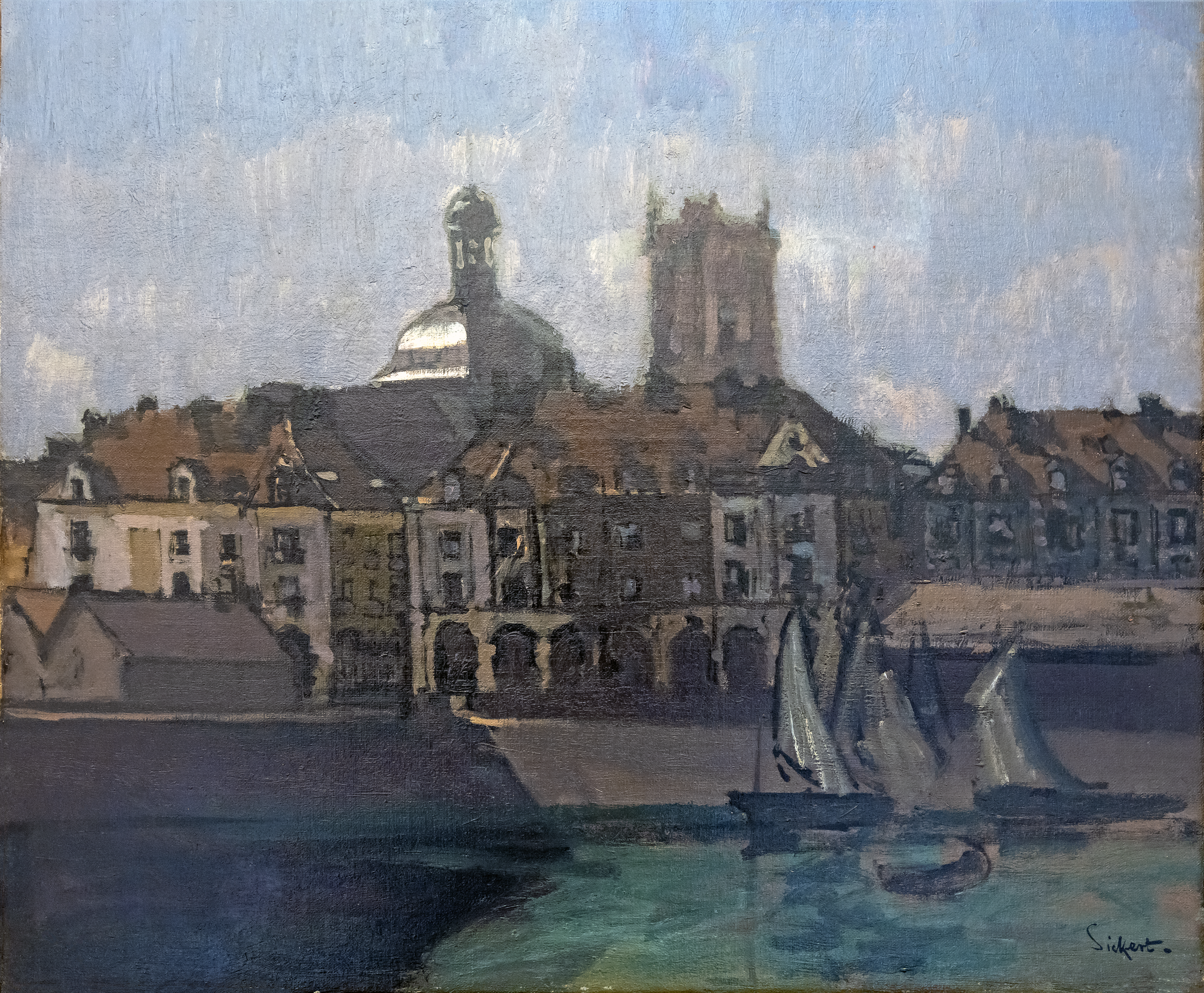
Dieppe, les arcades et la Darse par Walter Sickert (1898)
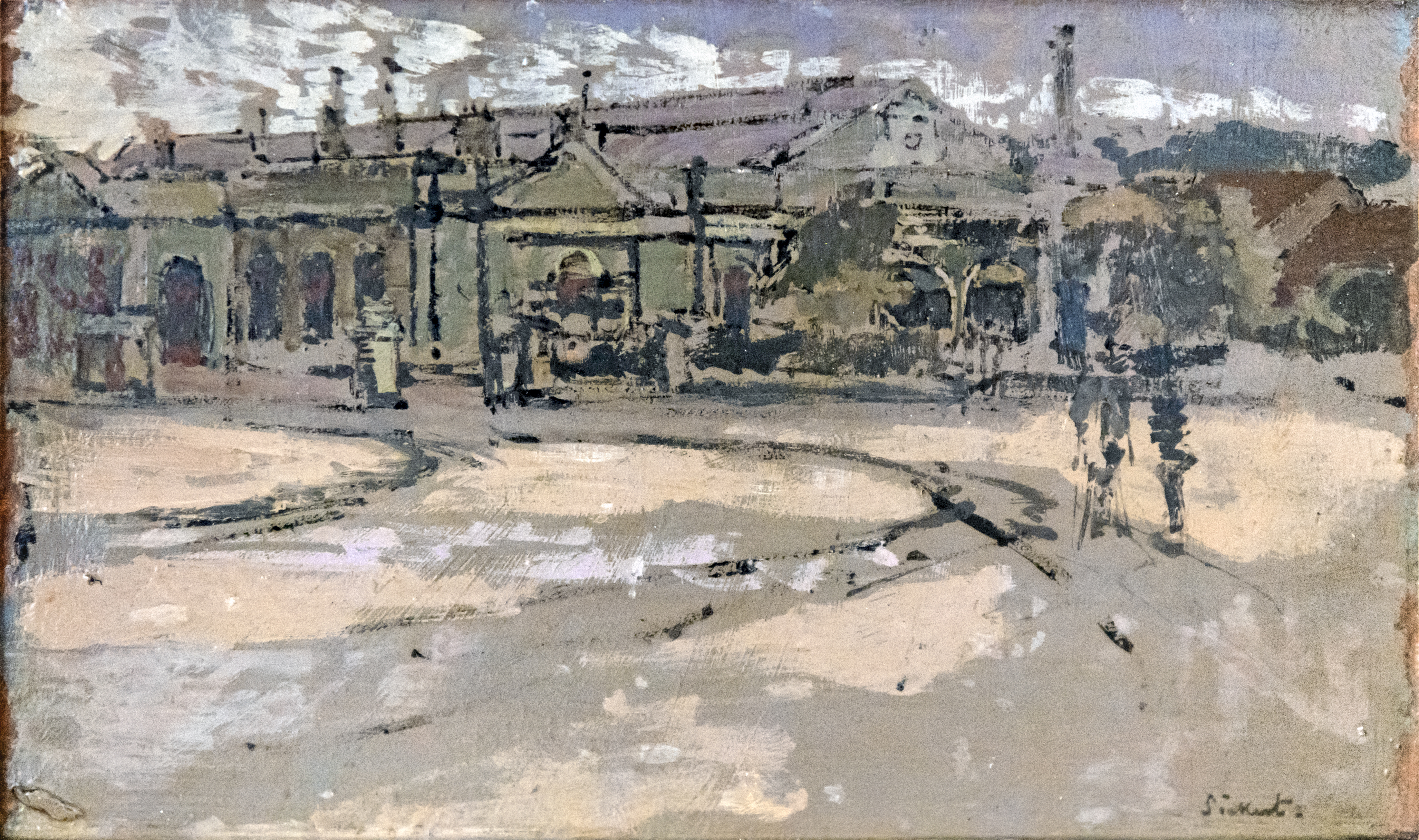
La gare de Dieppe par Walter Sickert (1898)
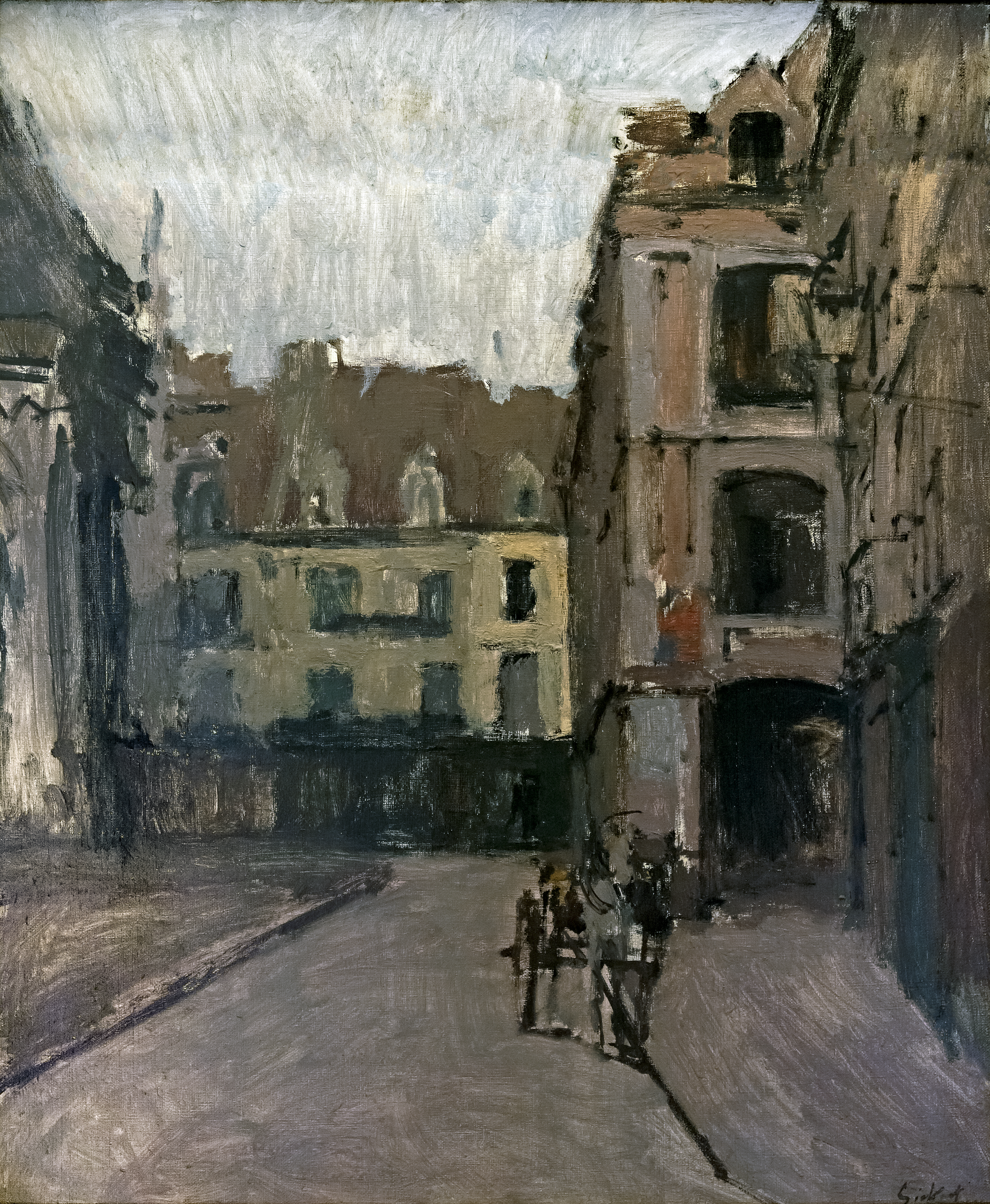
La rue Ste Catherine et les vieilles arcades, Dieppe par Walter Sickert (1900-1902)
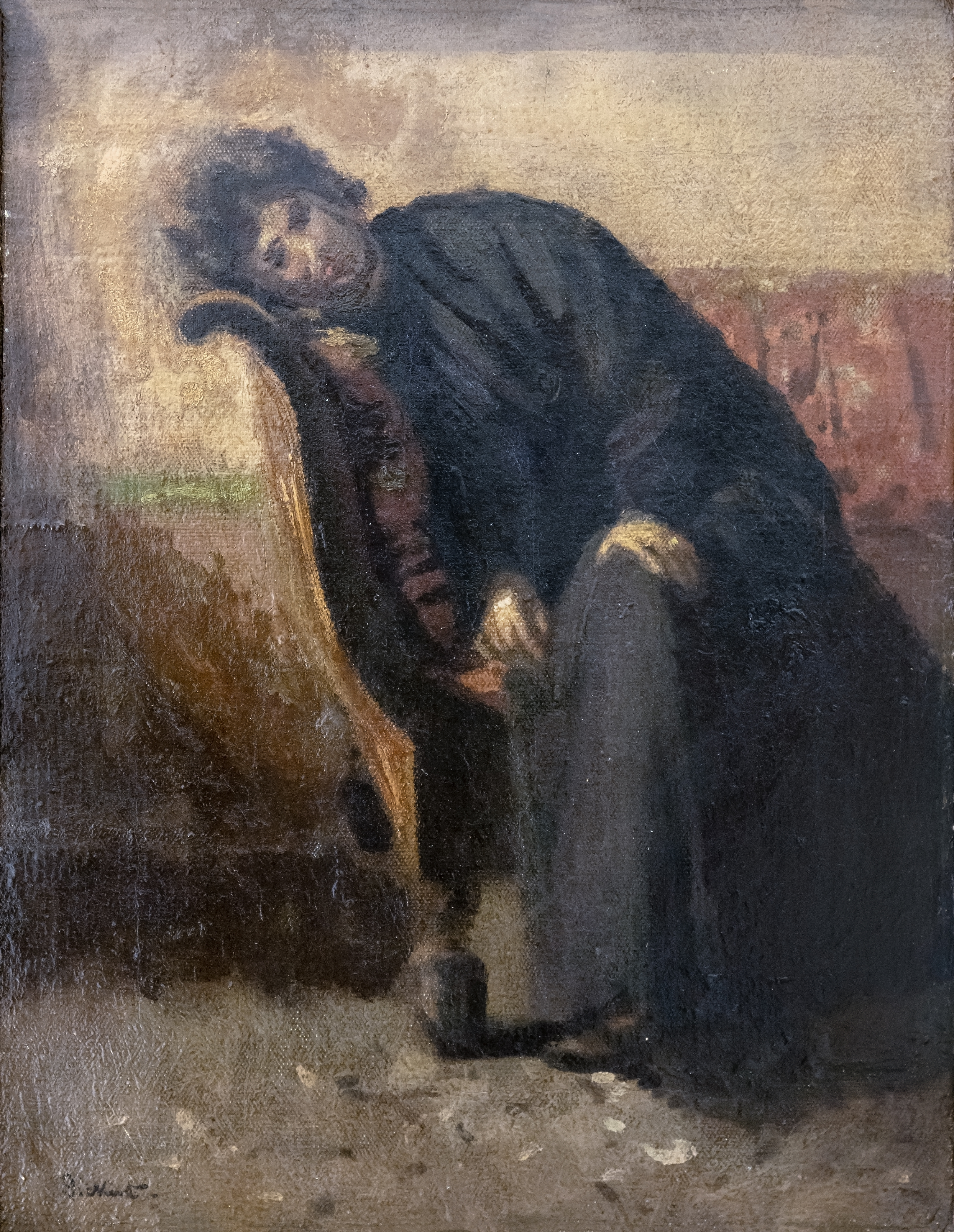
Le châle vénitien (La Carolina) par Walter Sickert (1903)
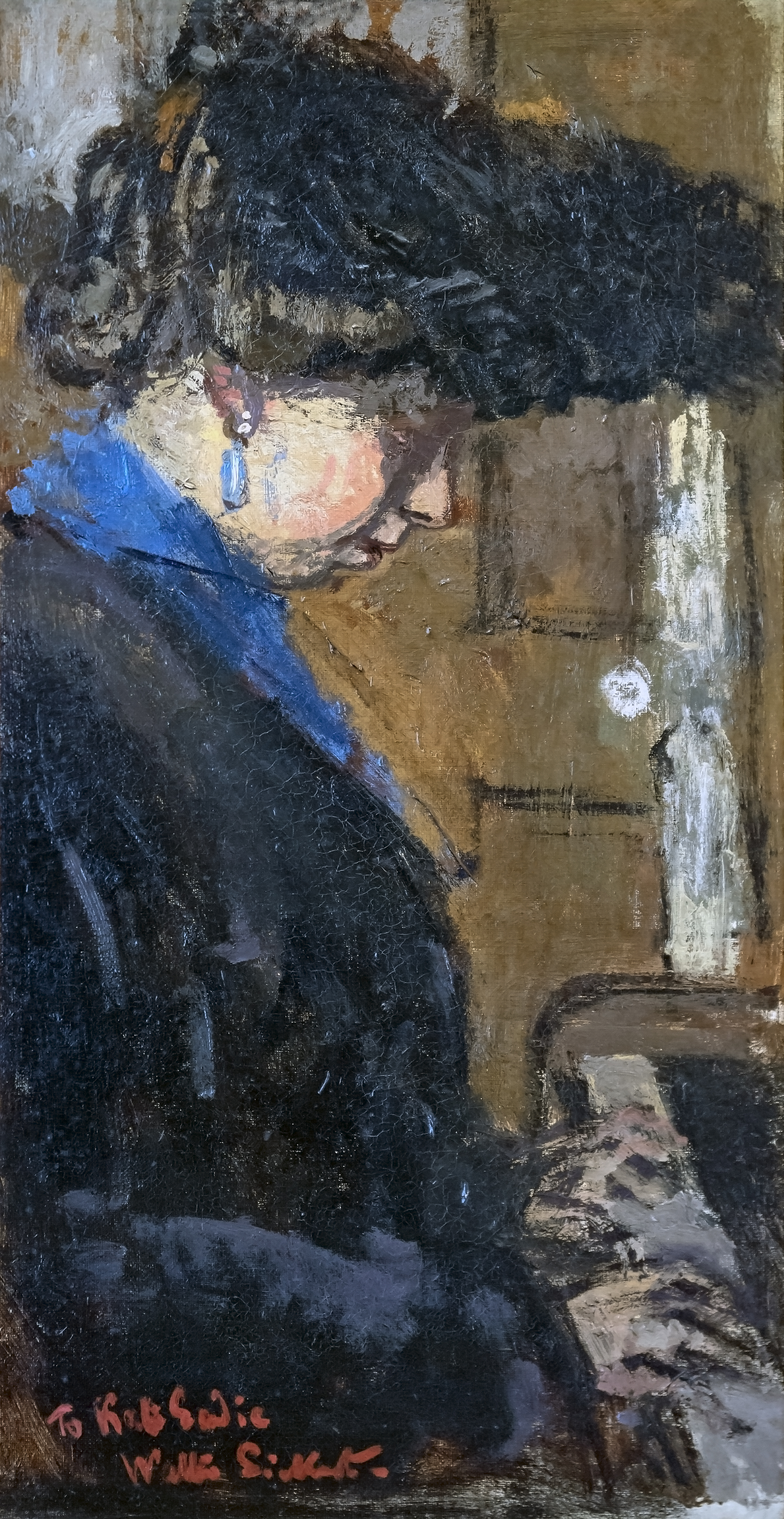
Maestoso con Sentimento par Walter Sickert (1912)
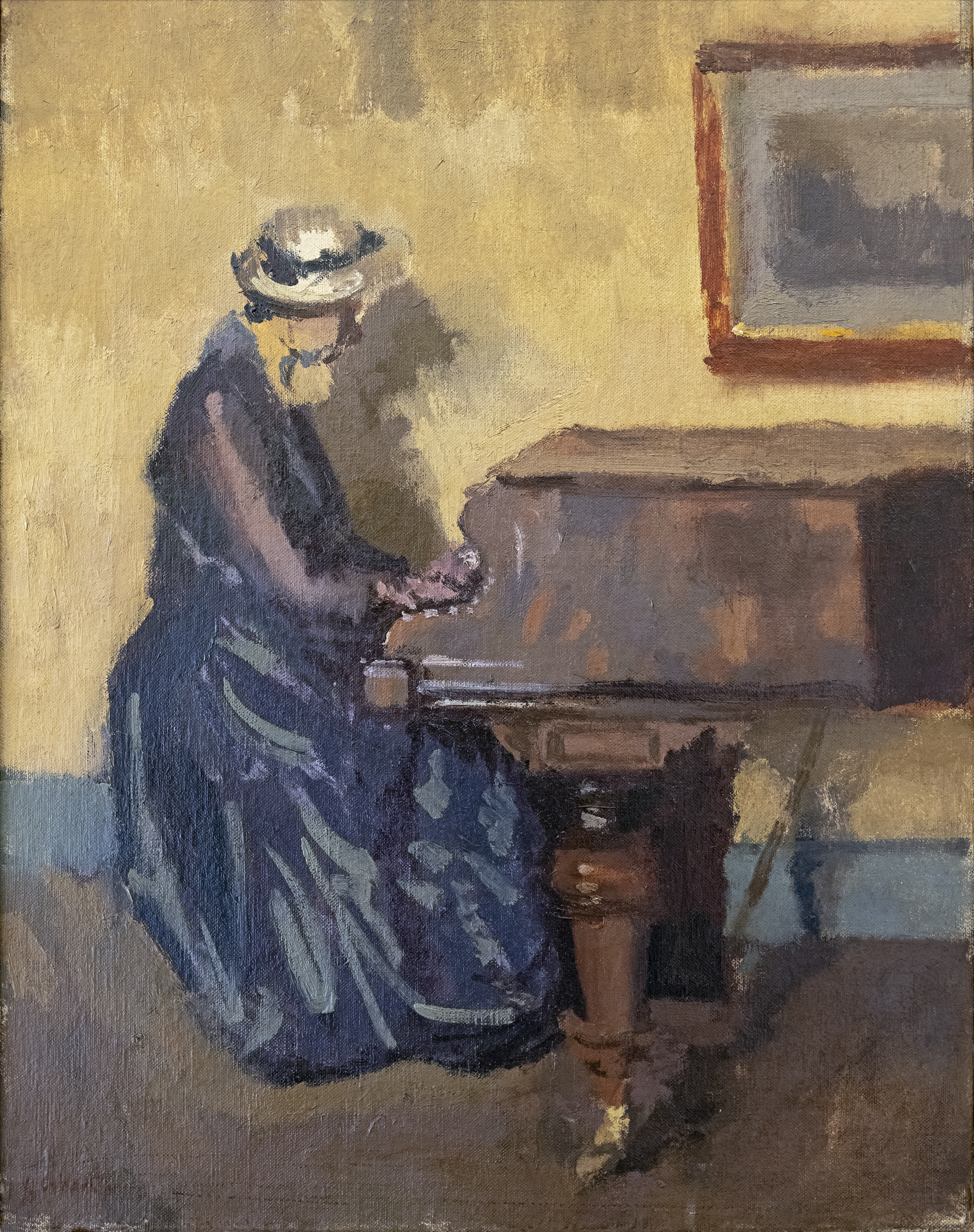
Chopin par Walter Sickert (1914)

### Salle IX
« Les Modernes » Salle Henri Fantin-Latour
Salle qui regroupe des scènes intimistes et portraits, peints par des contemporains d'Henri Fantin-Latour, peintre réaliste et intimiste, et lithographe français. Élève de son père Théodore Fantin-Latour, puis à Paris de Louis-Alexandre Péron et Horace Lecoq de Boisbaudran. Époux de Victoria Dubourg, qui est peintre comme lui.
- Autoportrait ; Fruits ; La chaise à la fenêtre par Henri Fantin-Latour.
- Portrait de petit garçon par Paul Gauguin (1888).
- Les collectionneurs d'estampes par Honoré Daumier, graveur, caricaturiste, peintre et sculpteur français, dont les œuvres commentaient la vie sociale et politique en France au XIXe siècle.
- L'acteur Coquelin aîné accoudé par Jean Beraud, un des principaux peintres de la vie parisienne de la Belle époque.
- Le maître d'équipage par Henri de Toulouse-Lautrec, peintre du postimpressionnisme, illustrateur de l’Art nouveau et lithographe.
- Jardin fleuri par Egon Schiele, peintre, poète et dessinateur autrichien, fondateur du Neukunstgruppe. Cette œuvre est inhabituelle pour cet auteur.
- Pégase et l'Hydre, gouache et pastel et L'enlèvement de Ganymède, huile sur toile, tous deux par Odilon Redon, peintre et graveur symboliste français, élève de Rodolphe Bresdin.
- Autoportrait par Sarah Bernhardt.

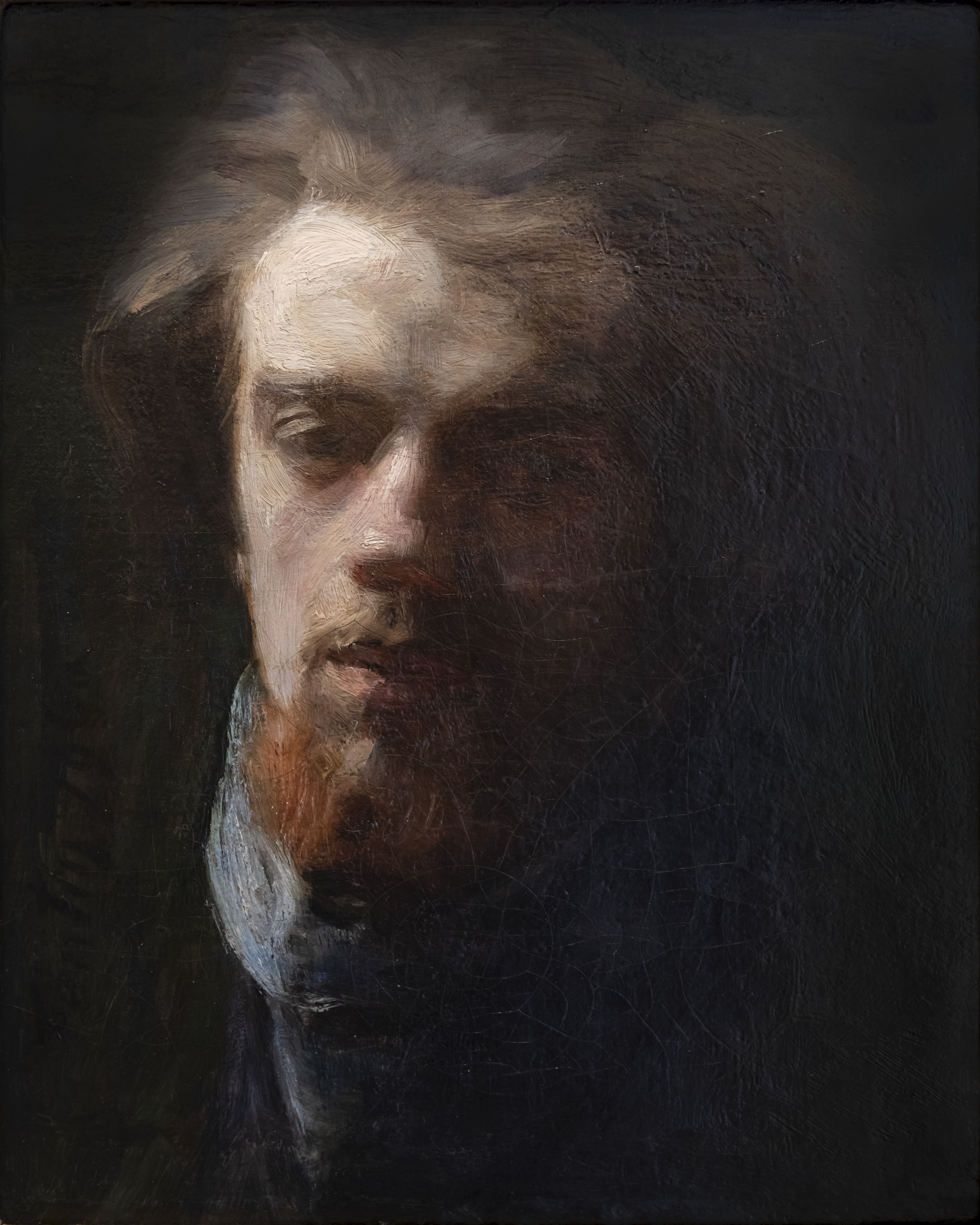
Autoportrait par Henri Fantin-Latour (1860)
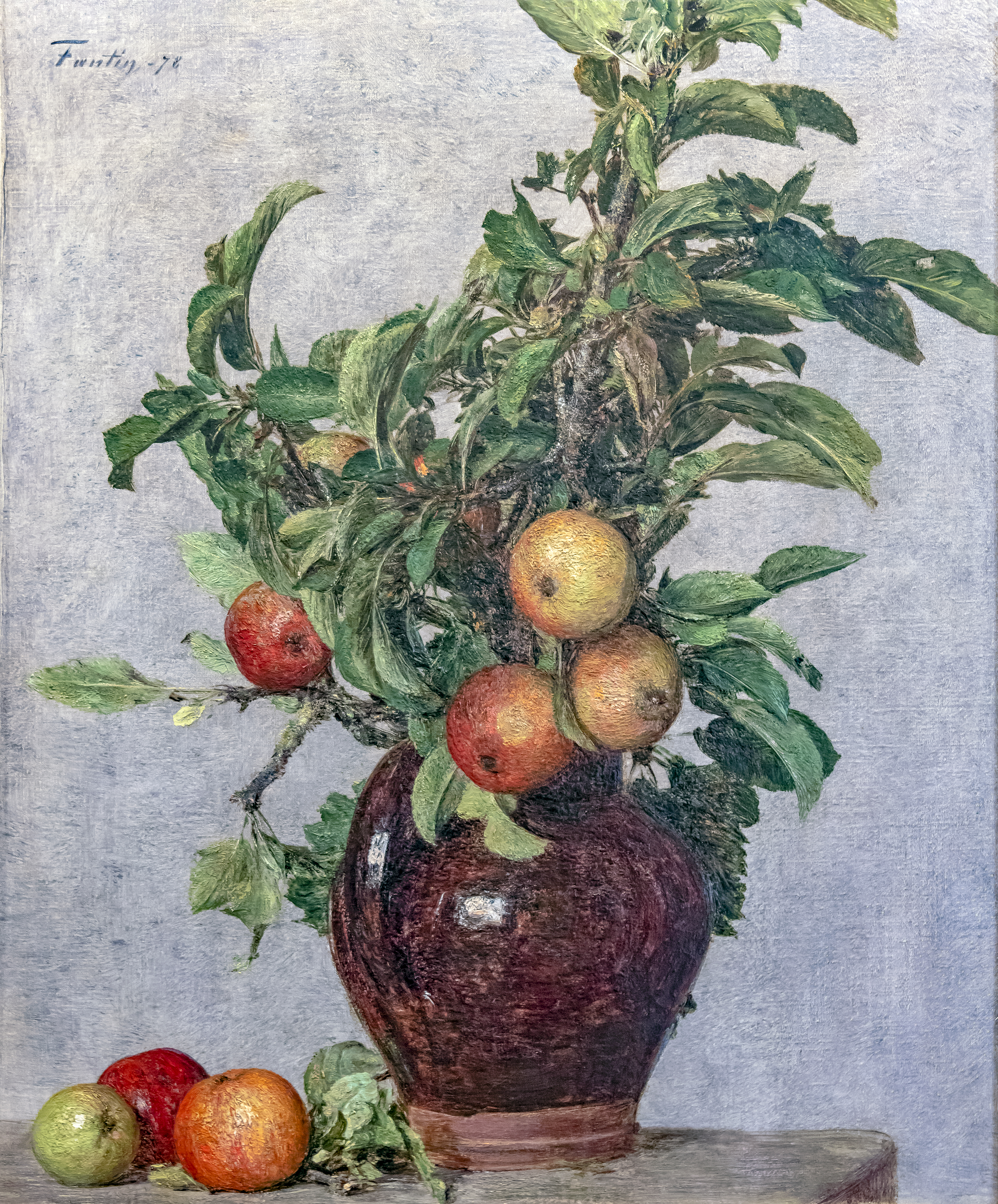
Fruits par Henri Fantin-Latour (1872)
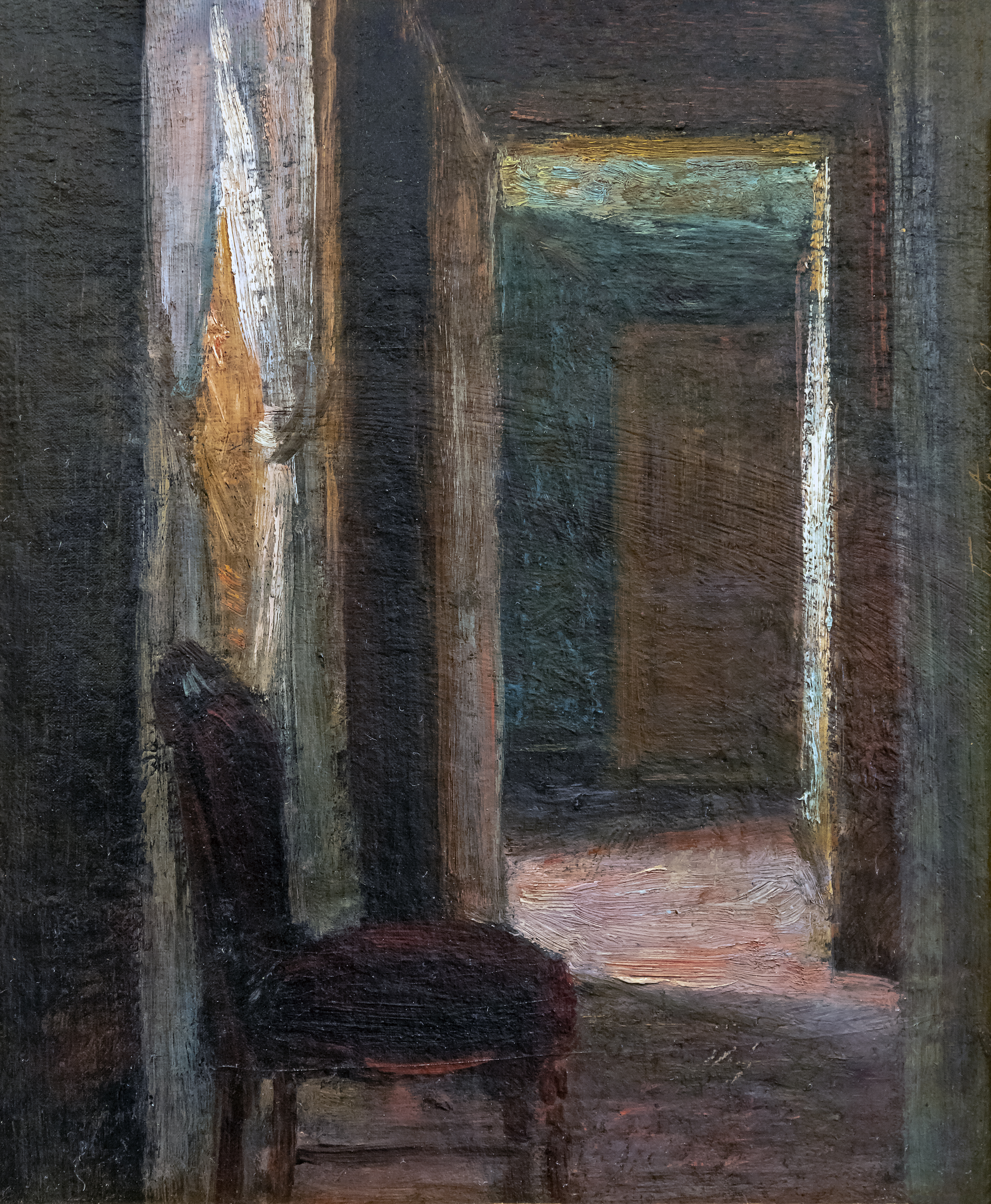
La chaise à la fenêtre par Henri Fantin-Latour (1861)
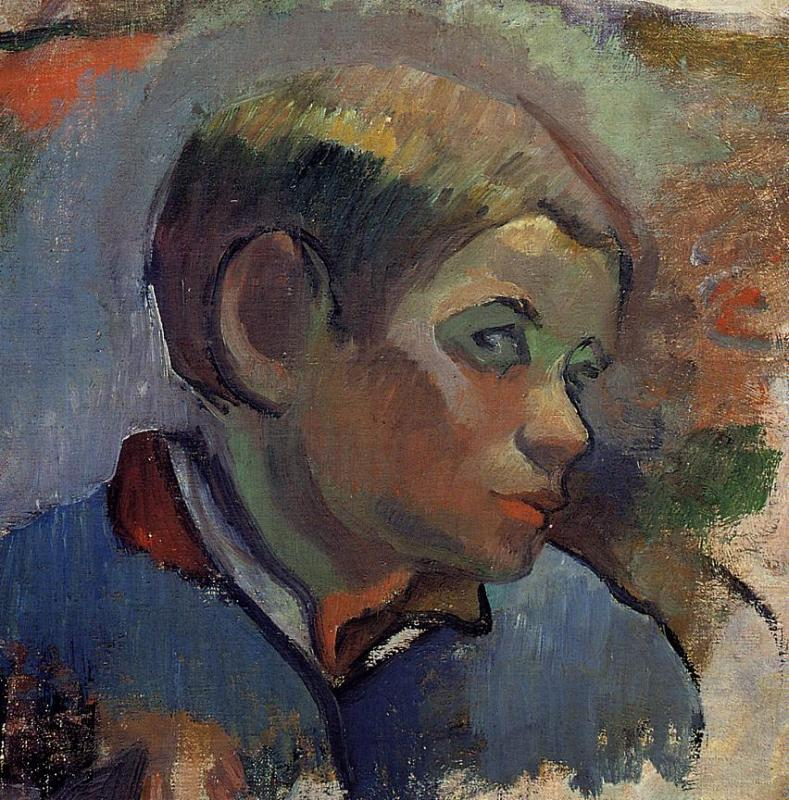
Portrait de petit garçon par Paul Gauguin (1888)
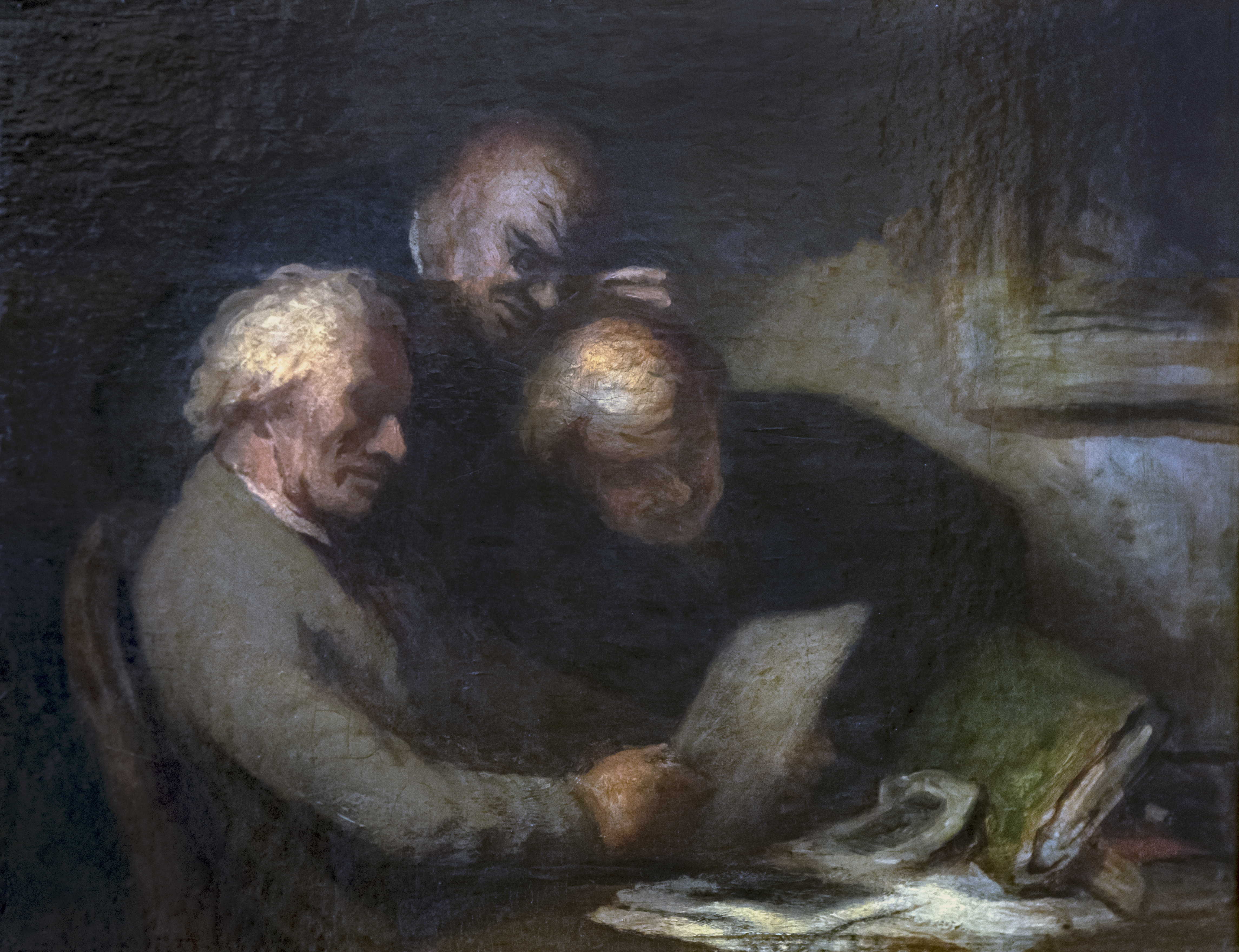
Les collectionneurs d'estampes par Honoré Daumier
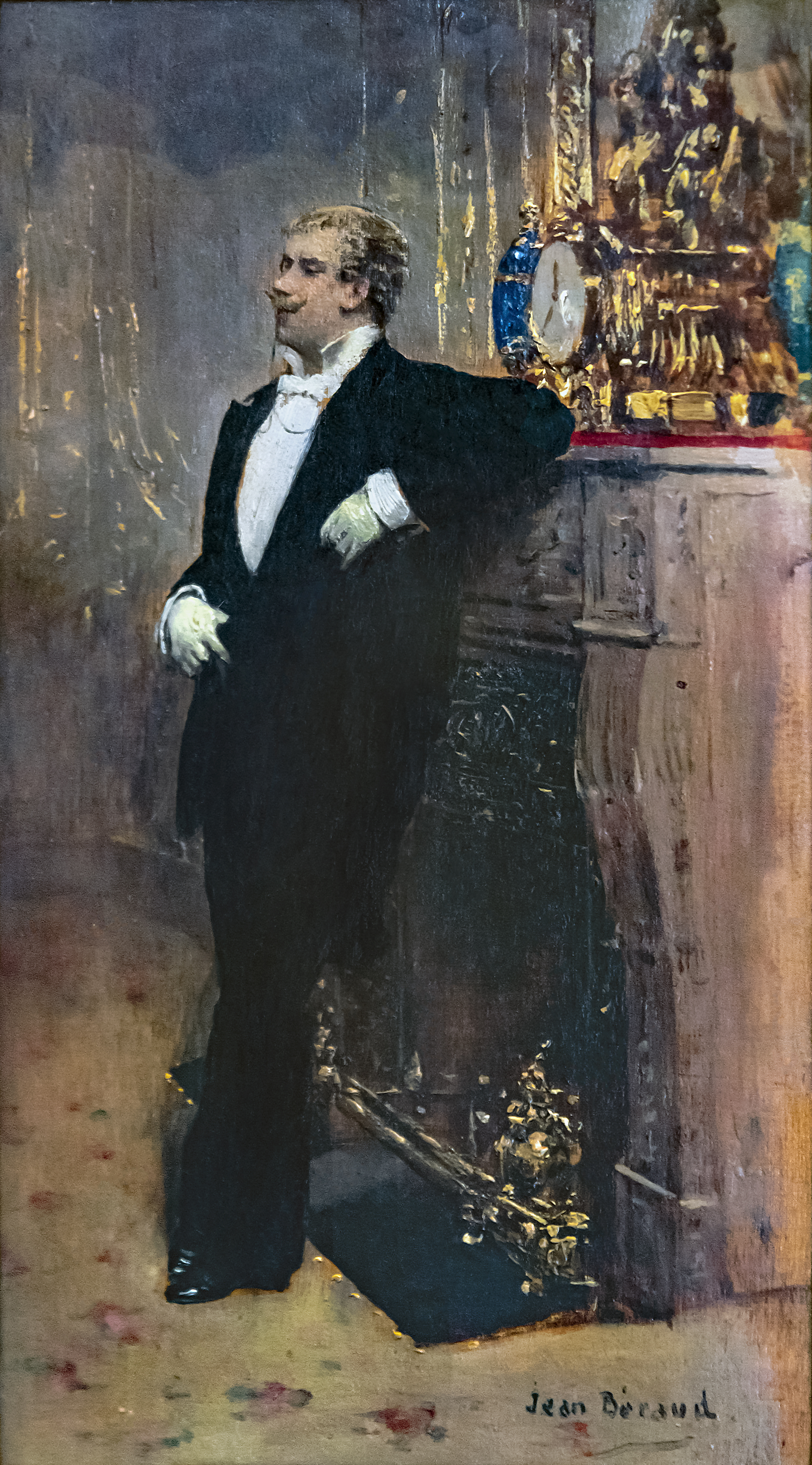
L'acteur Coquelin aîné accoudé par Jean Beraud
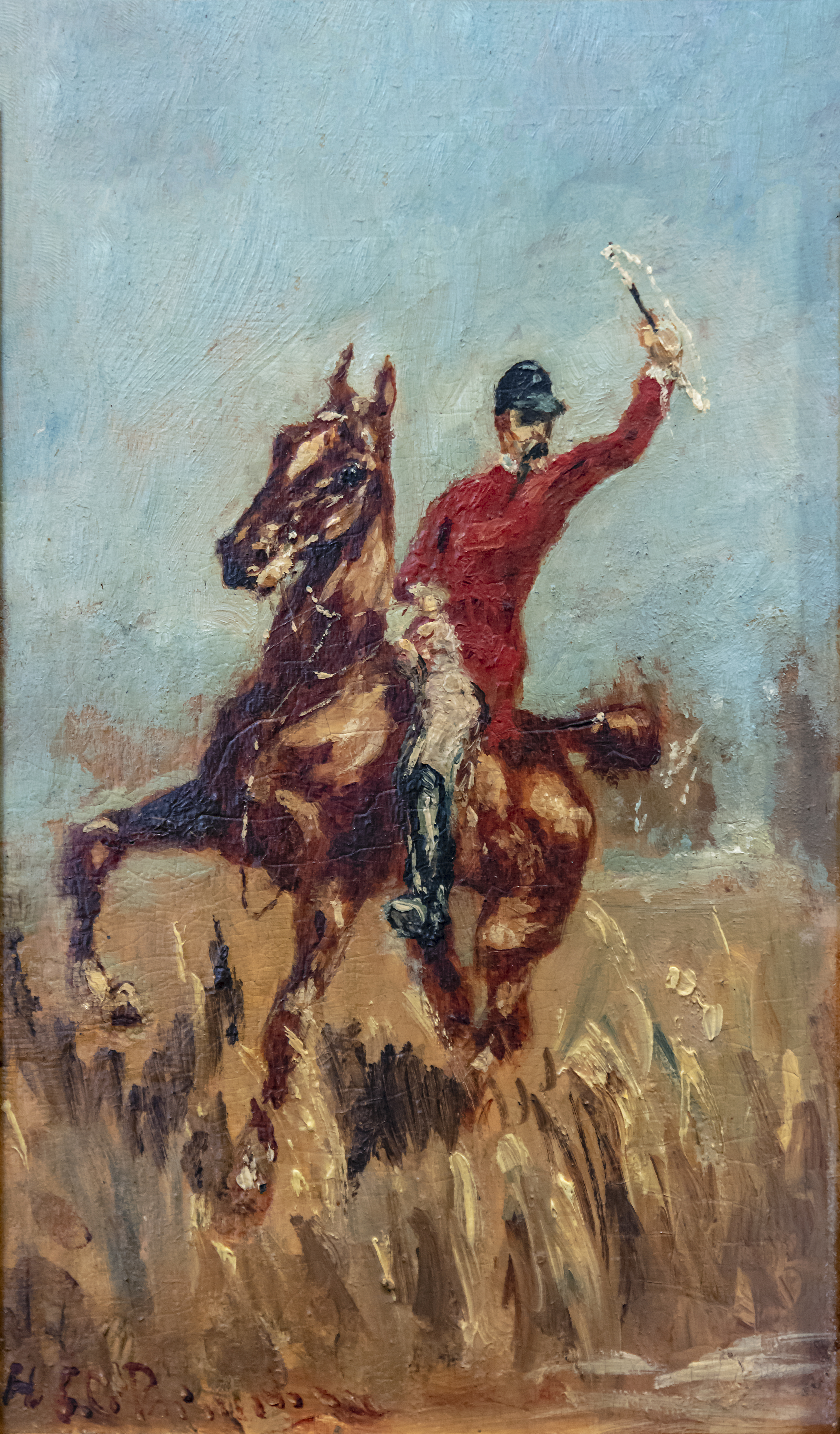
Le maître d'équipage par Henri de Toulouse-Lautrec
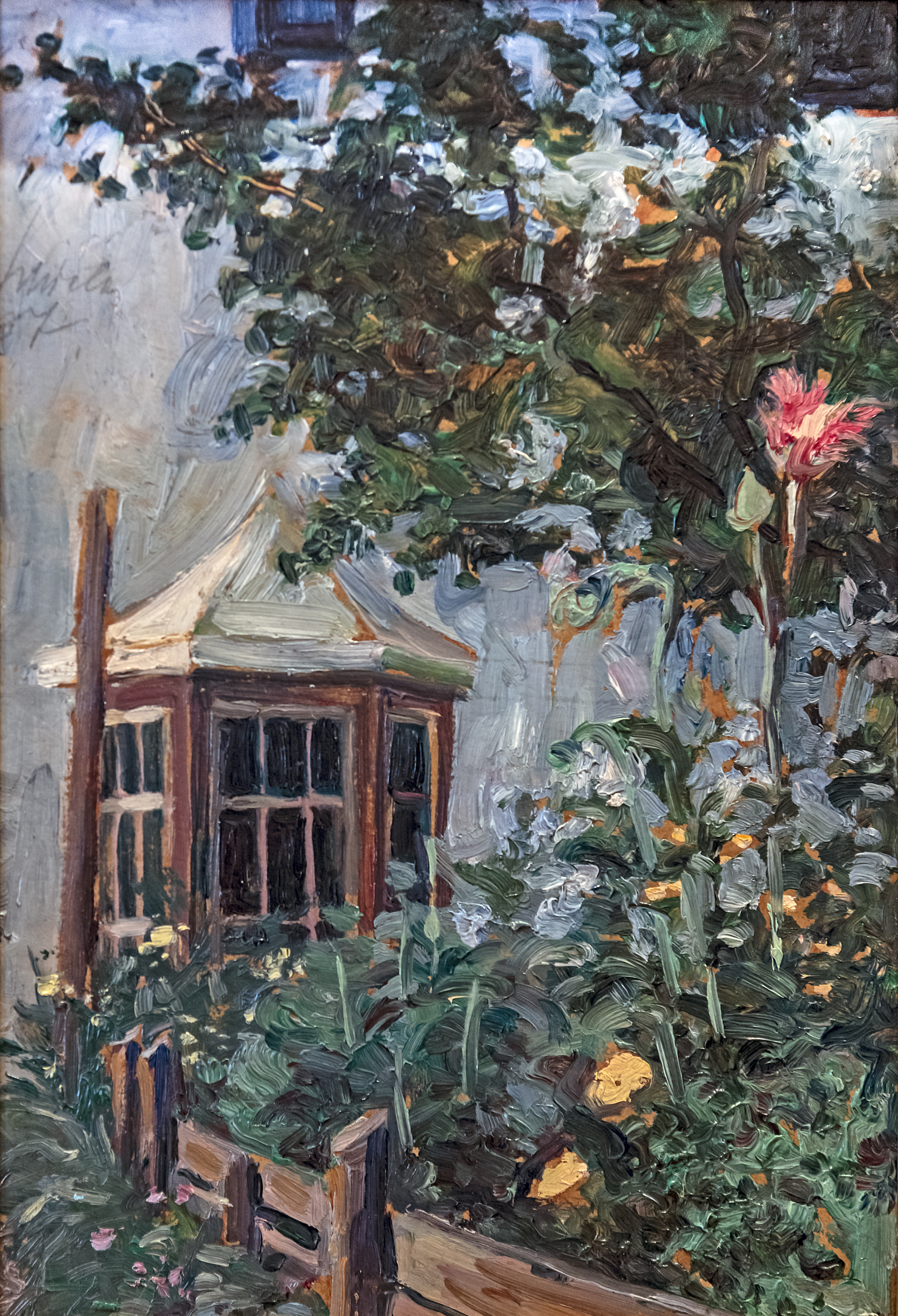
Jardin fleuri par Egon Schiele
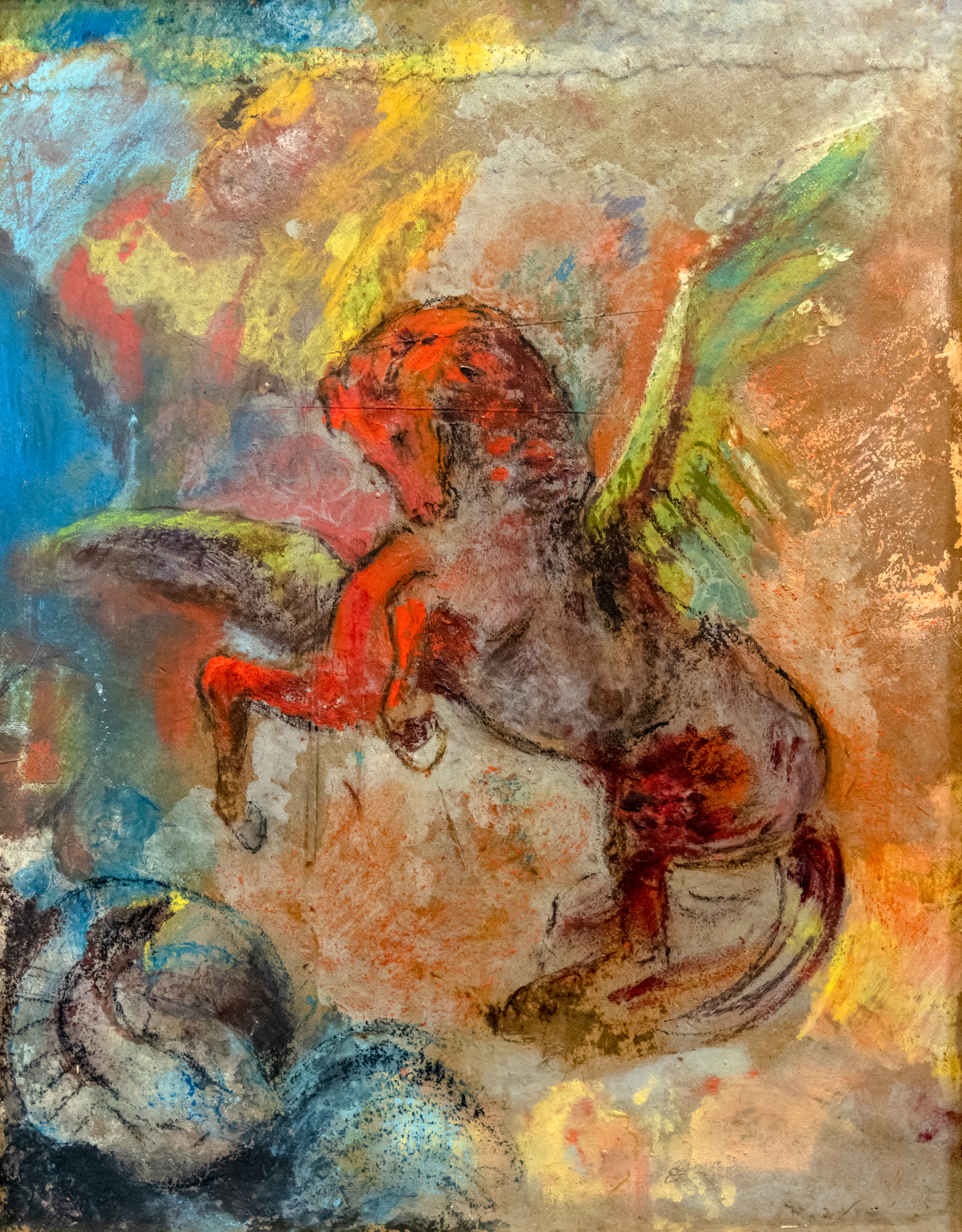
Pégase et l'Hydre par Odilon Redon
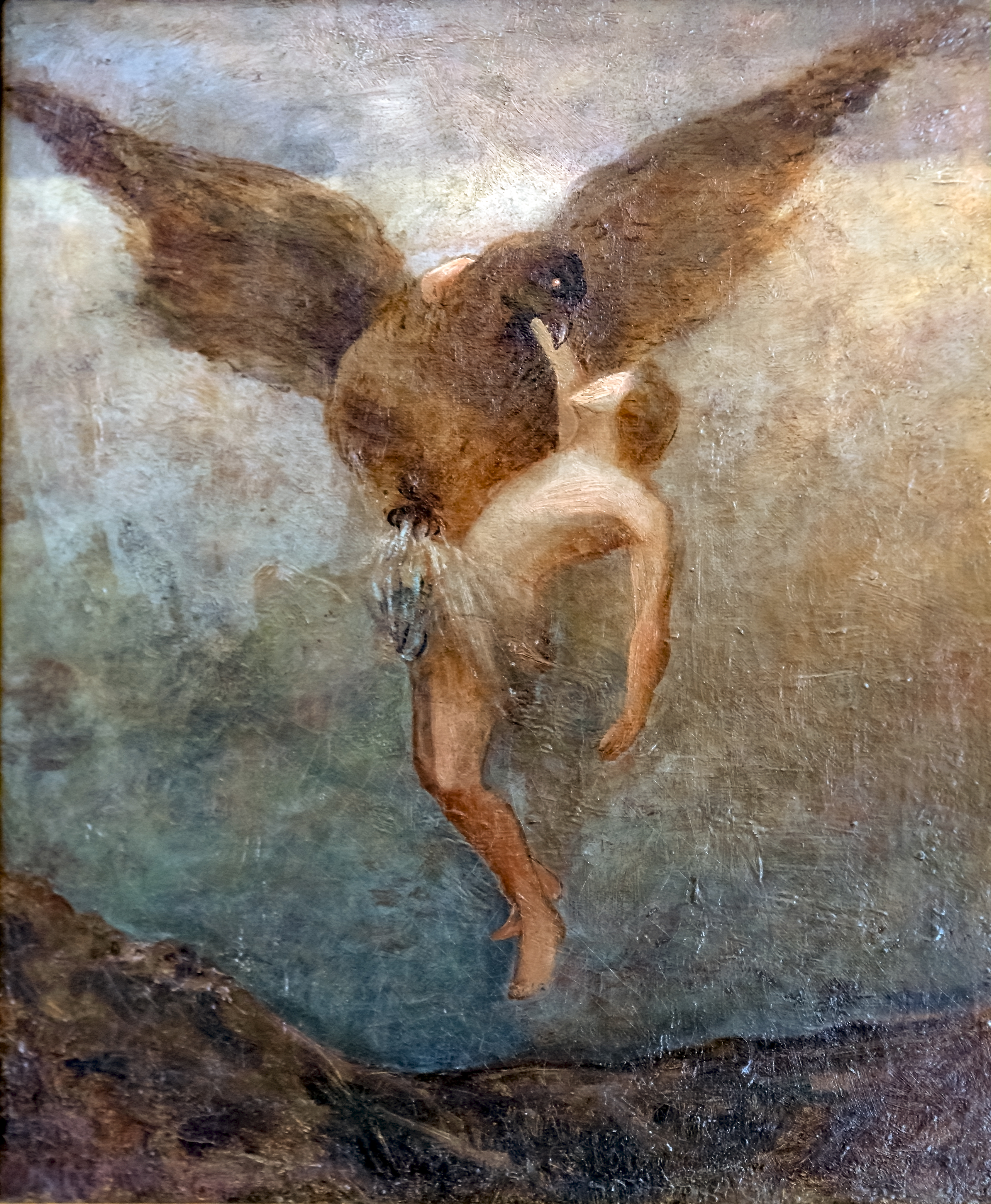
L'enlèvement de Ganymède par Odilon Redon
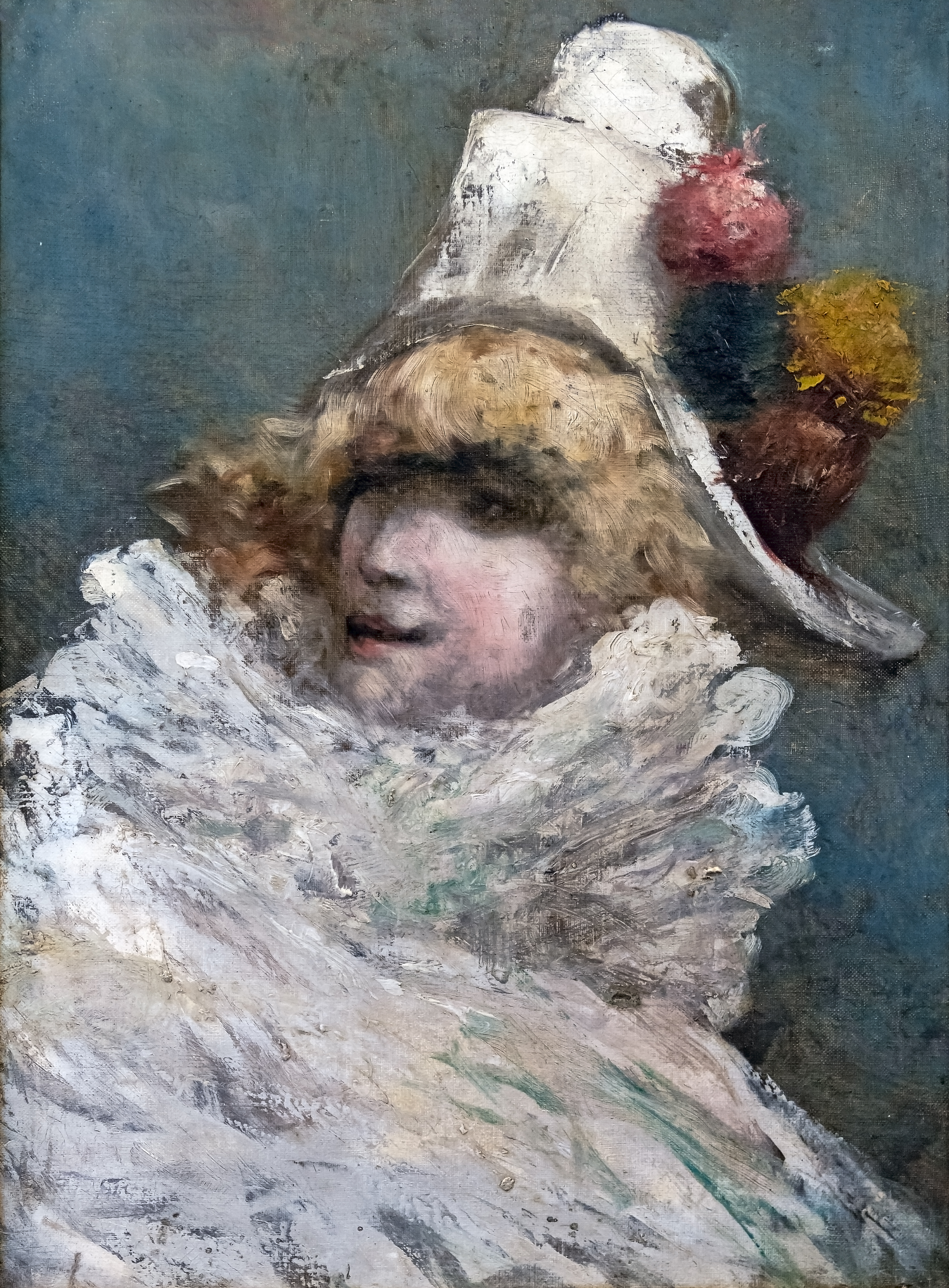
Autoportrait par Sarah Bernhardt

### Salle X
« Les Modernes » Salle fauve
Les œuvres de cette salle illustrent le courant pictural du fauvisme né au début du XXe siècle, qui émerge en France à la même période que l'expressionnisme en Allemagne en 1905 et se termine vers 1910.
- La Seine (environs de Rouen), Le théâtre en plein air, Alger, Vue de la Seine, l'embarcadère ou Paysage par Albert Marquet, trois œuvres de 1942.
- Port de Dieppe (1897) et Le Pont Neuf et la Seine (1905), deux huiles sur toile par Albert Lebourg, peintre impressionniste français, issu de l’École de Rouen.
- Jardins à Honfleur (1902) et Paysage sur la terrasse (1909) par Othon Friesz, peintre et graveur français, élève de Charles Lhuillier et Léon Bonnat. Un des créateurs du Fauvisme.
- Le Jardin par Henri Lebasque, peintre post-impressionniste français.
- Le Golfe par Henri Manguin, un des principaux représentants du fauvisme français en 1905.

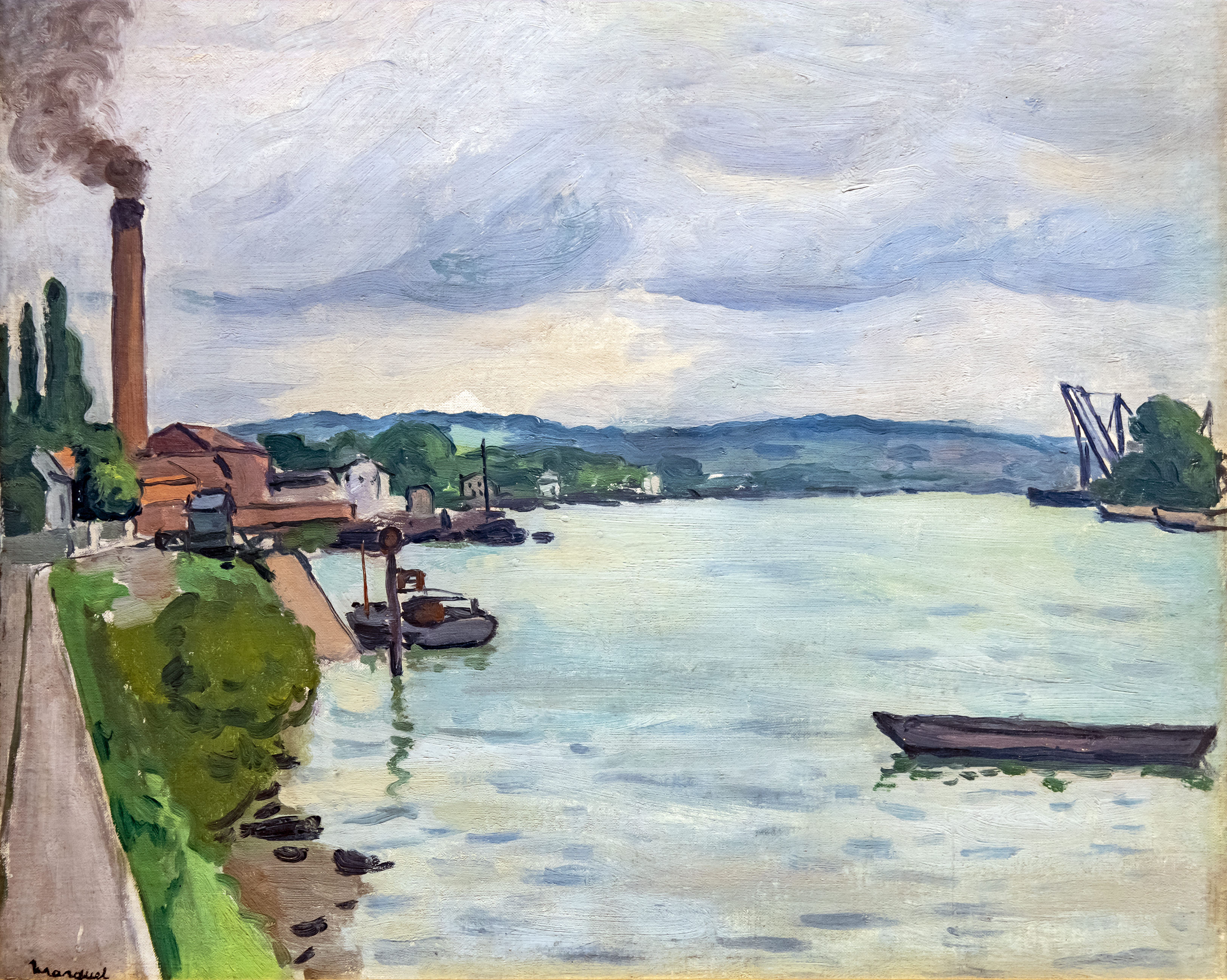
La seine (environs de Rouen) par Albert Marquet
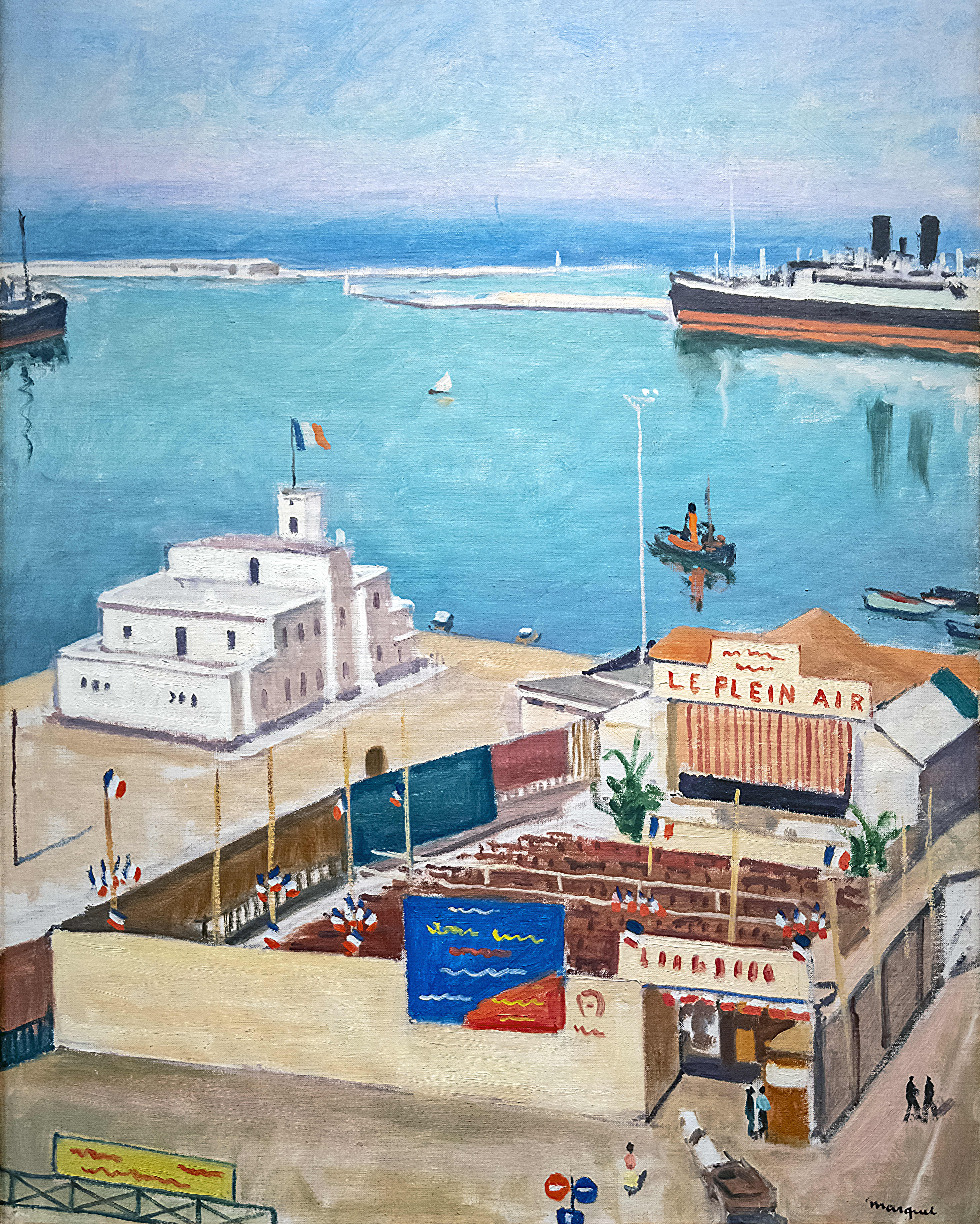
Le théâtre en plein air, Alger par Albert Marquet
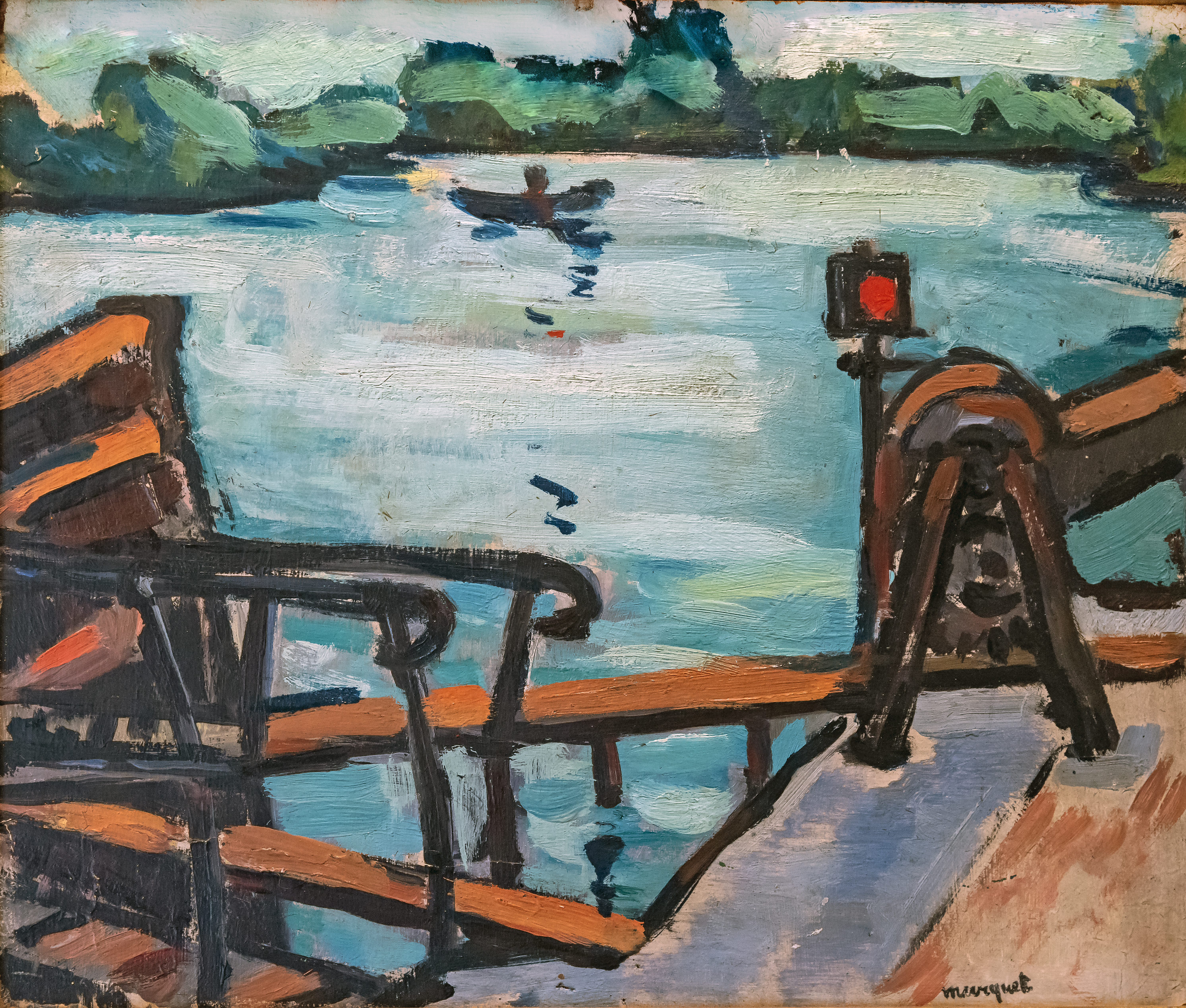
Vue de la Seine, l'embarcadère ou Paysage par Albert Marquet
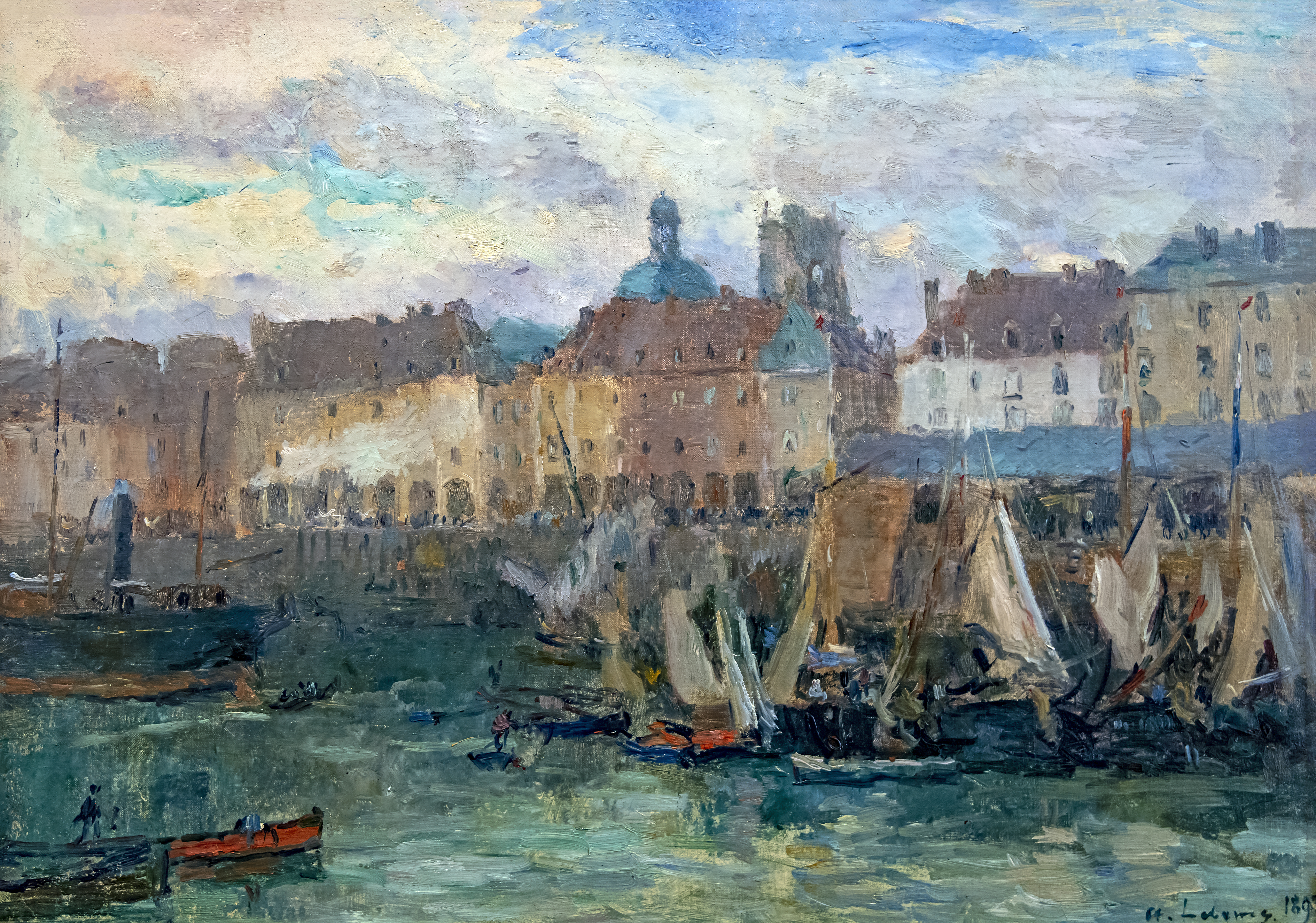
Port de Dieppe par Albert Lebourg
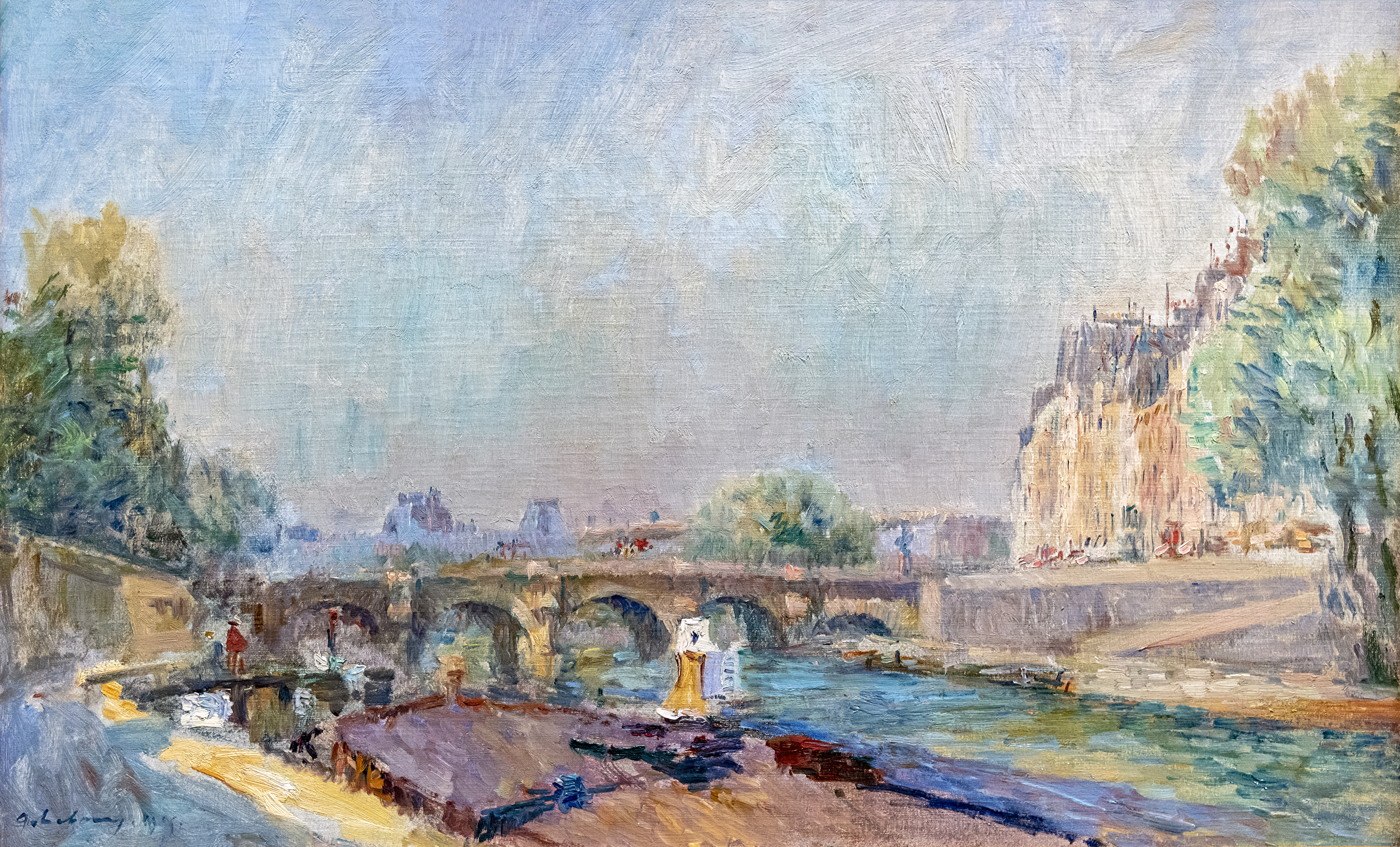
Le Pont Neuf et la Seine par Albert Lebourg
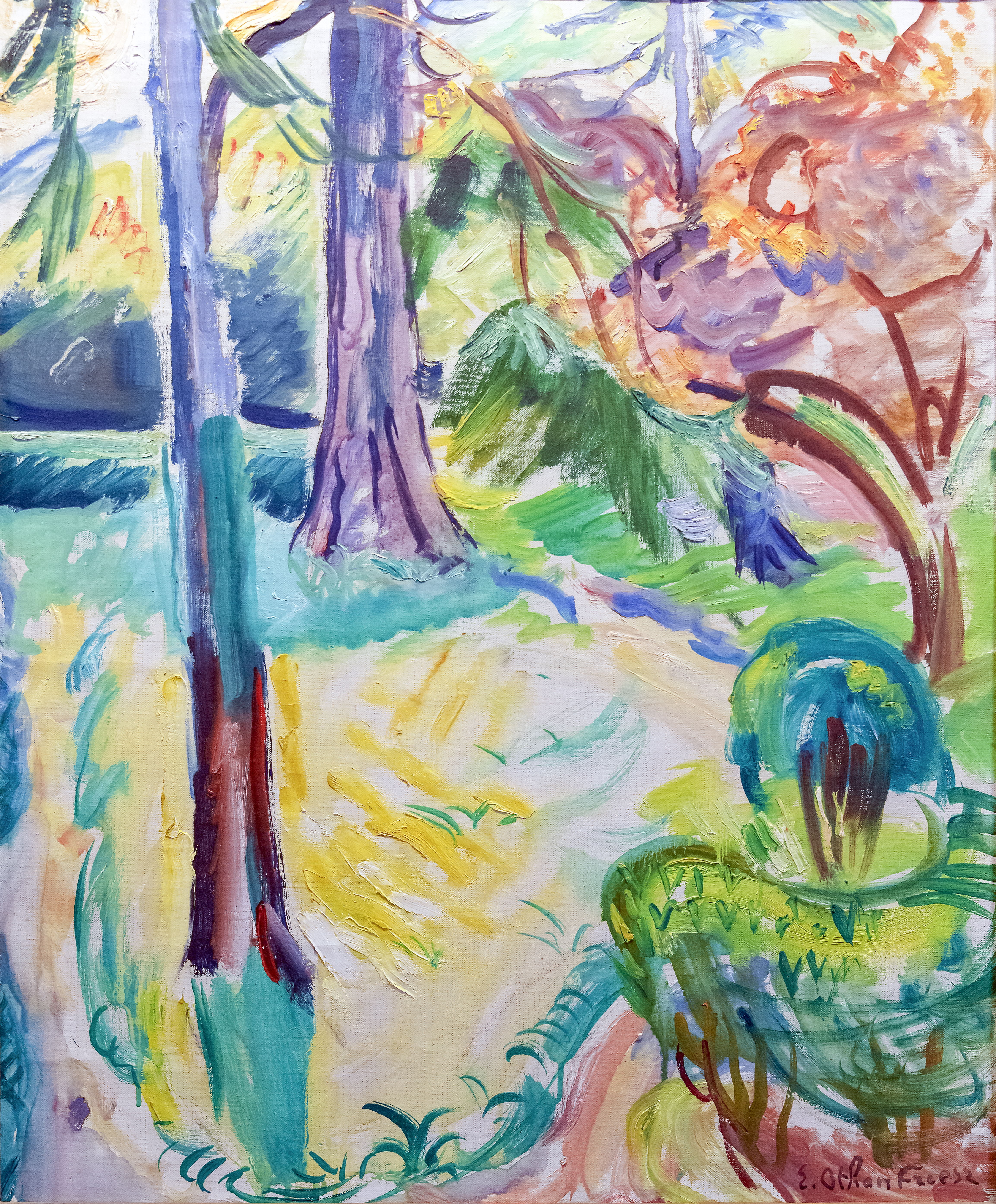
Jardins à Honfleur par Othon Friesz
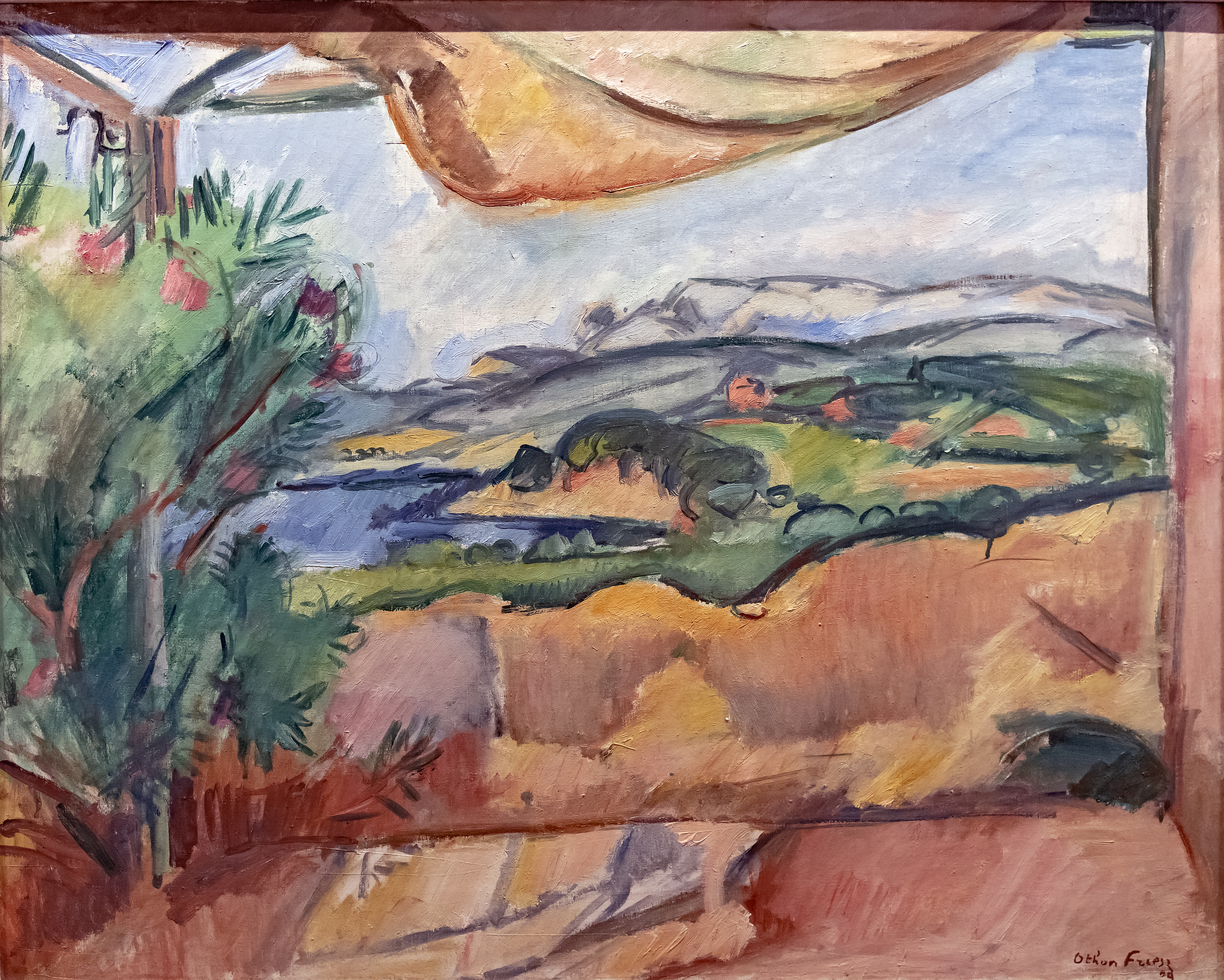
Paysage sur la terrasse par Othon Friesz
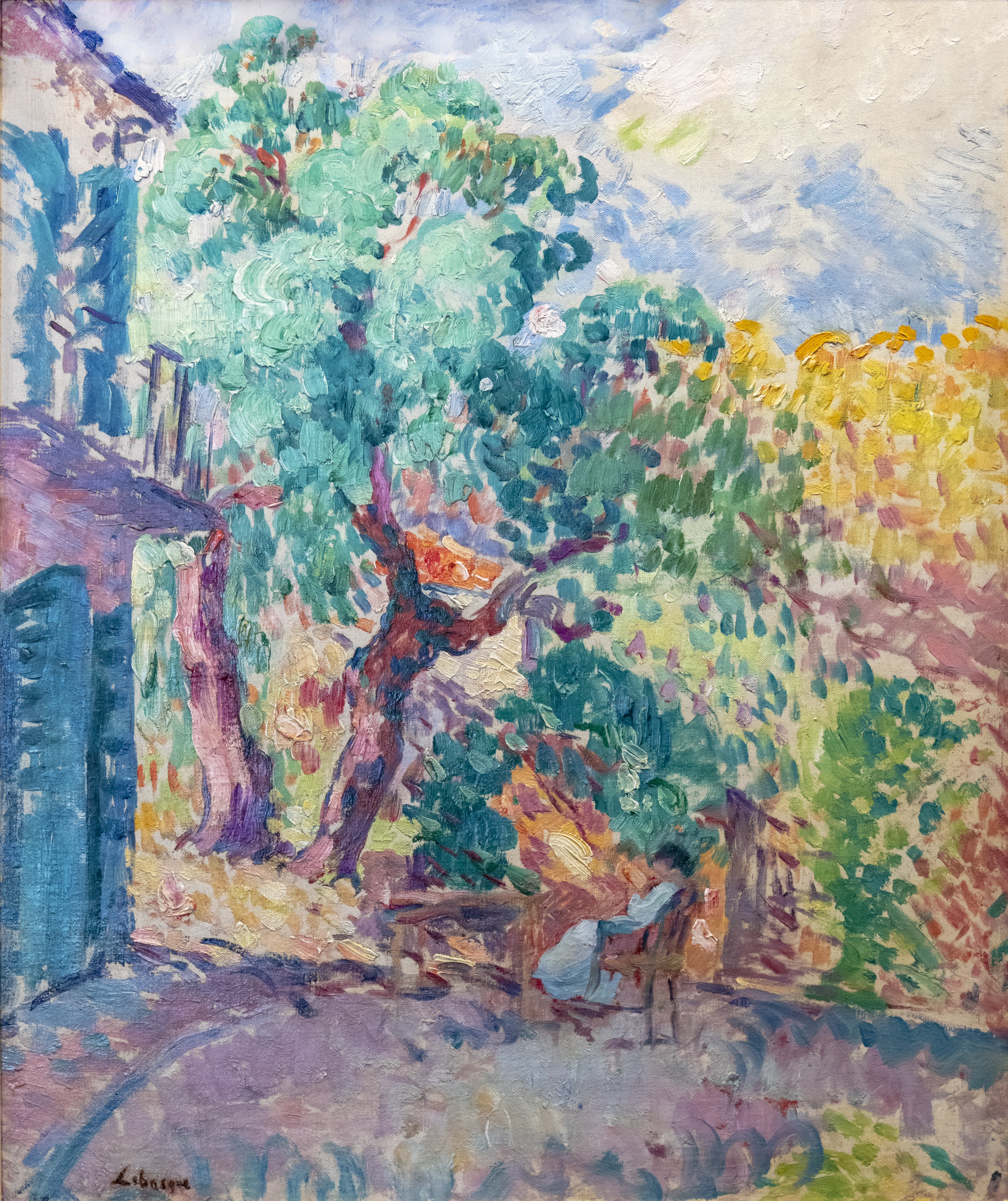
Le Jardin par Henri Lebasque
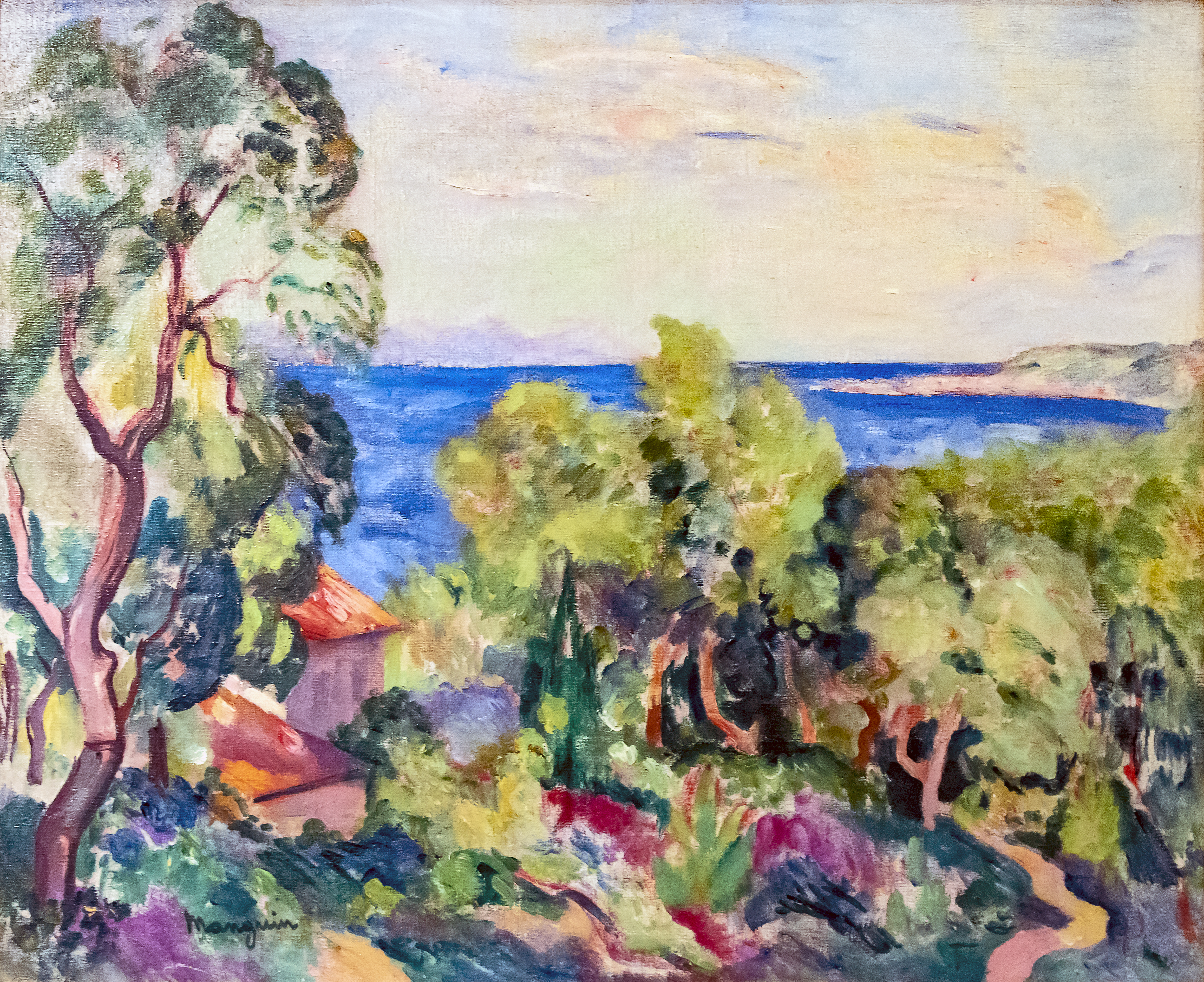
Le Golfe par Henri Manguin

### Salle XI
« Les Modernes » Les impressionnistes
Thème très important de la peinture française de la fin du XIXe au début du XXe, illustré par de nombreux paysages et portraits
- Felix en jupe et Bois de châtaigniers en hiver, Louveciennes, Dulwich College, Londres (1871), trois huiles sur toile par Camille Pissarro, connu comme l'un des « pères de l'impressionnisme ». Il peint la vie rurale française, en particulier des paysages. Felix Pissarro, fils de Camille, deviendra lui-même peintre.
- Rotterdam, Le Pont de la Bourse et Crinolines sur la plage (1863), deux huiles sur toile d'Eugène Boudin. Il fut l'un des premiers peintres français à saisir les paysages à l'extérieur d'un atelier. Grand peintre de marines, il est considéré comme l'un des précurseurs de l'impressionnisme.
- La Seine à Charenton, huile sur toile d'Armand Guillaumin, l'un des premiers et des plus fidèles participants du groupe impressionniste.
- Portrait de son fils Jean en bonnet à pompon, huile sur toile de 1869, et Bateaux sur la plage à Étretat, huile sur toile de 1883, par Claude Monet, un des fondateurs de l'impressionnisme.
- Les Bords du Loing vers Moret et Le canal du Loing, huiles sur toile de 1883 et 1884, par Alfred Sisley, peintre et graveur anglais, rattaché au mouvement impressionniste.
- Femme au jardin (Villa Arnulphi à Nice) par Berthe Morisot, artiste peintre française, membre fondateur et doyenne du mouvement d'avant-garde que fut l'Impressionnisme.
- Le petit bras de la Seine en automne par Gustave Caillebotte, peintre français, collectionneur, mécène et organisateur des expositions impressionnistes de 1877, 1879, 1880 et 1882. Il lègue sa collection de peintures impressionnistes et de dessins à l'État.
- Vue de la Seine et du Trocadéro - Le pont de Grenelle et Paris, le pont des Arts par Stanislas Lepine, peintre paysagiste, qui a beaucoup peint Paris et la Seine, ainsi que la Normandie.
- Eve à la pomme, bronze patine verte de 1899, par Aristide Maillol, peintre, graveur et sculpteur français, élève de Jean-Léon Gérôme, et d'Alexandre Cabanel.

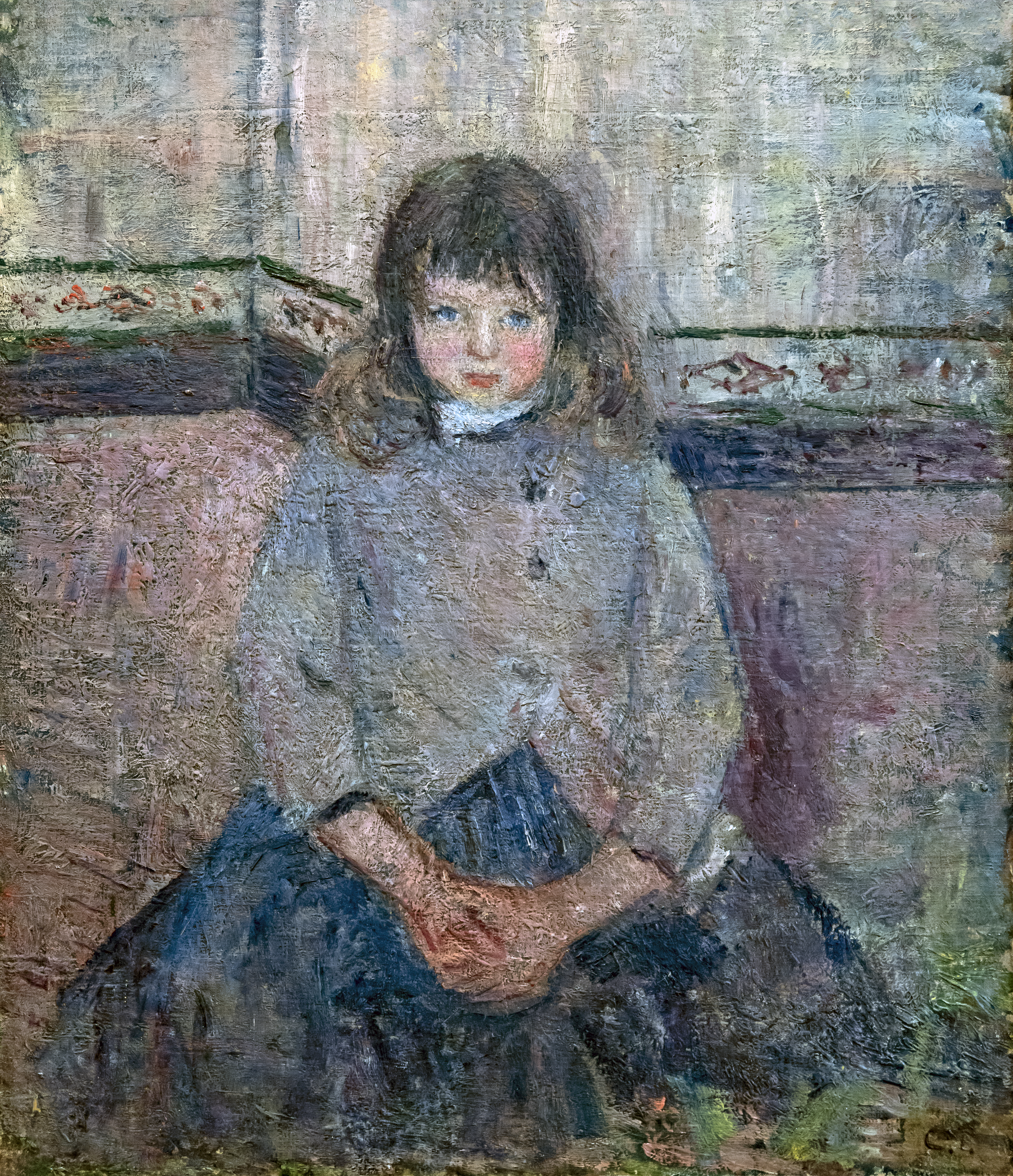
Portrait de Felix en jupe par Camille Pissarro (1883)
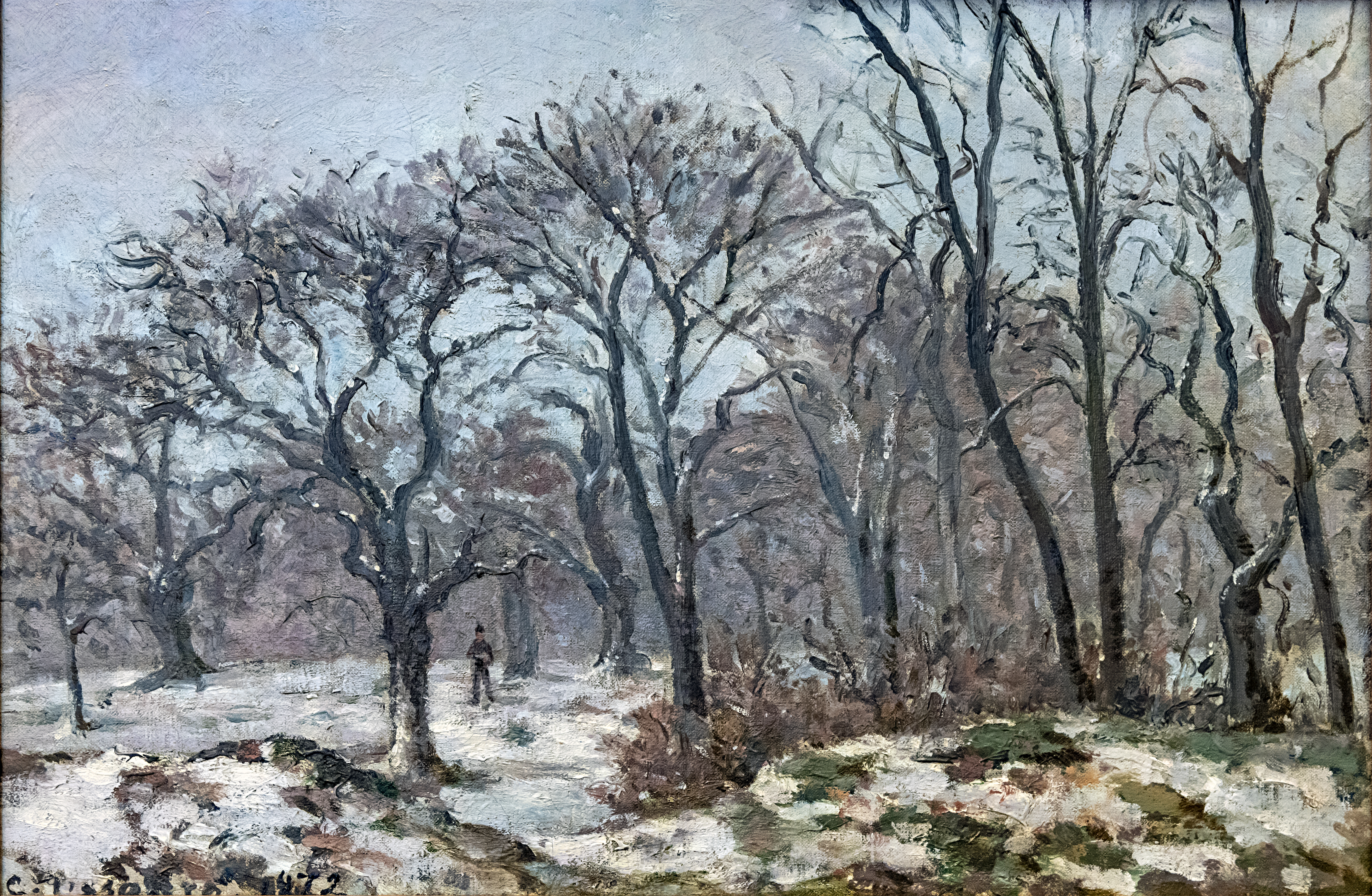
Bois de châtaigniers en hiver, Louveciennes par Camille Pissarro
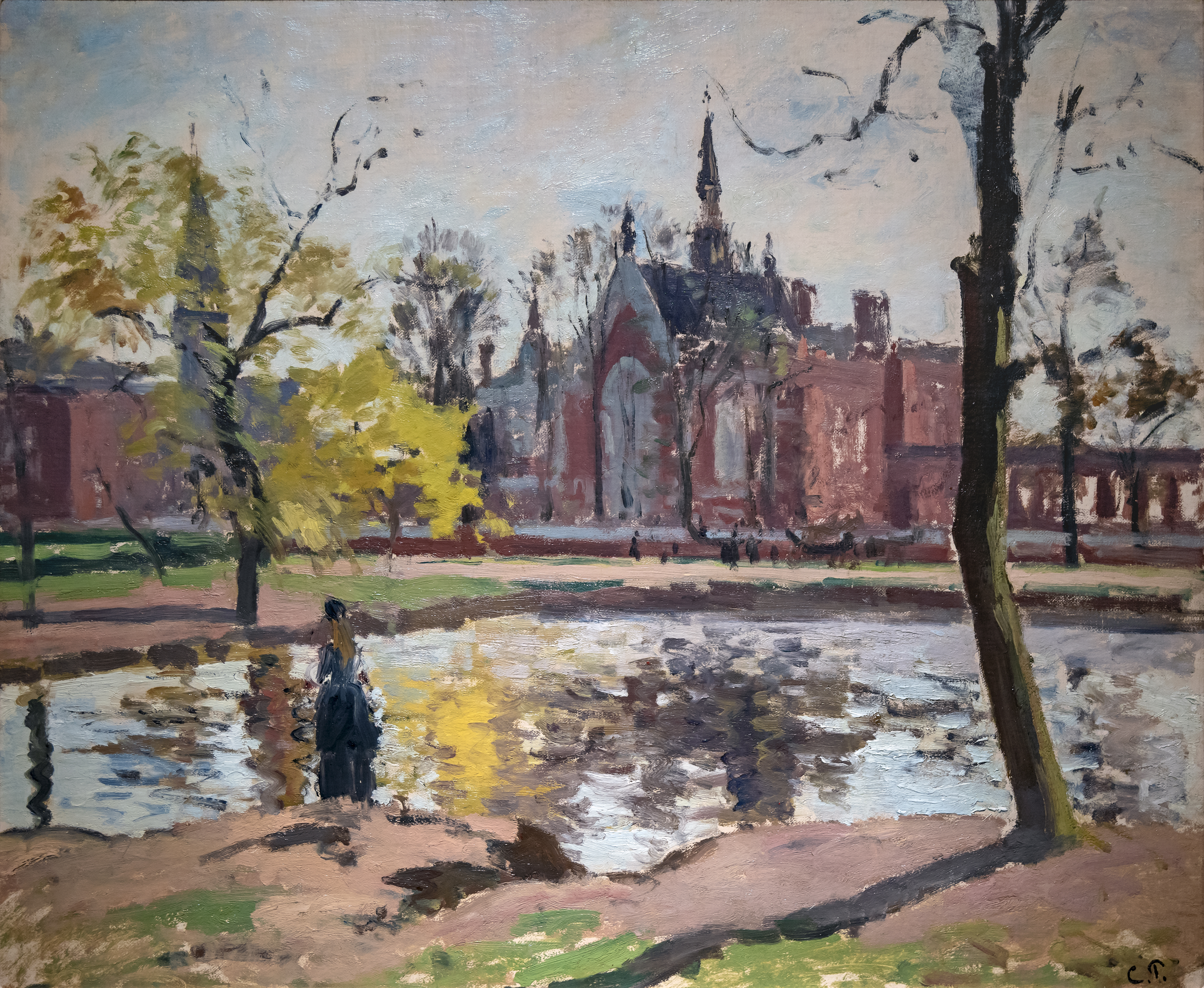
Dulwich College, Londres (1871) par Camille Pissarro
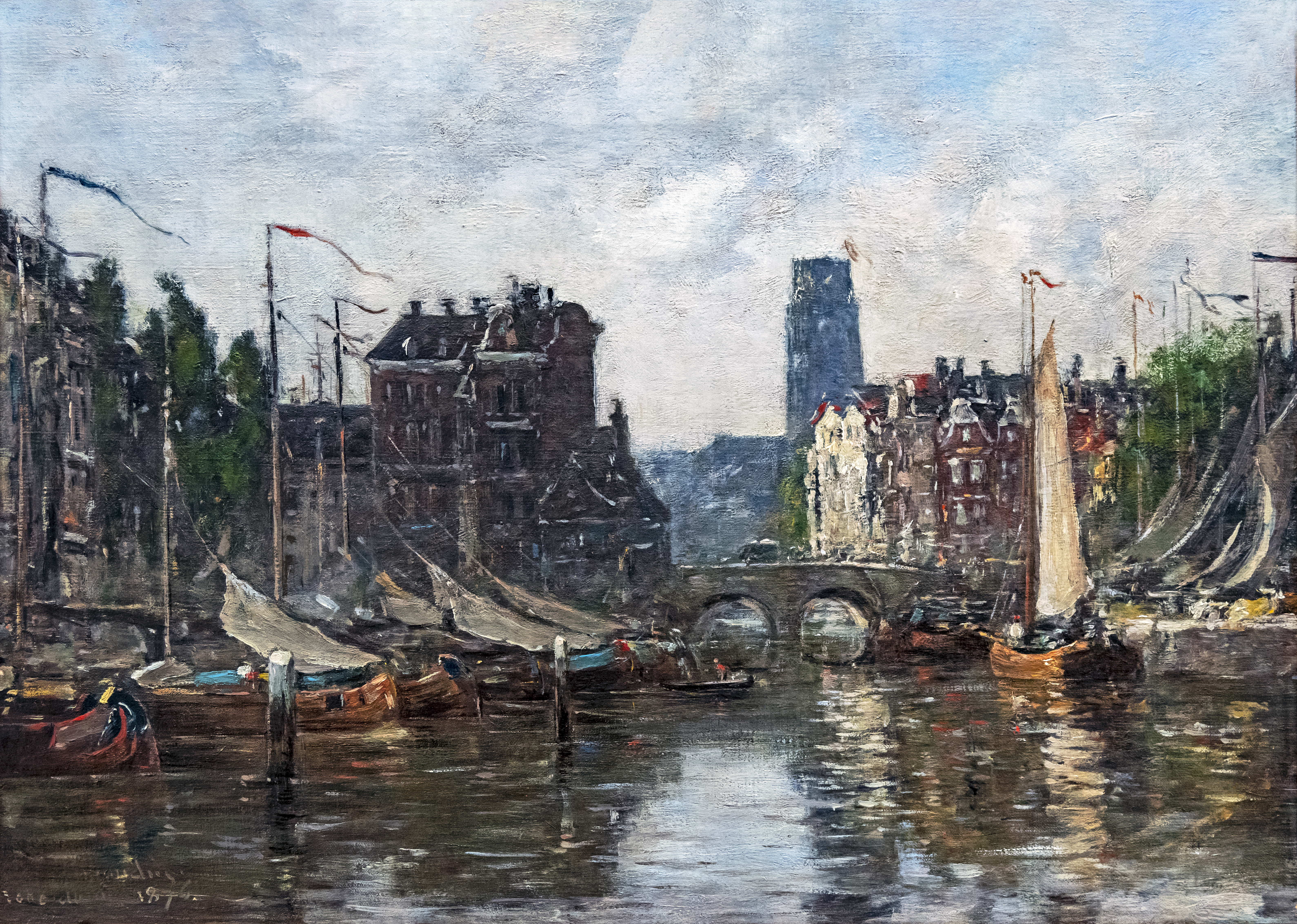
Rotterdam, Le Pont de la Bourse par Eugène Boudin
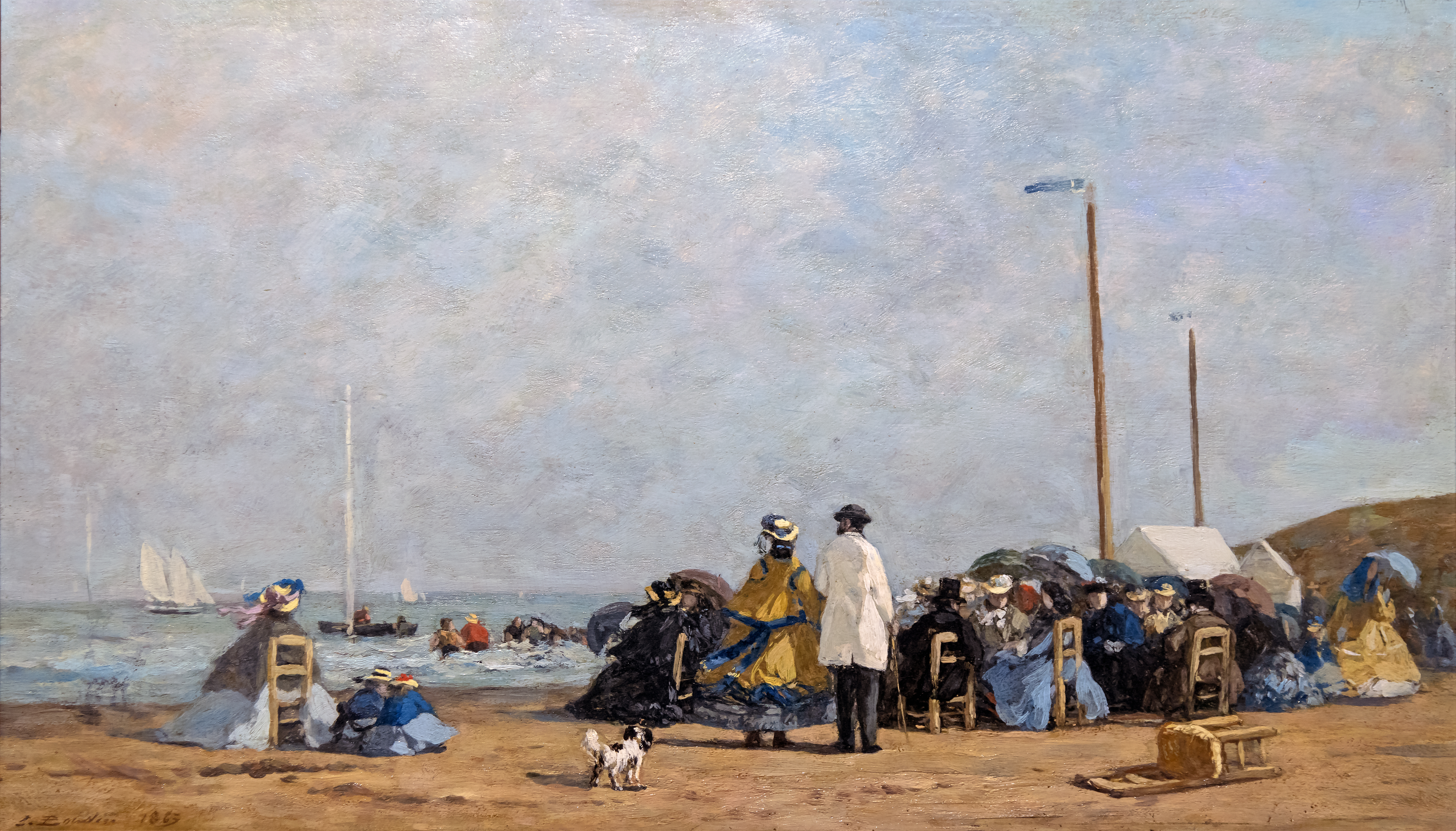
Crinolines sur la plage par Eugène Boudin
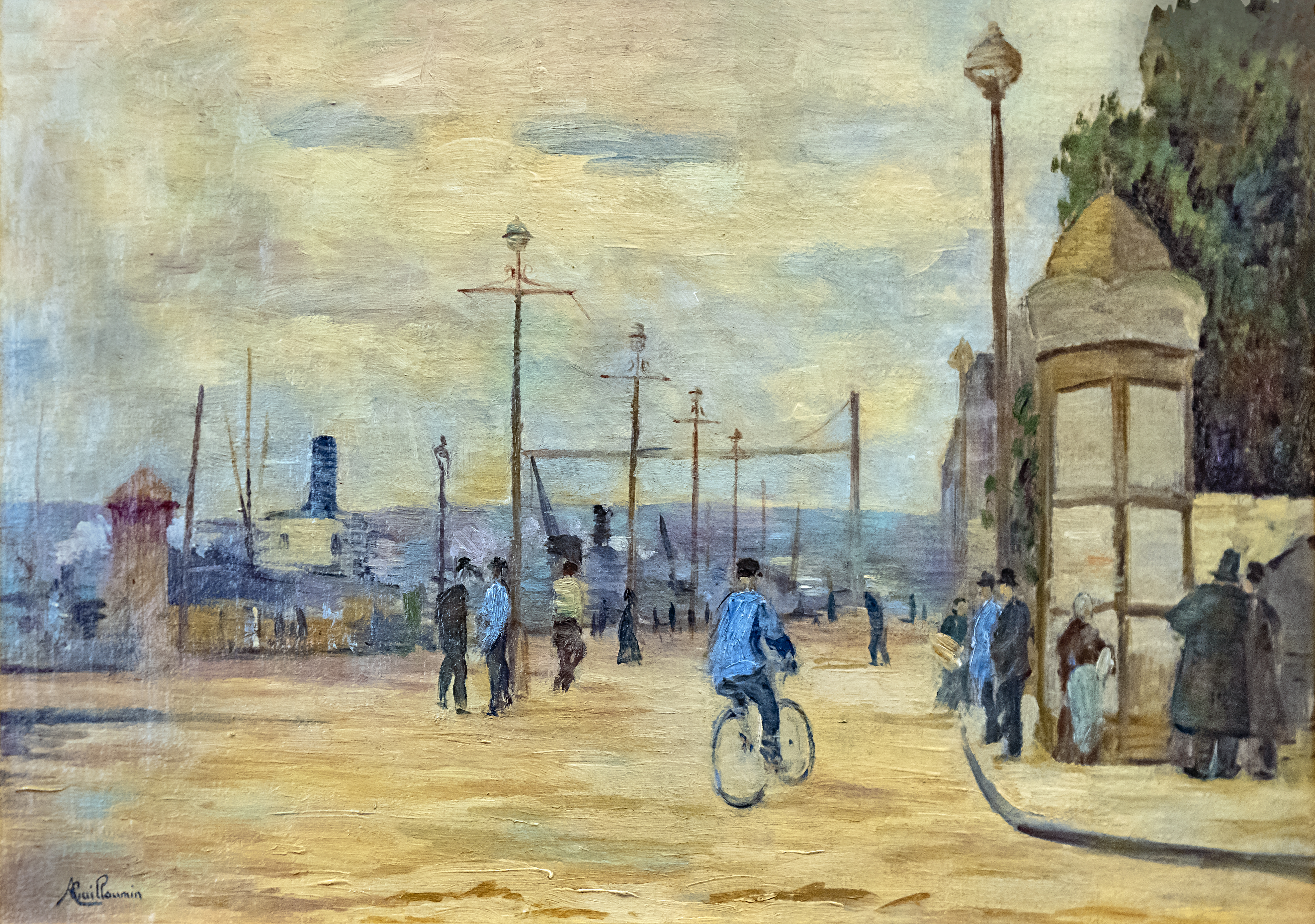
La seine à Charenton par Armand Guillaumin
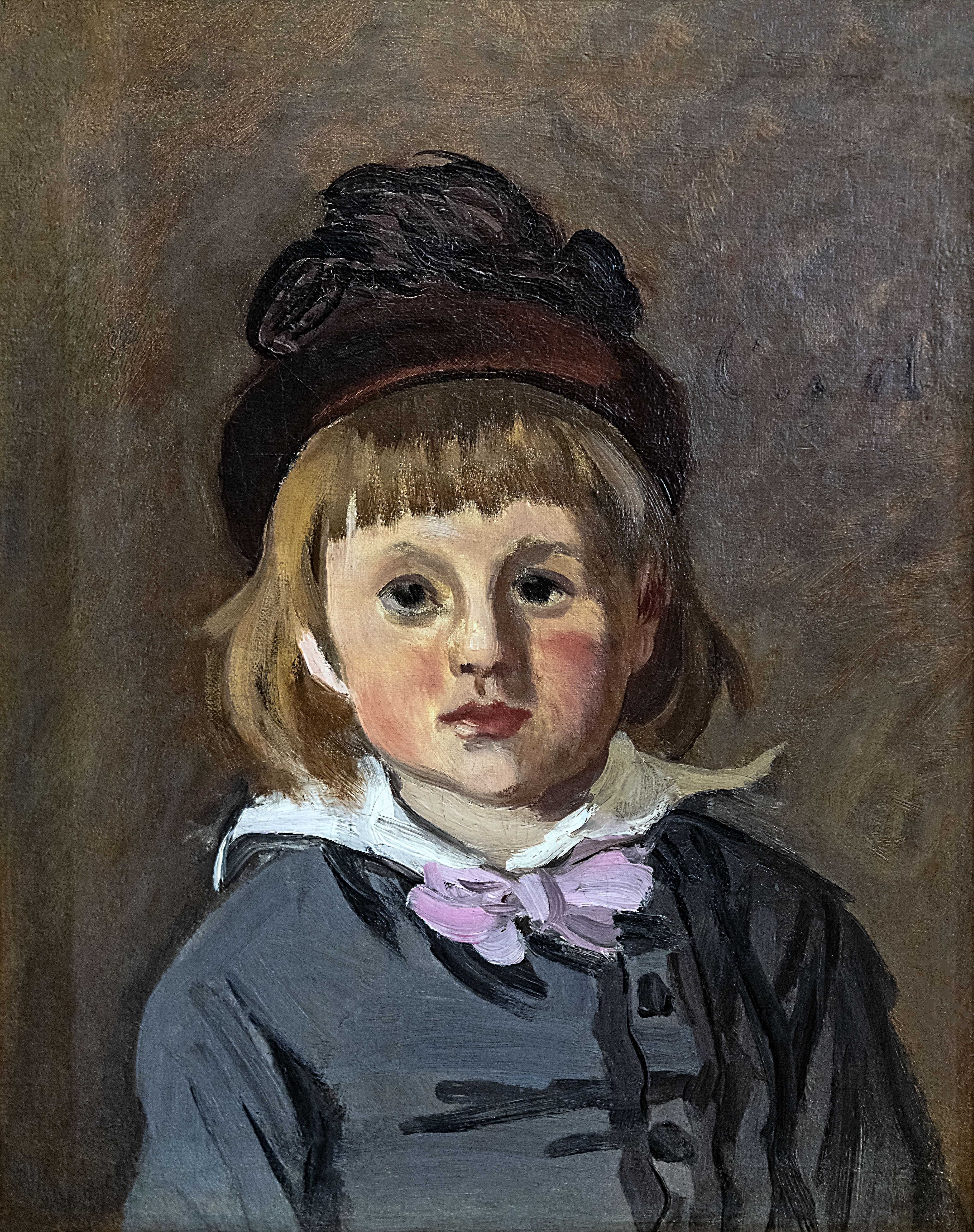
Portrait de son fils Jean en bonnet à pompon par Claude Monet
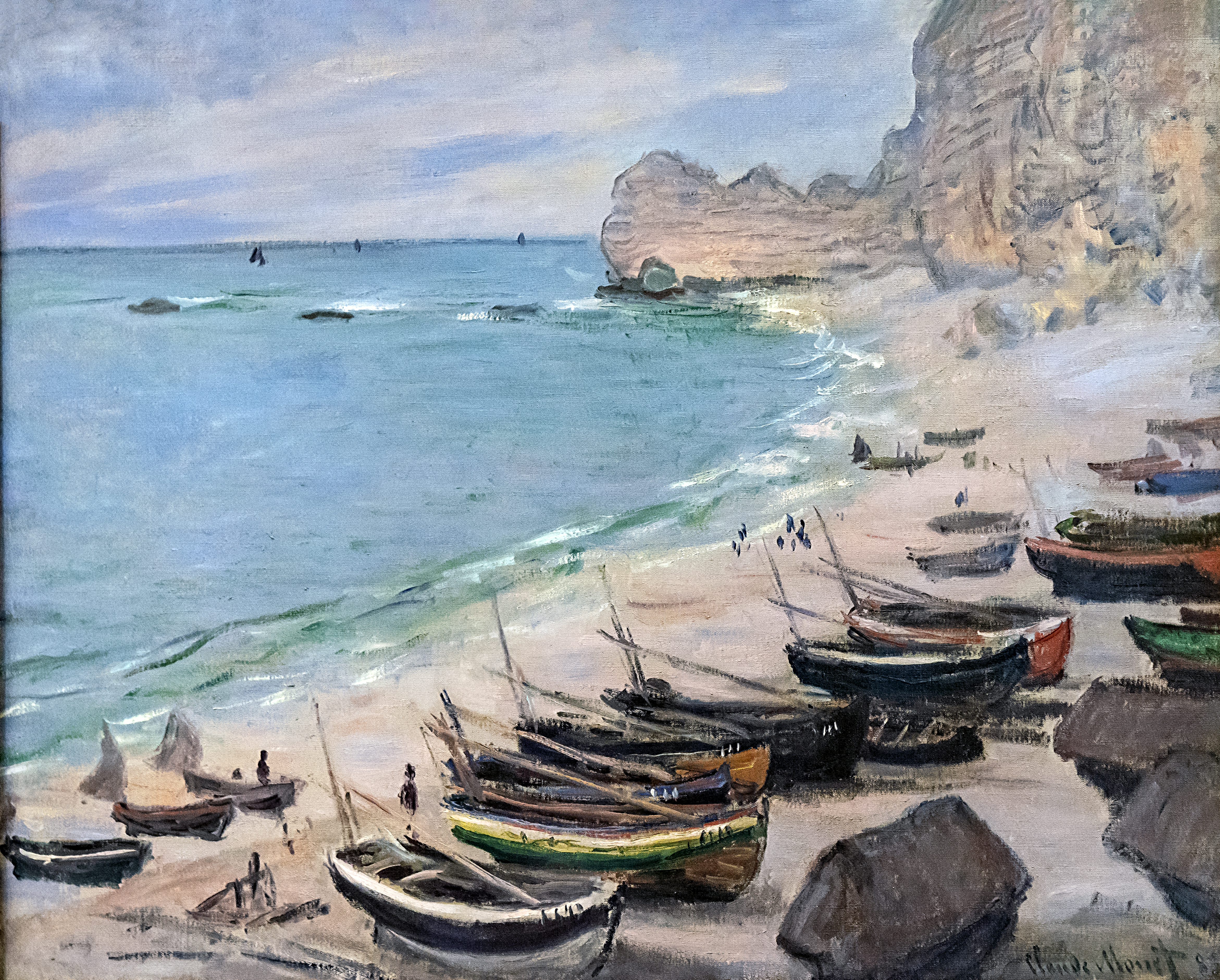
Bateaux sur la plage à Étretat par Claude Monet
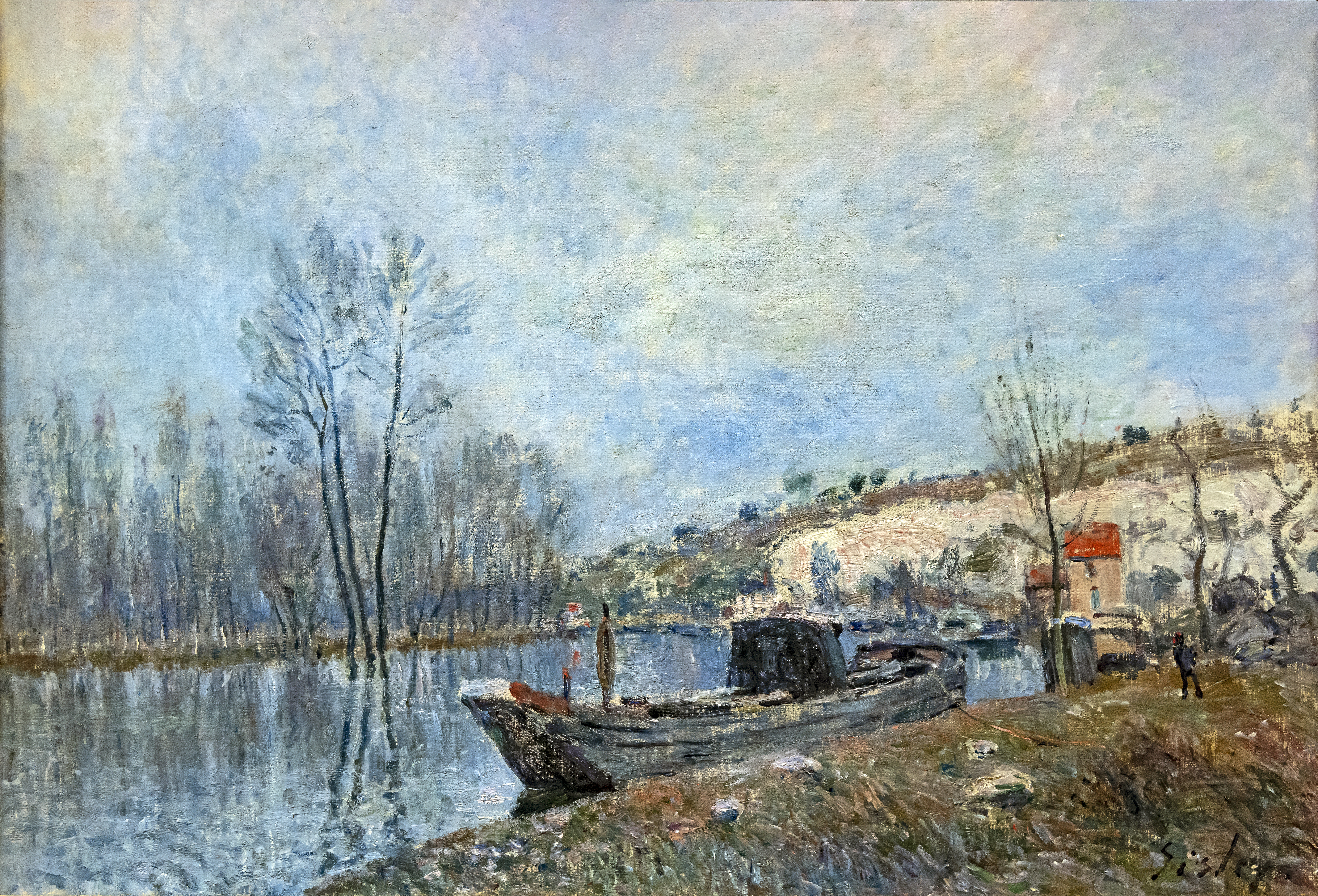
Les Bords du Loing vers Moret par Alfred Sisley
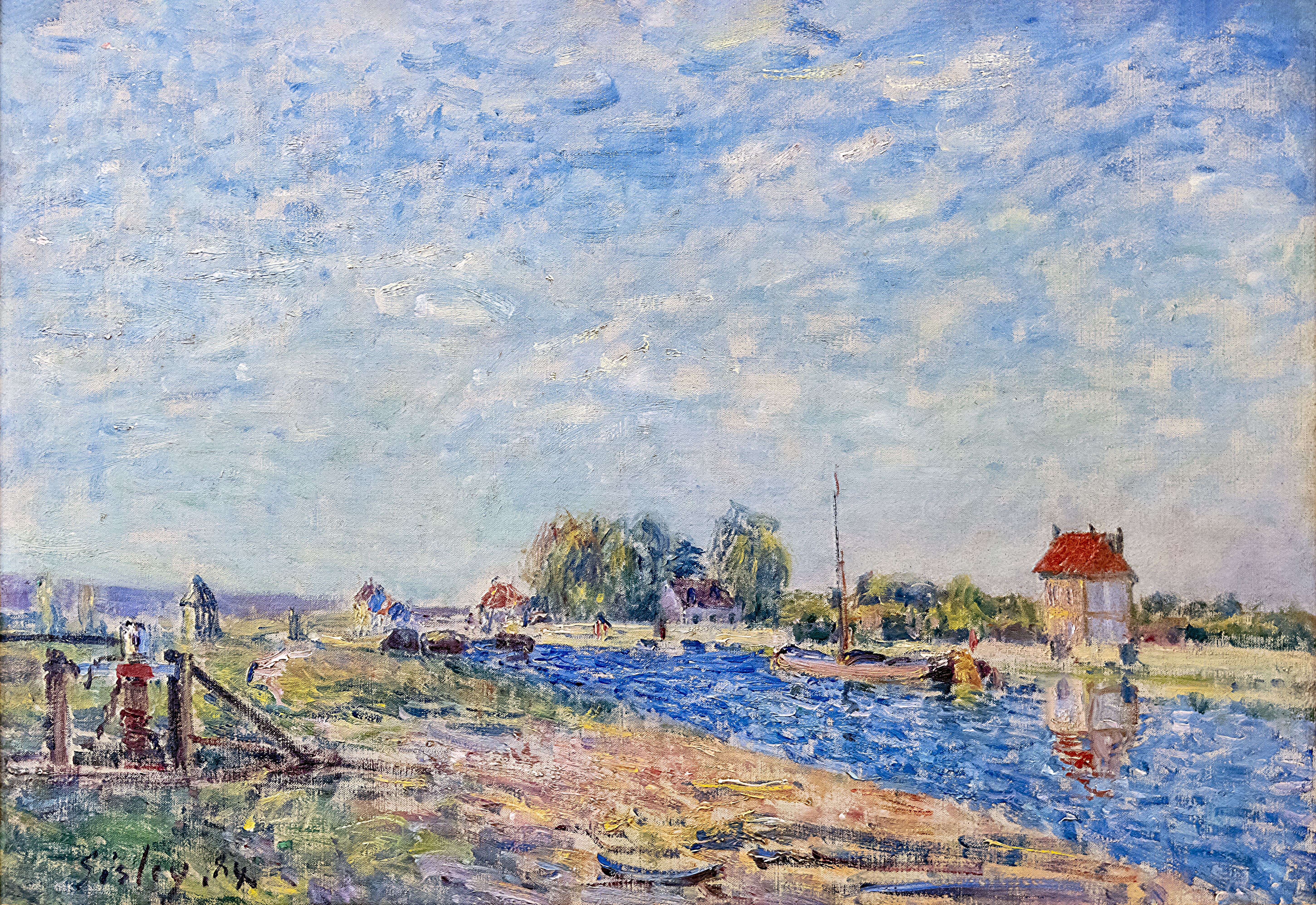
Le canal du Loing par Alfred Sisley
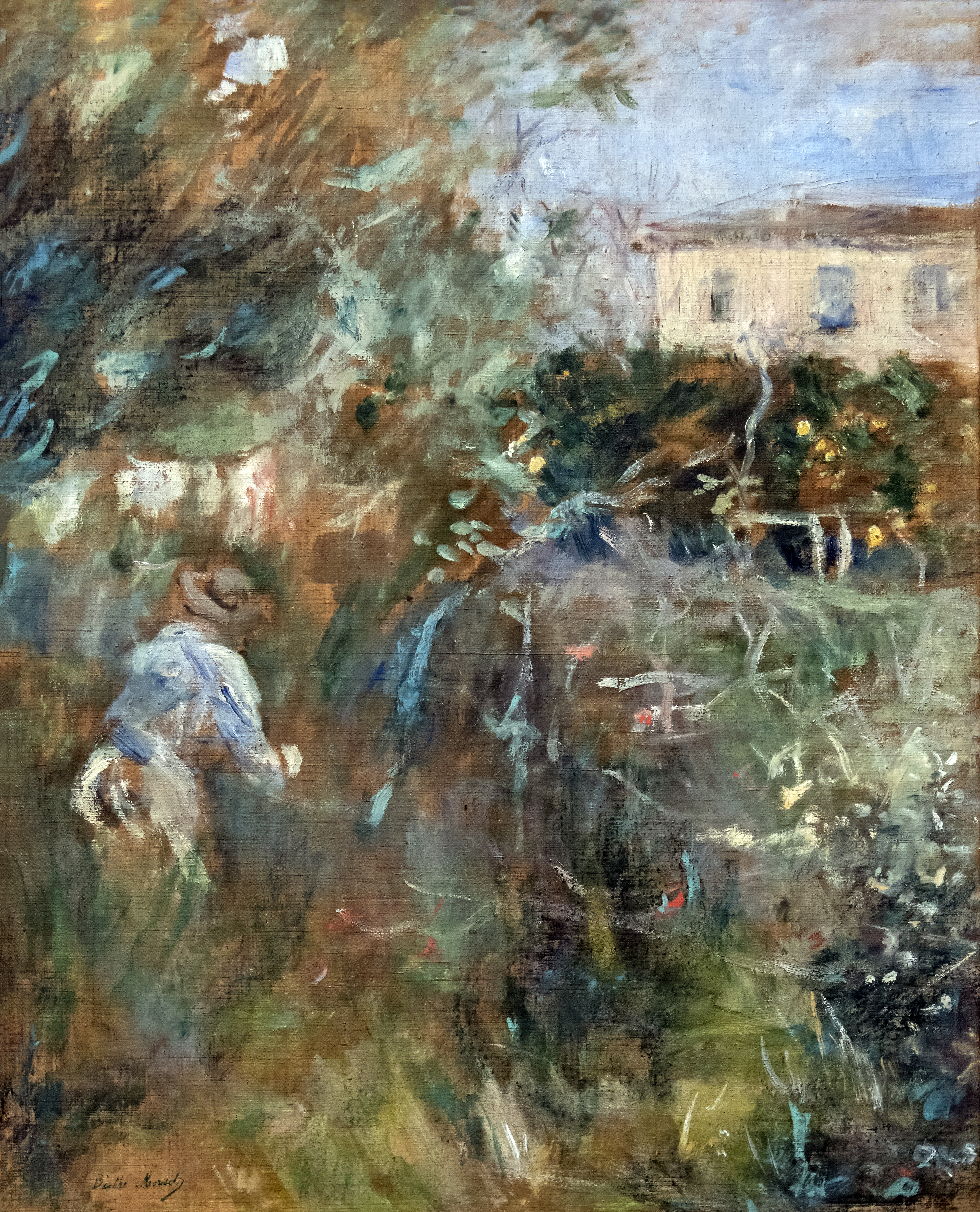
Femme au jardin (Villa Arnulphi à Nice) par Berthe Morisot
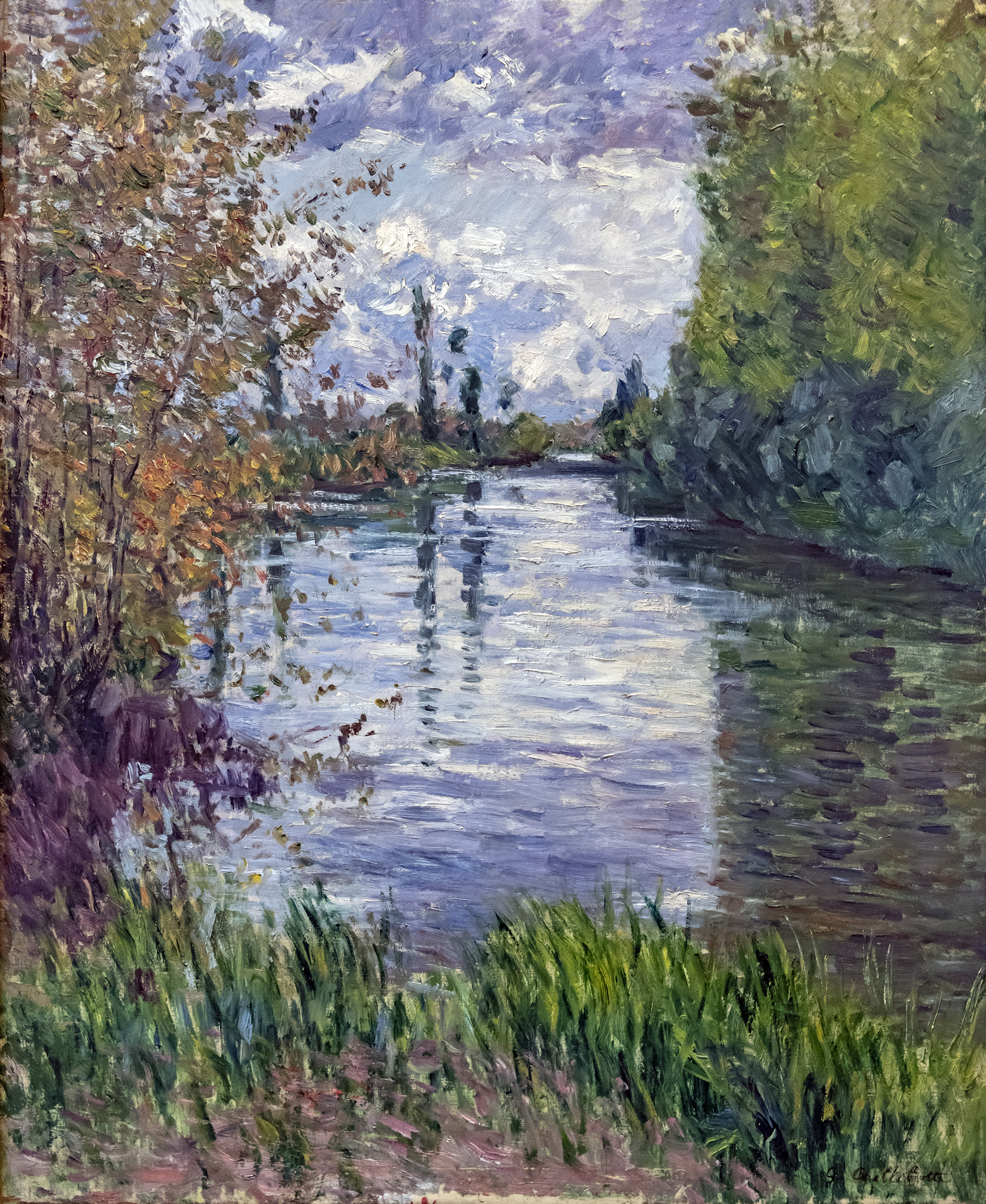
Le petit bras de la Seine en automne par Gustave Caillebotte
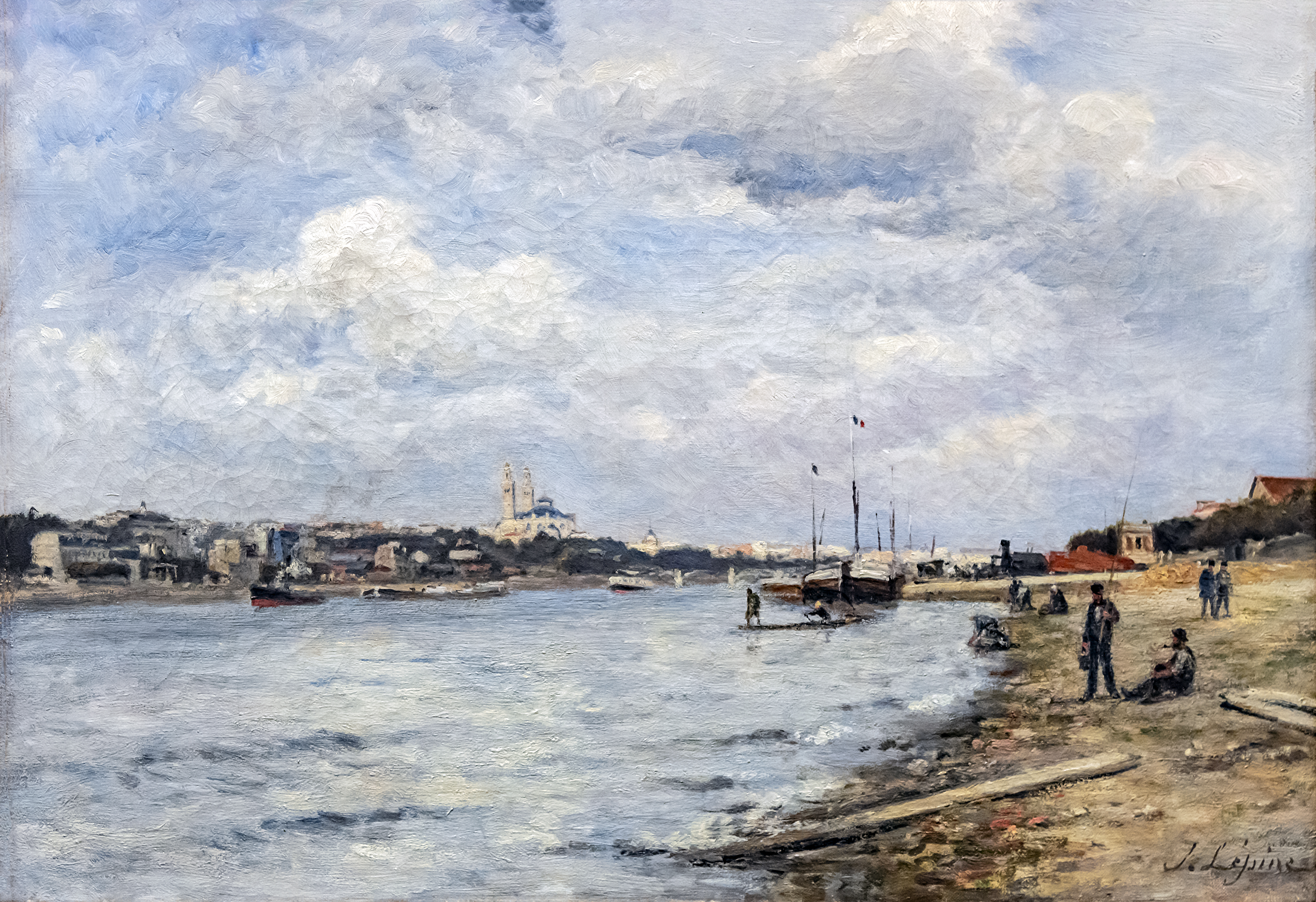
Vue de la Seine et du Trocadéro - Le pont de Grenelle par Stanislas Lepine
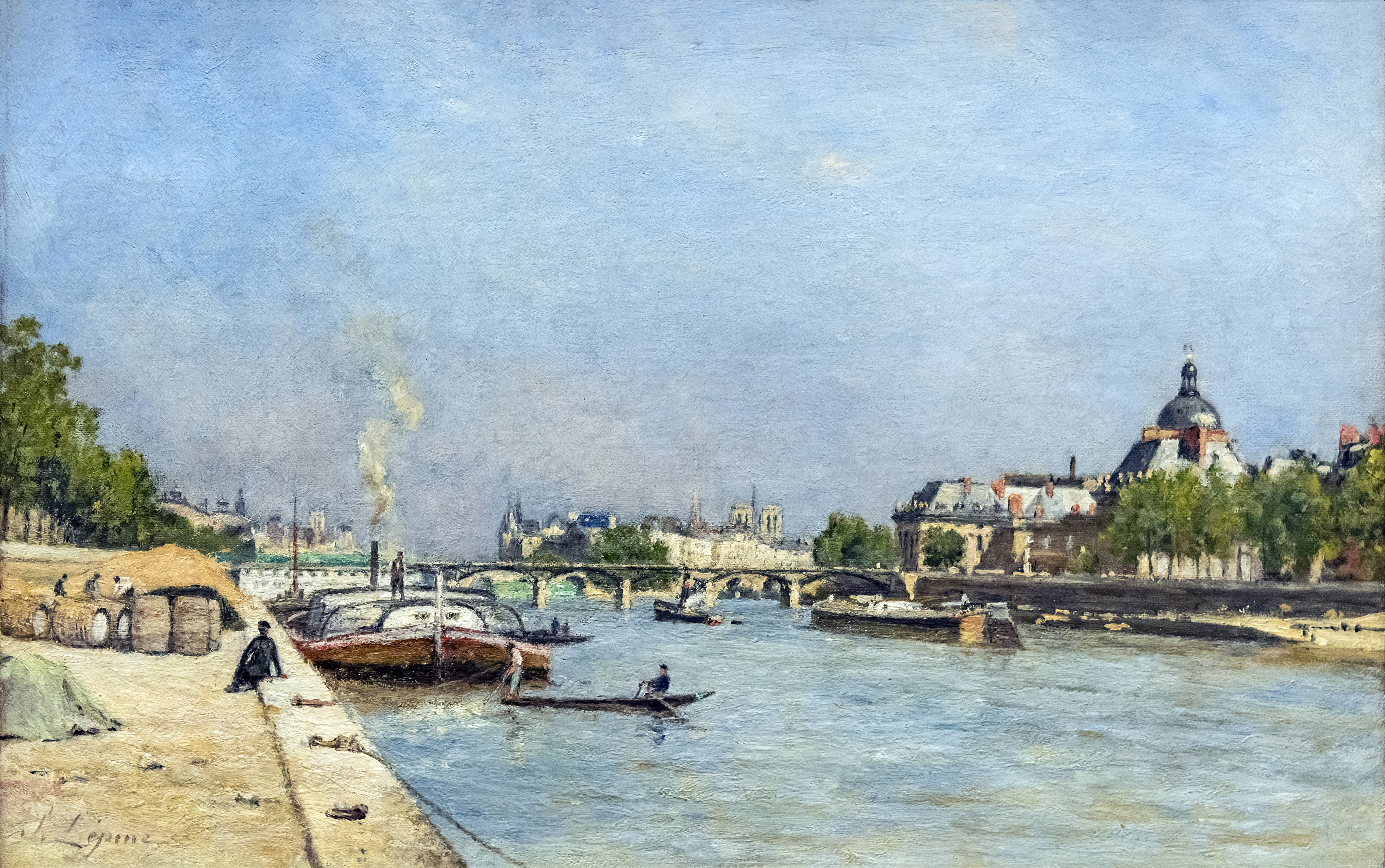
Paris, le pont des Arts par Stanislas Lepine
Eve à la pomme par Aristide Maillol (1899)

### Salle XII
« Les Modernes » Salle Bonnard
Ensemble très complet d’œuvres de Pierre Bonnard, de sa période nabi à ses dernières années : Scène de rue, une huile sur panneau de bois de 1894 ; L’omnibus et Le concert Lamoureux, huiles sur toile datant de 1895 ; Au café et La femme au restaurant en 1900 ; Nu au tub en 1903 ; Le soir de Noël en 1904 ; Les pêchers en 1907 ; En Bateau peint entre 1910 et 1913 ; toujours vers 1910 Le Pont des Saints-Pères ; Voiliers au sec, peint à Canne en 1914 ; Paysage du Midi et Nature morte aux citrons en 1917 ; La grange en 1919 ; Iris et Lilas et Les Pommes jaunes et rouges de 1920 ; La forêt de pins en 1922 ; Paysage du Cannet de 1923 ; deux autoportraits, dont le dernier de 1945, Portrait de l'artiste par lui-même ; L'étable et Montmartre, dont la date n'est pas précisée.

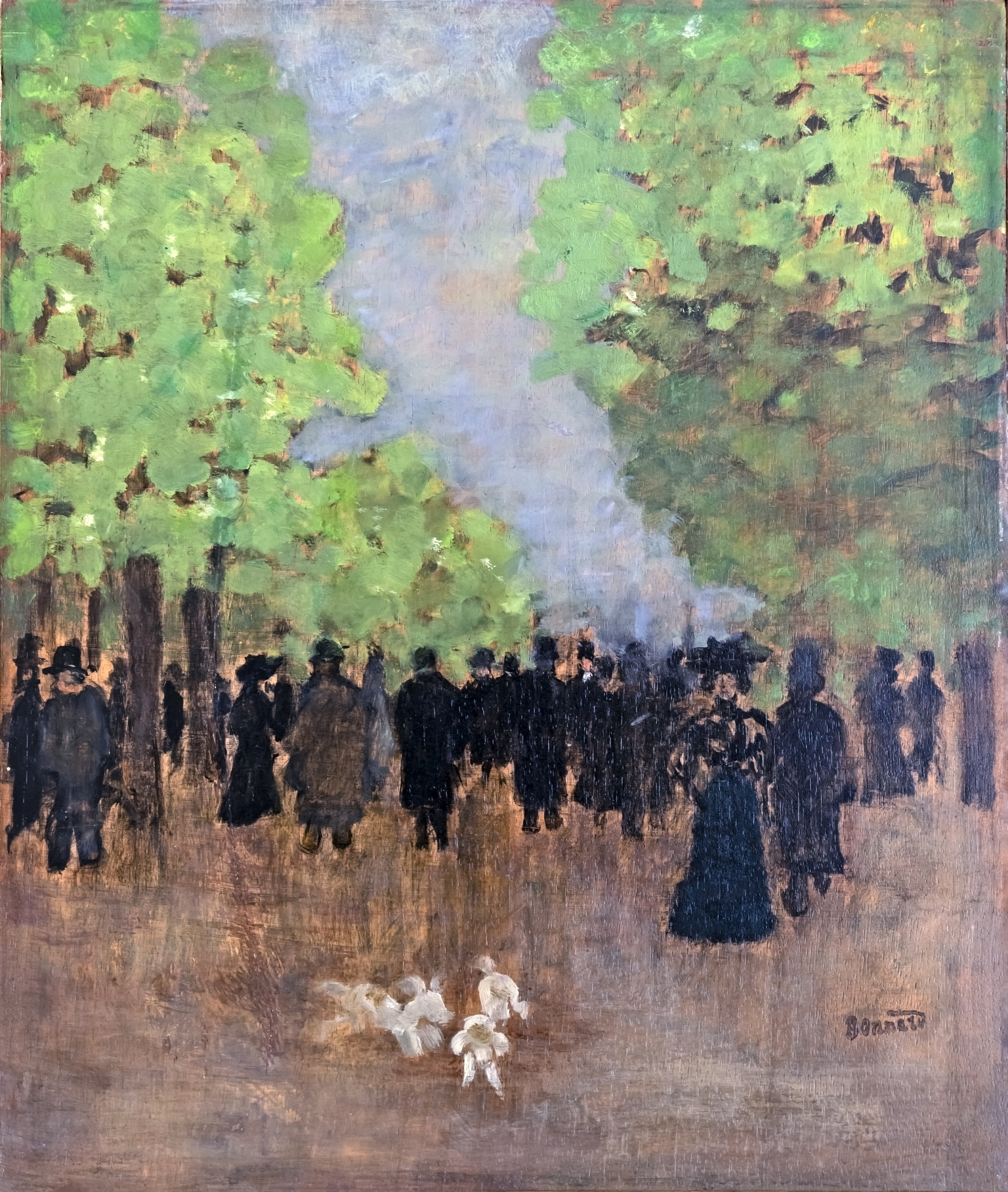
Scène de rue (1894)
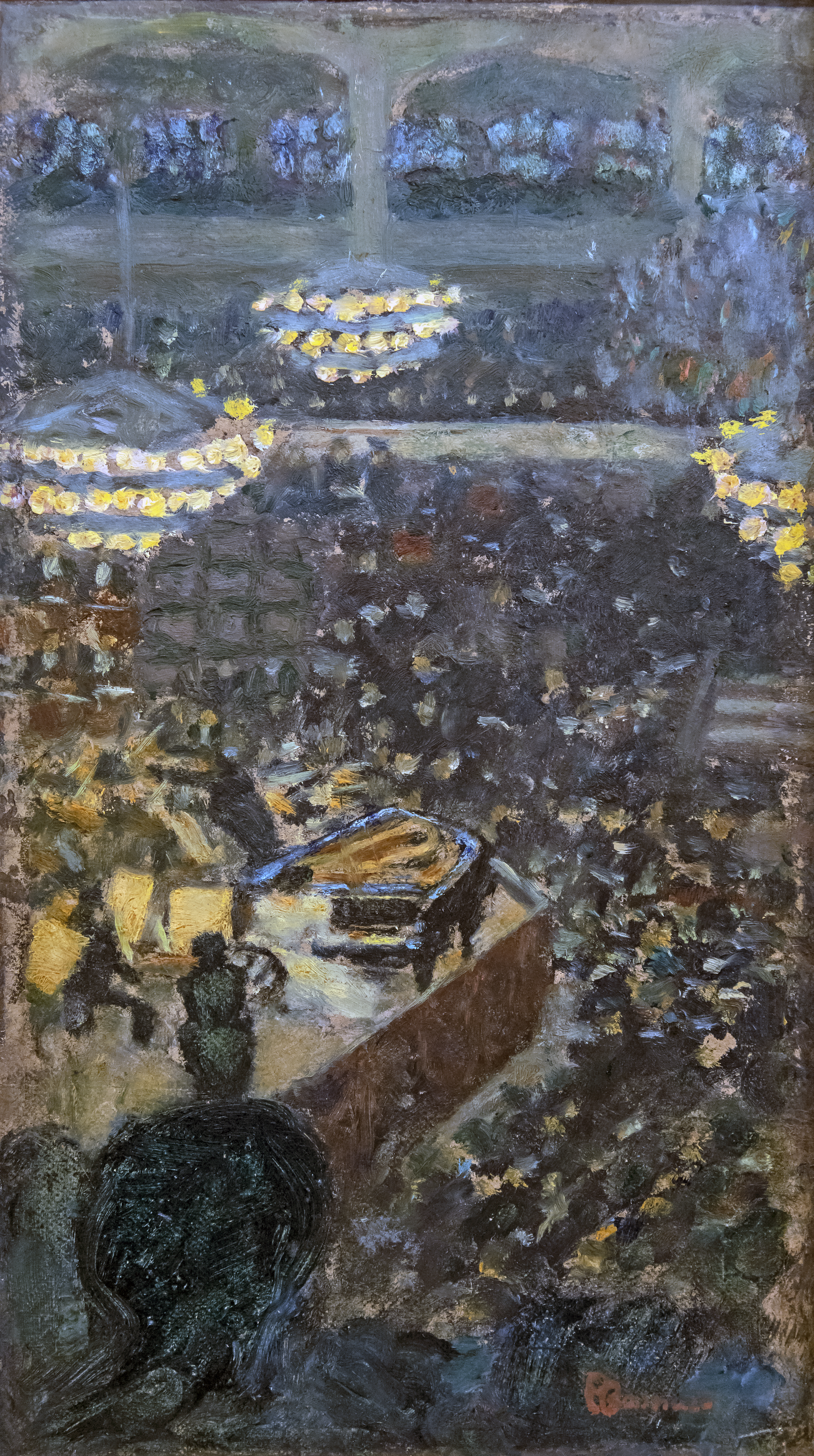
Le concert Lamoureux (1895)
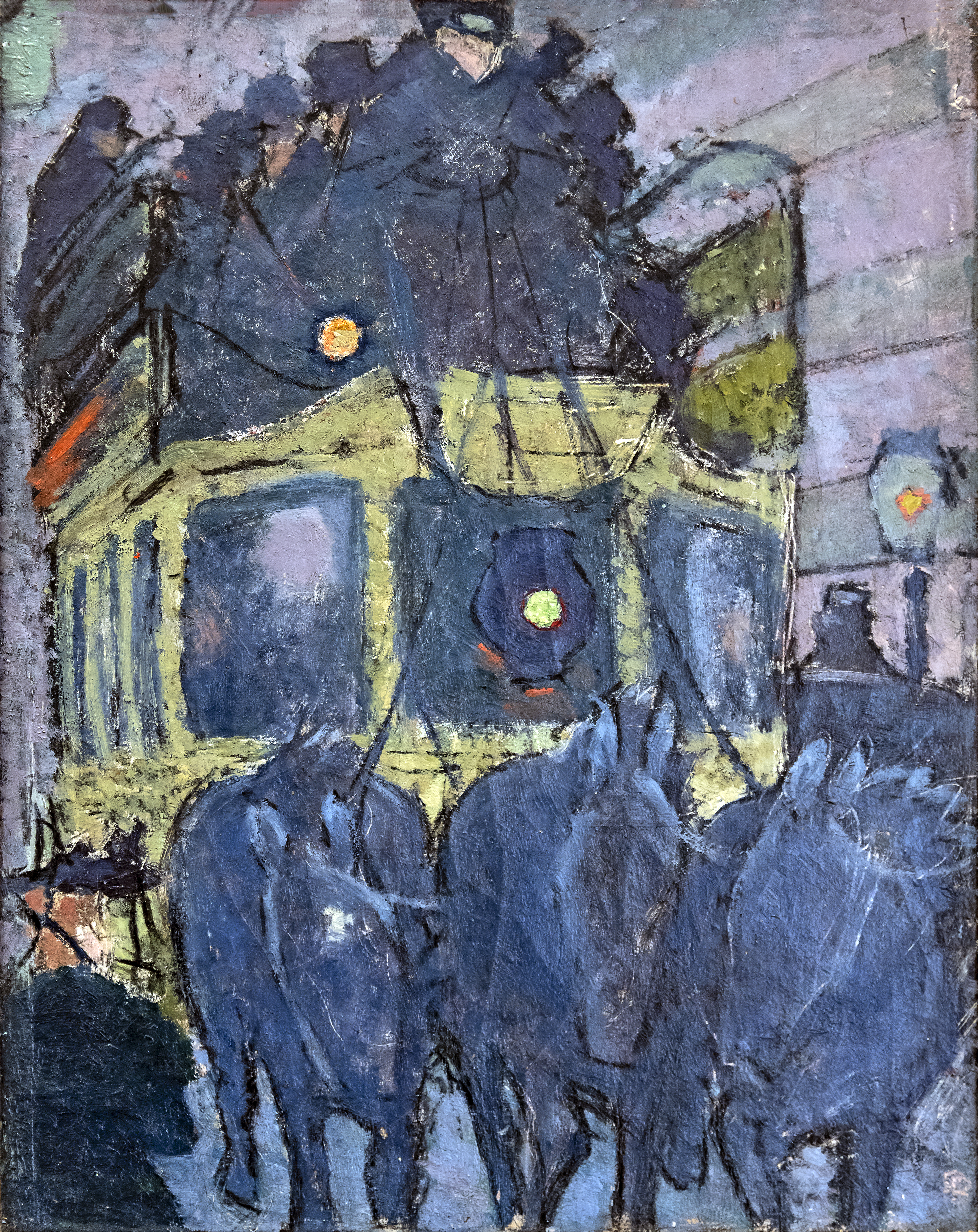
L'Omnibus Panthéon-Courcelles (vers 1890)
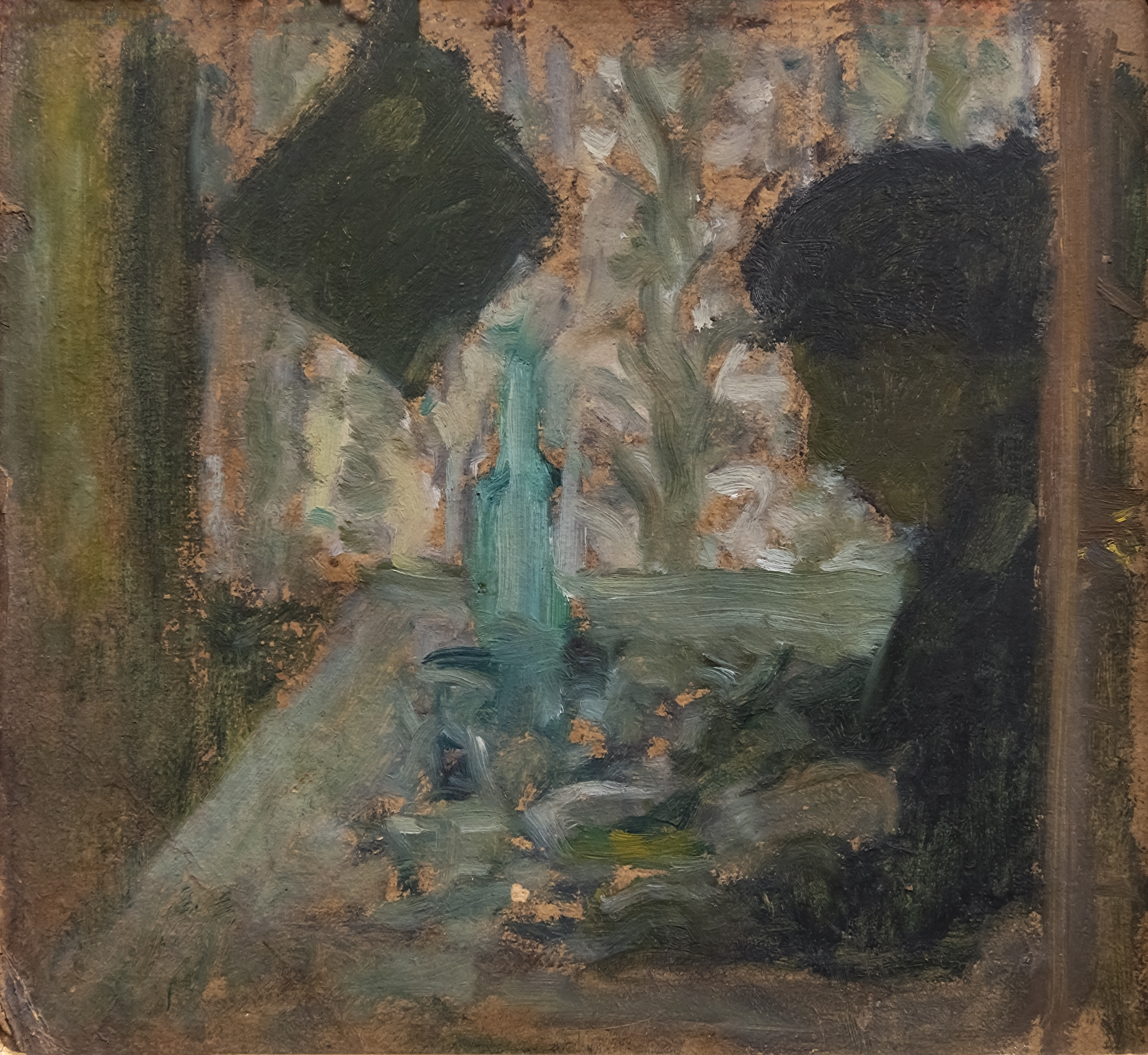
La femme au restaurant (c.1900)
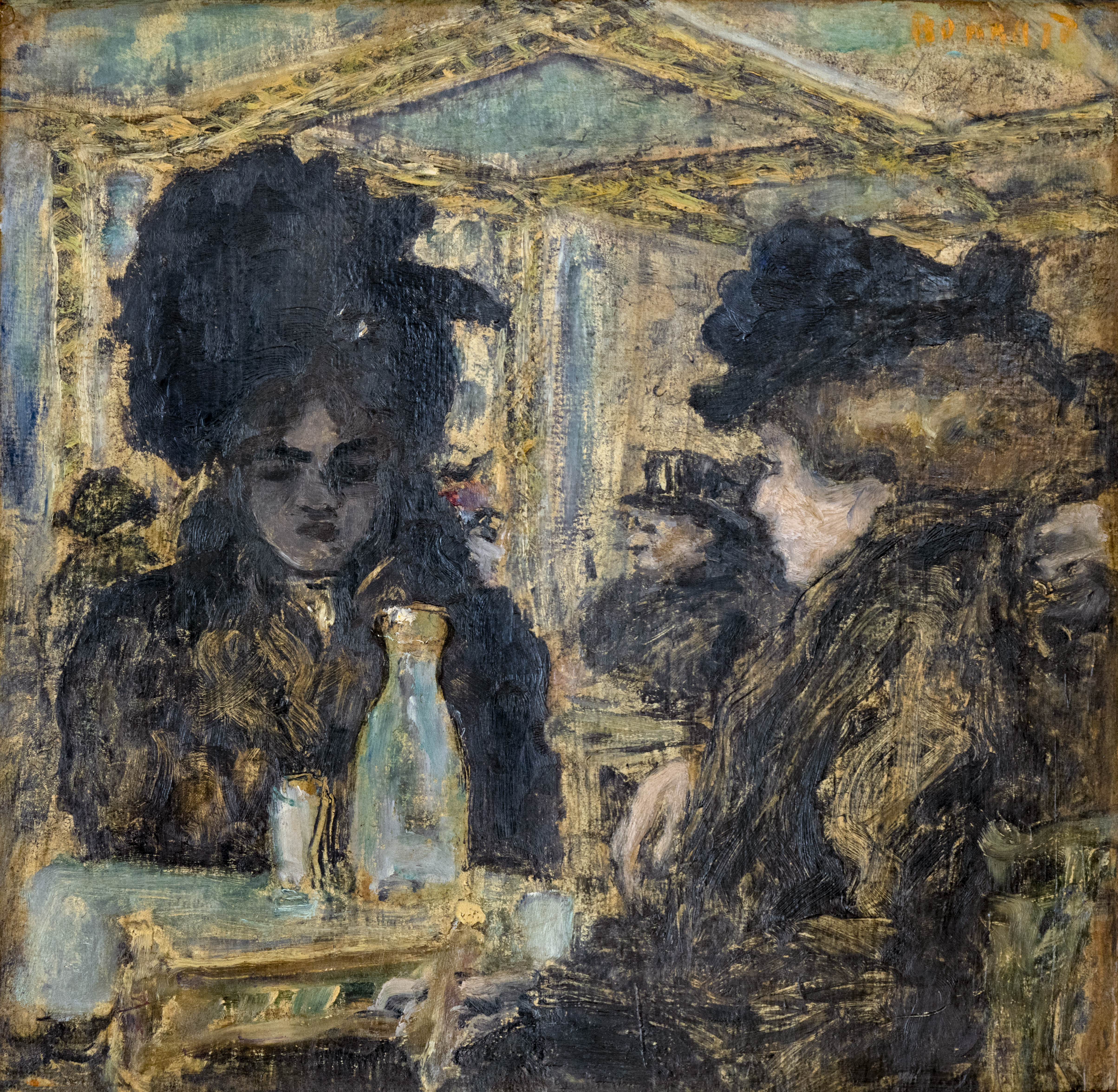
Au café (1900)
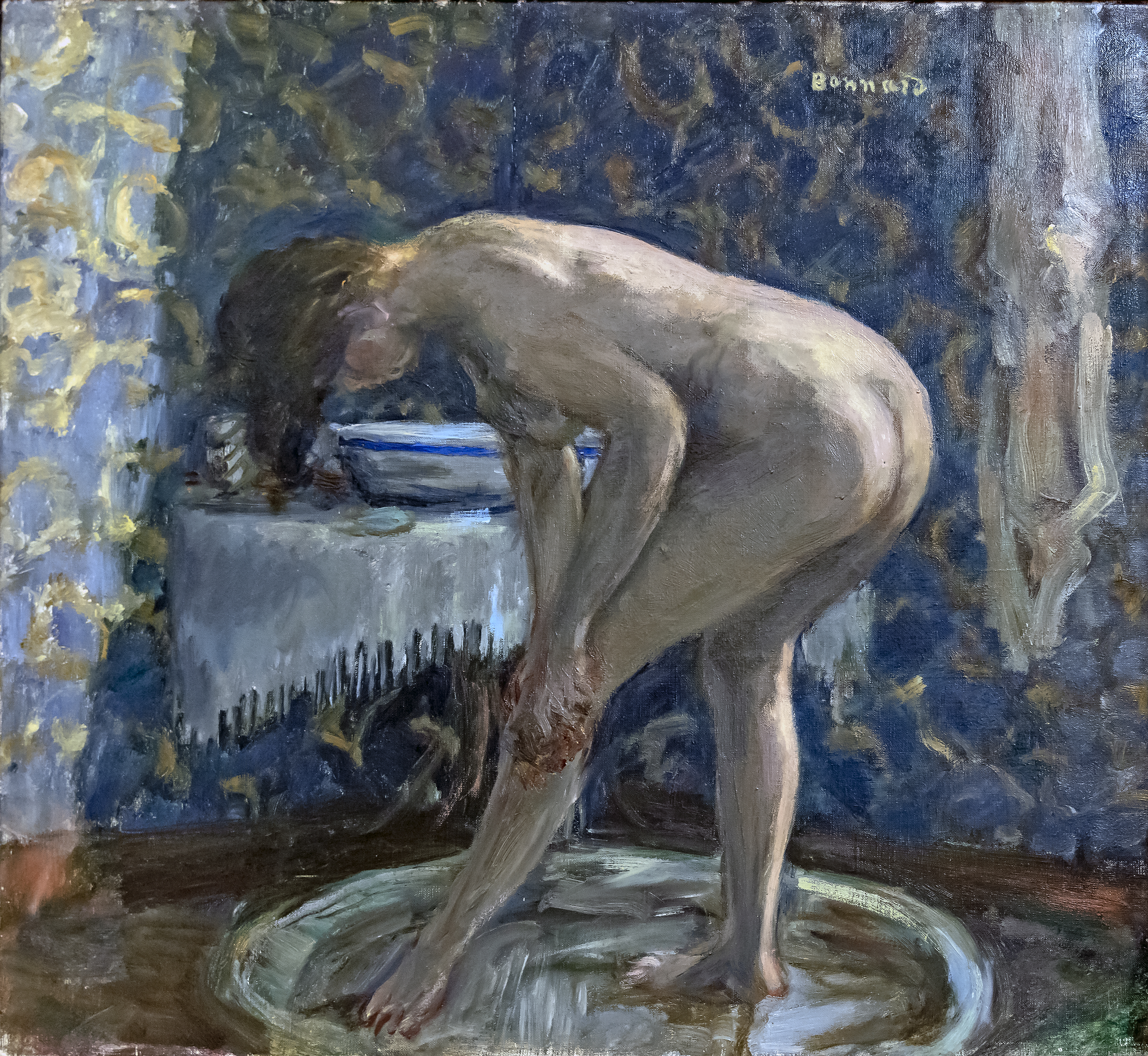
Nu au tub (1903)
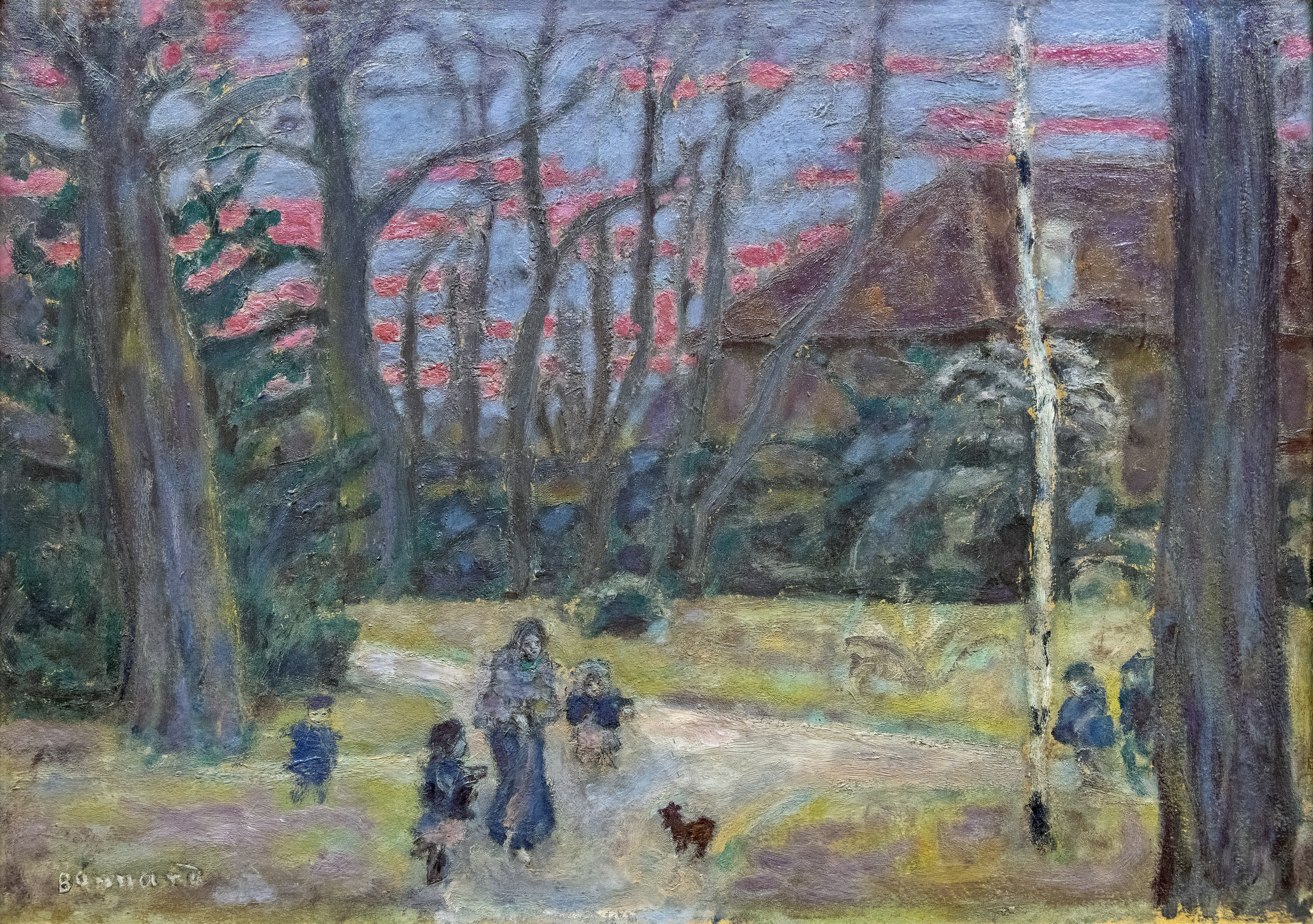
Le soir de Noël (1904)
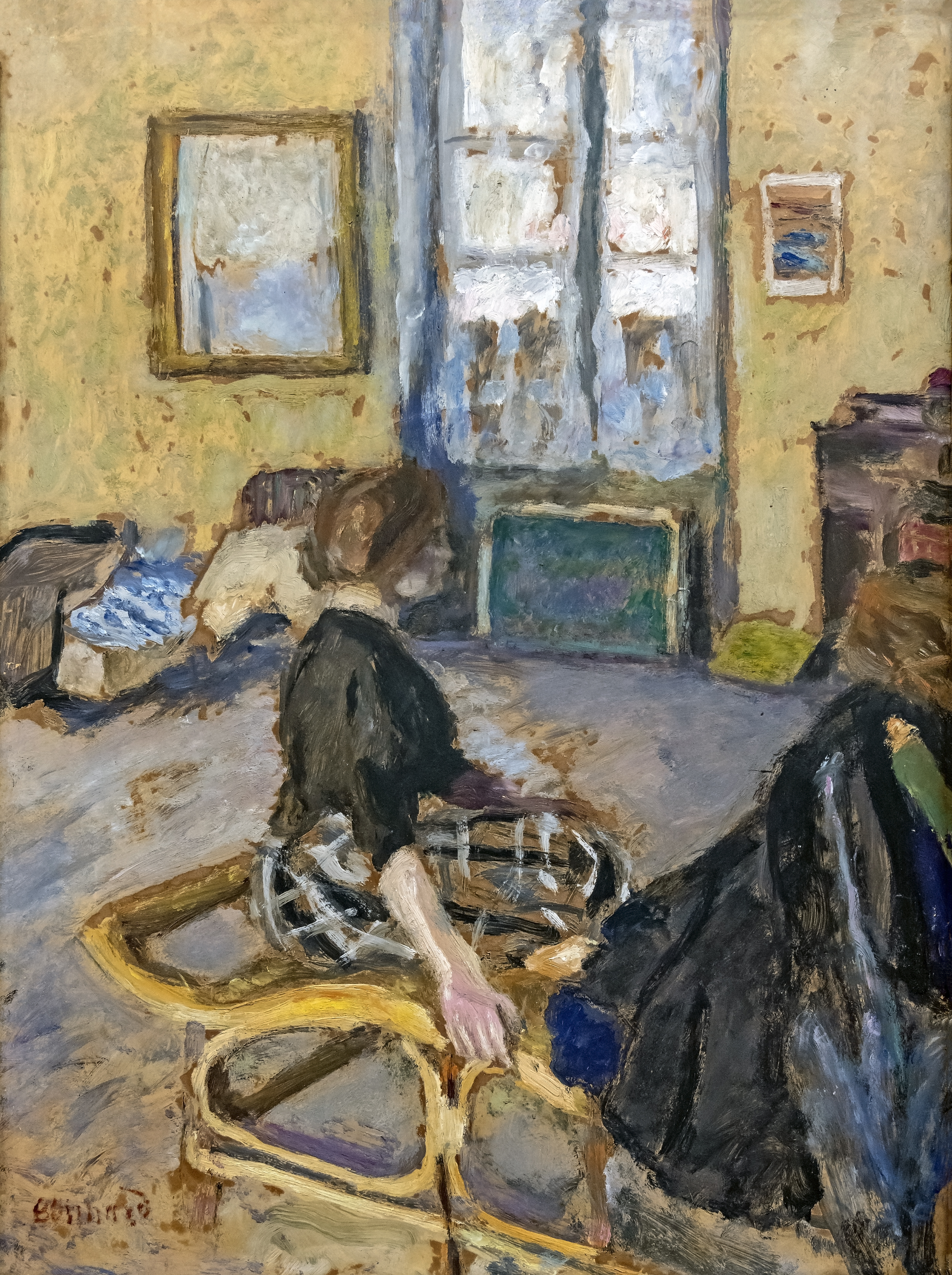
Intérieur (1905)
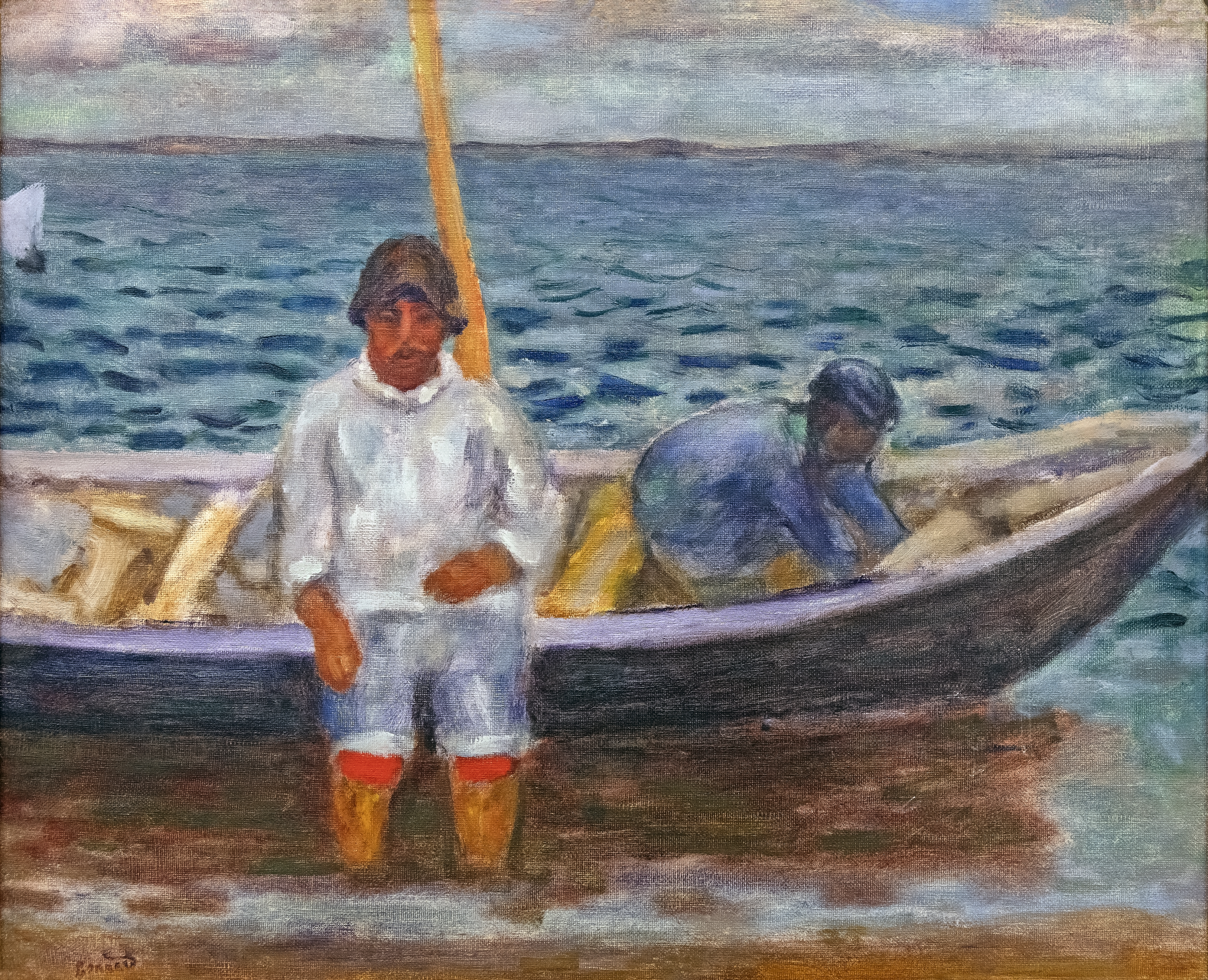
Les pêcheurs (1907)
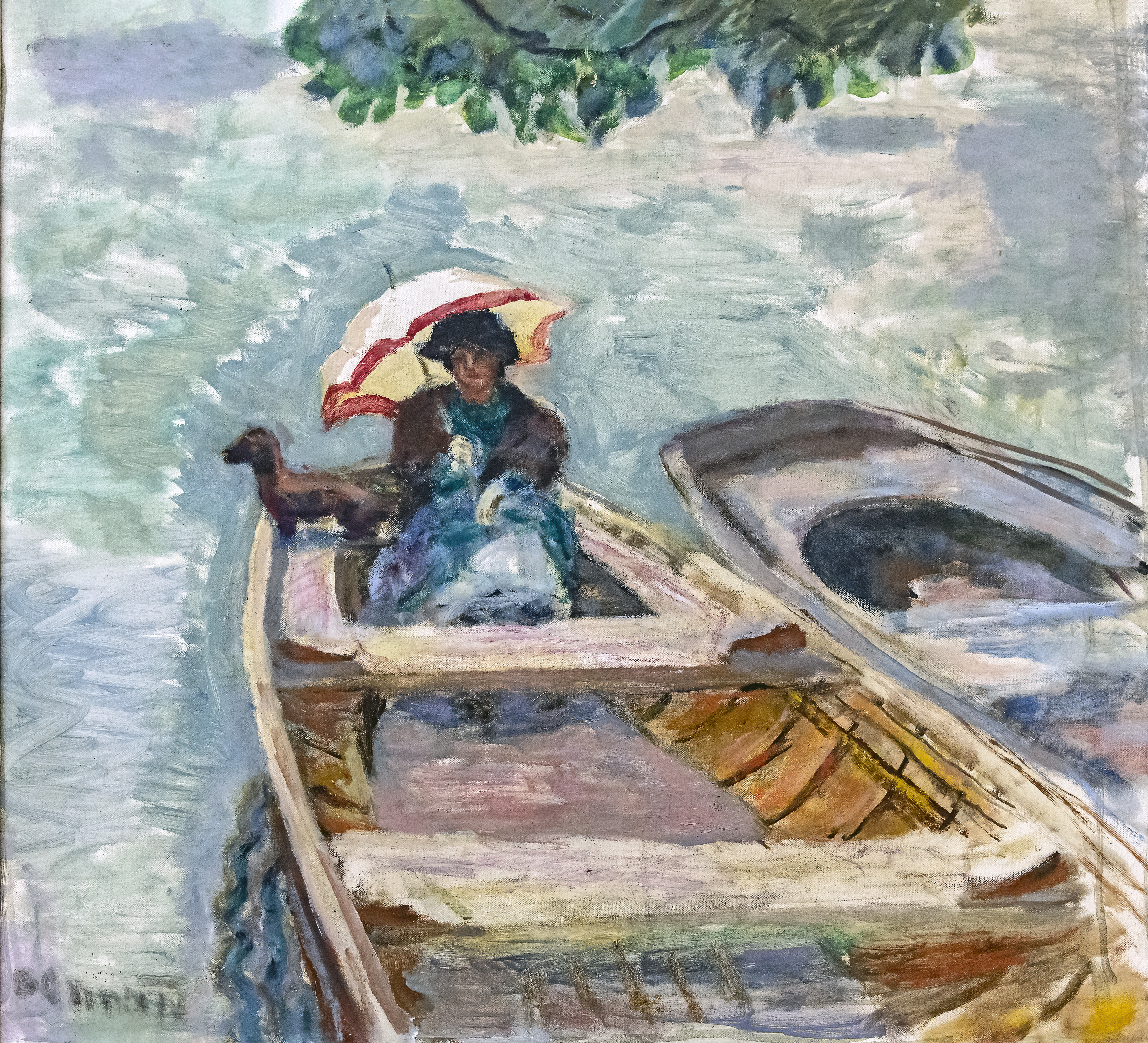
En bateau (1910-1913)
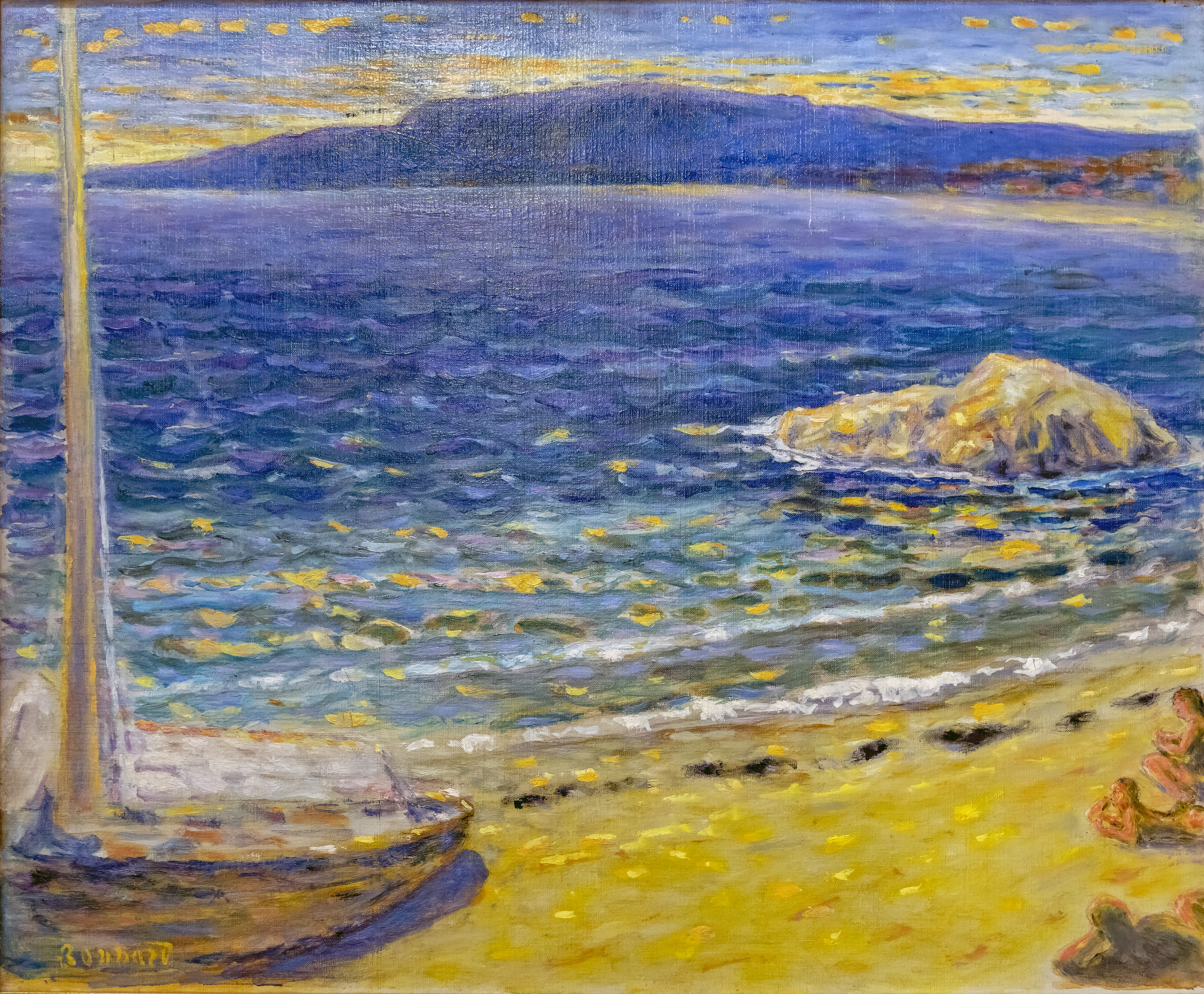
Marine (1910)
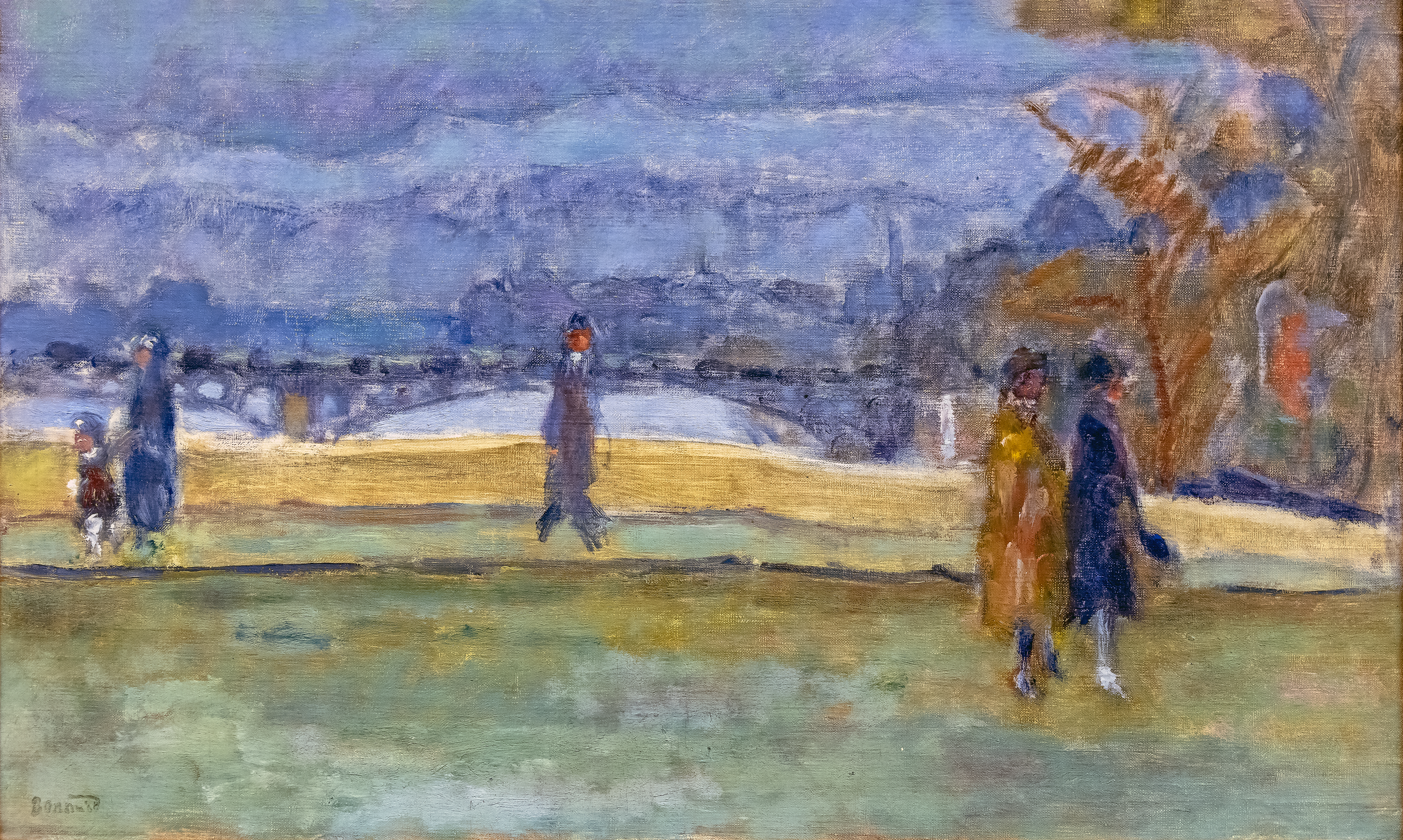
Le Pont des Saints-Pères (vers 1910)
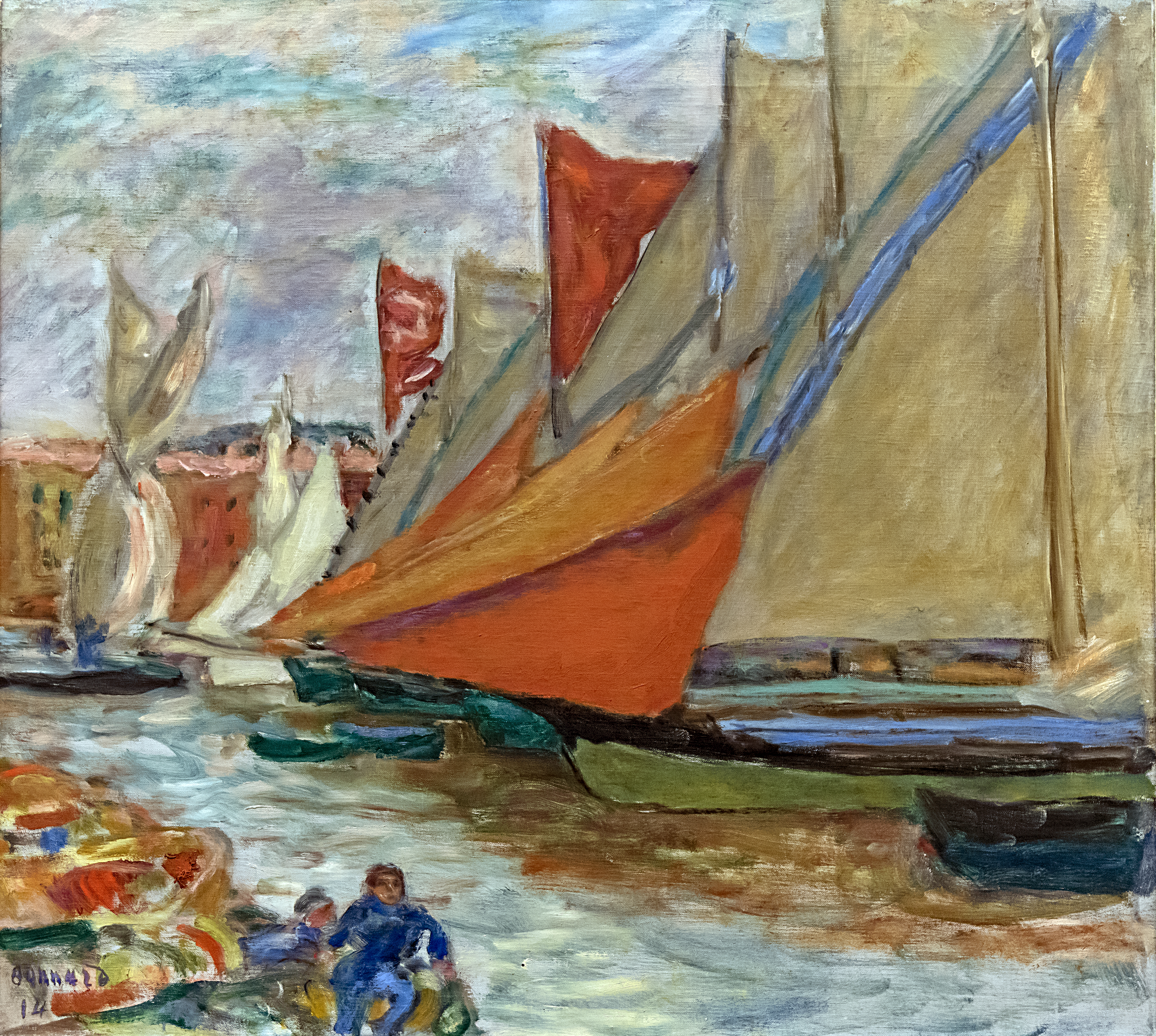
Voiliers au sec (1914)
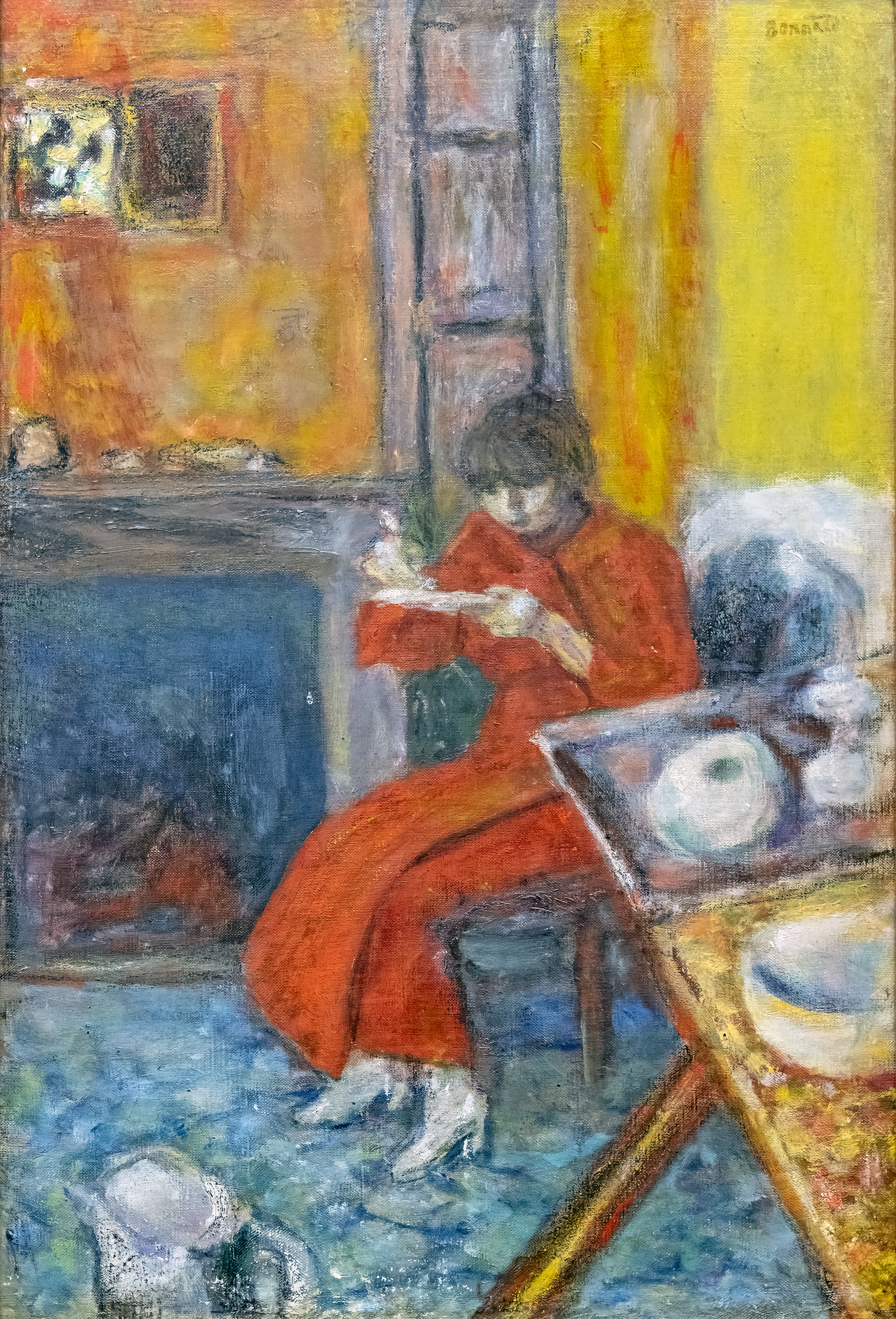
Femme au peignoir rouge (1916)
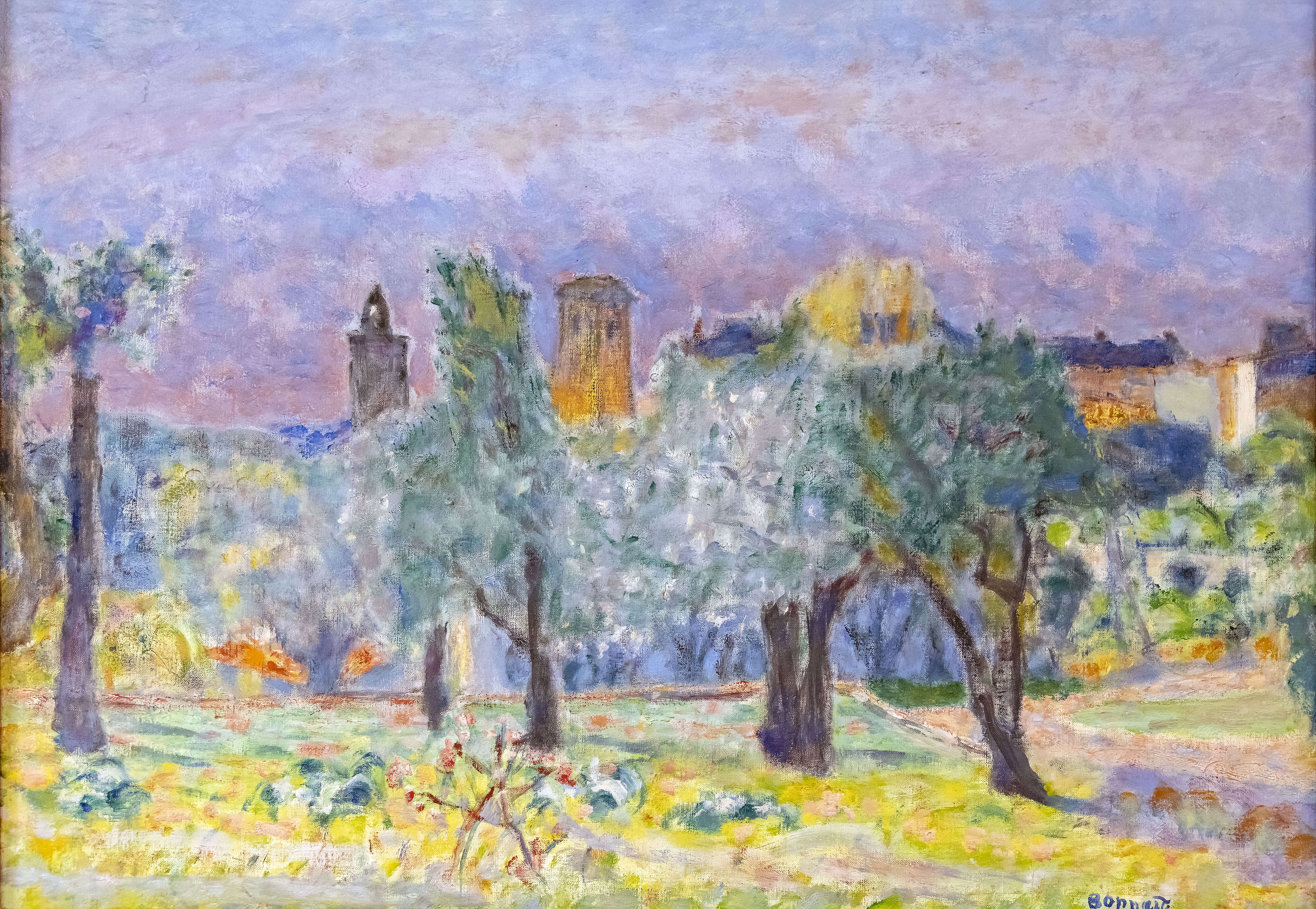
Paysage du Midi (1917-1918)
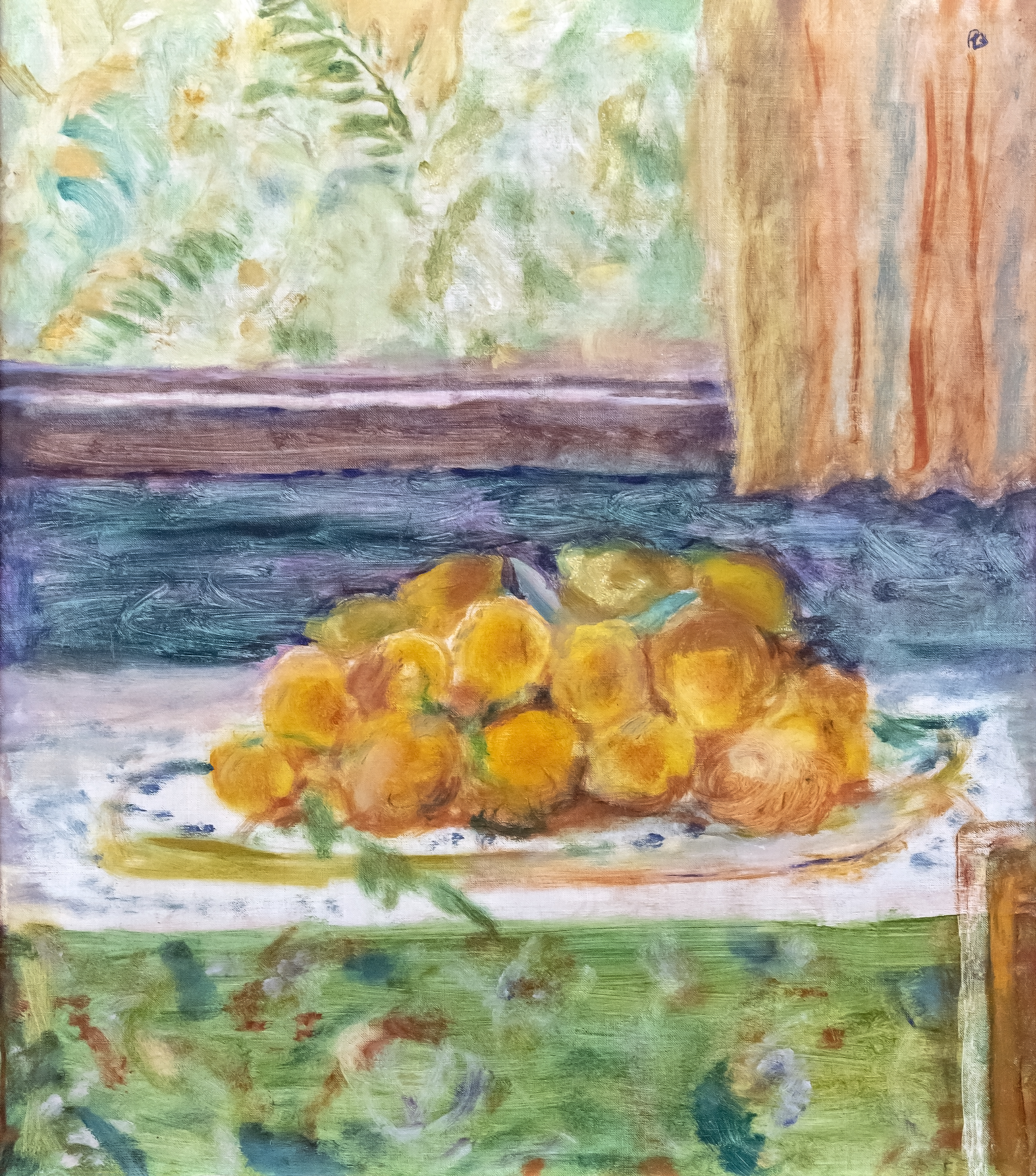
Nature morte aux citrons (1917)
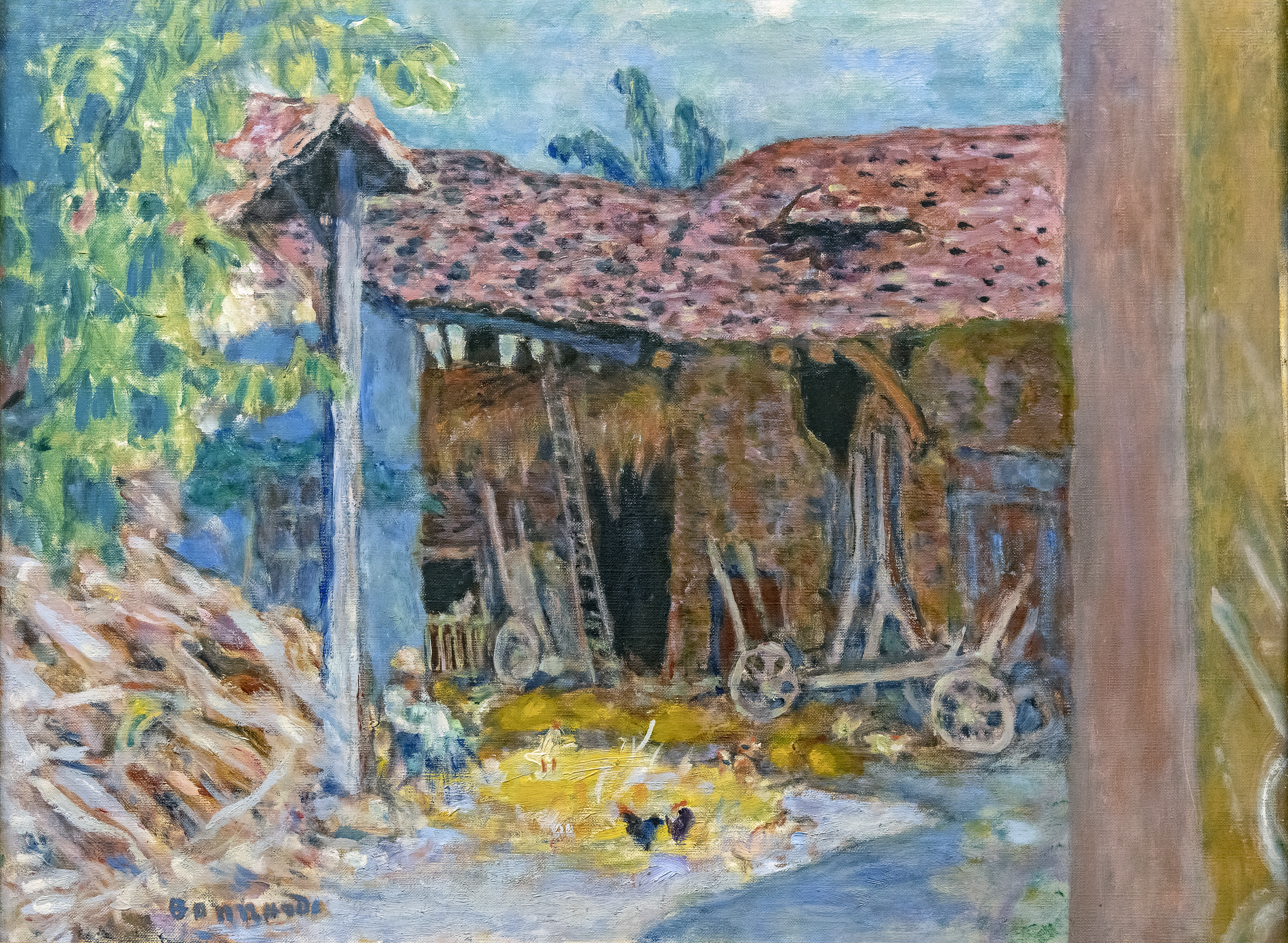
La grange (1919)
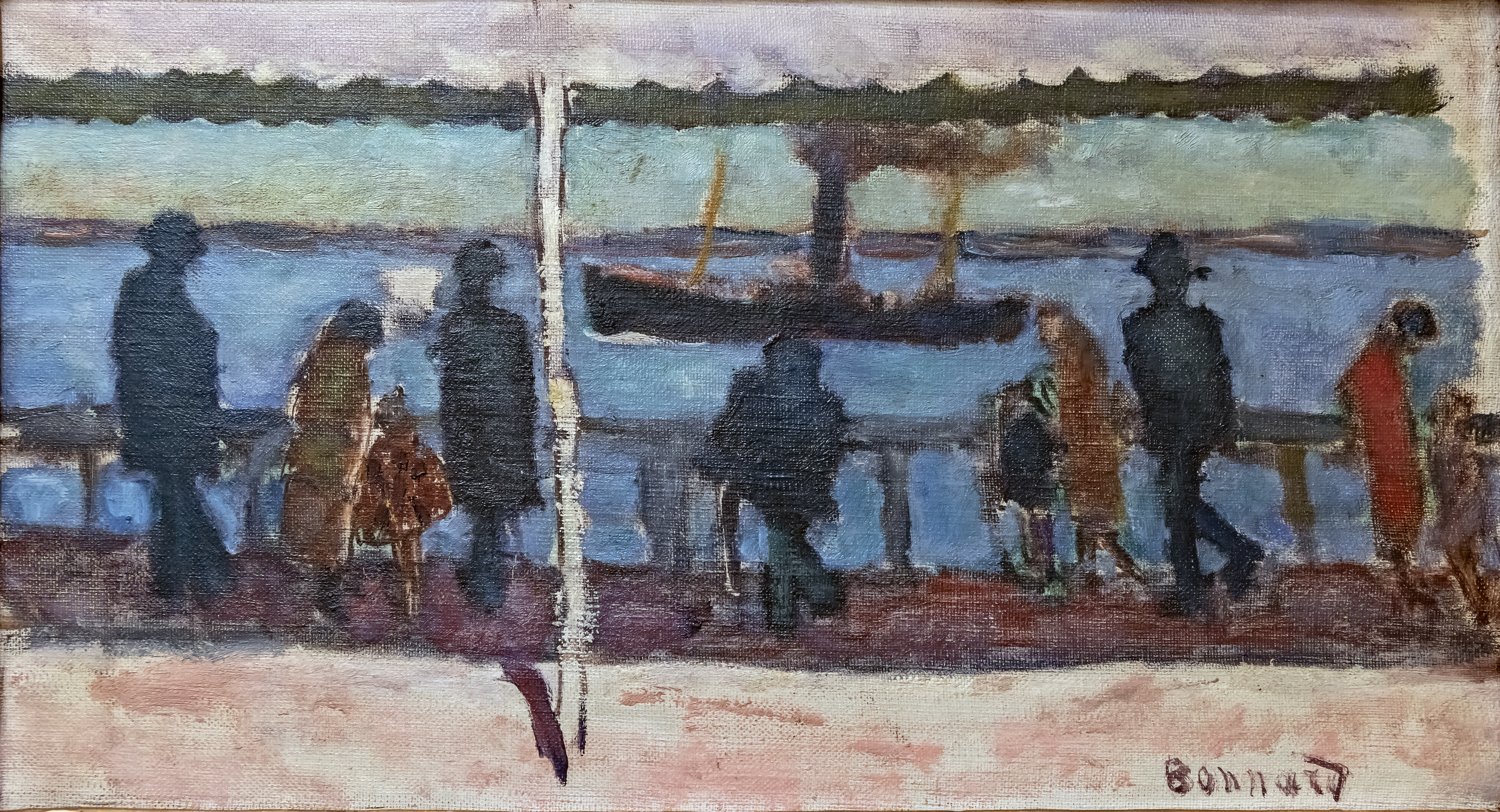
La promenade au bord de la rivière (1919)
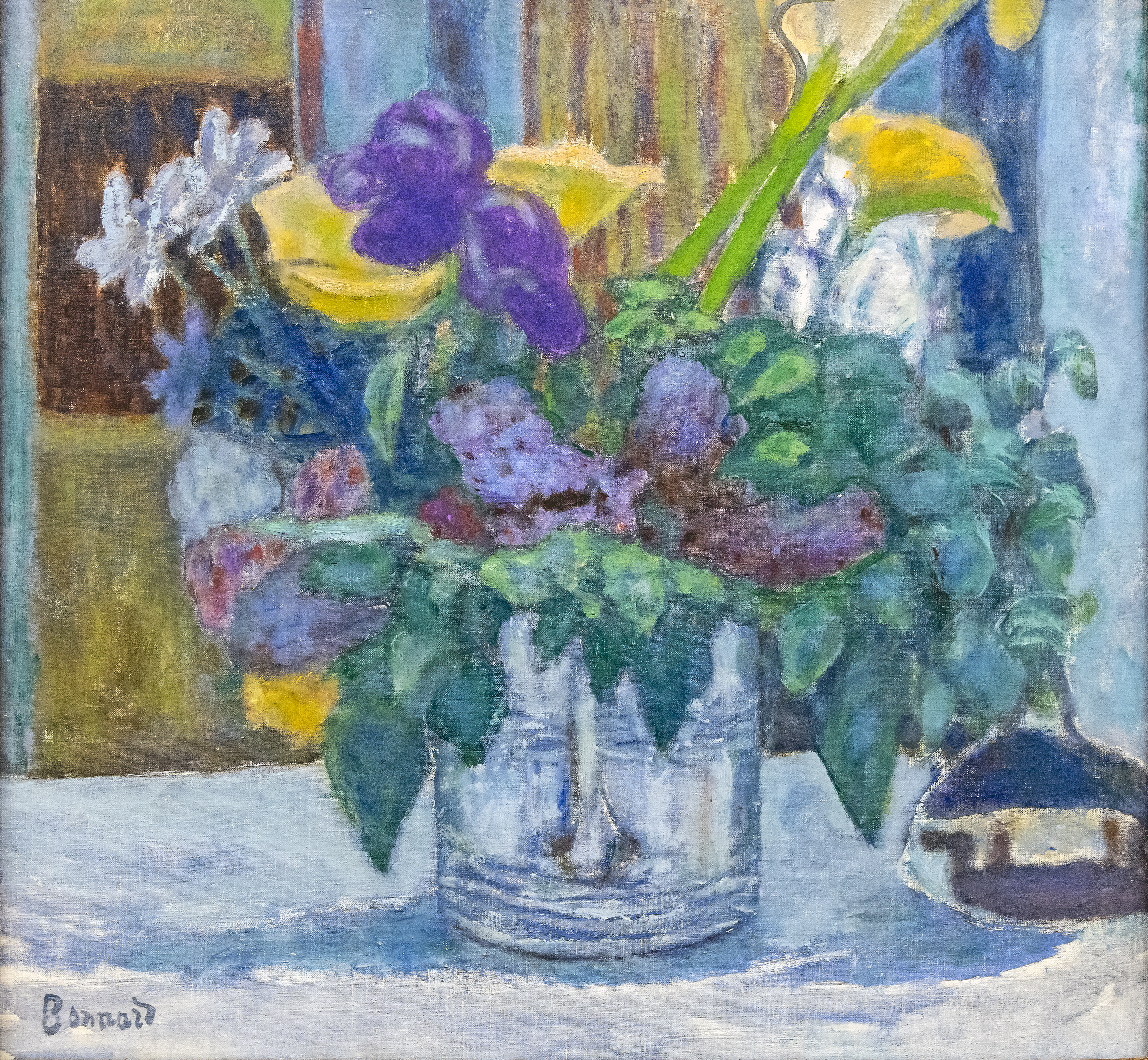
Iris et Lilas (1920)
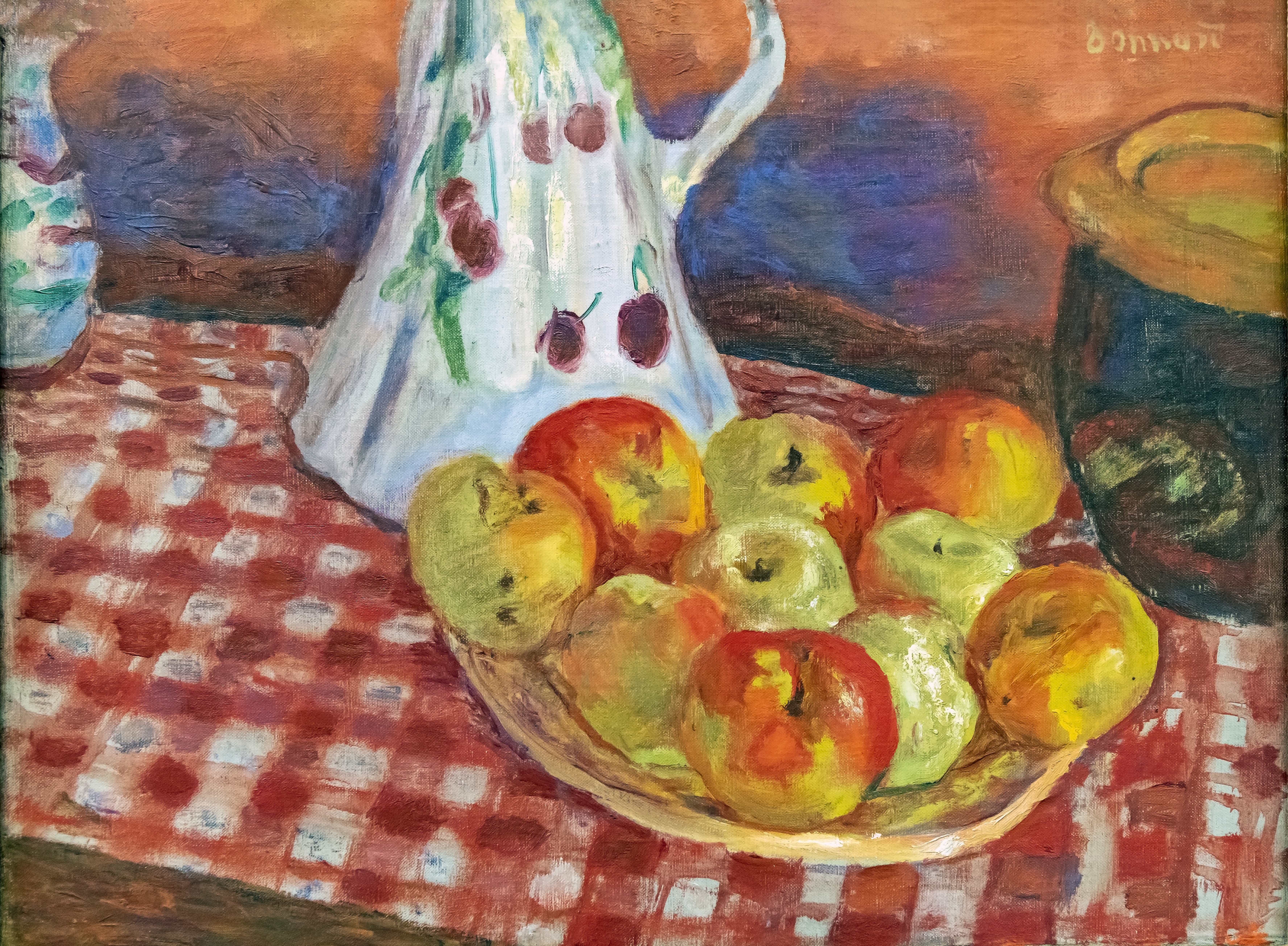
Les Pommes jaunes et rouges (1920)
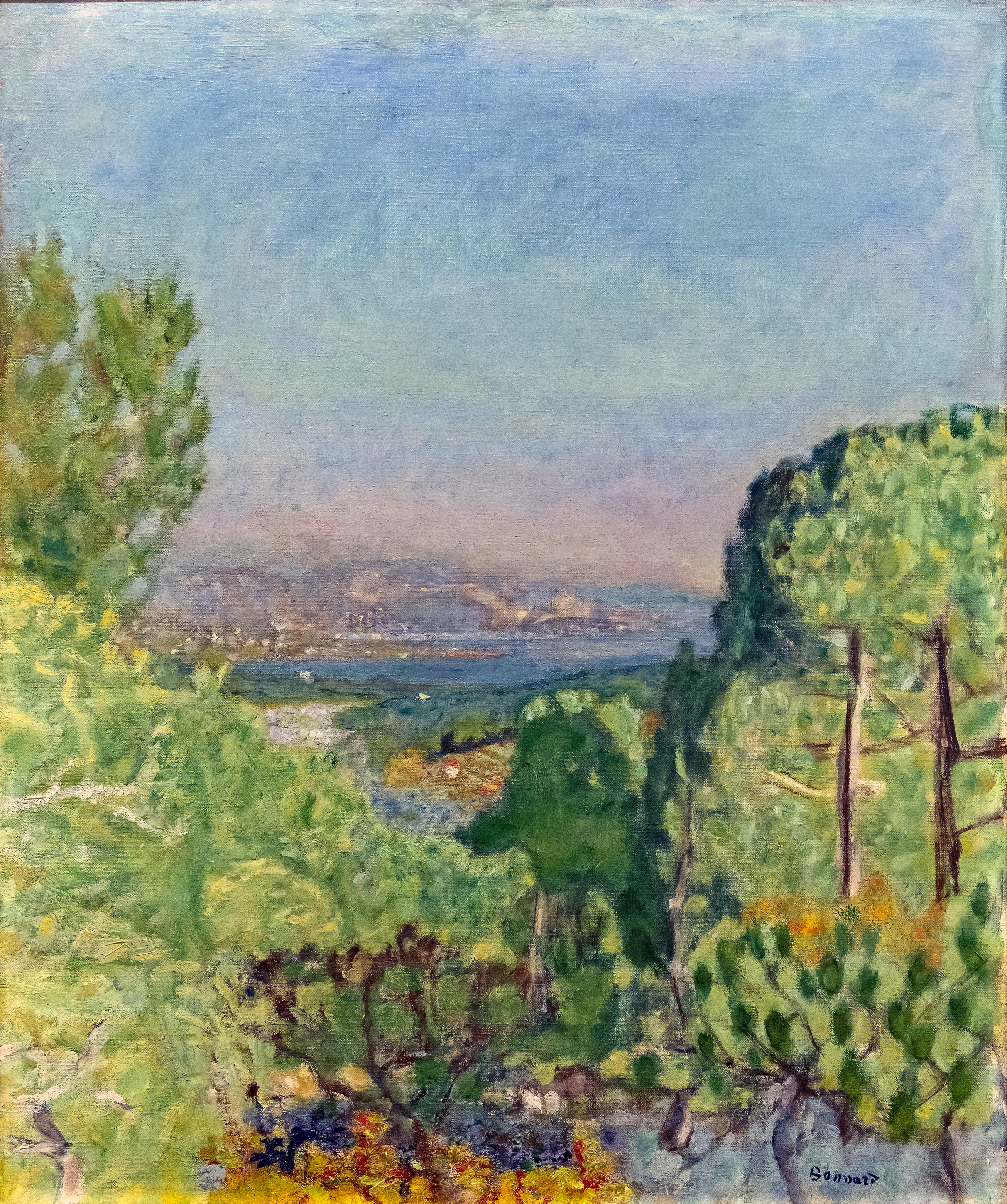
La forêt de pins (1922)
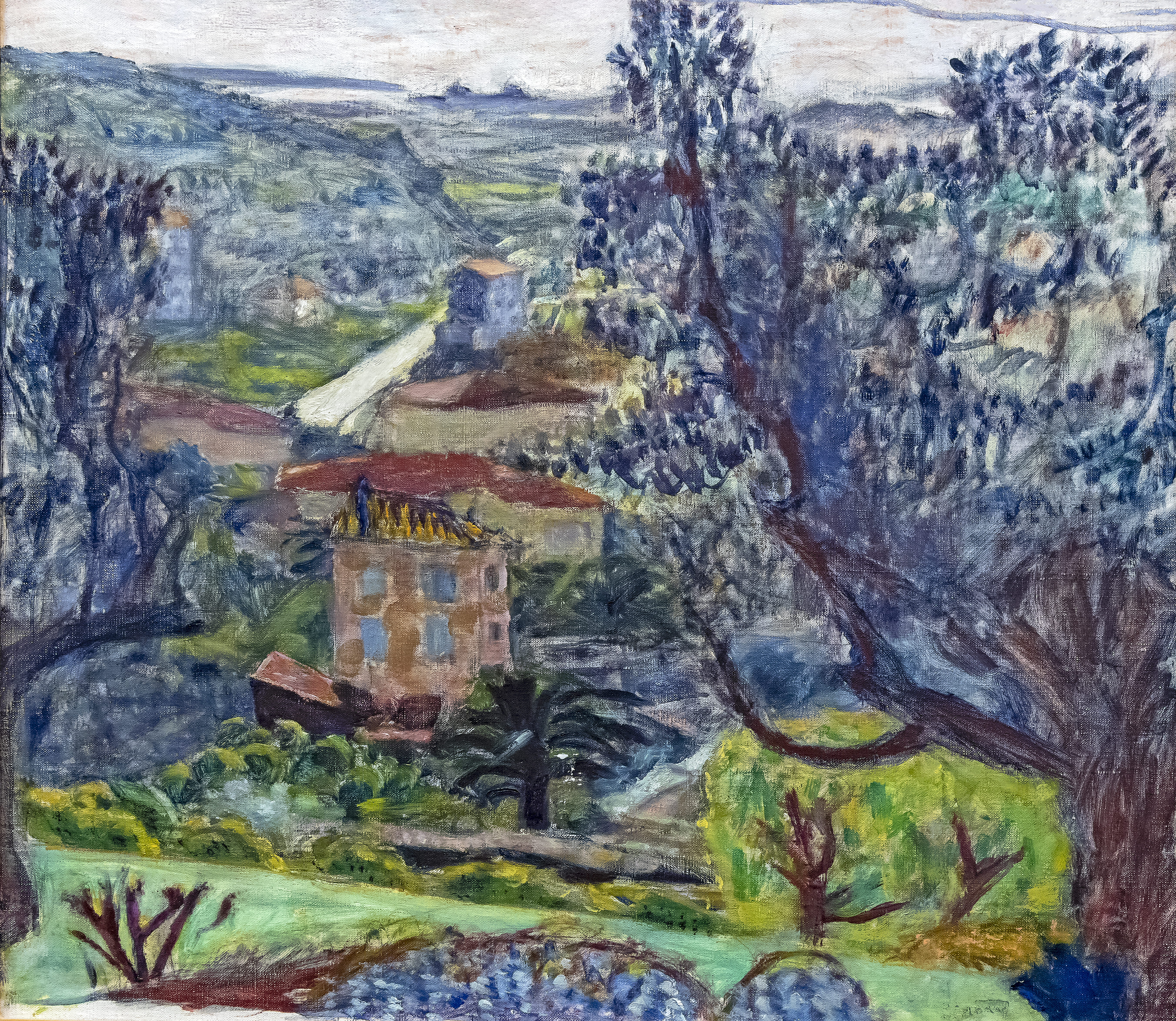
Paysage du Canet (1923)
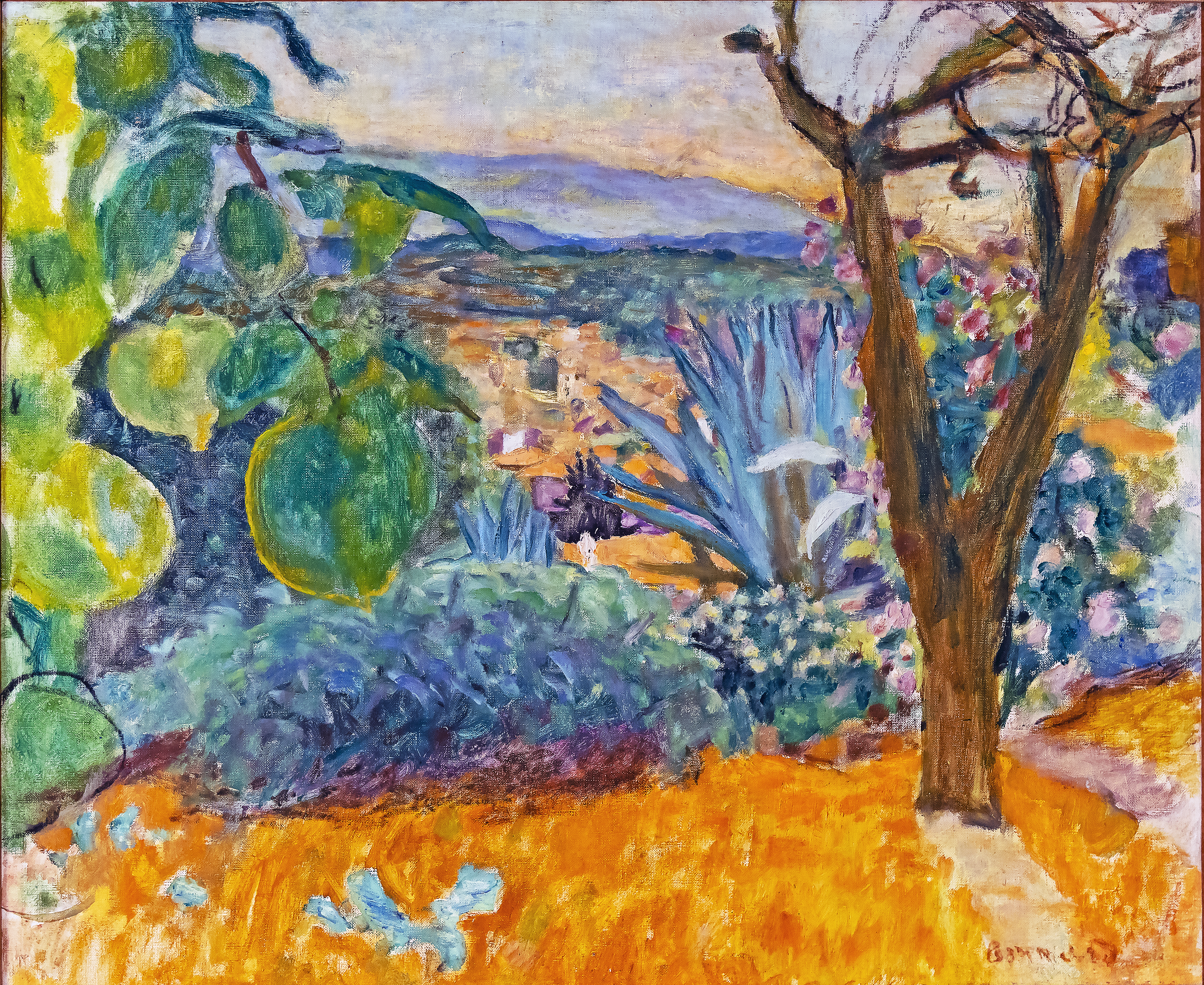
Le Cannet (1930)
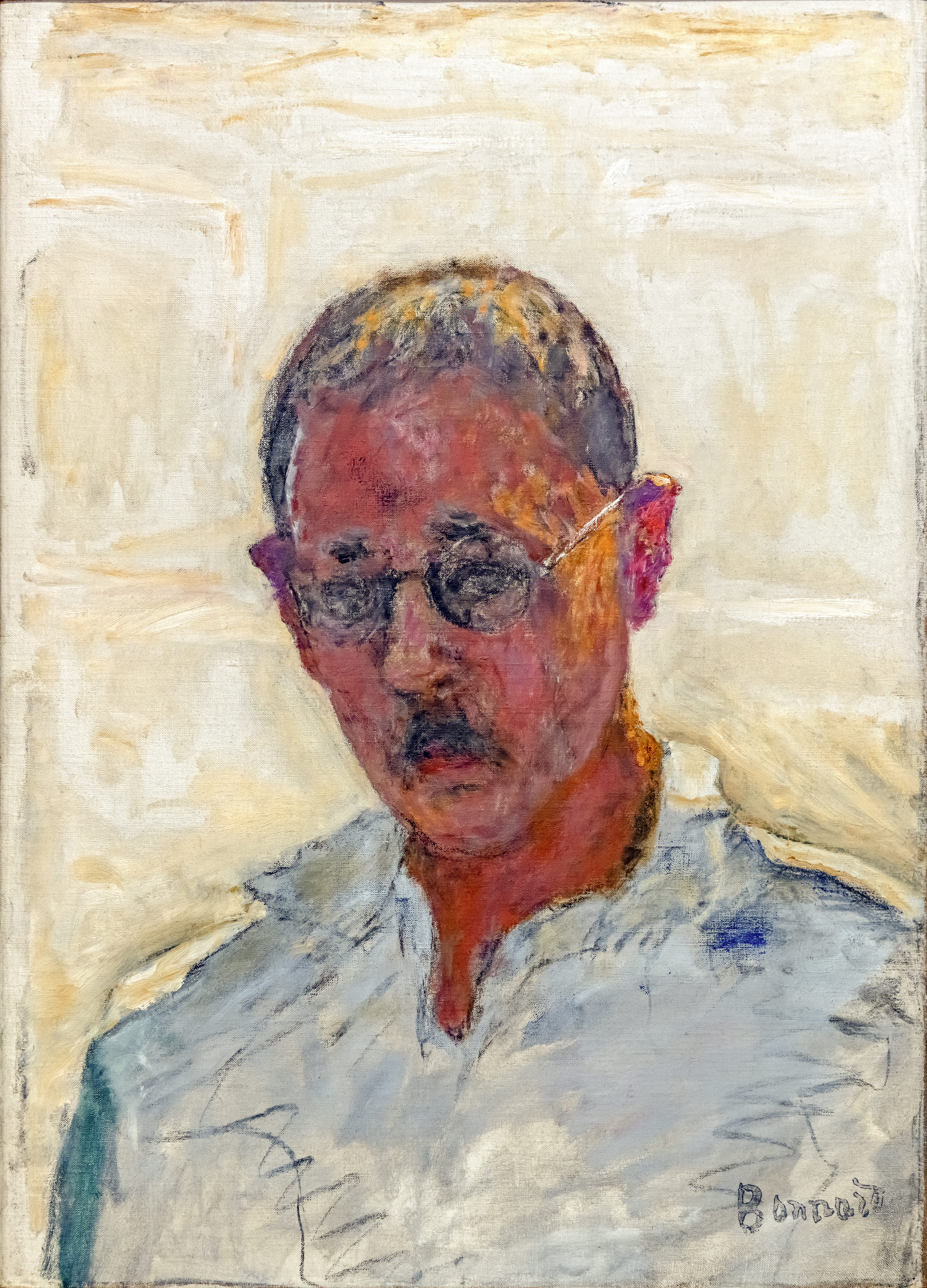
Autoportrait sur fond blanc, chemise col ouvert (1933)
Portrait de l'artiste par lui-même (1945)
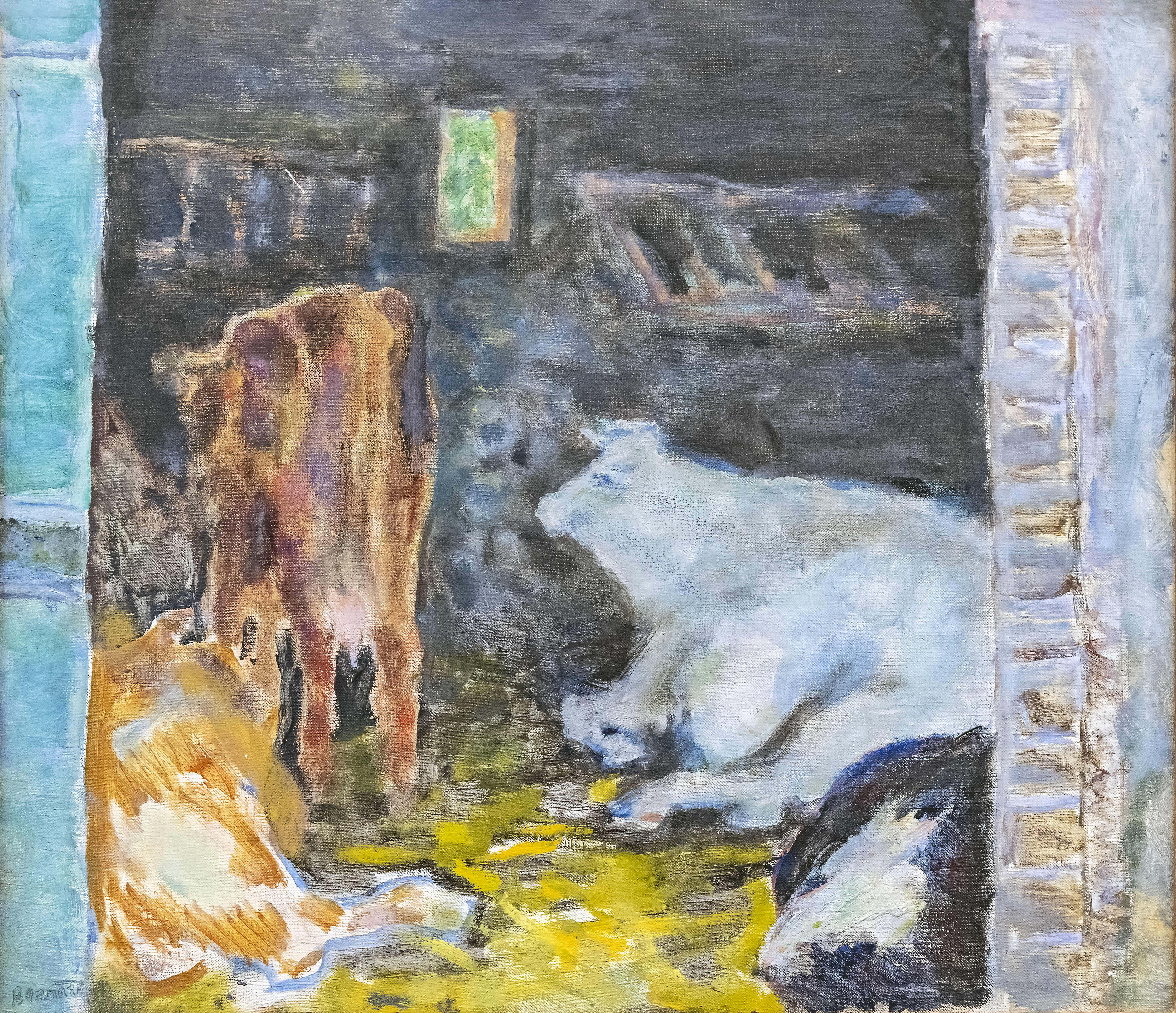
L'étable
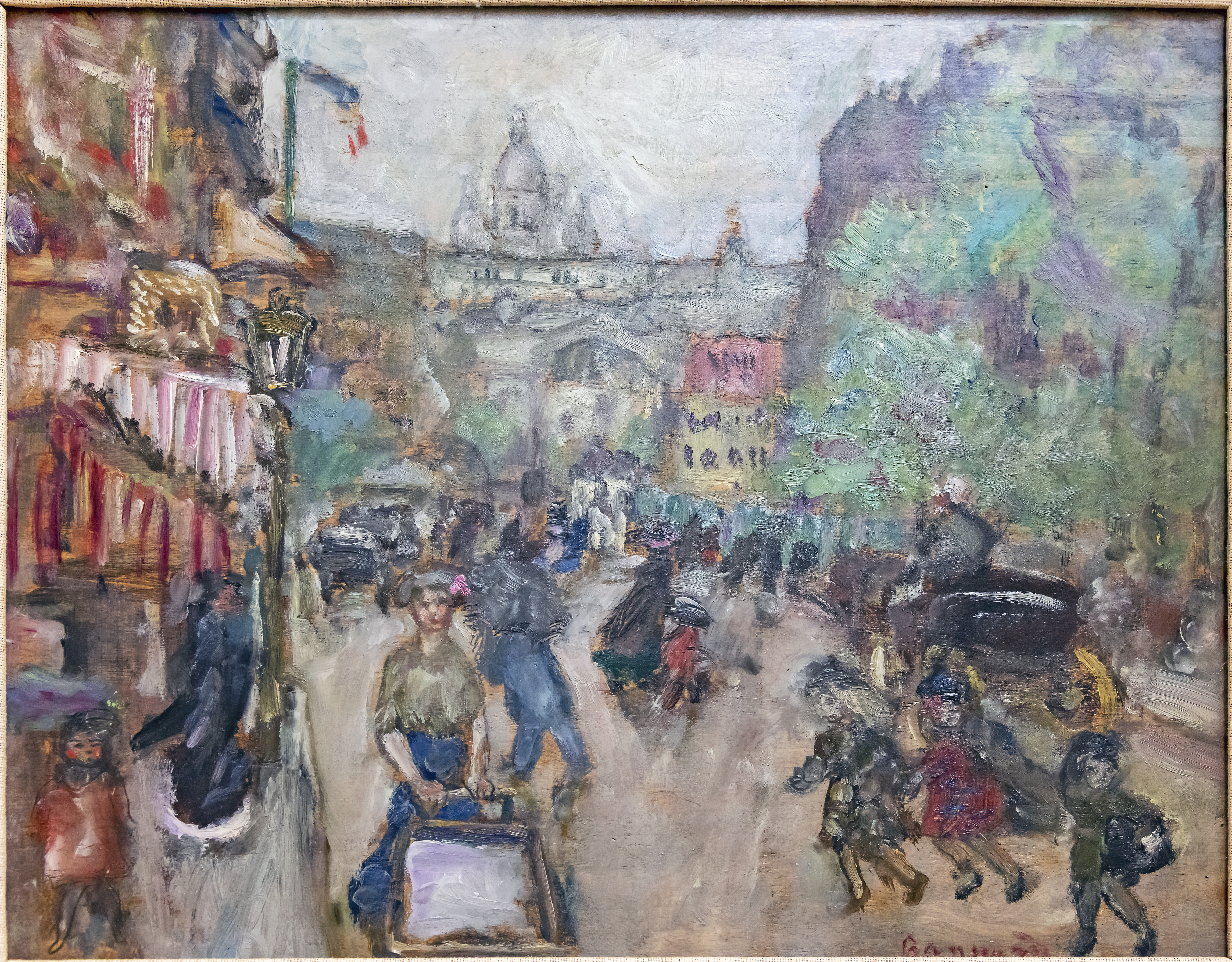
Montmartre
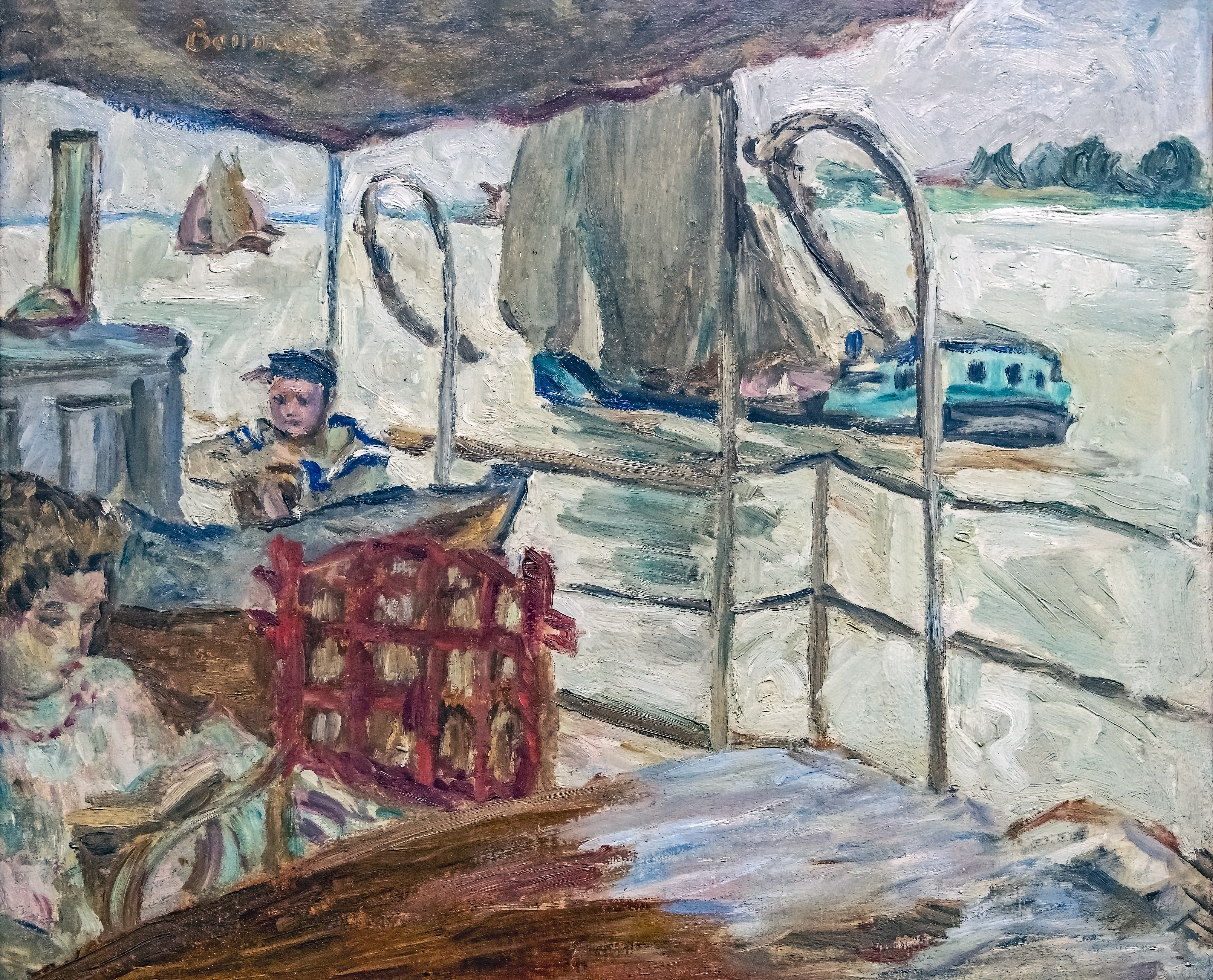
Misia Sert sur le navire d'Edwards
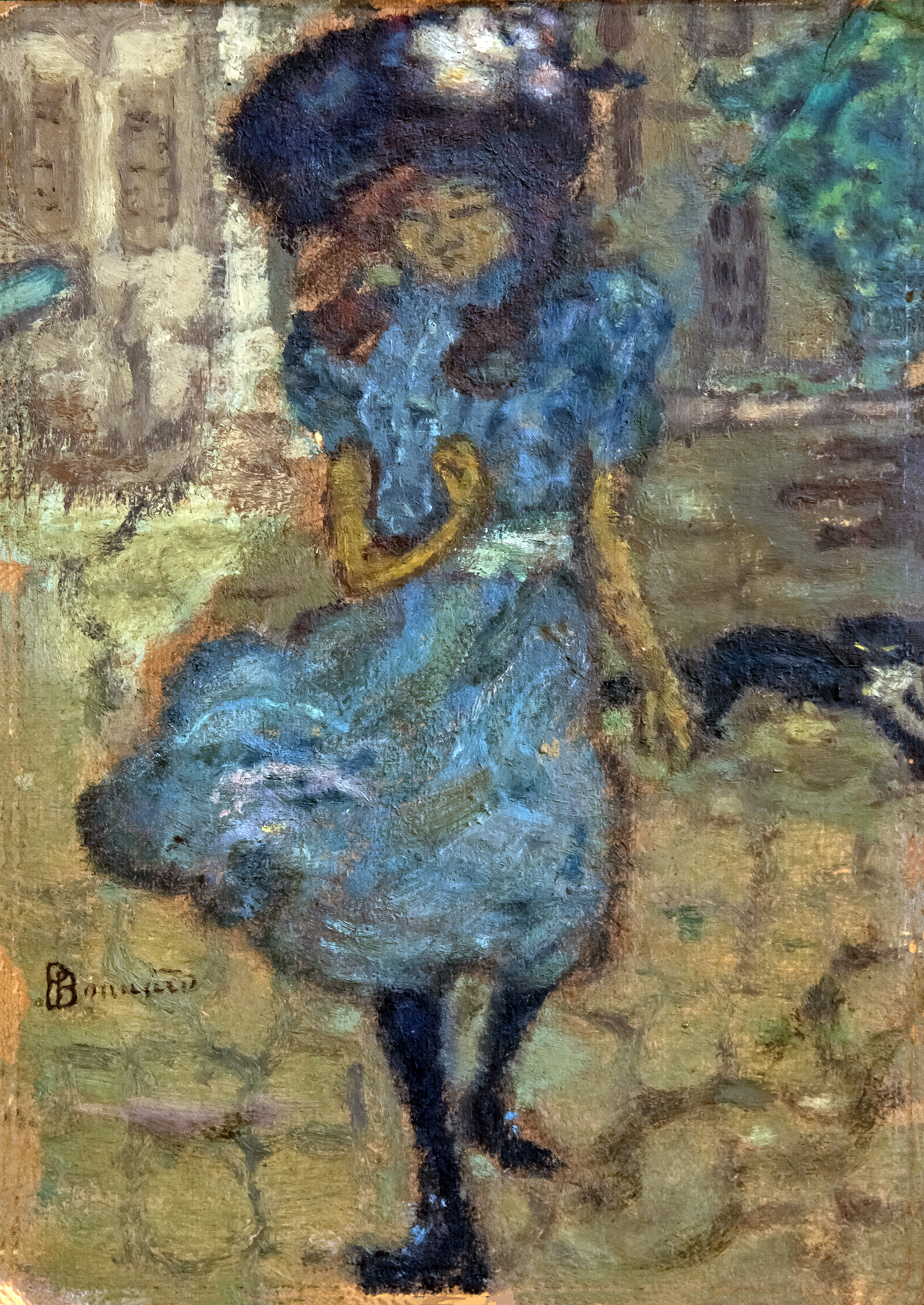
La fillette au chat

Plusieurs œuvres en bronze y sont également exposées, ainsi que quelques tableaux de ses contemporains.
- Élégante à la robe bleu, huile sur toile de Giovanni Boldini, portraitiste de réputation internationale, travaillant principalement à Paris et à Londres. Au début du XXe siècle, il est l'un des portraitistes les plus en vue à Paris.
- Sur le Boulevard (1893) huile sur toile par Louis Valtat

Statues
- De Roger de La Fresnaye, peintre et sculpteur, deux statues en bronze datant toutes deux de 1911 : Grand Nu et Jeune fille retirant sa chemise.
- L'Âge d'Airain et l'étude de nu datant de 1885 pour la future statue de Pierre de Wiessant, toutes deux par Auguste Rodin, un des plus importants sculpteurs français de la seconde moitié du XIXe siècle, considéré comme un des pères de la sculpture moderne.

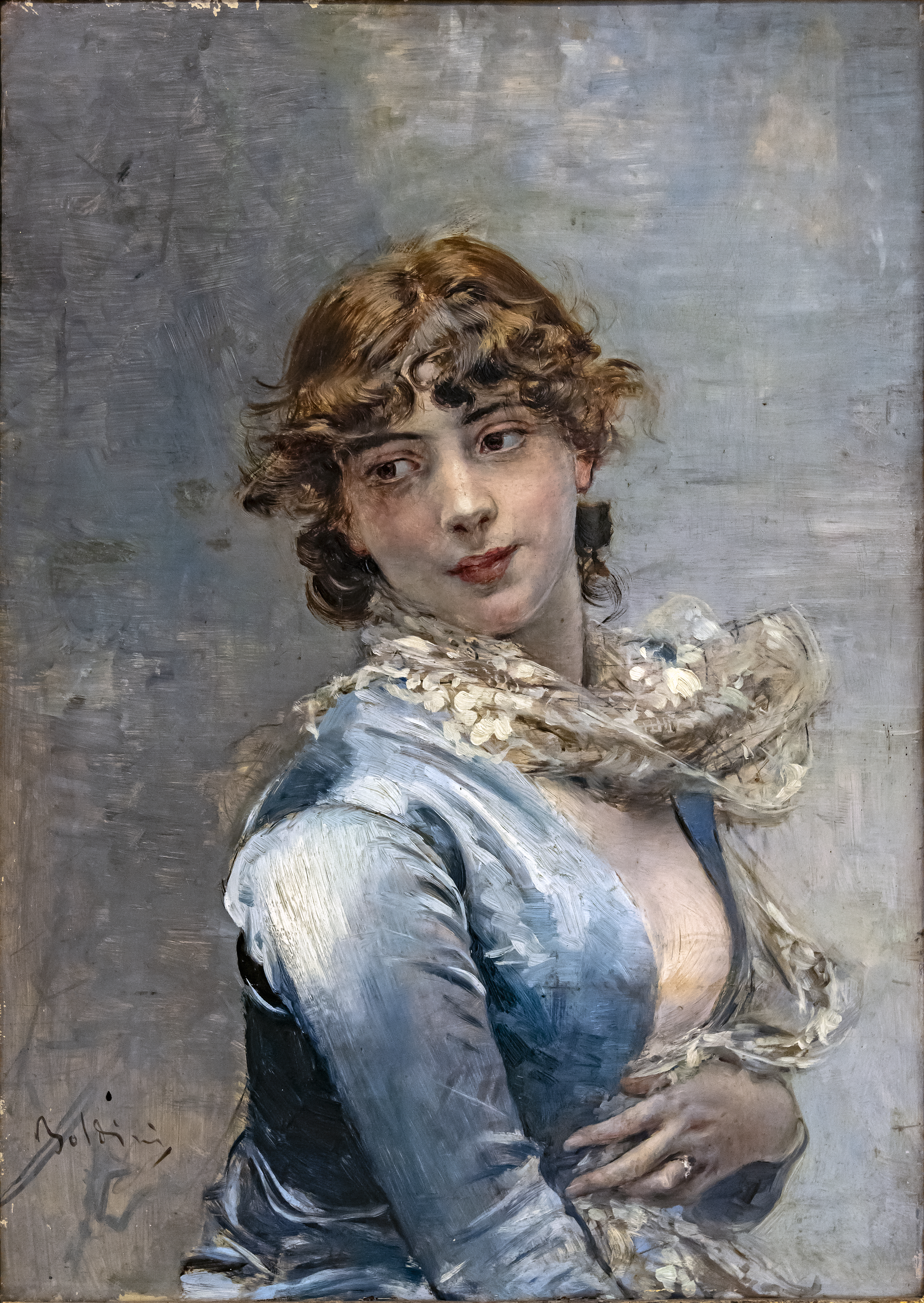
Élégante à la robe bleu par Giovanni Boldini
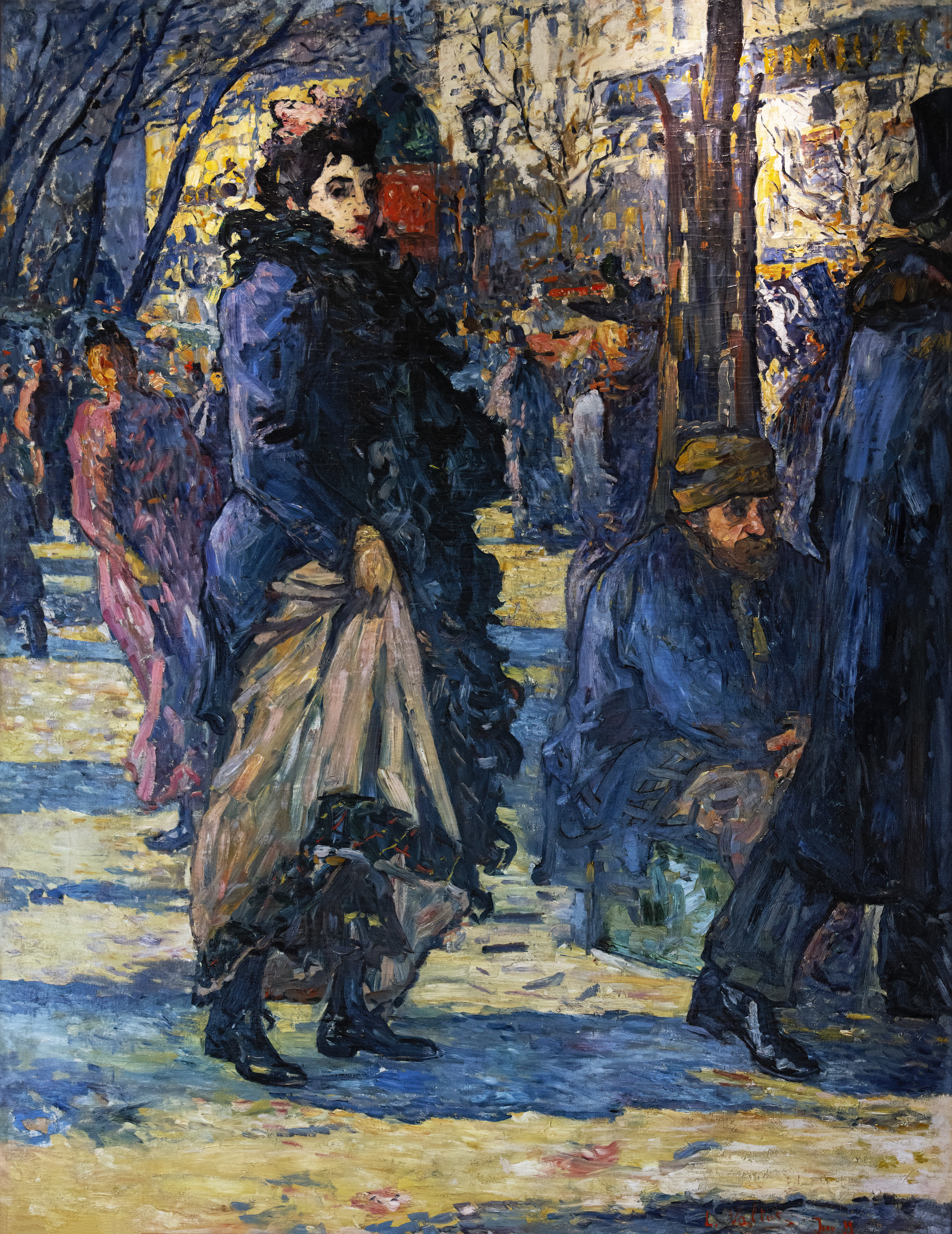
Sur le Boulevard (1893) - Louis Valtat
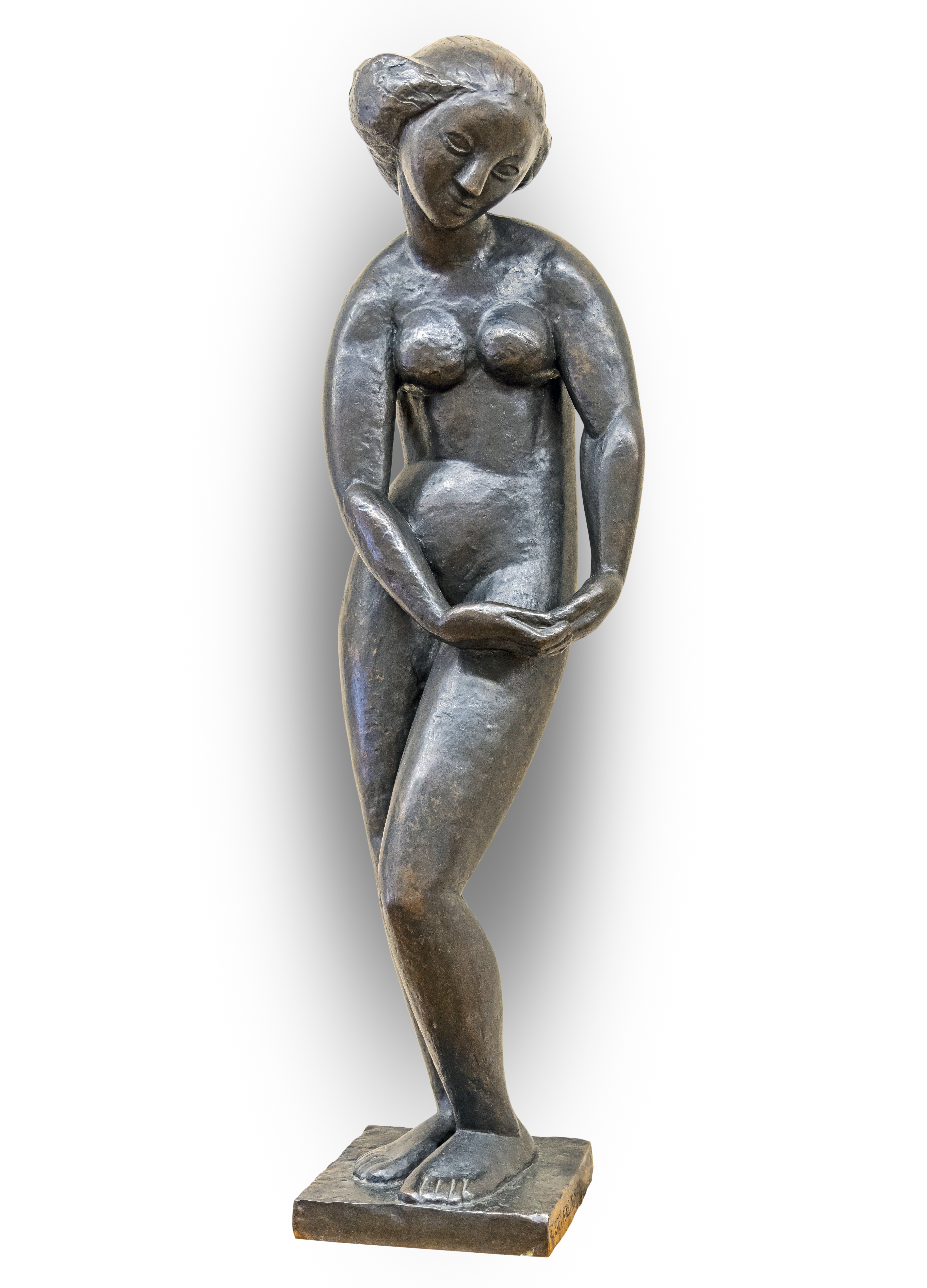
Grand Nu par Roger de La Fresnaye (vers 1911)
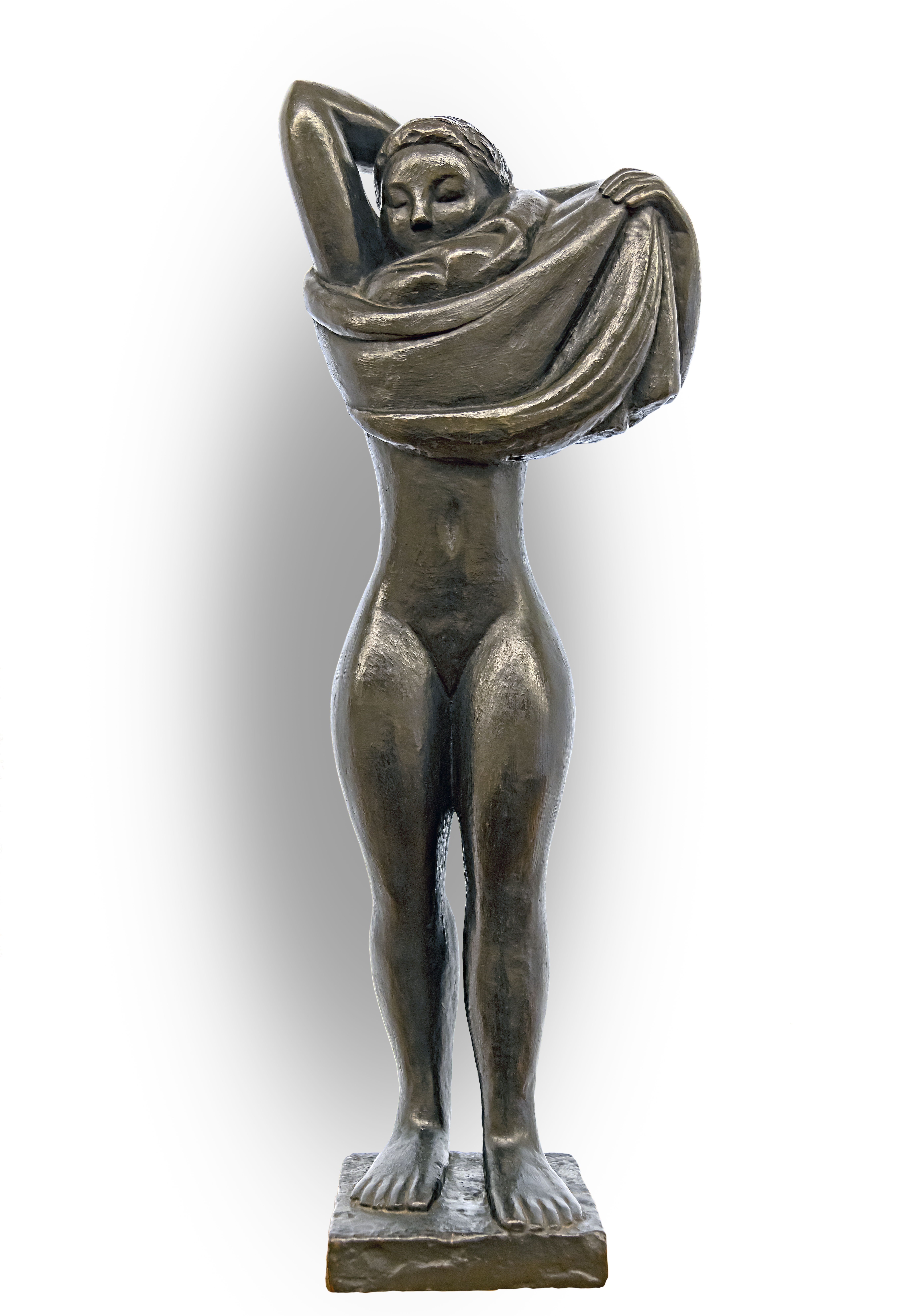
Jeune fille retirant sa chemise par Roger de La Fresnaye (vers 1911)
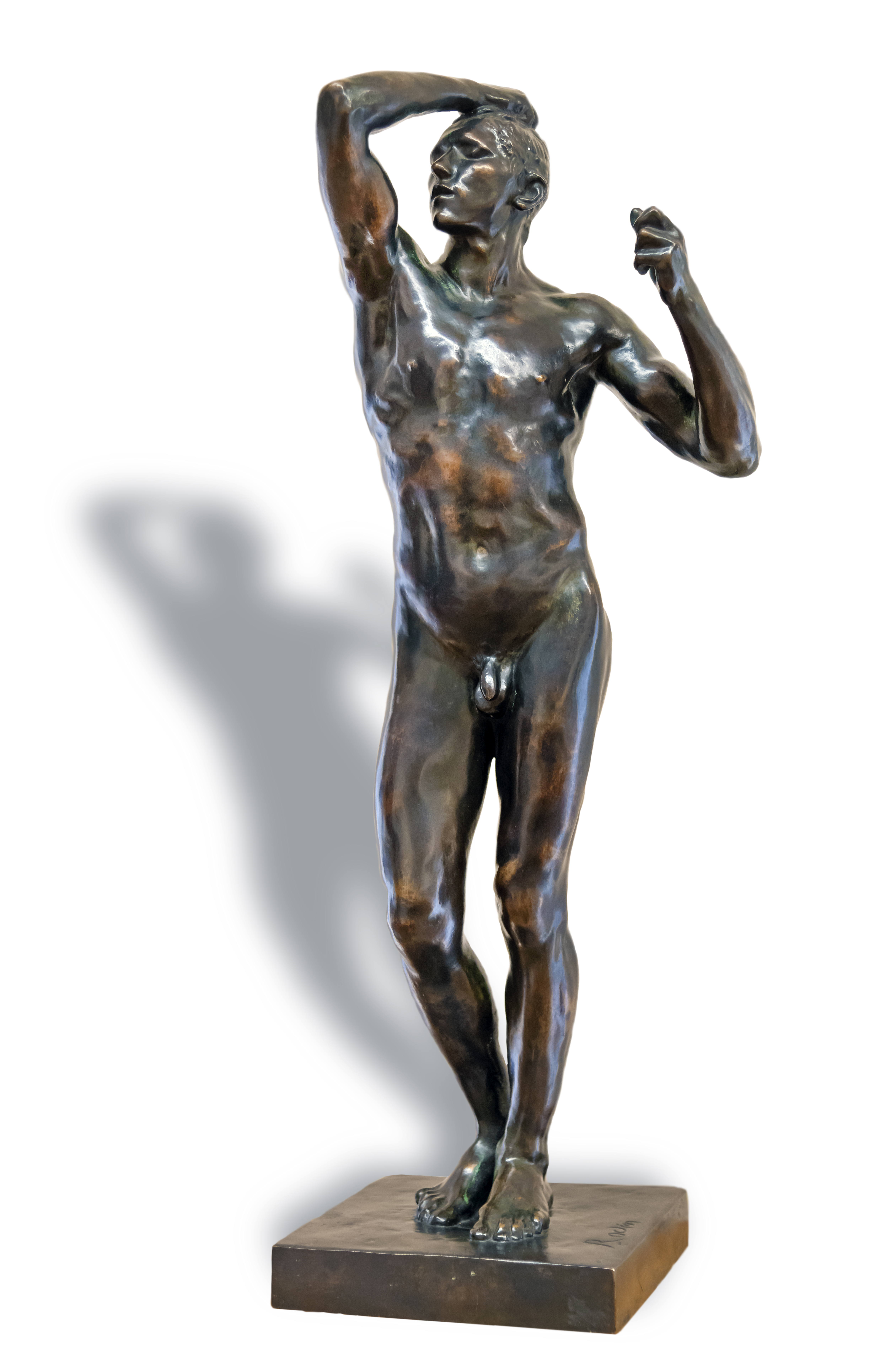
L'Âge d'Airain par Auguste Rodin
Pierre de Wiessant, étude de nu 1885 par Auguste Rodin (1885)

### Sale XIII
Salle des dessins
- Étude de deux chevaux tritons par Luca Giordano.
- Hercule et Antée, lapis de sépia sur papier par Giandomenico Tiepolo.
- Caricature d'un homme de profil par Giandomenico Tiepolo.
- Etude Giambattista Tiepolo.
- Promenade des Remparts de Paris, plume, encre grise, lavis gris par Charles Nicolas Cochin, graveur et dessinateur français. Écrivain, il fut aussi ordonnateur des beaux-arts sous la direction du marquis de Marigny, et secrétaire-historiographe de l'Académie royale.
- Portrait de jeune fille, pastel sur papier d'Auguste Renoir en 1879.
- La Tahitienne par Paul Gauguin, lavis aquarelle. Chef de file de l'École de Pont-Aven et inspirateur des nabis, il est considéré comme l'un des peintres français majeurs du XIXe siècle, et l'un des plus importants précurseurs de l'art moderne avec Munch et Cézanne.
- Maison de la rue des Moulins, Rolande, peinture à l'essence sur carton par Henri de Toulouse-Lautrec.
- Trois pastels sur carton d'Edgar Degas, membre fondateur du groupe des impressionnistes : Femme à la coiffeuse (1879), L'arlequin jaune (1884) et Danseuse rajustant son épaulette (1897).
- Jeune fille lisant, pastel sur papier de Berthe Morisot.

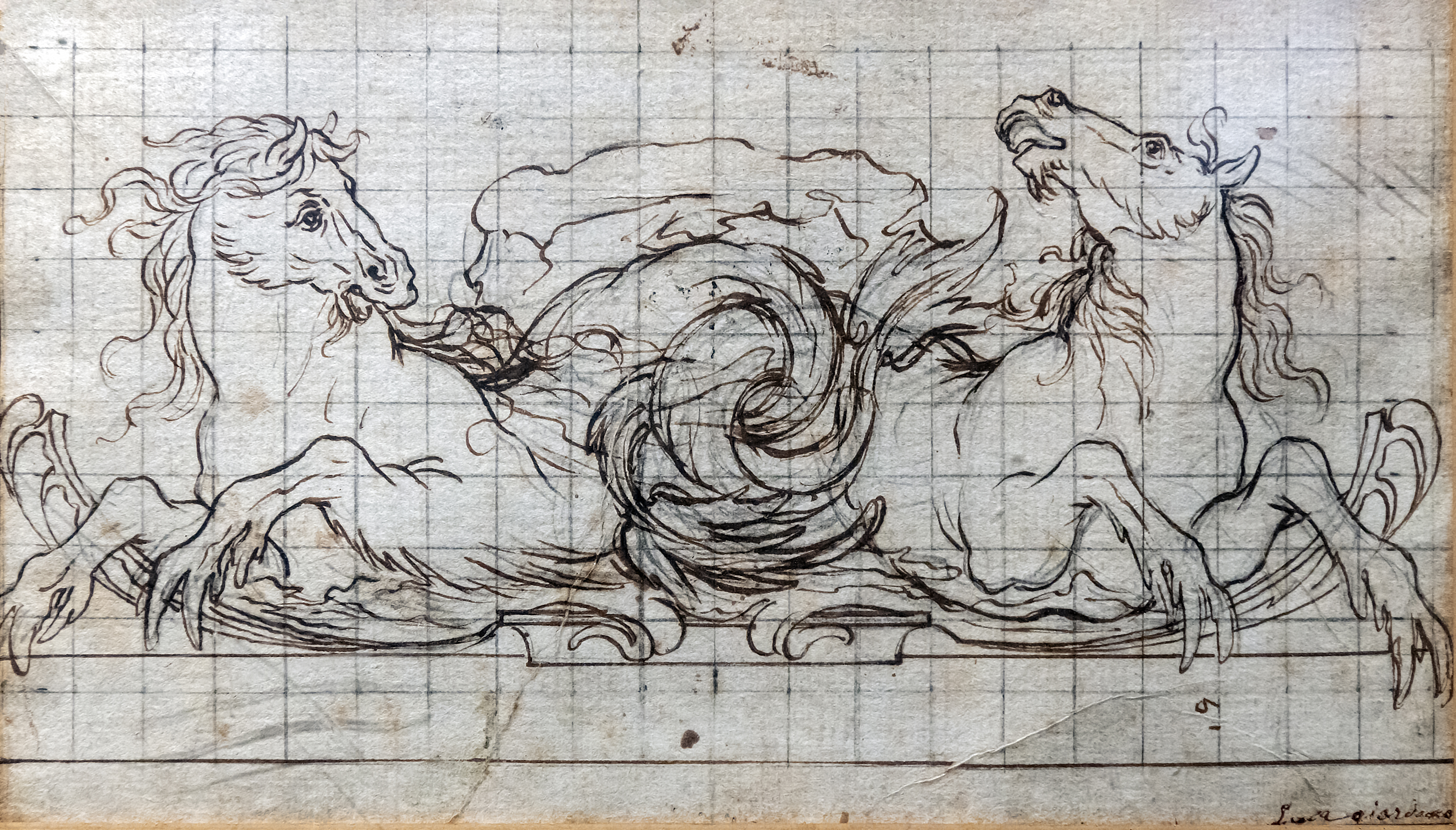
Étude de deux chevaux tritons par Luca Giordano
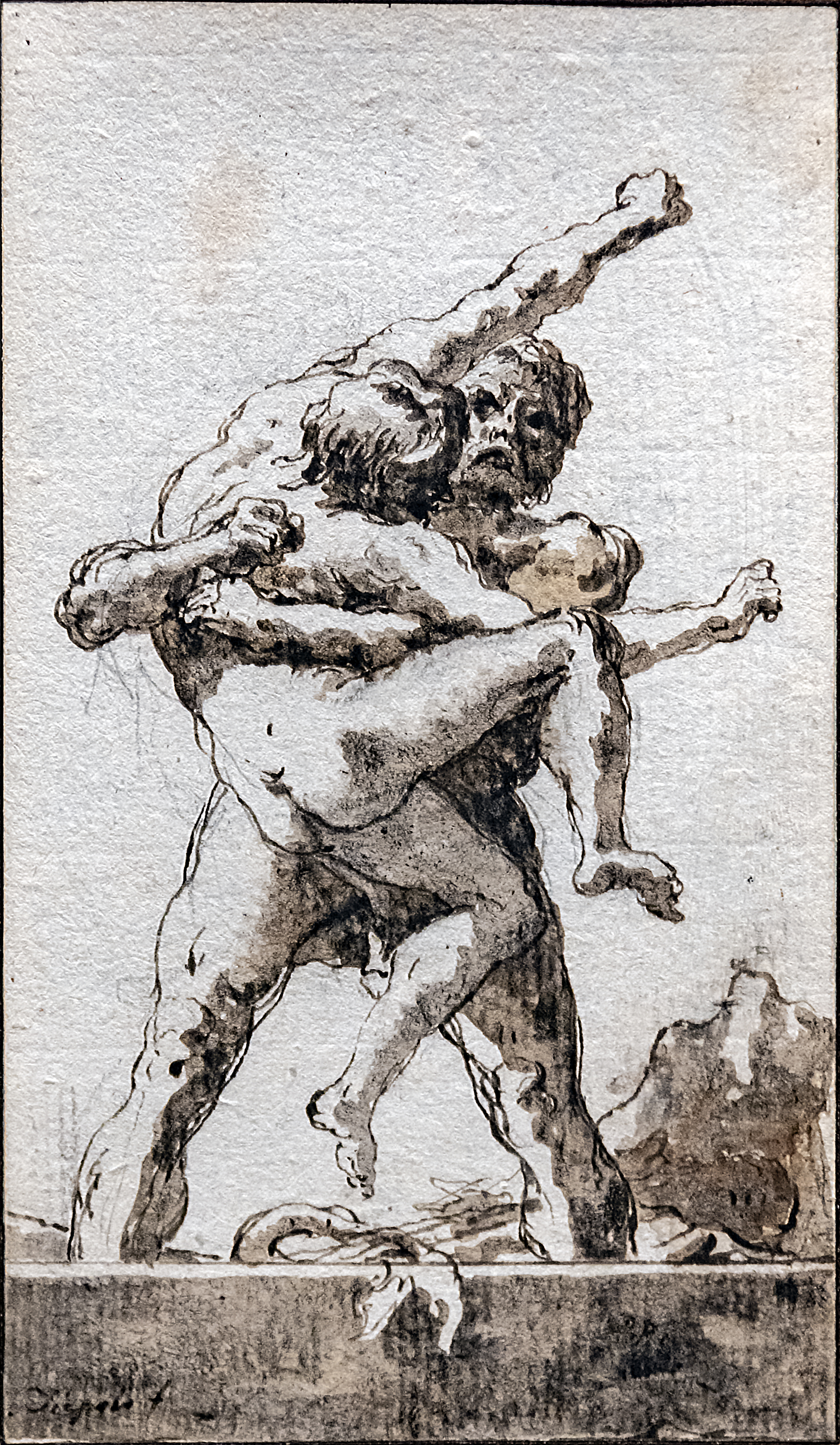
Hercule et Antée par Giandomenico Tiepolo
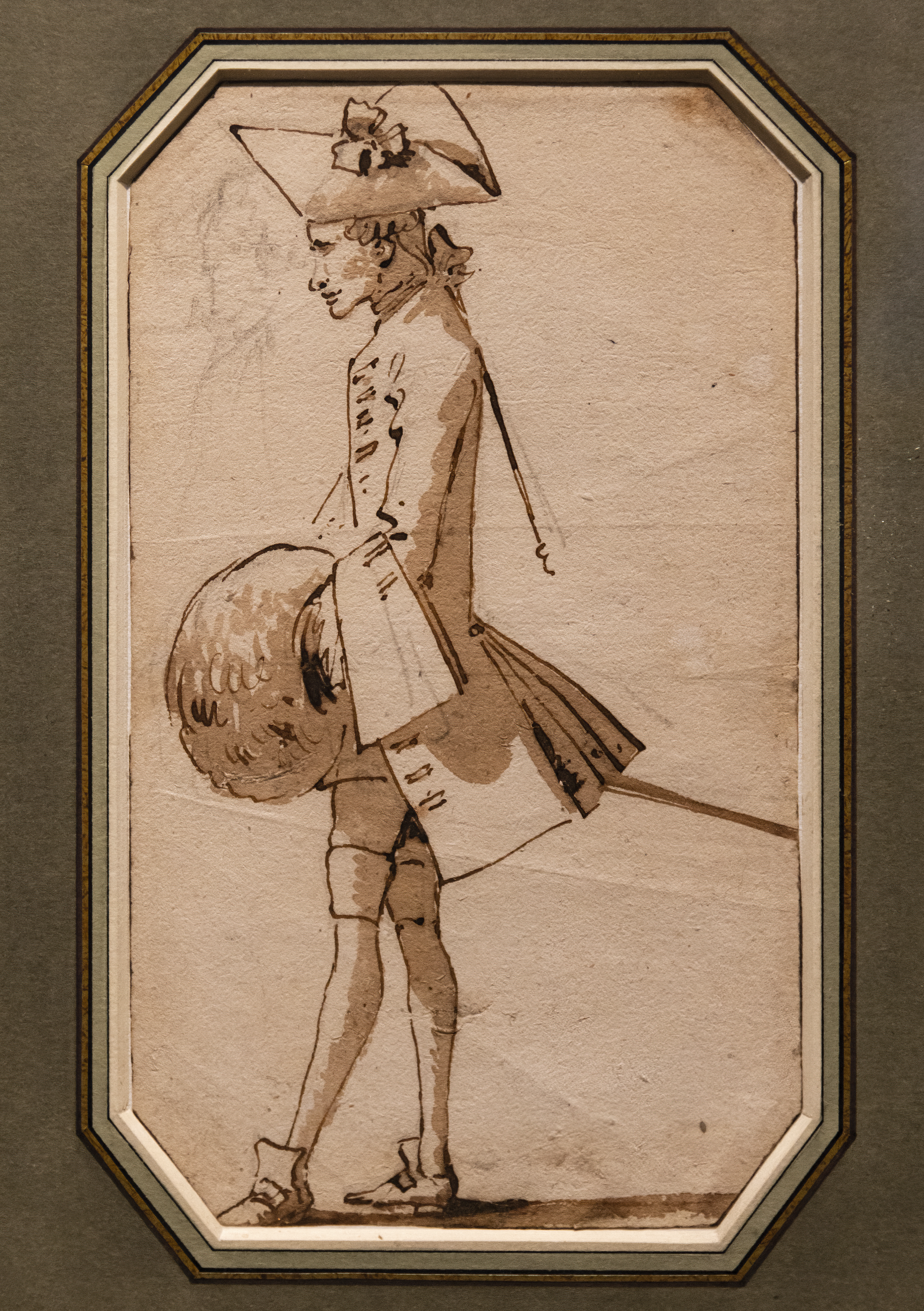
Caricature d'un homme de profil par Giandomenico Tiepolo
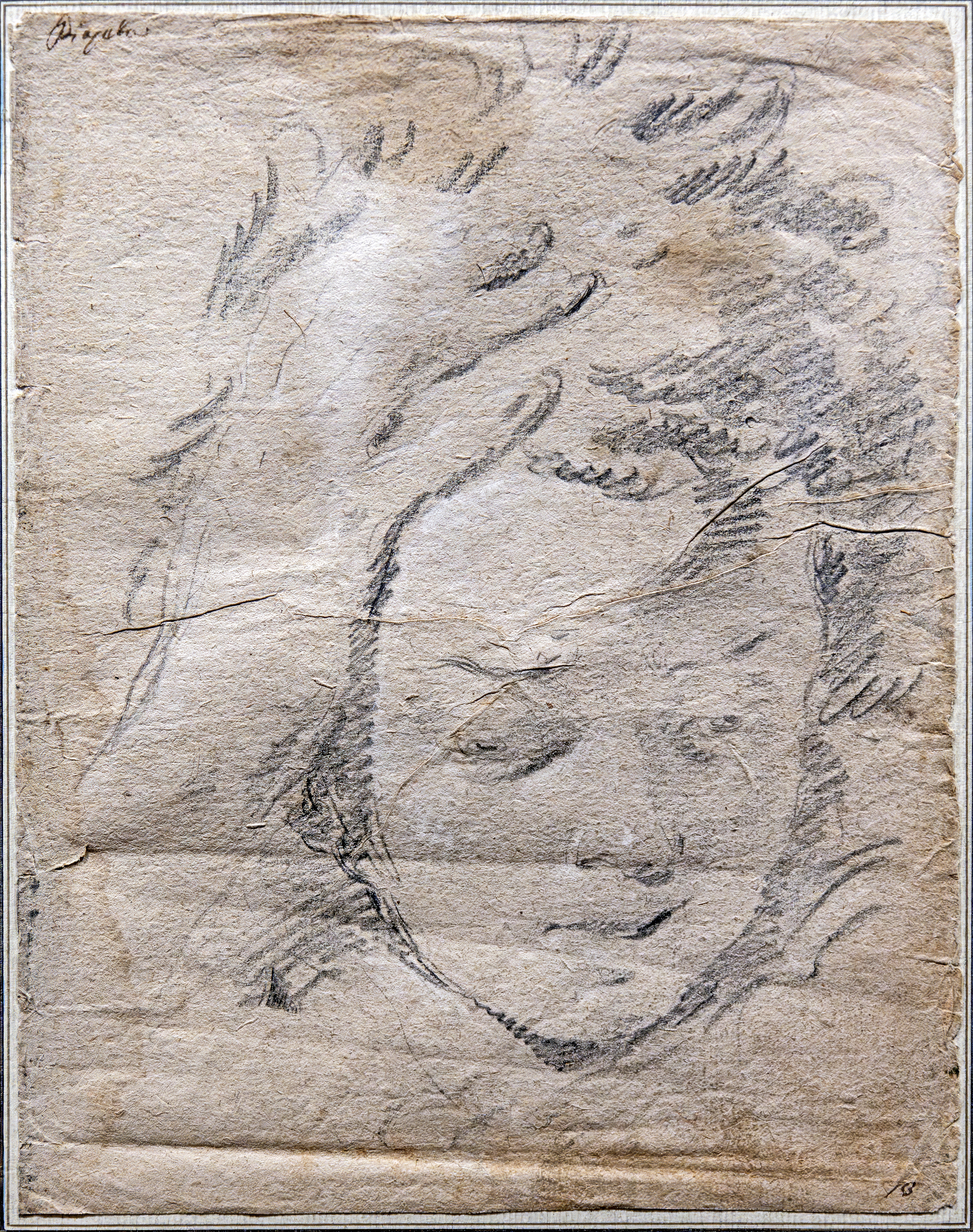
Etude Giambattista Tiepolo
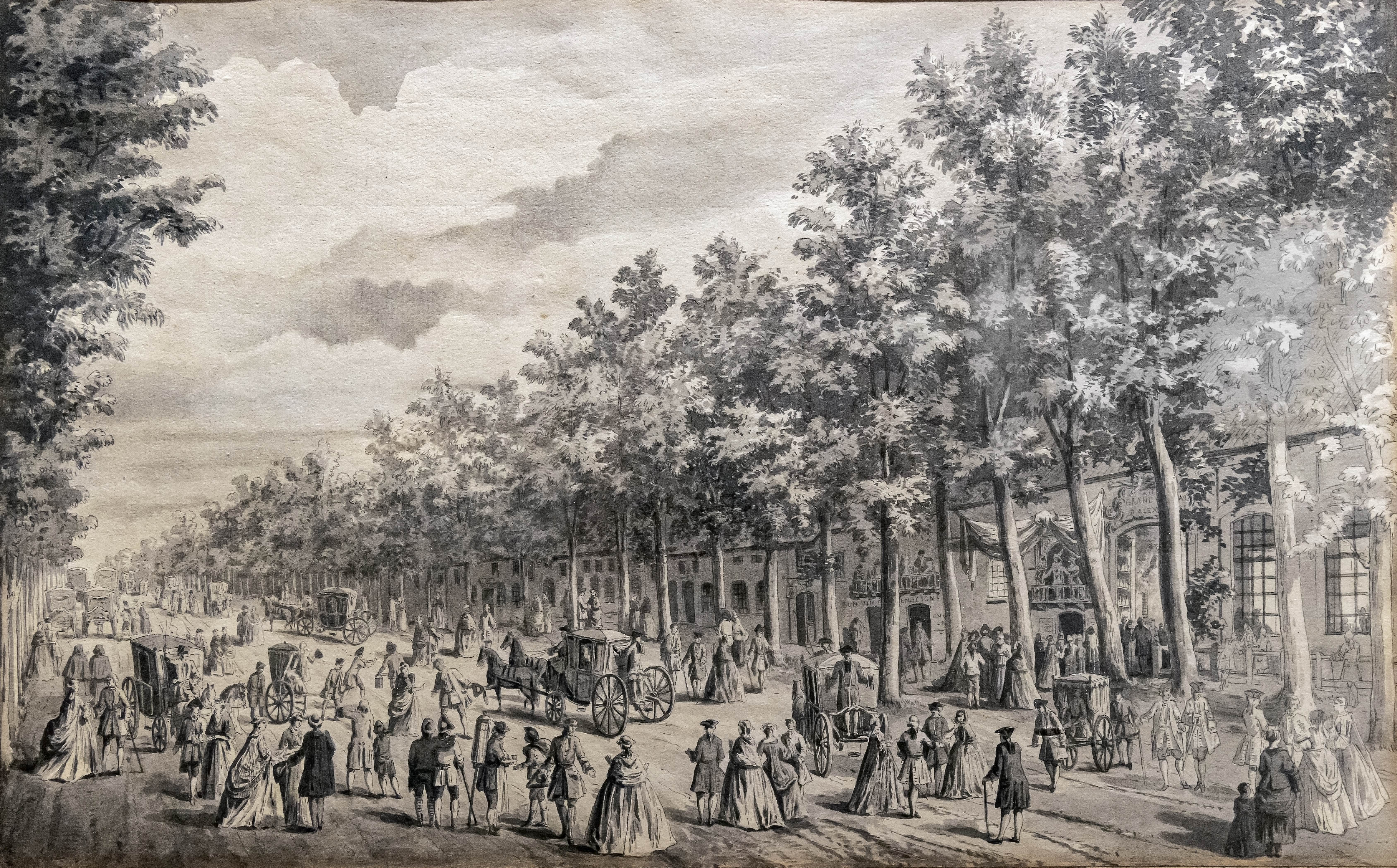
Promenade des Remparts de Paris par Charles Nicolas Cochin
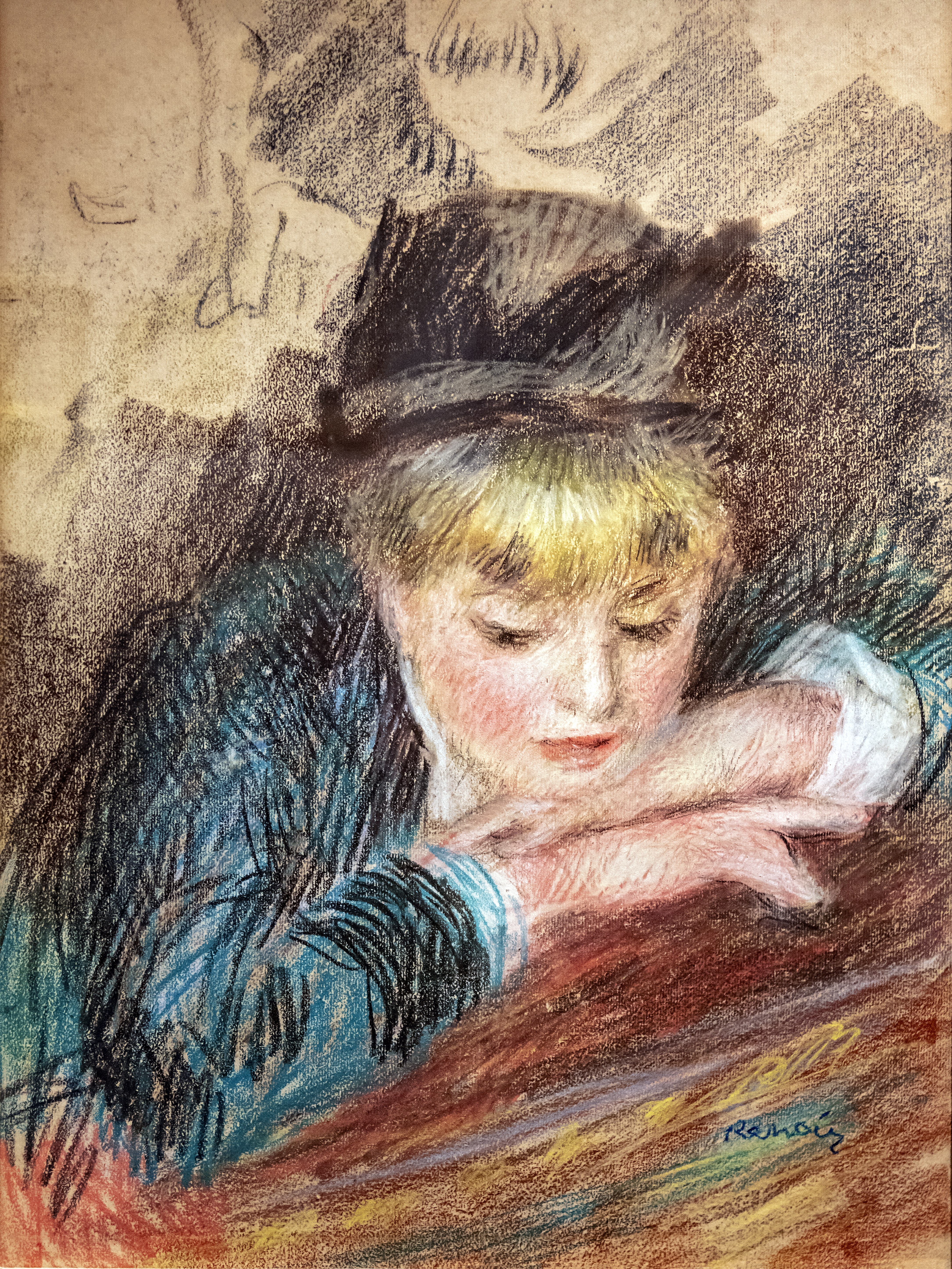
Portrait de jeune fille par Auguste Renoir
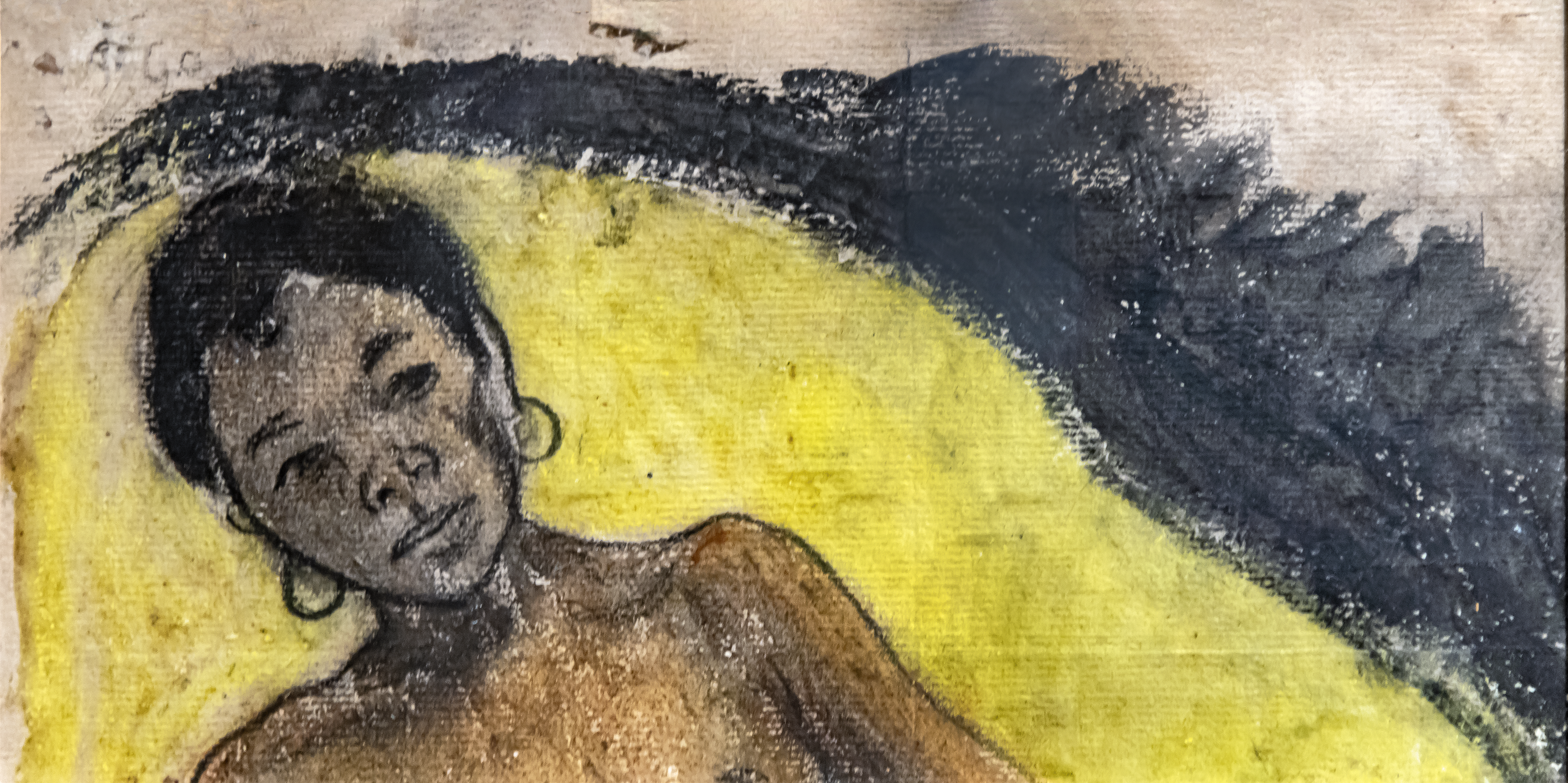
La Tahitienne par Paul Gauguin
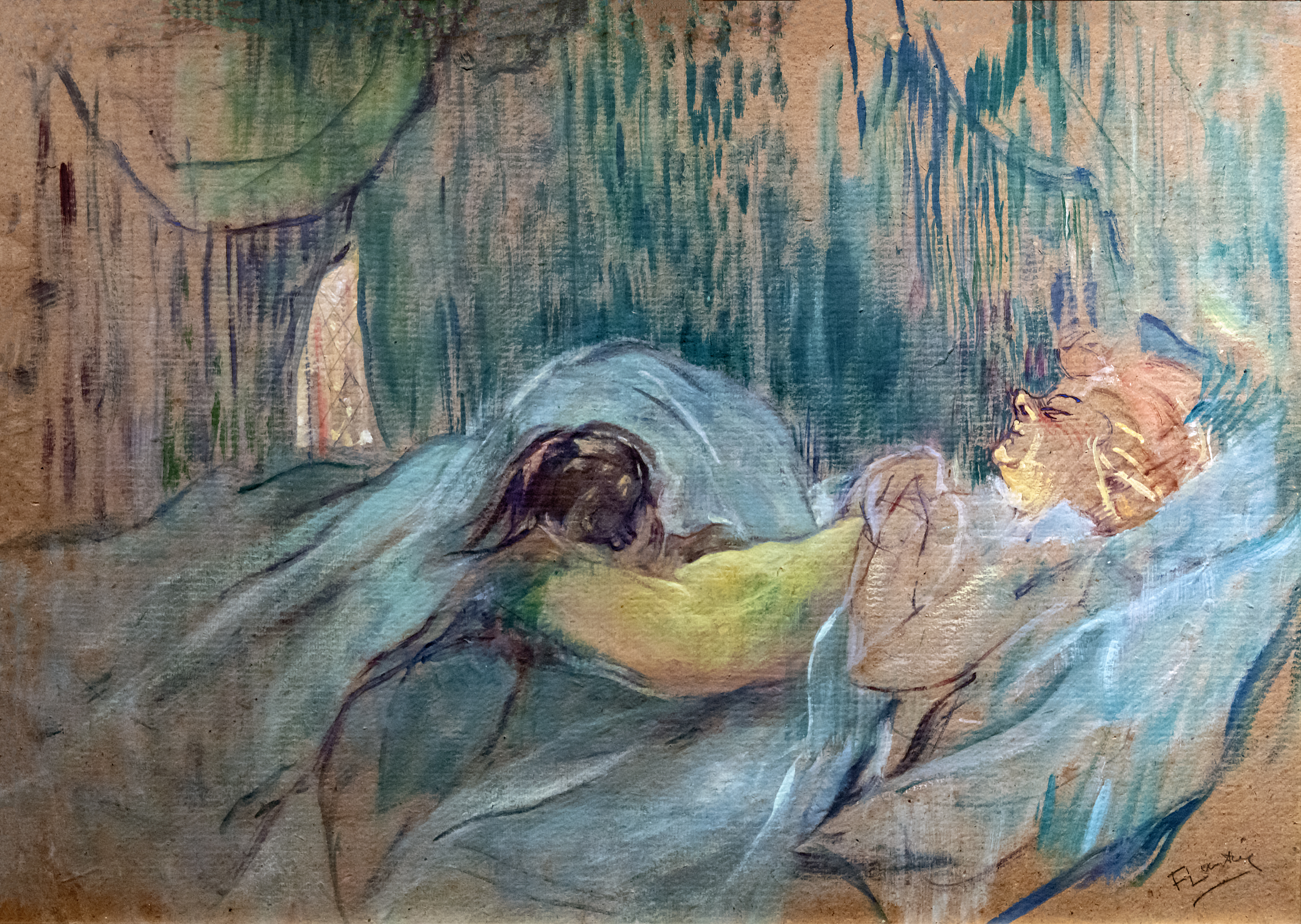
Maison de la rue des Moulins, Rolande par Henri de Toulouse-Lautrec
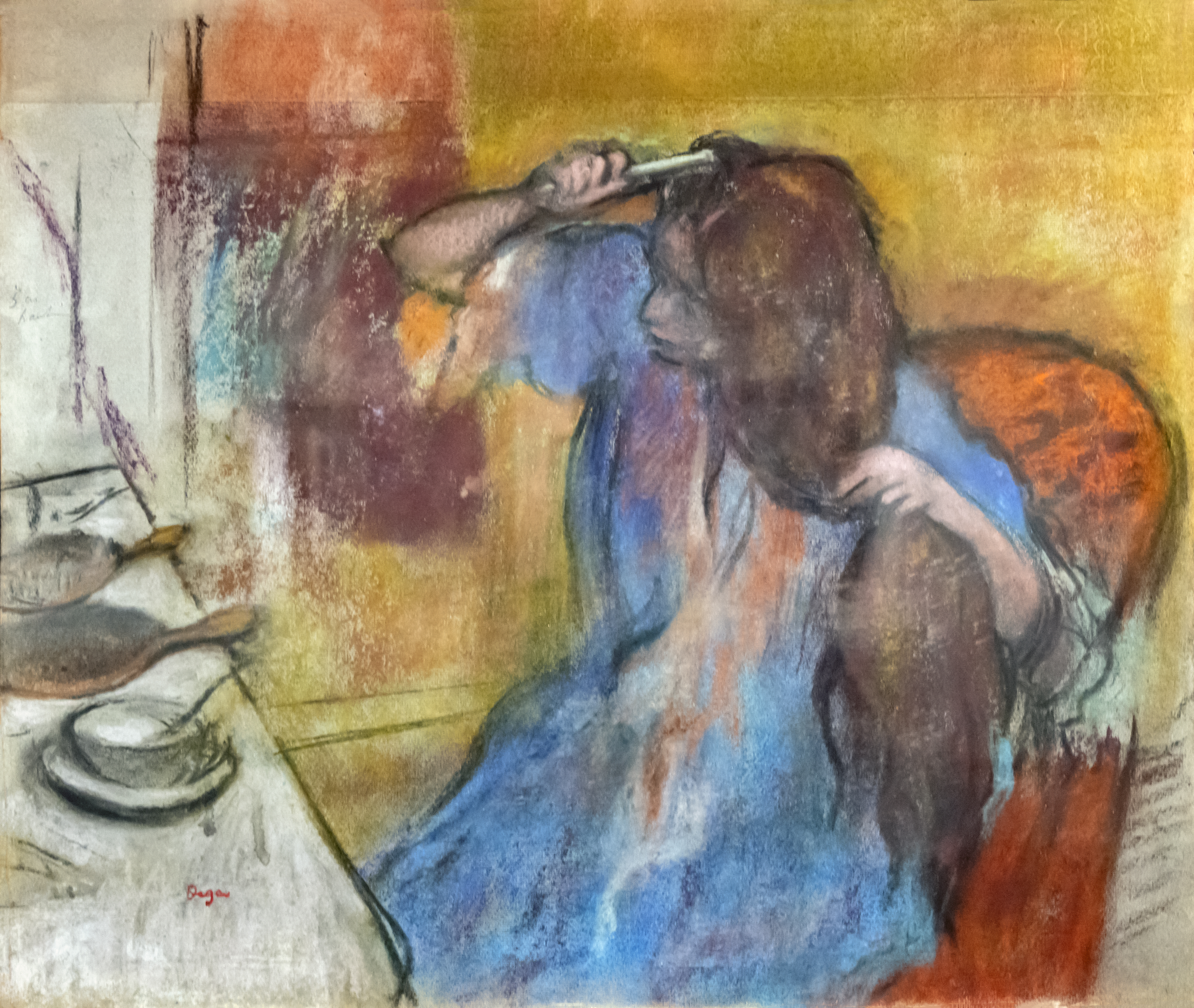
Femme à la coiffeuse par Edgar Degas
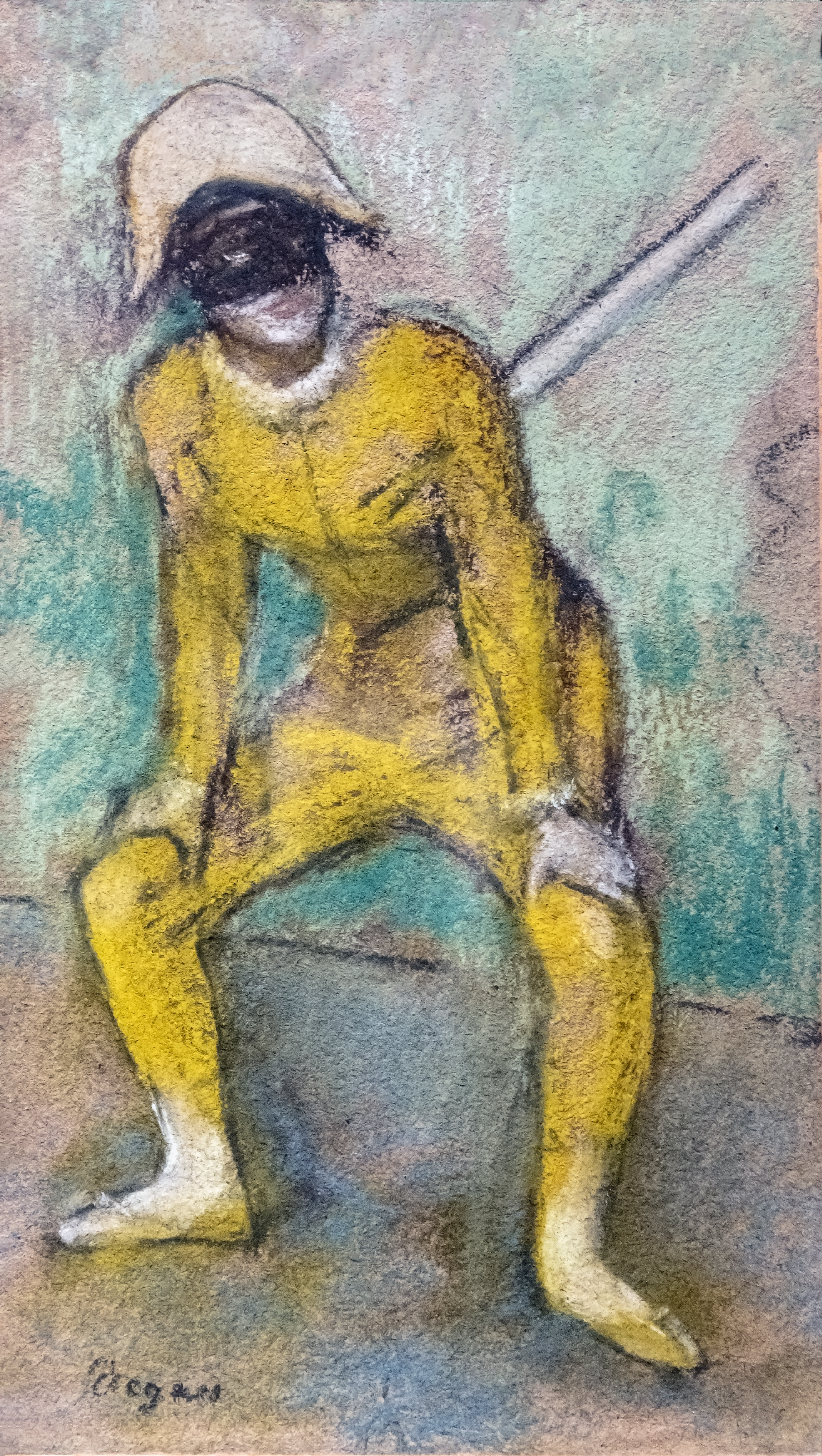
L'arlequin jaune par Edgar Degas
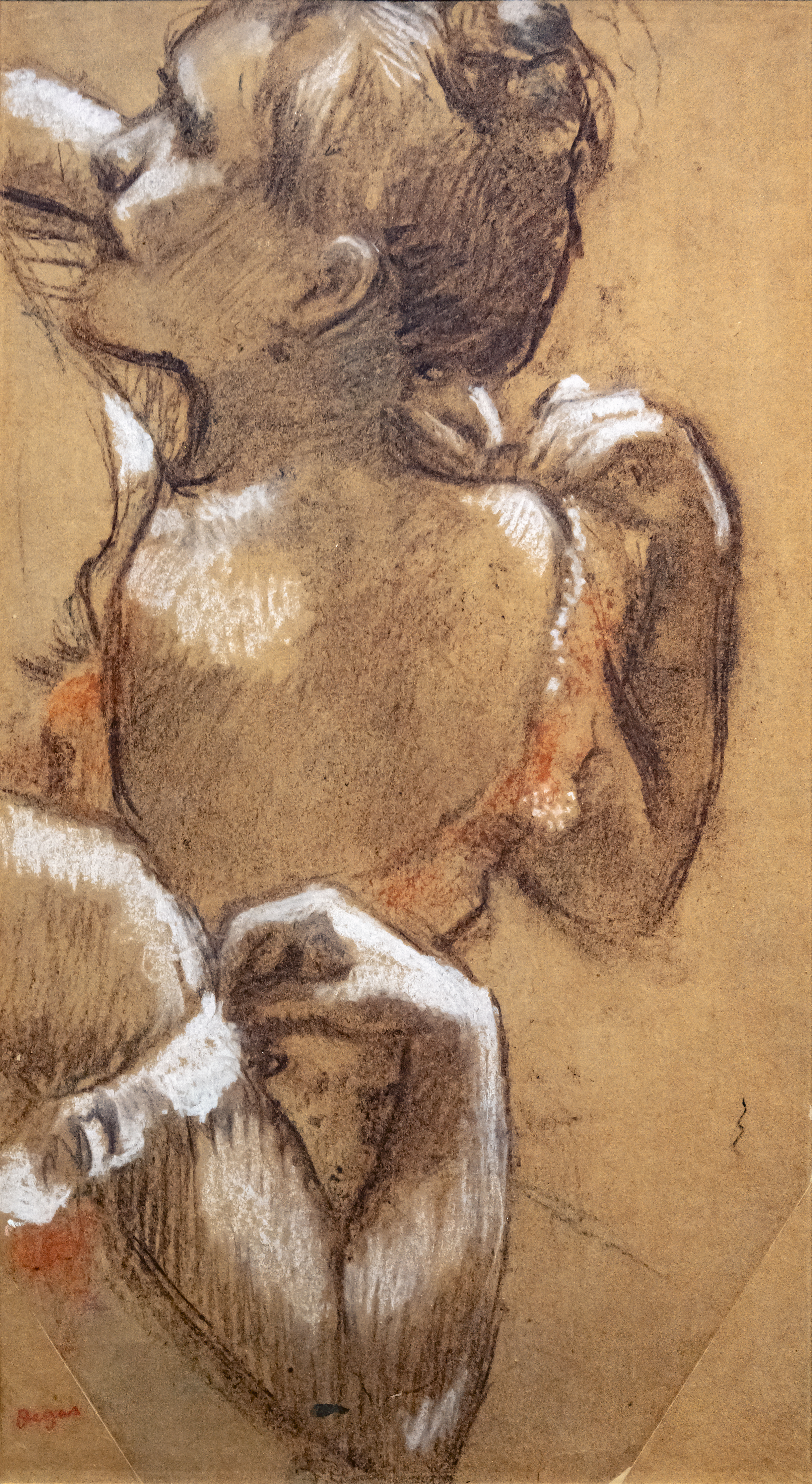
Danseuse rajustant son épaulette par Edgar Degas
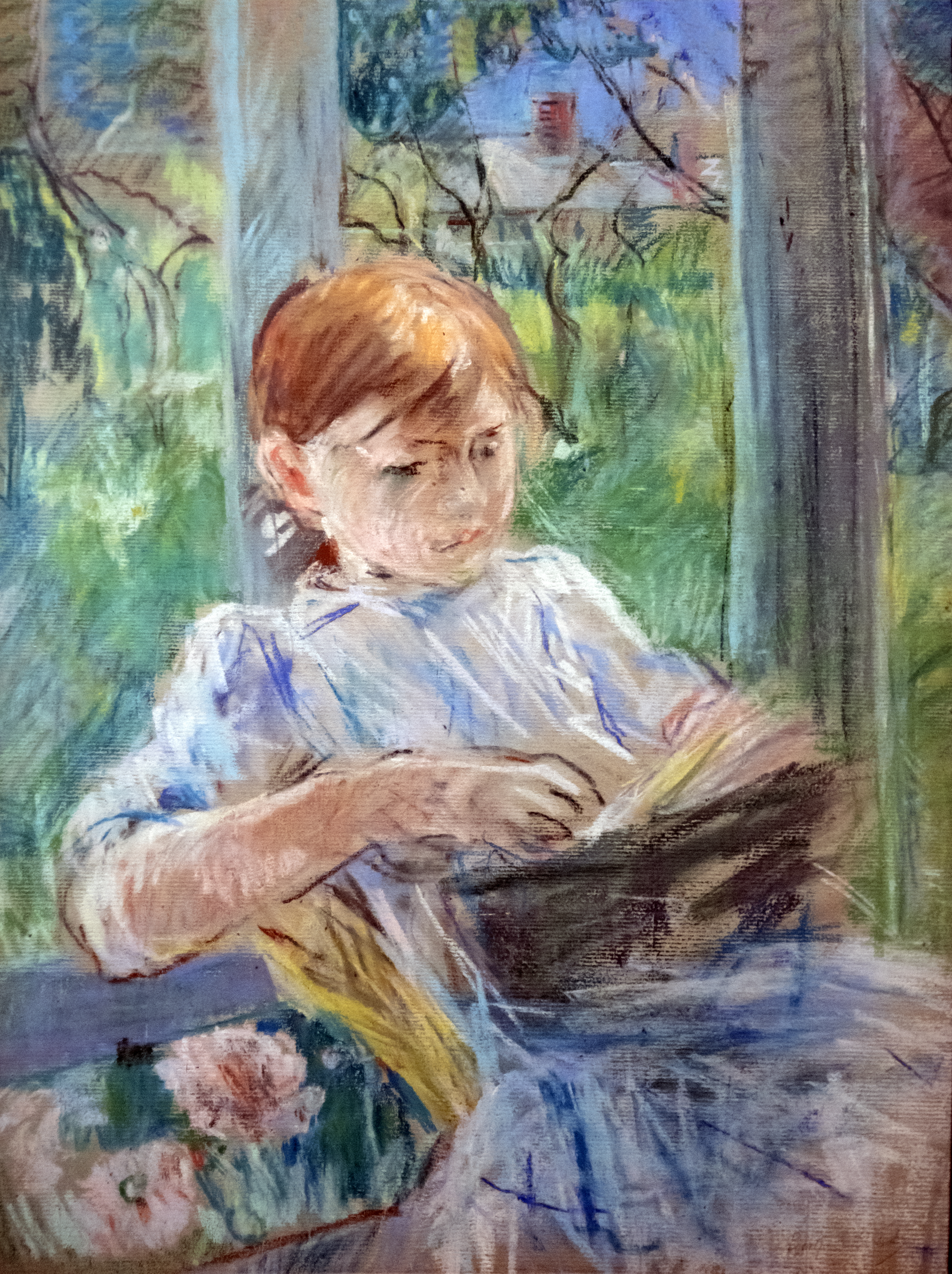
Jeune fille lisant par Berthe Morisot

### Sculptures et objets d'art
Deux cents bronzes de la Renaissance italienne et française font également partie de la collection du musée avec notamment des statues de Giambologna. Les objets d'art du musée de la fondation Bemberg sont quant à eux au nombre de cinq cents. Dans la loggia devant l'entrée du Musée, c'est le Grand guerrier de Montauban par Antoine Bourdelle qui accueille les visiteurs. Dans l'entrée, La chasse à l'ours de Jan Fyt, peintre flamand, élève de Frans Snyders.

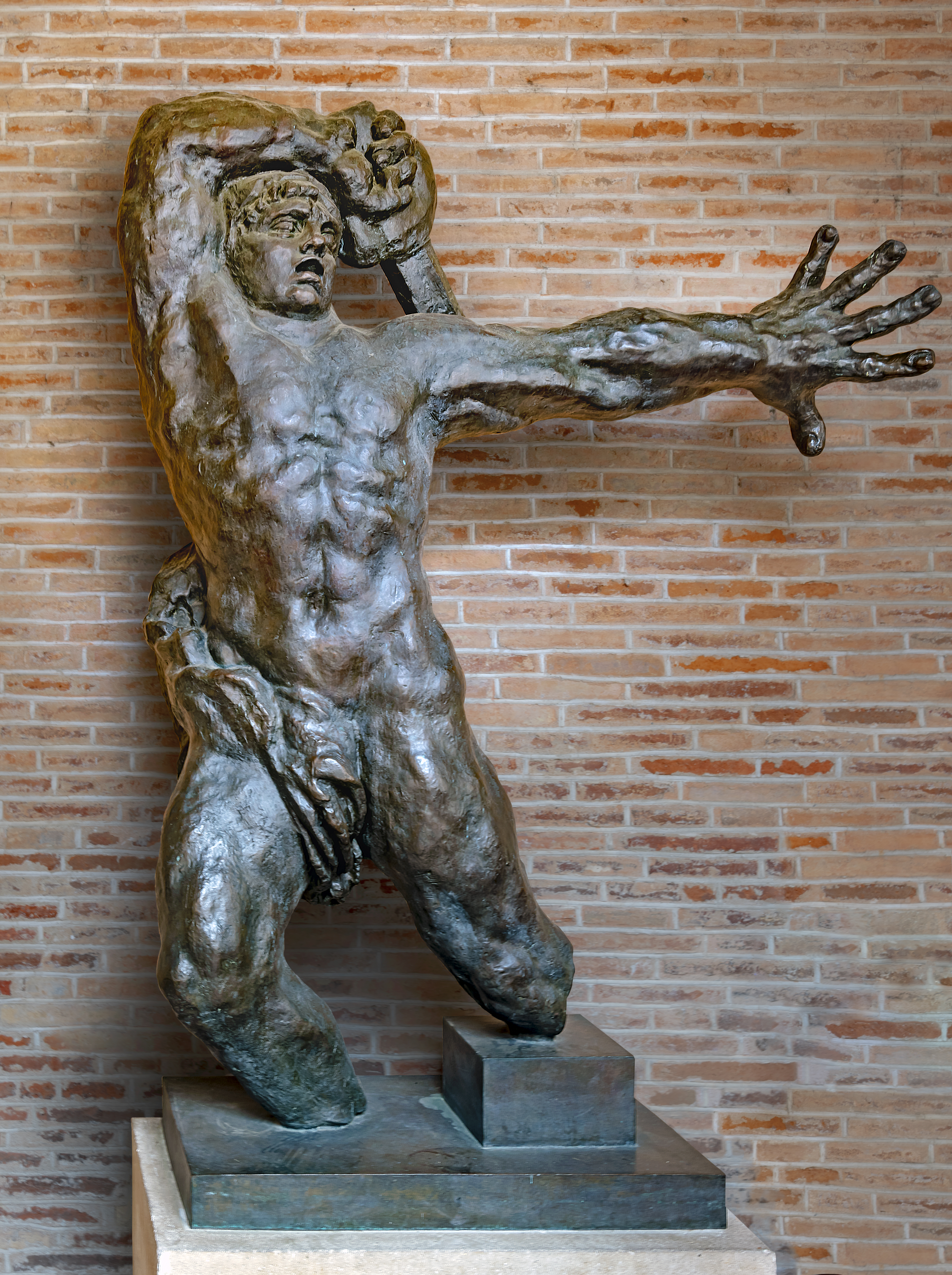
Le Grand guerrier de Montauban par Antoine Bourdelle
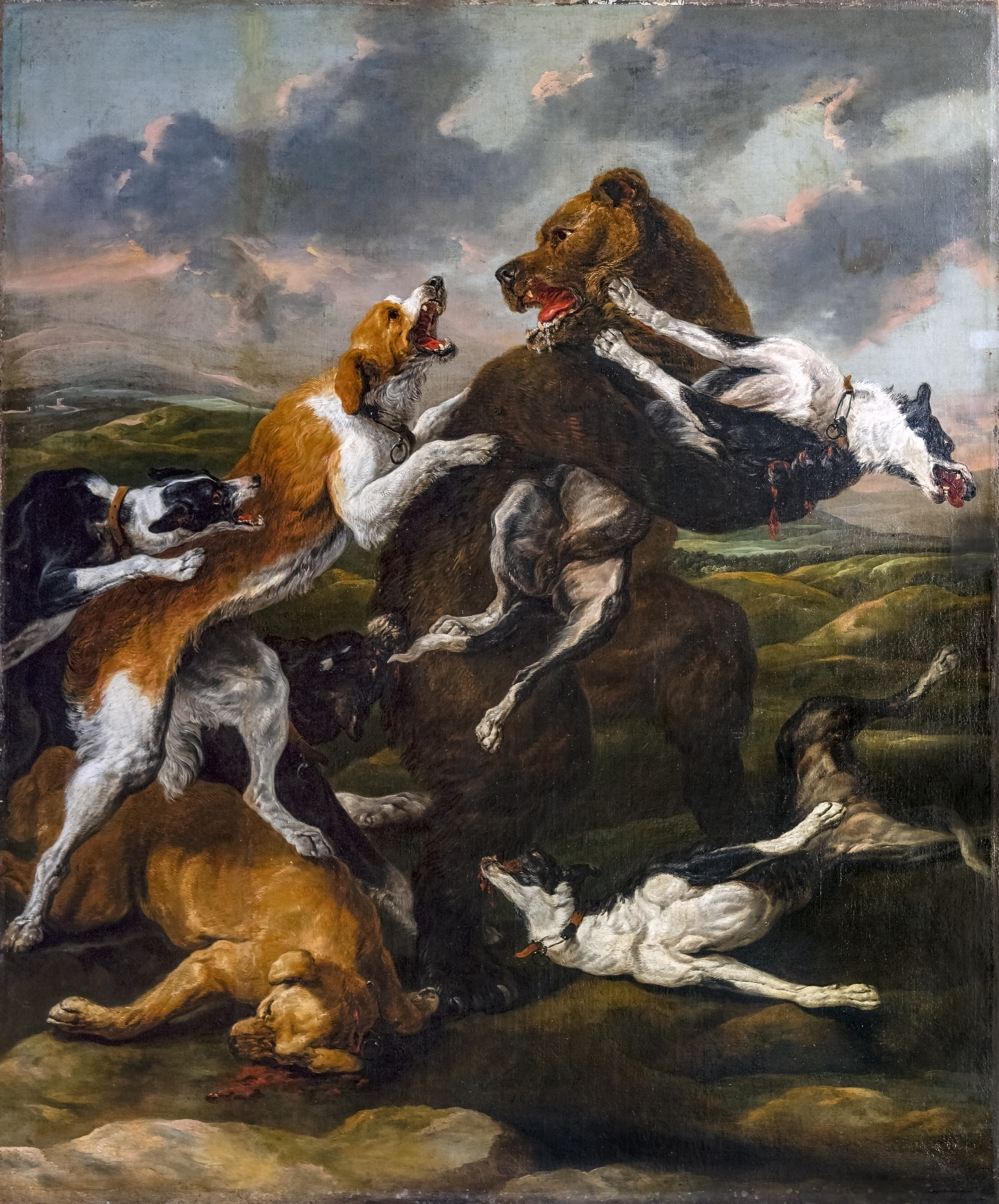
La chasse à l'ours par Jan Fyt